# Vigo
Vigo es un municipio y una ciudad de España situado en la provincia de Pontevedra, comunidad autónoma de Galicia.
Con una población de 293 652 habitantes (INE 2023), es el municipio más poblado de Galicia y el decimocuarto de España, así como la mayor ciudad del país sin rango de capital provincial. Además, es la zona urbana más densamente poblada de la conurbación formada por el conjunto de localidades que se sitúan a lo largo de 300 km de las Rías Bajas y el centro de un área metropolitana que engloba a otros 13 municipios, los cuales suman 481 782 habitantes censados. Los datos del Atlas Estadístico de las Áreas Urbanas en España publicado por el Ministerio de Transportes y Movilidad Sostenible estiman que el área funcional urbana Vigo-Pontevedra conforma la decimosegunda área metropolitana de España.
Geográficamente está situada en el noroeste de la península ibérica, distando solamente unos 33 km al norte de la frontera con Portugal. El término municipal abarca una extensión de 109,06 km² y su densidad poblacional es de 2686,47 hab/km².
Su economía como la del resto de la comarca se caracteriza por una gran diversificación. Sus principales motores económicos son la industria automotriz, construcción naval, pesca industrial y las actividades del puerto y zona franca. Otros sectores base importantes son el comercio, servicios y turismo; este último debido a sus playas, oferta cultural, festivales o fiestas locales, el Camino de Santiago en su ruta portuguesa por la costa y, más recientemente al alumbrado navideño de la ciudad.
Alberga diversas instituciones y organismos, como es el caso de Afundación, la Agencia Europea de Control de la Pesca, el Consorcio de la Zona Franca de Vigo, la Cooperativa de Armadores de Pesca del Puerto de Vigo, el Instituto Camões, la sede del parque nacional de las Islas Atlánticas de Galicia o la Universidad de Vigo, entre otras. Esta concentración de empresas e instituciones de diversos sectores económicos, hace que en Vigo diariamente vivan, trabajen o estudien cerca de 500 000 personas, que representan aproximadamente el 53 % de la población de la provincia y el 18,46 % de la población de Galicia. El asteroide (127870) Vigo fue nombrado en honor a la ciudad.

## Toponimia
Existen diversas teorías sobre el origen del topónimo de «Vigo». La versión más extendida es que deriva de la palabra latina «Vicus», que significa pueblo o alquería y que alude al pequeño asentamiento romano de Vico Spacorum. Otras líneas de investigación, por parte de arqueólogos y asociaciones, indican que Vigo era la ciudad romana de Burbida Magna, que era un importante puerto comercial y con industrias de salazón; sin embargo, ninguna de las hipótesis cuenta con consenso entre los historiadores. Otras teorías señalan que el topónimo de Vigo proviene del vocablo vikingo «Úig», que significa bahía.

## Símbolos
Escudo
El actual escudo deriva del antiguo que adornaba la antigua fuente de Neptuno, que estuvo situada en el pasado en la Puerta del Sol. Simboliza un castillo de base cuadrada y terminado en una torre, al lado del castillo está el antiguo olivo que se encontraba en el atrio de la Concatedral de Santa María, todo en una isla sobre un mar de cinco franjas ondeantes representando el carácter marítimo de Vigo.
Bandera
Según algunas hipótesis sobre el origen de la bandera es que fue usada durante la Reconquista de Vigo, en la Guerra de la Independencia Española. Posteriormente en los años 1930 comenzó a usarse como bandera de la Provincia marítima de Vigo y el 7 de abril de 1987 el pleno del ayuntamiento aprueba su uso como bandera oficial. Consta de dos colores, blanco y rojo y van en forma de sotuer: el blanco a los laterales y el rojo encima y debajo.

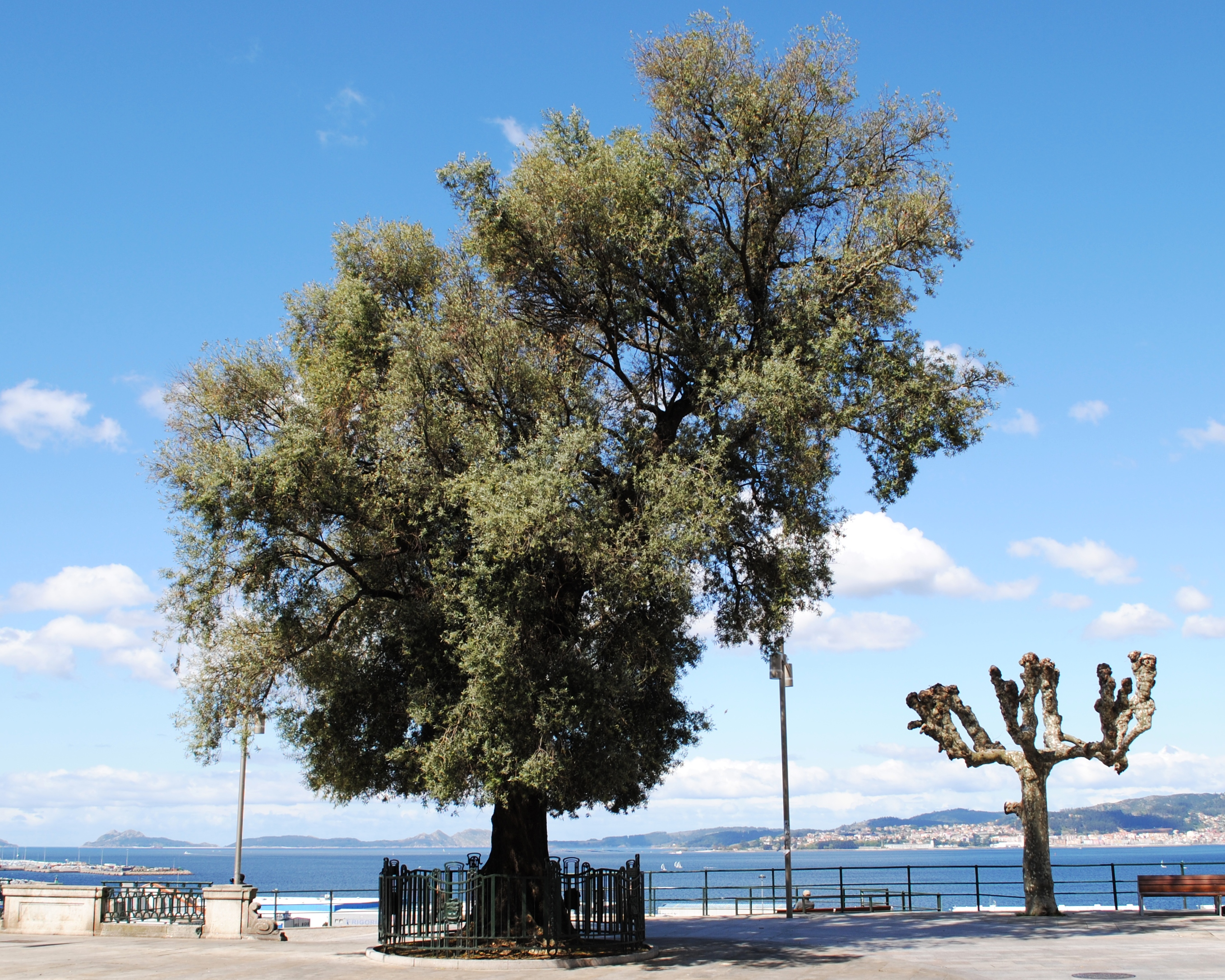
Olivo de Vigo
En la antigüedad Vigo era conocida como la «ciudad de la oliva» y en la actualidad como «ciudad olívica». Este sobrenombre se debe a que antiguamente en el atrio de la concatedral de Santa María existía un gran olivo plantado por los caballeros monjes templarios durante la época en la que se encargaban de regir la feligresía.
El árbol desapareció de esa ubicación al construirse la actual iglesia. Al ser derruido, el entonces administrador de la aduana de Vigo, Manuel Ángel Pereira, recogió una de sus ramas y la plantó en el huerto de su casa, que estaba situada en la actual Puerta del Sol. El árbol creció hasta que el desarrollo de la ciudad obligó a trasladarlo al paseo de Alfonso XII, lugar en donde se encuentra actualmente.
En su nuevo emplazamiento y para protegerlo se instaló una verja de hierro, en donde en agosto del año 1932 se colocó una placa de bronce que tiene escrito el siguiente texto:

DENTRO DE ESTA VERJA, OFRENDA DE LOS VIGUESES A SU ÁRBOL SIMBÓLICO, QUEDA HOY DEPOSITADA POR ELLOS LA PROMESA FIRME DE SU AMOR, DE SU LEALTAD Y DE SU ABNEGACIÓN POR LA CIUDAD AMADA. 14-AGOSTO-1932.

## Geografía
Vigo está situada en la parte occidental de la Provincia de Pontevedra, de la que forma parte como municipio costero de las Rías Bajas, y limita al norte con la Ría de Vigo, al noreste con el municipio de Redondela, al este con el de Mos, al sur con los municipios de Porriño y Gondomar y al suroeste con el de Nigrán. Al otro lado de la ría, justo enfrente de la ciudad se encuentran las villas de Cangas y Moaña, a 5 y 3,6 km de distancia, respectivamente. Se enclava en la comarca histórica del Valle del Fragoso, cuyas tierras ocupa actualmente el término municipal de Vigo, que forma parte además de la Comarca de Vigo, junto con otros diez ayuntamientos de su área metropolitana.

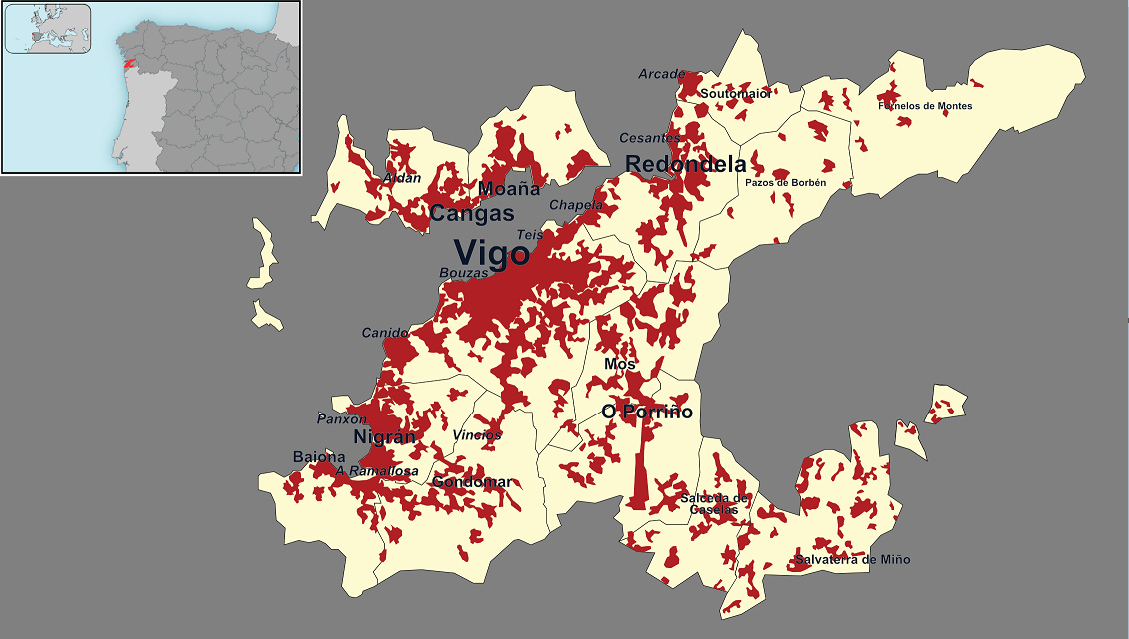
Área metropolitana de Vigo

La ciudad de Vigo se extiende en dirección noreste-suroeste en la orilla sur de la ría homónima, a los pies del cerro llamado Monte del Castro, al que acabó rodeando completamente debido al crecimiento urbano.
El término municipal ocupa todo el valle del Fragoso, antigua vega agraria hoy transformada en zona periurbana, vertebrado por el Río Lagares y encerrado por las estribaciones del monte de Penide, del monte de Cela, de los montes de Fragoselo y de la Sierra de Galiñeiro, en donde se alcanza la altitud máxima de Vigo (Pico do Galiñeiro, 690 m). Se trata pues de una amplia cuenca o valle bordeado de sierras y montes de mediana altura y una estrecha franja litoral de 20 kilómetros de largo. La ciudad primitiva ocupaba las terrazas que bajaban por las laderas norte y oeste del monte del Castro hasta el mar, pero el descomunal crecimiento demográfico experimentado por la ciudad durante el siglo XX hizo que el núcleo urbano creciera hacia el valle y a lo largo de la orla costera.
| Noroeste: Ría de Vigo       | Norte: Ría de Vigo      | Nordeste: Redondela |
| Oeste: Ría de Vigo          |                         | Este: Mos           |
| Suroeste: Nigrán y Gondomar | Sur: Gondomar y Porriño | Sureste: Mos        |

### Clima
De acuerdo con la clasificación climática de Köppen, su clima es de transición entre el clima oceánico mediterráneo (Csb) y el clima oceánico (Cfb), tendiendo más al primero. Según los datos aportados por los informes de la Agencia Estatal de Meteorología, con un promedio de 130 días de lluvia anuales y con una cantidad recogida de 1694 milímetros, Vigo sería junto con San Sebastián la ciudad española en donde más llueve, teniendo ambas prácticamente idénticos días de lluvia al año. Sin embargo, como sucede con las mediciones de temperatura, estos datos son recogidos por la estación meteorológica de Peinador en donde la pluviosidad es un 33 % superior a la del casco urbano.
Las temperaturas que se muestran en la tabla inferior, pertenecientes a la estación meteorológica del Aeropuerto de Vigo, no reflejan la realidad del clima de la ciudad, mucho más benevolente. Si bien las medidas son ciertas y tomadas dentro del término municipal de Vigo, están tomadas a 264 m de altitud y a 10 kilómetros del centro, en el aeropuerto, en una zona donde el clima es más frío que en la ciudad y donde la niebla es bastante frecuente.
| Parámetros climáticos promedio de Observatorio del Aeropuerto de Vigo (municipio de Redondela) (255 m s. n. m.) (Periodo de referencia: 1991-2020, extremas: 1956-presente) | Parámetros climáticos promedio de Observatorio del Aeropuerto de Vigo (municipio de Redondela) (255 m s. n. m.) (Periodo de referencia: 1991-2020, extremas: 1956-presente) | Parámetros climáticos promedio de Observatorio del Aeropuerto de Vigo (municipio de Redondela) (255 m s. n. m.) (Periodo de referencia: 1991-2020, extremas: 1956-presente) | Parámetros climáticos promedio de Observatorio del Aeropuerto de Vigo (municipio de Redondela) (255 m s. n. m.) (Periodo de referencia: 1991-2020, extremas: 1956-presente) | Parámetros climáticos promedio de Observatorio del Aeropuerto de Vigo (municipio de Redondela) (255 m s. n. m.) (Periodo de referencia: 1991-2020, extremas: 1956-presente) | Parámetros climáticos promedio de Observatorio del Aeropuerto de Vigo (municipio de Redondela) (255 m s. n. m.) (Periodo de referencia: 1991-2020, extremas: 1956-presente) | Parámetros climáticos promedio de Observatorio del Aeropuerto de Vigo (municipio de Redondela) (255 m s. n. m.) (Periodo de referencia: 1991-2020, extremas: 1956-presente) | Parámetros climáticos promedio de Observatorio del Aeropuerto de Vigo (municipio de Redondela) (255 m s. n. m.) (Periodo de referencia: 1991-2020, extremas: 1956-presente) | Parámetros climáticos promedio de Observatorio del Aeropuerto de Vigo (municipio de Redondela) (255 m s. n. m.) (Periodo de referencia: 1991-2020, extremas: 1956-presente) | Parámetros climáticos promedio de Observatorio del Aeropuerto de Vigo (municipio de Redondela) (255 m s. n. m.) (Periodo de referencia: 1991-2020, extremas: 1956-presente) | Parámetros climáticos promedio de Observatorio del Aeropuerto de Vigo (municipio de Redondela) (255 m s. n. m.) (Periodo de referencia: 1991-2020, extremas: 1956-presente) | Parámetros climáticos promedio de Observatorio del Aeropuerto de Vigo (municipio de Redondela) (255 m s. n. m.) (Periodo de referencia: 1991-2020, extremas: 1956-presente) | Parámetros climáticos promedio de Observatorio del Aeropuerto de Vigo (municipio de Redondela) (255 m s. n. m.) (Periodo de referencia: 1991-2020, extremas: 1956-presente) | Parámetros climáticos promedio de Observatorio del Aeropuerto de Vigo (municipio de Redondela) (255 m s. n. m.) (Periodo de referencia: 1991-2020, extremas: 1956-presente) |
| Mes | Ene. | Feb. | Mar. | Abr. | May. | Jun. | Jul. | Ago. | Sep. | Oct. | Nov. | Dic. | Anual |
| --- | --- | --- | --- | --- | --- | --- | --- | --- | --- | --- | --- | --- | --- |
| Temp. máx. abs. (°C) | 21.8 | 27.6 | 28.1 | 29.6 | 33.6 | 38.6 | 39.7 | 40.8 | 36.9 | 32.6 | 24.6 | 23.2 | 40.8 |
| Temp. máx. media (°C) | 12.2 | 13.6 | 16.0 | 17.3 | 19.8 | 22.7 | 24.9 | 25.2 | 23.2 | 19.4 | 14.9 | 12.7 | 18.5 |
| Temp. media (°C) | 8.9 | 9.7 | 11.7 | 12.9 | 15.3 | 18.0 | 19.9 | 20.2 | 18.5 | 15.4 | 11.5 | 9.5 | 14.3 |
| Temp. mín. media (°C) | 5.6 | 5.8 | 7.4 | 8.5 | 10.7 | 13.2 | 14.8 | 15.0 | 13.8 | 11.4 | 8.1 | 6.4 | 10.1 |
| Temp. mín. abs. (°C) | -4.0 | -5.0 | -3.0 | -0.2 | 2.0 | 4.6 | 7.6 | 7.2 | 5.0 | 1.0 | -0.8 | -3.4 | -5.0 |
| Precipitación total (mm) | 222 | 143 | 153 | 150 | 113 | 56 | 40 | 48 | 95 | 208 | 236 | 231 | 1696 |
| Días de precipitaciones (≥ 1 mm) | 14.4 | 11.2 | 12.2 | 12.8 | 10.7 | 6.7 | 4.8 | 5.2 | 7.6 | 12.5 | 13.5 | 14.4 | 126.2 |
| Días de nevadas (≥ 0.01 mm) | 0.0 | 0.0 | 0.1 | 0.1 | 0.0 | 0.0 | 0.0 | 0.0 | 0.0 | 0.0 | 0.0 | 0.0 | 0.2 |
| Horas de sol | 108 | 133 | 180 | 204 | 236 | 273 | 294 | 282 | 213 | 155 | 111 | 102 | 2301 |
| Humedad relativa (%) | 84 | 77 | 73 | 73 | 72 | 71 | 71 | 71 | 74 | 80 | 85 | 85 | 77 |
| [cita requerida] | | | | | | | | | | | | | |

### Espacios naturales

#### Playas

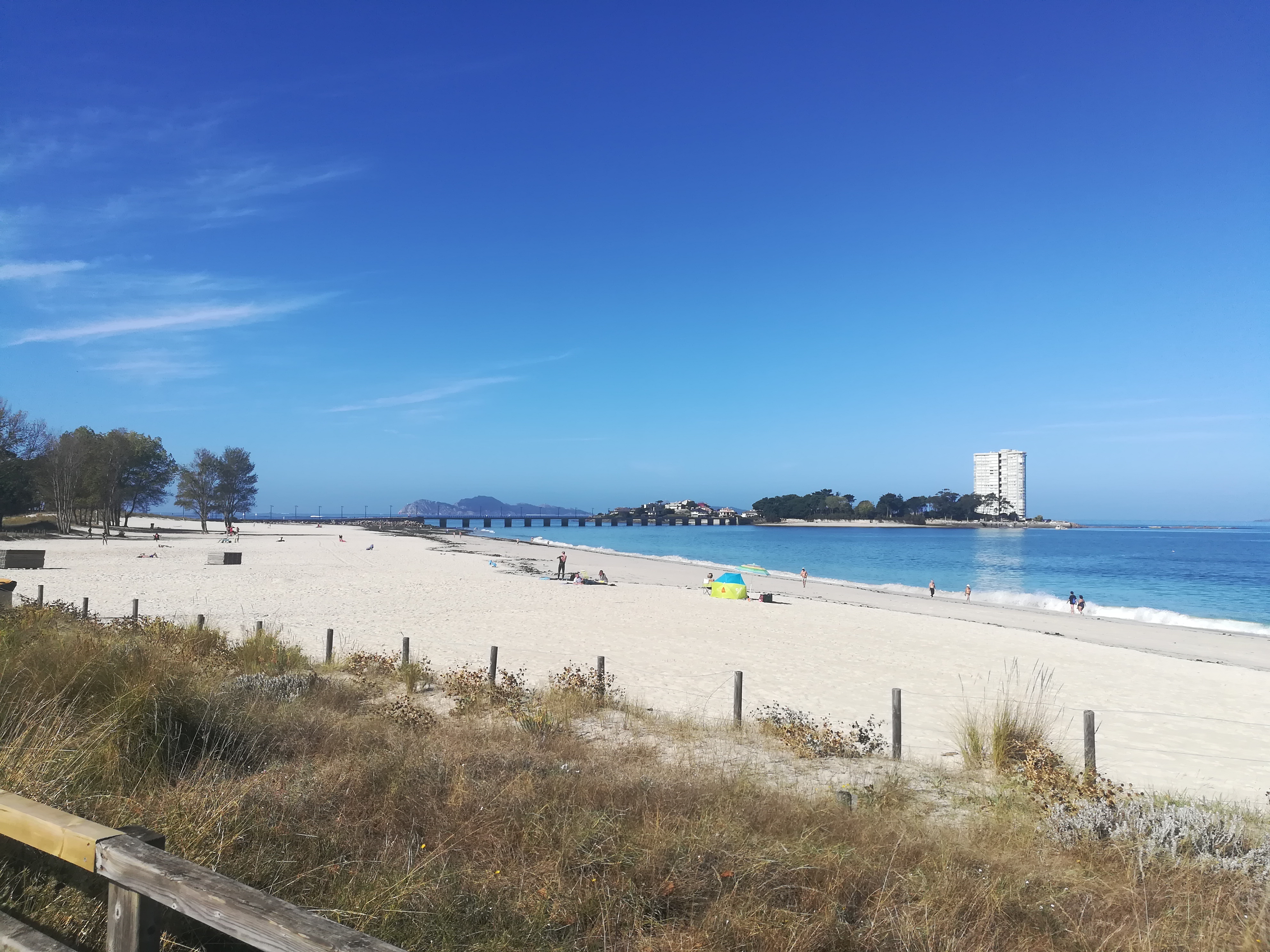
Playa del Vao y la Isla de Toralla

En el litoral de Vigo están enclavadas 47 calas y playas, entre ellas se encuentran arenales con olas para la práctica de deportes náuticos, calas salvajes, playas familiares, playas nudistas y playas urbanas. Algunas de estas calas y playas disponen de diversos equipamientos o servicios para sus usuarios, tales como áreas deportivas, duchas, lavapiés, megafonía, paseo marítimo, puesto de vigilancia y salvamento de la Cruz Roja, zonas adaptadas para personas con discapacidad, etcétera. En mayo de 2025, la Asociación de Educación Ambiental y del Consumidor (ADEAC) otorgó la distinción de bandera azul a 12 playas del municipio. y retirandola a Samil por problemas en el análisis de agua.
Estas son las 38 playas y calas de Vigo, sin contar las 9 ubicadas en las Islas Cíes:

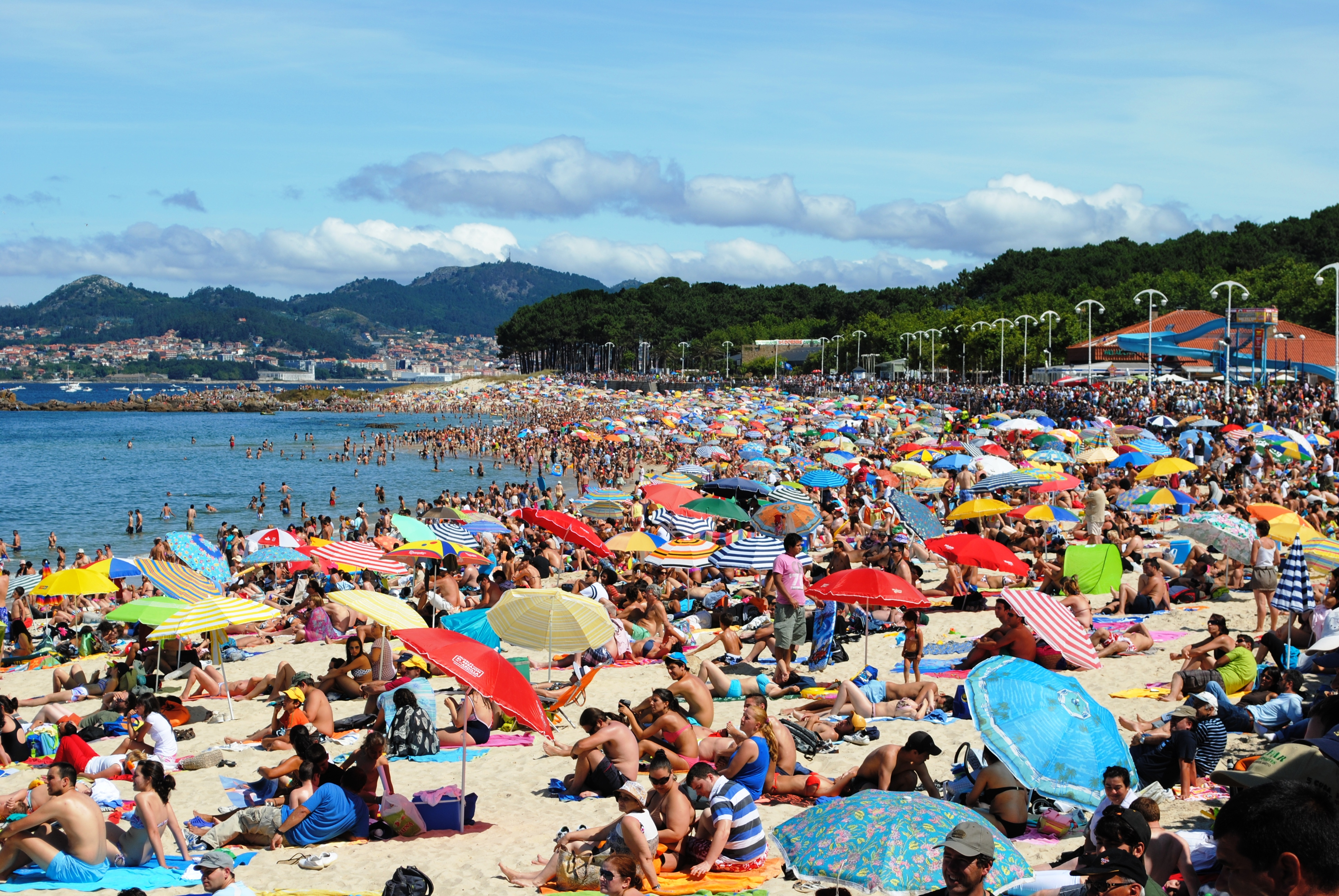
Playa de Samil en verano

- En la parroquia de Alcabre se encuentran ubicadas las playas de Argazada, Carril, Cocho, Cocho das Dornas, Espedrigada, Fontes, Fontoura, Mourisca, Santa Baia y Tombo do Gato.
- En el barrio de Bouzas se encuentra ubicada la Playa del Adro.
- En la parroquia de Corujo se encuentran ubicadas las playas de Baluarte, Calzoa, Fechiño, Fontaíña, Vao y Foz, esta última compartida con Navia.
- En la parroquia de Navia se encuentran ubicadas las playas de Samil y Foz, esta última compartida con Corujo.
- En la parroquia de Oya se encuentran ubicadas las playas de Buraca, Cala da Furna, Canido, Canto da Area, Serral, Sobreira, Toralla y Xunqueiro.
- En la parroquia de Sayanes se encuentran ubicadas las playas de Muíños de Fortiñón, Noiva y Portiño.
- En la parroquia de Teis se encuentran ubicadas las playas de Calo del Faro, Fábrica, Lagoa, Manquiña, Mende, Punta, Ríos de dentro, Ríos de fuera y Suacasa.

Playas de las Islas Cíes

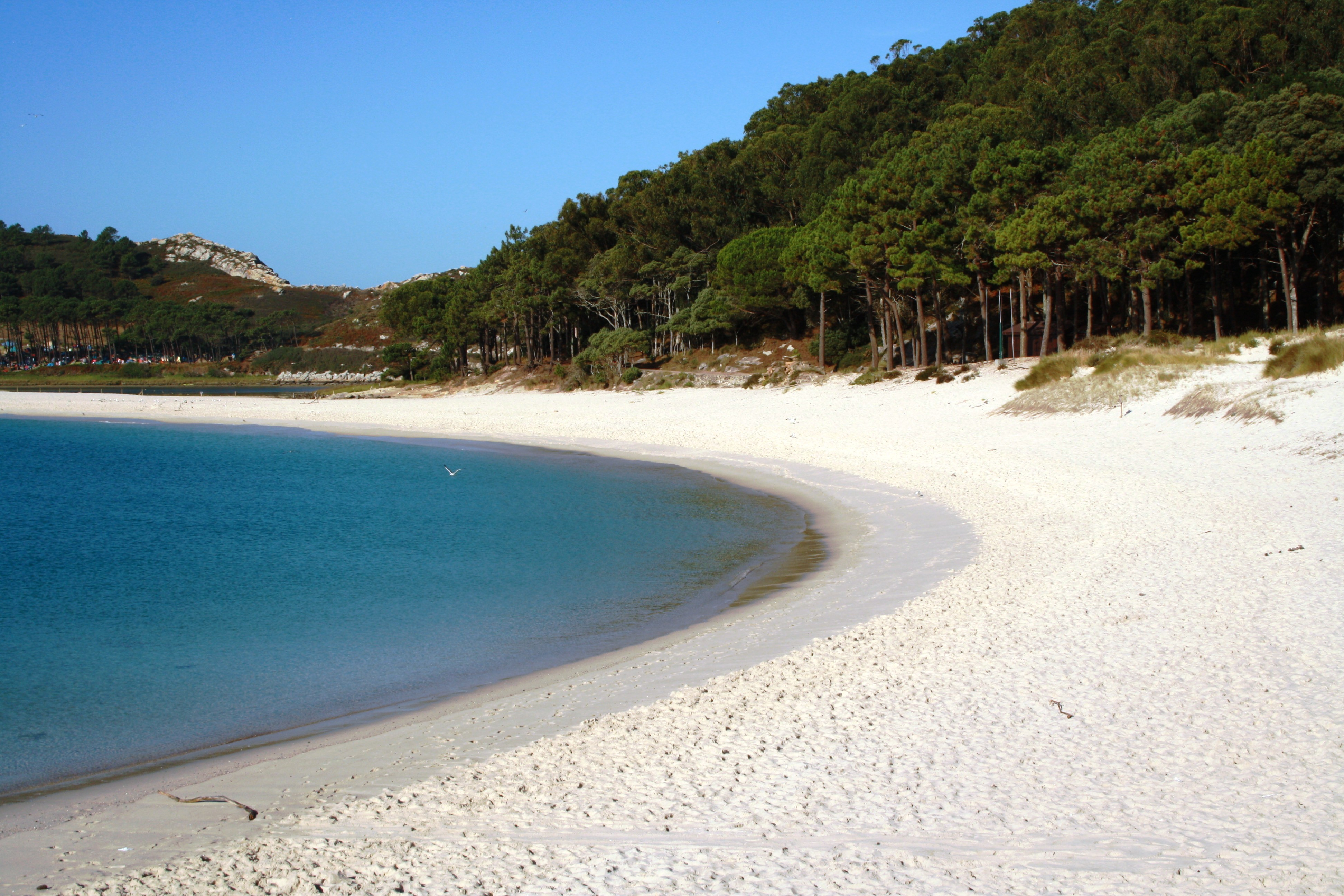
Playa de Rodas, designada como la «playa más hermosa del mundo» por el diario The Guardian en 2007

Las otras 9 playas de Vigo son las emplazadas en el archipiélago de las Islas Cíes, que pertenece al parque nacional de las Islas Atlánticas de Galicia. Estos arenales son los siguientes: Areiña, Bolos, Cantareira, Figueiras, Margaridas, Muxieiro, Nuestra señora de Carracido, Rodas y San Martiño.

#### Parques y jardines

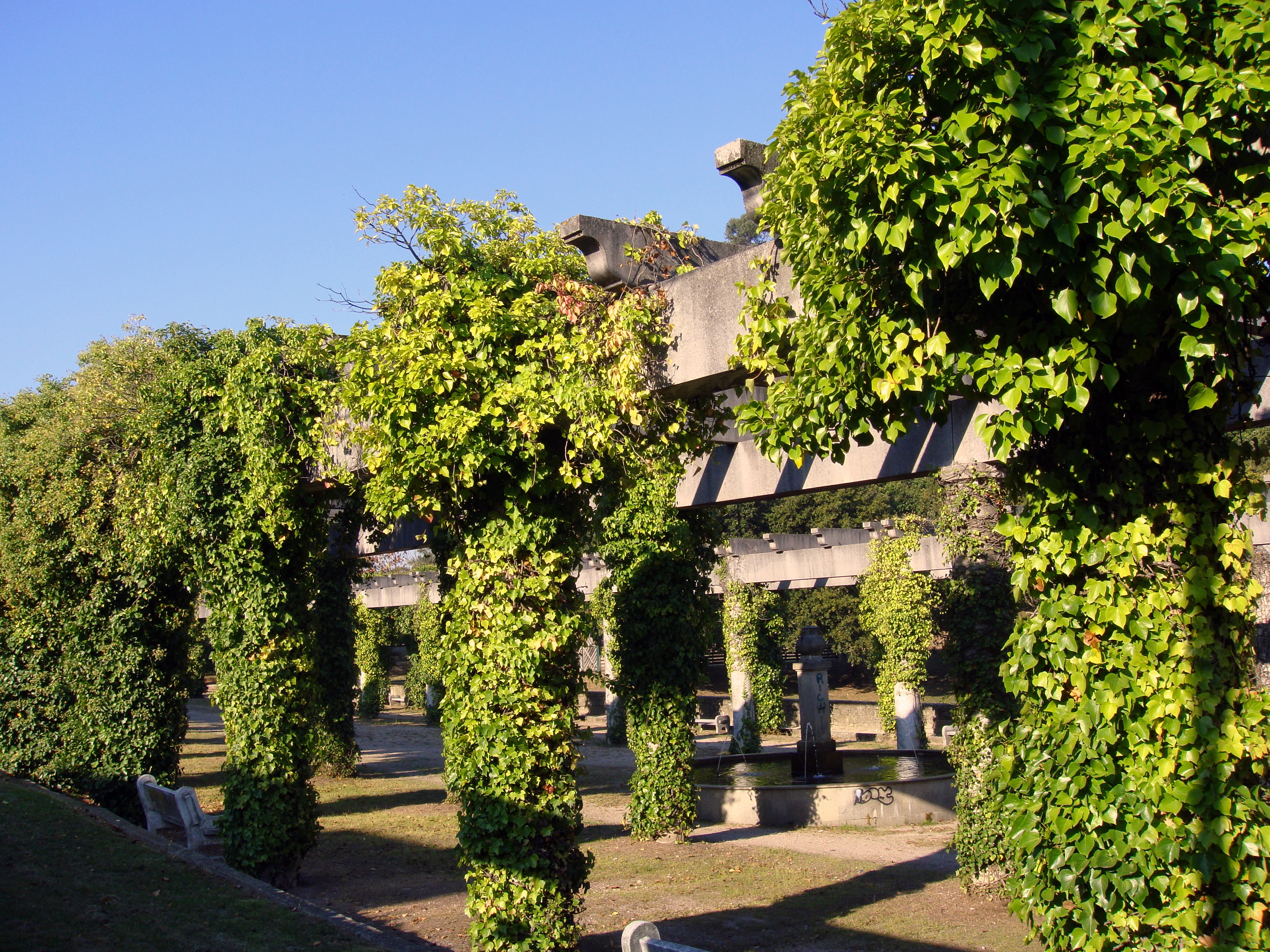
Parque de la Riouxa, única obra de Ricardo Bofill en Galicia

Más de una decena de jardines públicos y parques urbanos están distribuidos a lo largo del término municipal, teniendo una media aproximada de 4,5 m² de espacio verde por habitante. Las especies arbóreas predominantes en estas zonas verdes son las características del monte gallego (eucalipto, pino o roble), asimismo también contienen ejemplares vegetales procedentes de otras zonas y adaptados de manera natural a Vigo. Estos parques disponen de variadas dotaciones o servicios, como por ejemplo: esculturas, estanques, fuentes ornamentales, miradores, parques de ejercicios, parques infantiles, zonas deportivas y zonas de paseo.

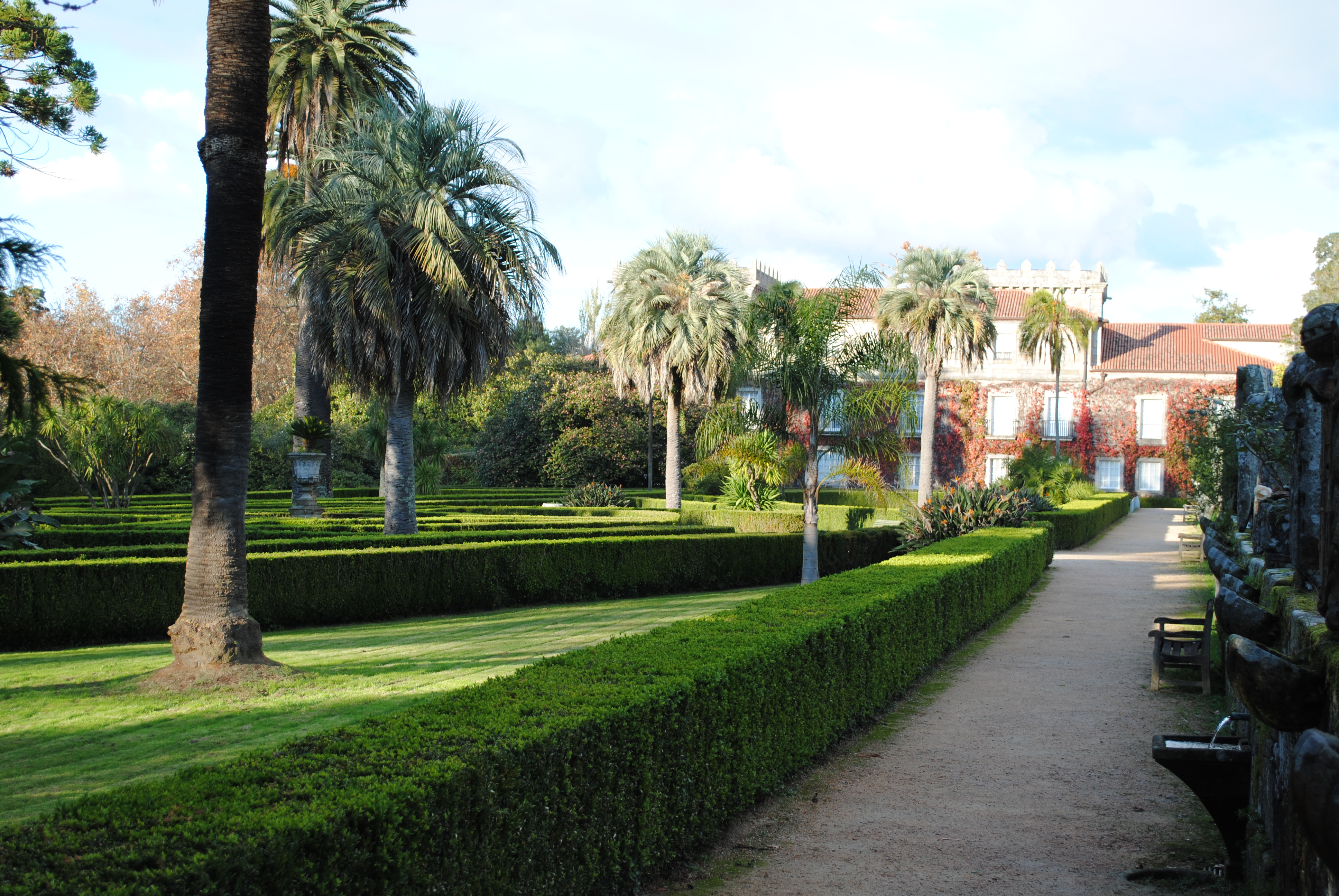
Parque de Castrelos

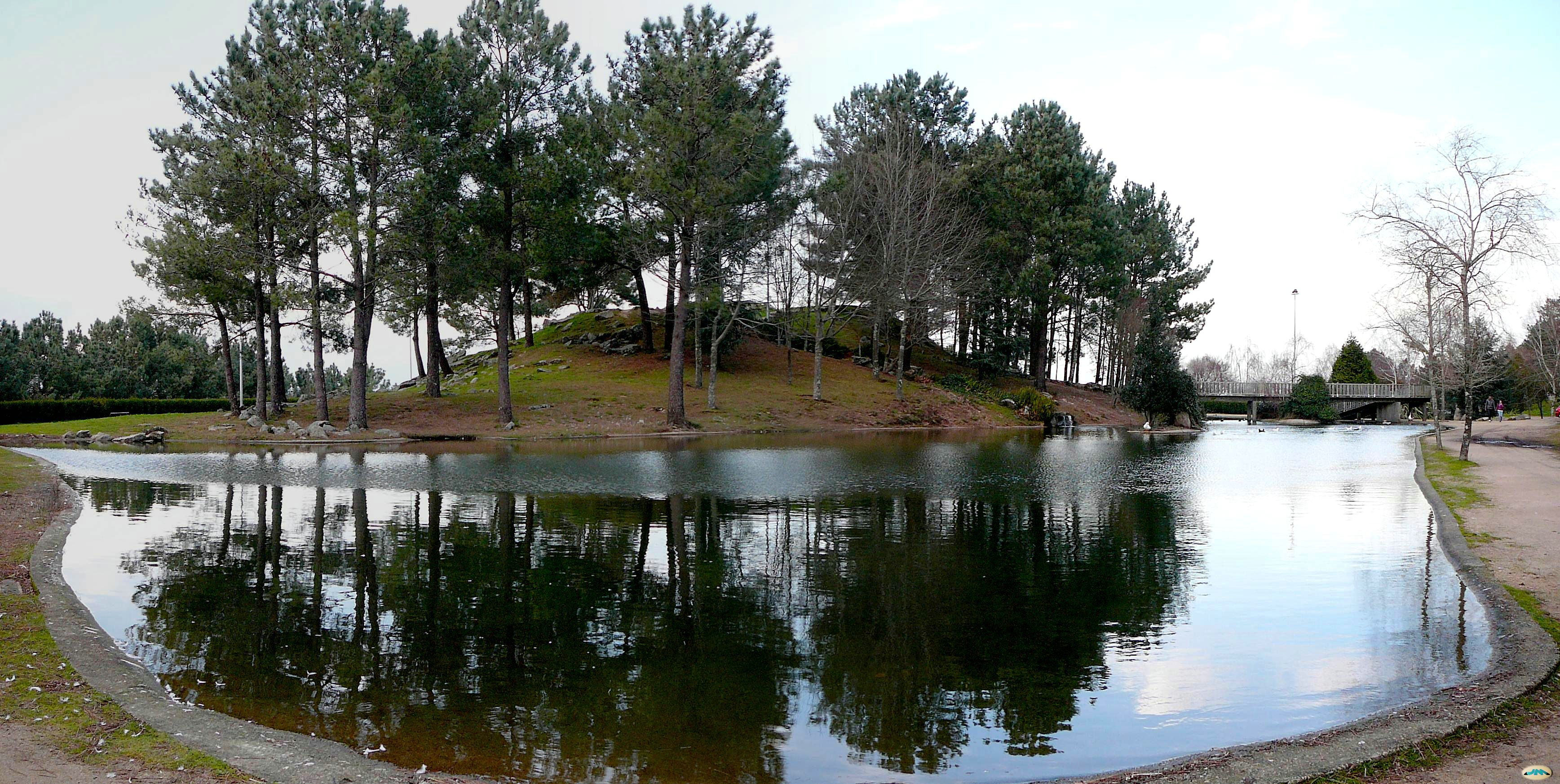
Estanque en el parque forestal del monte de los Pozos

Con todo, el parque urbano más grande de Vigo y principal pulmón verde de la ciudad es el parque de Castrelos, localizado en la parroquia homónima, declarado como Bien de Interés Cultural y Jardín Histórico. Relativamente cerca de este parque y también enclavados dentro del casco urbano de la ciudad olívica, se sitúan los jardines de Elduayen en recinto portuario, el Monte del Castro que ocupa el espacio de un poblado castreño y en su parte más alta se encuentran los restos de la fortaleza del siglo XVI, el parque de La Bouza en Coya, el parque de Camilo José Cela que comunica la calle del Conde de Torrecedeira con Pi y Margall, y el parque de la Alameda en la plaza de Compostela, el primer parque urbano creado en Vigo.
El patrimonio botánico del municipio lo completan otros tres parques situados en el extrarradio. El jardín botánico Fundación Sales -el único jardín botánico de Vigo-, el monte de A Guía y el parque de la Riouxa.
Parques forestales
Doce parques forestales están ubicados en las colinas que circundan el centro urbano de Vigo ocupando una superficie total de 705 460 m². De la conservación y mantenimiento de cada uno de estos recintos se encarga la comunidad de montes correspondiente. Disponen de diversas dotaciones para sus usuarios, tales como barbacoas, bares, circuitos de running, fuentes, mesas, miradores, parques infantiles, zonas de acampada, zonas de pícnic, etcétera.
Estos parques son los siguientes: parque forestal de Beade, parque forestal de Becerreira-Bandeira, parque forestal de Bembrive, parque forestal de Corujo, parque forestal de San Andrés de Comesaña, parque forestal del monte Alba-Cepudo, parque forestal del monte de los Pozos, parque forestal de San Miguel de Oya, parque forestal de Sayanes, parque forestal de Teis, parque forestal de Vixiador-Candeán y parque forestal de Zamanes.

#### Vigozoo

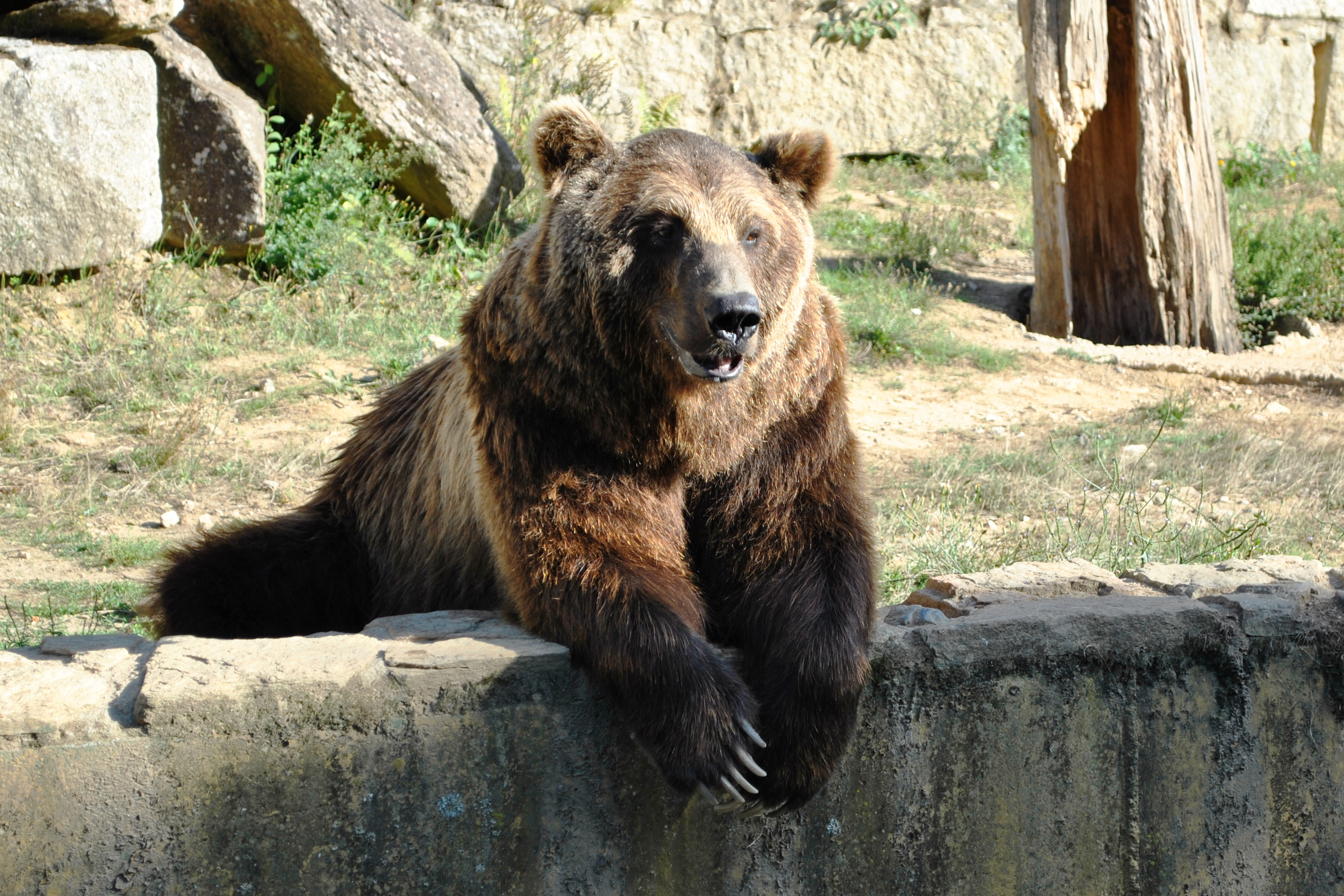
Oso pardo en Vigozoo

El parque natural de las Ciencias-Vigozoo se encuentra localizado en el monte de la Madroa.
Este parque zoológico abarca una extensión de 55 646 m², en donde se exhiben más de 125 especies animales diferentes que se encuentran en recintos naturalizados y adaptados a cada especie en función de sus características. En estas instalaciones se hallan desde mamíferos y aves procedentes de lugares como América, África, Europa y Oceanía, así como también más de 50 especies de insectos, arácnidos, anfibios y reptiles, estas últimas situadas en su mayoría en el edificio denominado Exotarium.

#### Senderismo
La ruta homologada de senderismo llamada GR-53 (sendero panorámico de Vigo) comunica entre sí a 11 de los 12 parques forestales localizados en diversos puntos del término municipal. Otras rutas al margen de la anteriormente citada son el sendero GR-58 (sendero de las Greas), la ruta del camino a Beiramar, la senda de la ribera del Río Lagares, la senda entre faros en las Islas Cíes, la senda litoral y del monte de A Guía o la Vía verde. Las cinco últimas mencionadas fueron galardonadas en mayo de 2024 como sendero azul por la Asociación de Educación Ambiental y del Consumidor (ADEAC).

### Fauna y flora
Fauna

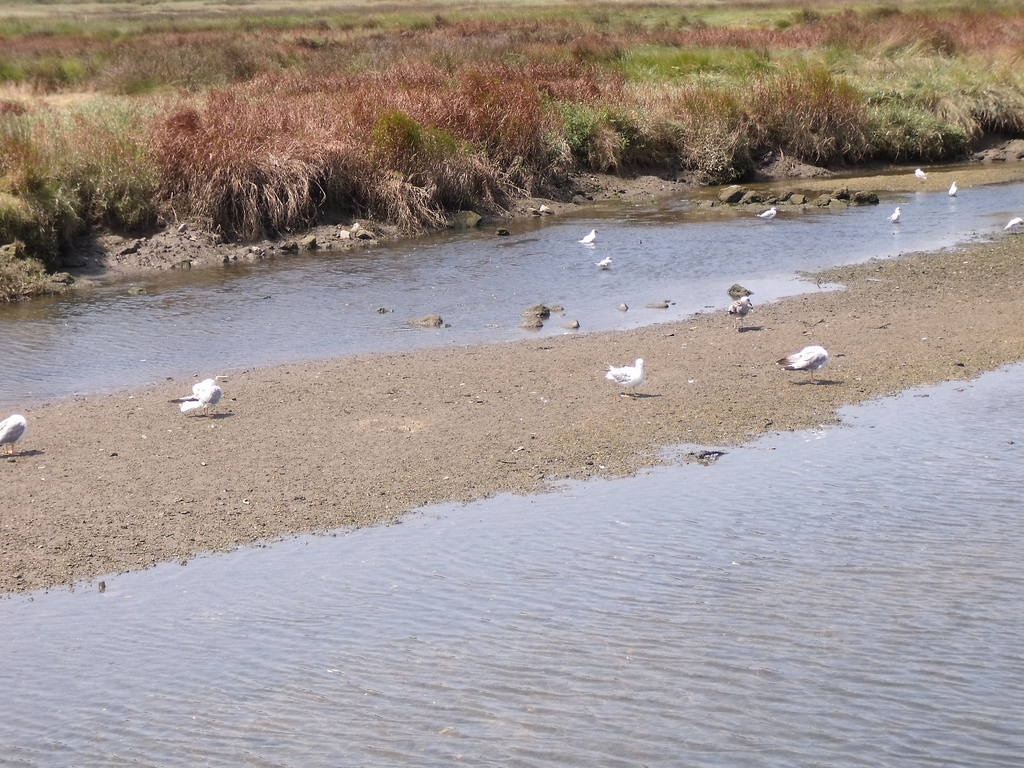
Marisma del río Lagares

El territorio vigués presenta una gran biodiversidad, en el término municipal se ha detectado la presencia más o menos estable de aproximadamente un centenar de especies avícolas que han adoptado el entorno como residencia o como lugar de paso habitual. Estas pueden dividirse en dos grandes grupos. En primer lugar, las aves acuáticas como el ánade real, el cormorán moñudo, la garceta, la garza, la gaviota o algún ejemplar de martín pescador. En segundo lugar, se encuentran las aves columbiformes y paseriformes, como el cuervo, el estornino, el gorrión, el mirlo, la paloma o la urraca. Por último también es destacable la presencia de otro tipo de especies como el buitre leonado, el cárabo, el halcón peregrino o el pájaro carpintero.
Por lo que respecta a los anfibios, mamíferos y reptiles que se pueden encontrar en el municipio, es habitual en los montes de la periferia la existencia de especies como la ardilla común, la comadreja, el conejo, el erizo, la garduña, el jabalí, el lagarto ocelado, la salamandra rabilarga, el sapo común, el tejón, el tritón, la víbora de Seoane o el zorro.
Ocasionalmente se pueden observar cetáceos como arroaces, calderones o delfines mulares que se acercan a la costa y playas.
Flora
El centro urbano cuenta con casi 11 000 árboles ornamentales en avenidas, calles y plazas, en esta cifra no se incluyen las especies de las zonas verdes ni de los parques forestales. Entre las especies arbóreas que se encuentran dentro del casco urbano, se pueden citar las siguientes:

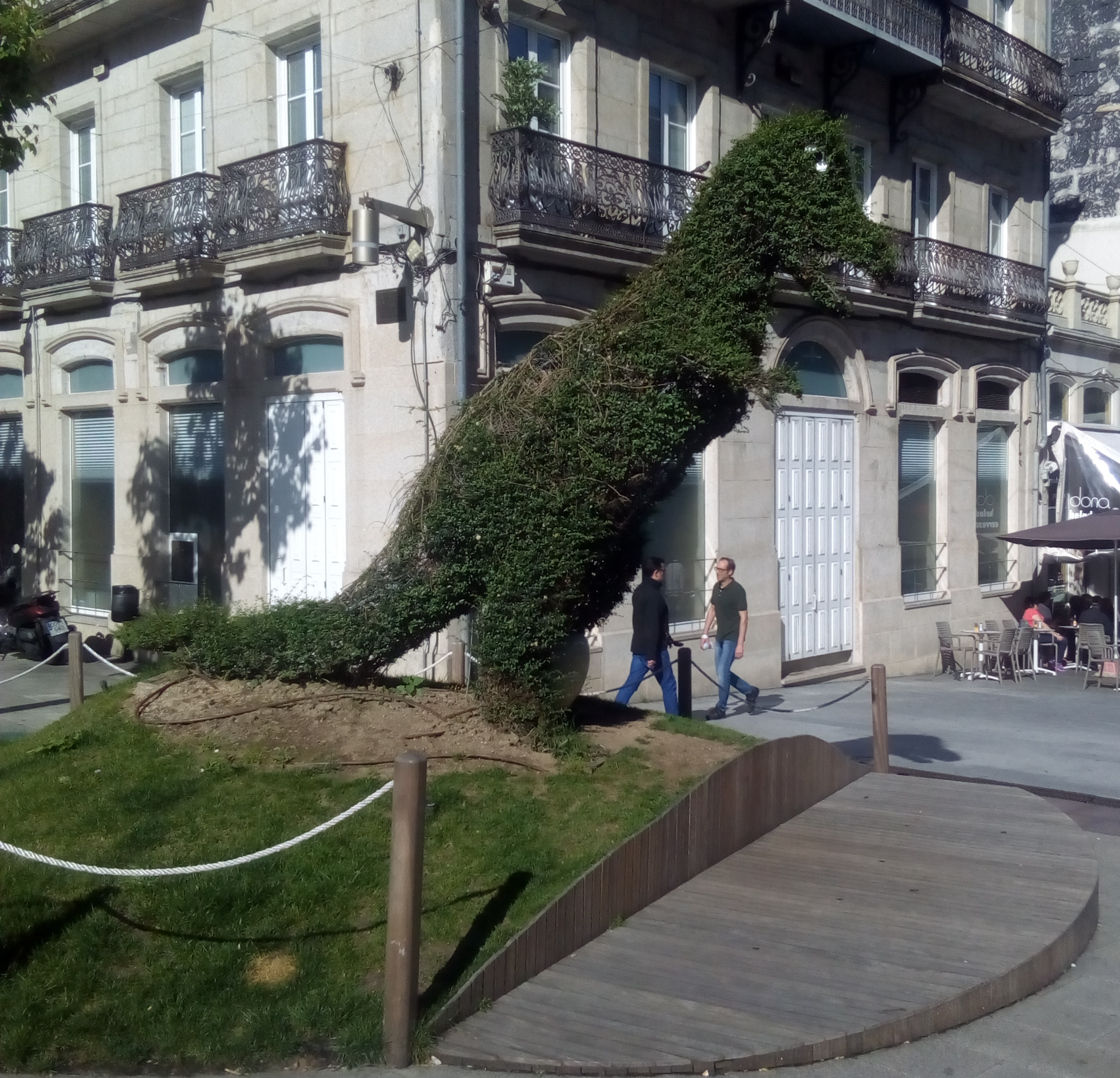
Escultura vegetal con forma de dinosaurio (Dinoseto)

- Aligustre en la calle Sanjurjo Badía.
- Arce en la avenida de García Barbón y en las calles Barcelona, Florida, Gran Vía, Zamora y Zaragoza.
- Camelio en el centro de la ciudad y en la avenida de García Barbón.
- Castaño de indias en la avenida de García Barbón.
- Camelia japónica en el centro de la ciudad, en la Avenida de las Camelias y en las calles Coruña, Estrada, Marqués de Valladares, Redondela y Toledo.
- Falso pimentero en la travesía de Vigo.
- Fotinia en la avenida del Alcalde Portanet.
- Lagunaria en la avenida de Ramón Nieto.
- Naranjo amargo en la avenida de García Barbón y en las calles Tomás Alonso y Travesía de Vigo.
- Olivo en la avenida de Alcalde Portanet y en las calles Alfonso XII y Rosalía de Castro.
- Peral en la avenida de García Barbón.
- Plátano de sombra en prácticamente todos los parques y jardines de la ciudad, en las avenidas Atlántida, García Barbón, Marina Española y en calle La Paz.
- Rosa de siria en la avenida de García Barbón.

Por otra parte, las principales especies arbóreas que se pueden encontrar en los montes que bordean el casco urbano son las típicas del bosque litoral gallego, en estos espacios naturales abundan los castaños, eucaliptos, pinos y robles.
Fauna y flora en las Islas Cíes

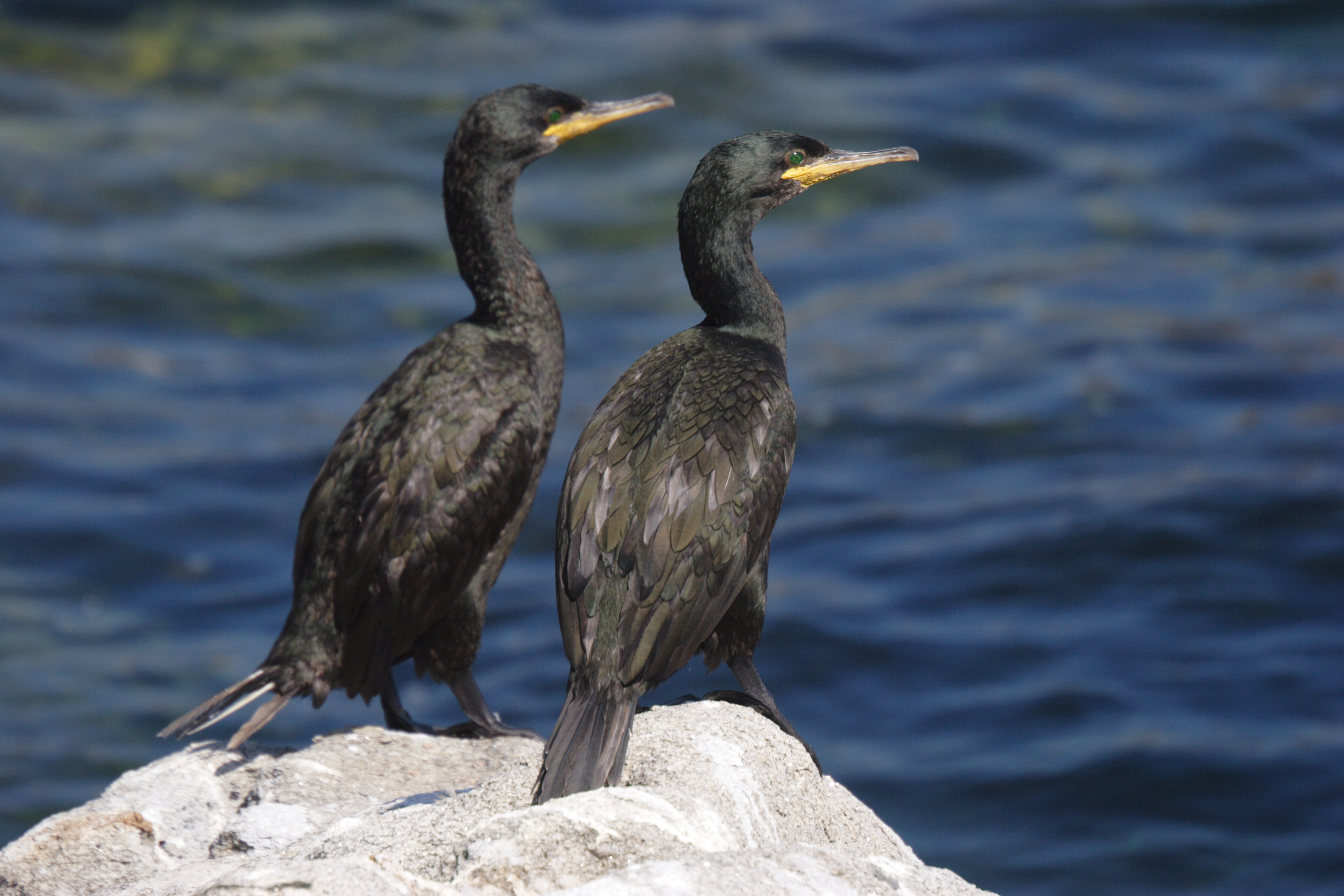
Cormoranes Moñudos en las Cíes

Al margen de la fauna y la flora existente en la ciudad y en su periferia, cabe destacar que el archipiélago de las Islas Cíes presenta una gran biodiversidad. Las islas poseen una importante riqueza medioambiental, tanto terrestre como marina, y en ellas convive una gran variedad de especies animales y vegetales.
Las Cíes ofrecen ecosistemas propios en los que brota una vegetación muy diversa, albergan variadas poblaciones de aves marinas y desde 1988 están incluidas en las áreas ZEPA (Zona de Especial Protección para las Aves). En el archipiélago también habitan especies de aves no marinas y otras clases de vertebrados, especialmente pequeños mamíferos y reptiles.

### Catástrofes medioambientales
Marea negra del petrolero Janina
En 1957 ocurrió la primera catástrofe marítima que dañó ecológicamente al litoral vigués. El 18 de enero de ese año tuvo lugar un incendio a bordo del petrolero Janina mientras navegaba por la costa portuguesa, el accidente provocó una marea negra de aproximadamente 10 000 toneladas de crudo que afectó especialmente a la zona sur de la ría.
Marea negra del petrolero Yanxilas

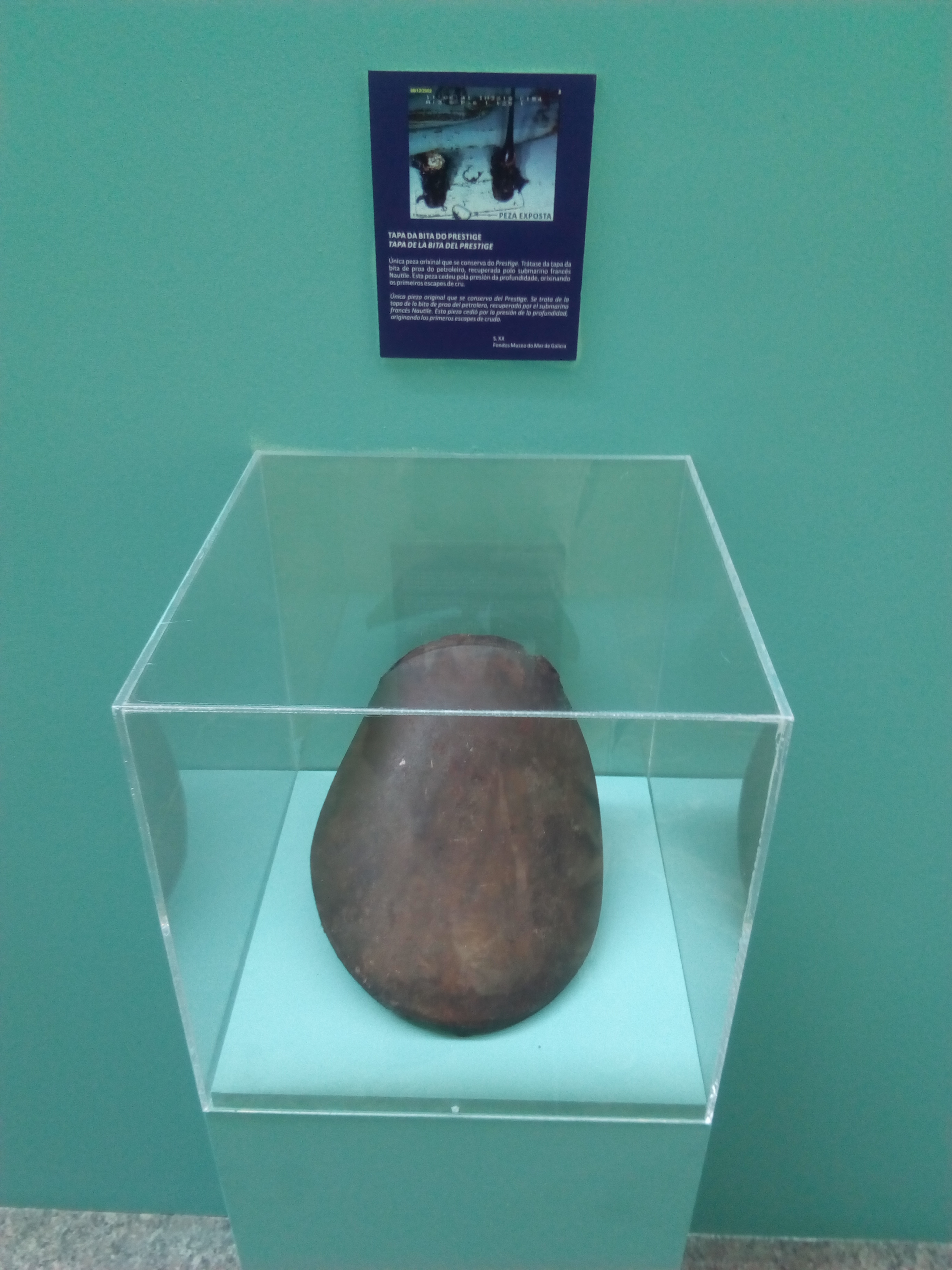
Tapa de la bita del Prestige expuesta en el Museo del Mar de Galicia, recuperada por el submarino Nautile, es la única pieza original que se conserva del buque

En 1965, ocho años después del incidente del Janina, tuvo lugar la marea negra provocada por el petrolero Yanxilas. Que se produjo por causa de un accidente sufrido a bordo del buque ocurrido mientras se encontraba navegando a pocas millas de la Ría de Vigo. El vertido de aproximadamente de 16 000 toneladas de crudo afectó gravemente a la costa viguesa y su entorno natural.
Marea negra del petrolero Polycommander
El 5 de mayo de 1970 el buque Polycommander durante su paso por las Islas Cíes encalló en unos bajos próximos a la isla de Monteagudo, lo que produjo que los arrecifes rasgaran el casco del navío por su costado de babor. Este suceso provocó un incendio y una marea negra de 15 000 toneladas de crudo que afectó principalmente a la costa viguesa y a otras poblaciones cercanas como Bayona, Cangas o Nigrán. La espectacularidad del accidente fue portada de la revista The New Yorker en mayo de 1973.
Marea negra del petrolero Prestige
La última catástrofe marítima que afectó a Vigo ocurrió en 2002, el 13 de noviembre de ese año la marea negra causada por el hundimiento del Prestige alcanzó sus costas. Los daños en la ría no resultaron tan severos como en otras zonas del litoral gallego, ya que el parque nacional de las Islas Atlánticas formó una barrera natural que frenó la entrada del fuel en las Rías Bajas. Pese a ello, las Cíes sí que se vieron afectadas por el chapapote en un 30 % de su franja costera, en donde los trabajos de limpieza se prolongaron durante meses debido a la cantidad del vertido.
Incendios forestales de octubre de 2017

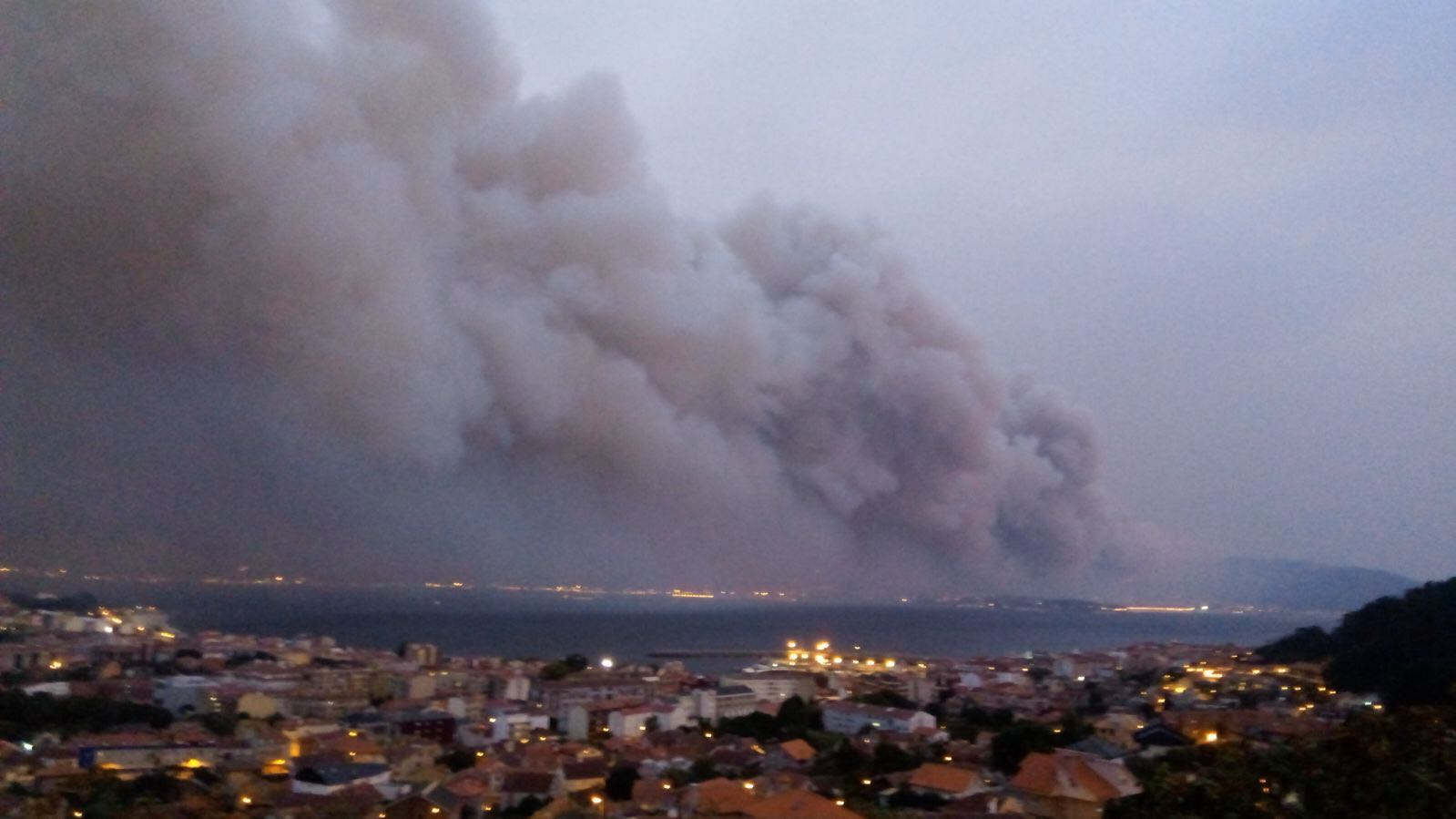
Imagen de la ría durante el 15 de octubre de 2017

El 15 de octubre de 2017 Vigo y otros municipios cercanos se vieron afectados por numerosos incendios forestales, en esa jornada se registraron fuertes vientos y altas temperaturas debido al paso por Galicia del Huracán Ophelia, lo que contribuyó a avivar las llamas y a extender los fuegos. Estos incendios afectaron principalmente a las parroquias periurbanas y sus montes, declarándose incluso focos en zonas del casco urbano. Ante el colapso de los medios de extinción los vecinos colaboraron en las tareas de extinción con el objetivo de evitar que las llamas se acercasen a los núcleos habitados.

## Historia

### Prehistoria

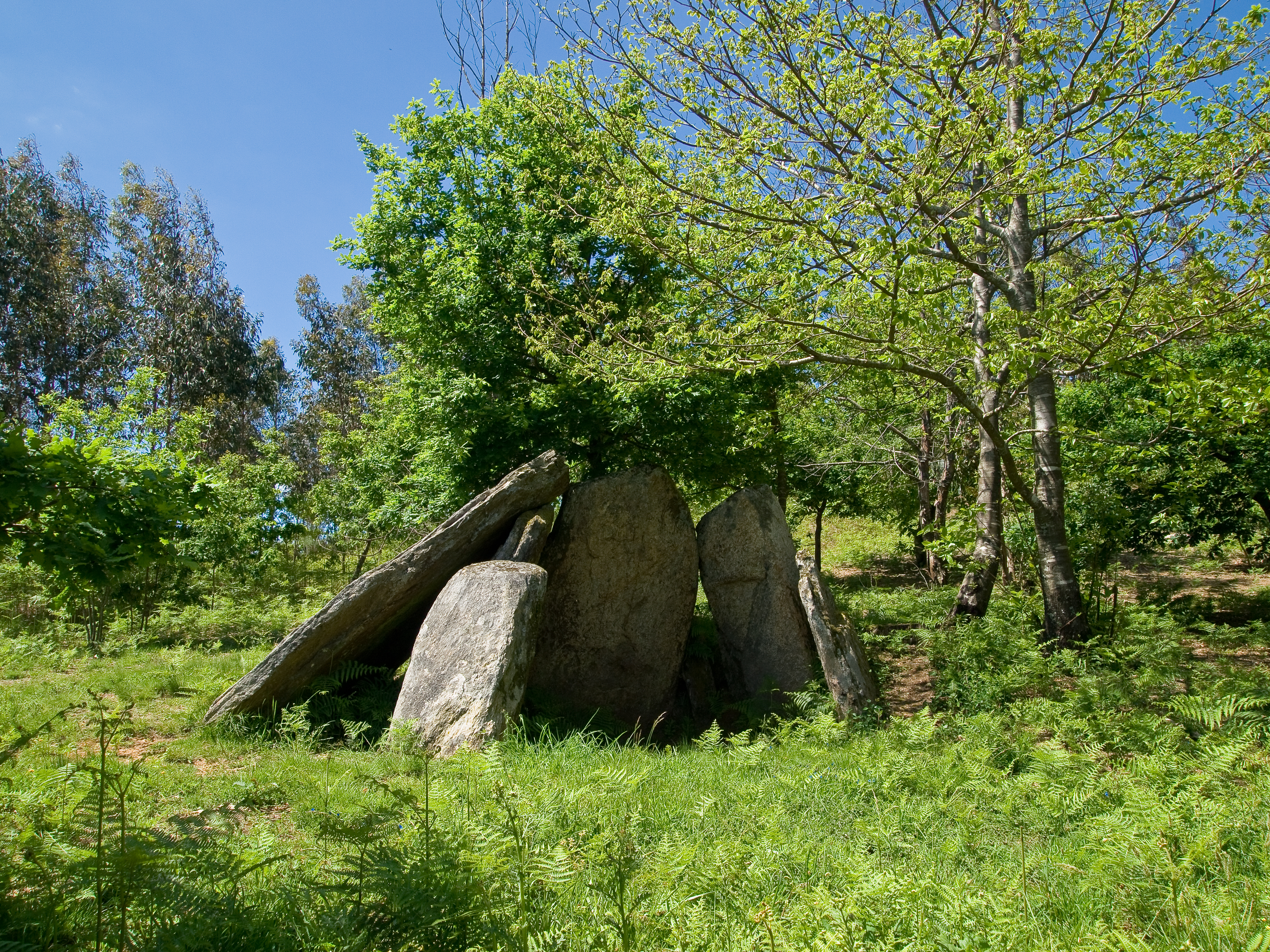
Dolmen a Casa dos Mouros

Vigo y su comarca estuvieron pobladas desde tiempos remotos, como lo atestigua la gran cantidad de dólmenes y mámoas que se han encontrado en diversos puntos del término municipal. Aunque sin embargo, en lo que se refiere al Paleolítico, los únicos hallazgos fechados en la Edad de Piedra son medio centenar de útiles tallados en cuarzo y cuarcita.
En cuanto al período Neolítico destacan las construcciones funerarias, llamadas túmulos, fechadas entre los años 3000 y 1800 a. C., entre las que destaca la denominada Casa dos Mouros, situada en la parroquia de Candeán. A su vez, petroglifos destacados son los hallados en Fragoselo y en Millaradas.

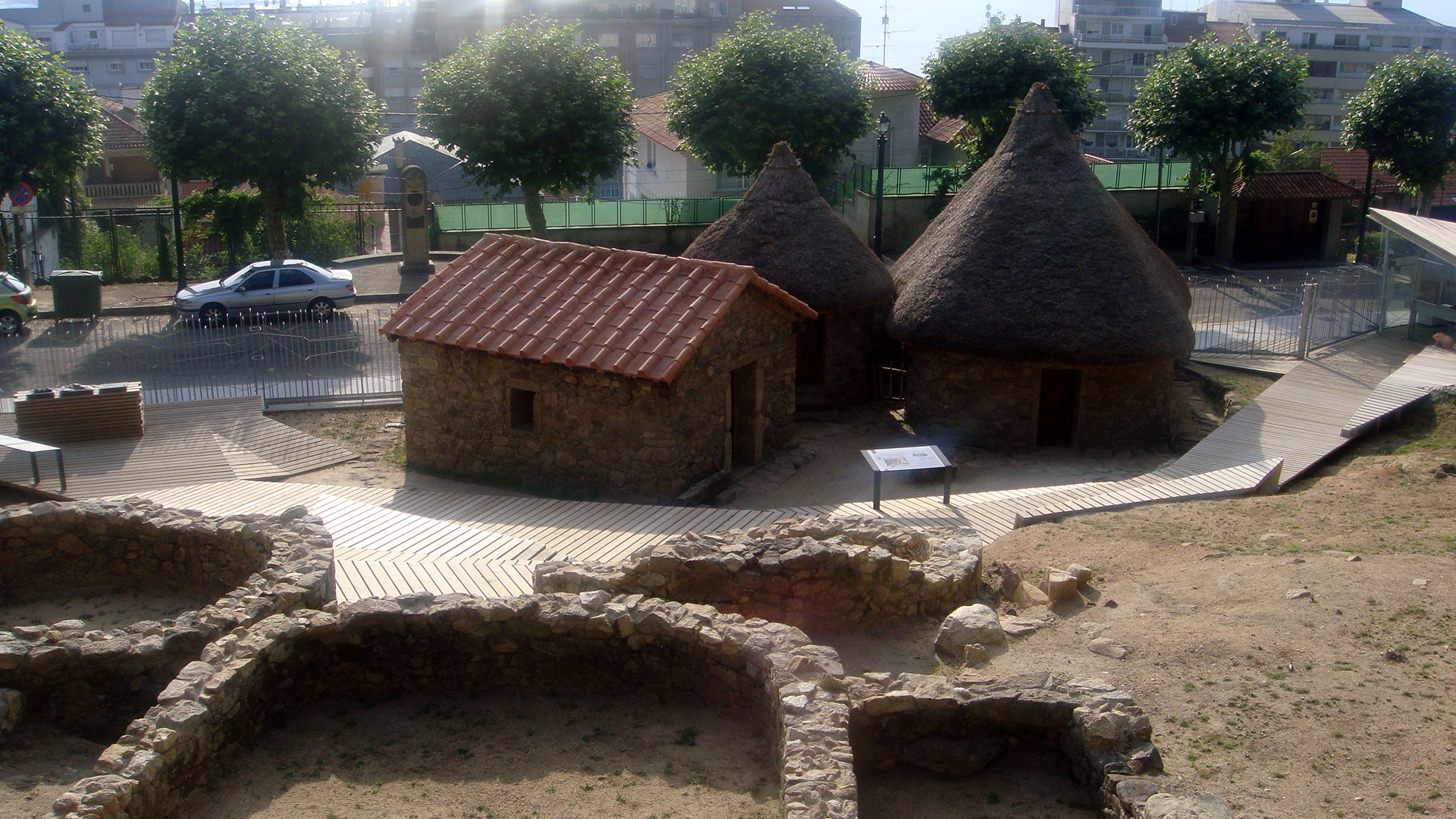
Castro de Vigo

En la transición del  III al II milenio a. C., hay un numeroso conjunto de grabados rupestres con representaciones de motivos geométricos, de armas y de fauna. Varios hallazgos de cerámica, armas de bronce y más grabados rupestres nos señalan también la existencia de habitantes en el término comarcal durante la Edad de Bronce, entre los años 1900 y el 800 a. C.
La cultura castreña, que abarca la Edad de Hierro y que se desarrolló en Galicia desde el siglo VIII a. C. hasta finales del I d. C., dejó en el municipio diversos vestigios como así verifican los restos de veintiséis poblados castreños. Esto indica que durante este periodo la zona tuvo una de las mayores densidades de población de Galicia. El mayor de estos poblados es el situado en la ladera oeste del Monte del Castro. Los habitantes de estas comunidades vivían de la agricultura, actividad que complementaban con la caza y la pesca.

### Época romana

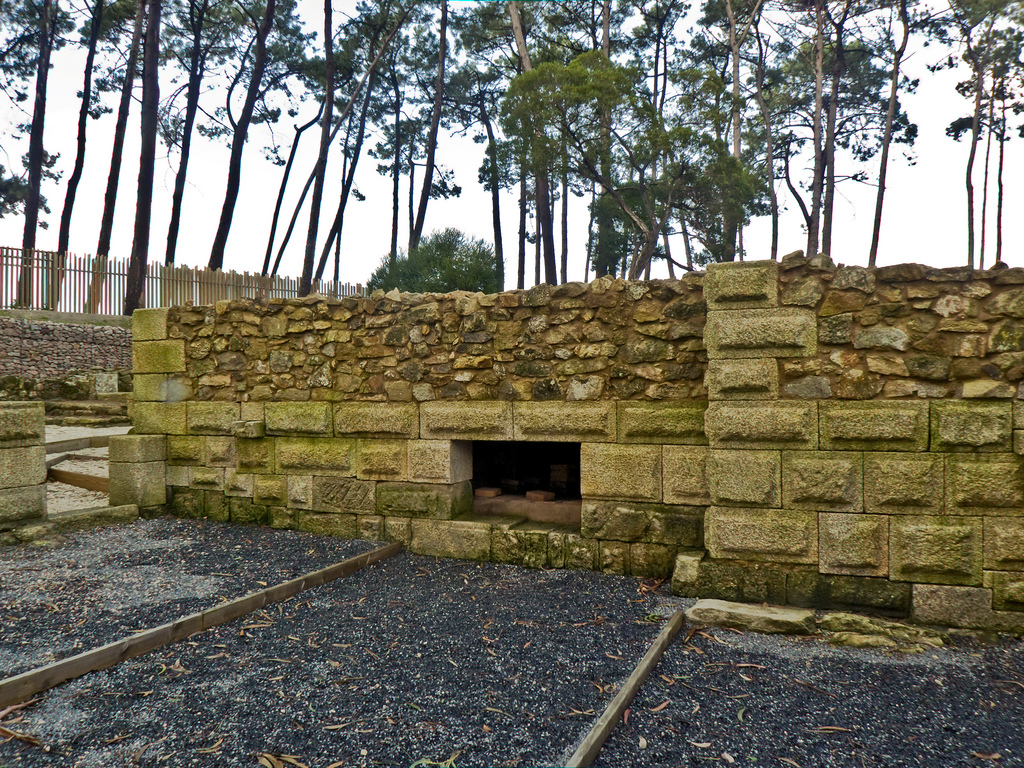
Villa Romana de Toralla

Durante la época romana consta la existencia de una intensa actividad comercial y portuaria en el litoral vigués desde el siglo II a. C. hasta el siglo I d. C., periodo en el que se establece la llamada Pax Romana. Asimismo, excavaciones realizadas en el Arenal y en el barrio histórico revelan la posible existencia entre los siglos III y VI d. C. de un importante asentamiento romano en estas zonas.
Al ser después de Lugo la localidad gallega con mayor cantidad de restos arqueológicos romanos, en algunos lugares del municipio aún se conservan vestigios del proceso de romanización, tales como calles, fábricas de salazón, instalaciones portuarias, necrópolis, restos subacuáticos o villas romanas esparcidas por el litoral (Alcabre, Toralla, etcétera).
Según las leyendas de las crónicas romanas, el 24 de agosto del año 60 a. C., Julio César en una de sus persecuciones a una tribu guerrera lusitana en su lucha contra los Herminios llegó al archipiélago de las Islas Cíes, en donde el líder militar pasó unos días de descanso.

### Edad Media

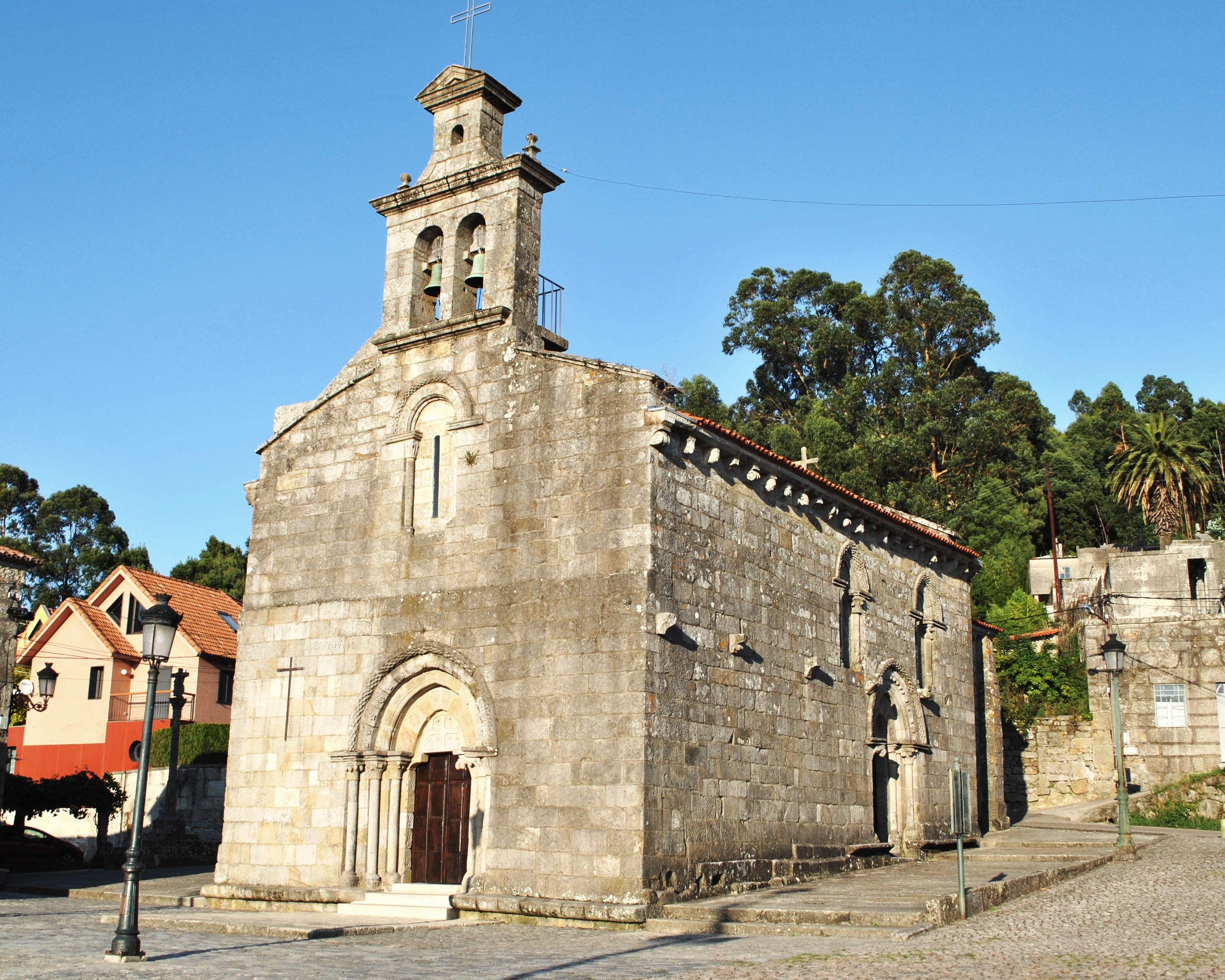
Iglesia de Santa María de Castrelos

La información disponible sobre esta época en Vigo es muy escasa, especialmente durante la Alta Edad Media. Fue un período en el que las incursiones germánicas y los ataques piratas procedentes del norte de Europa hicieron que la población se desplazase al interior en busca de más seguridad, y se refugiase en el Monte del Castro.
Con la propagación del cristianismo durante el medievo la Iglesia dominaba la sociedad gallega, por lo que Vigo dependía del monasterio cisterciense de Melón (Orense).

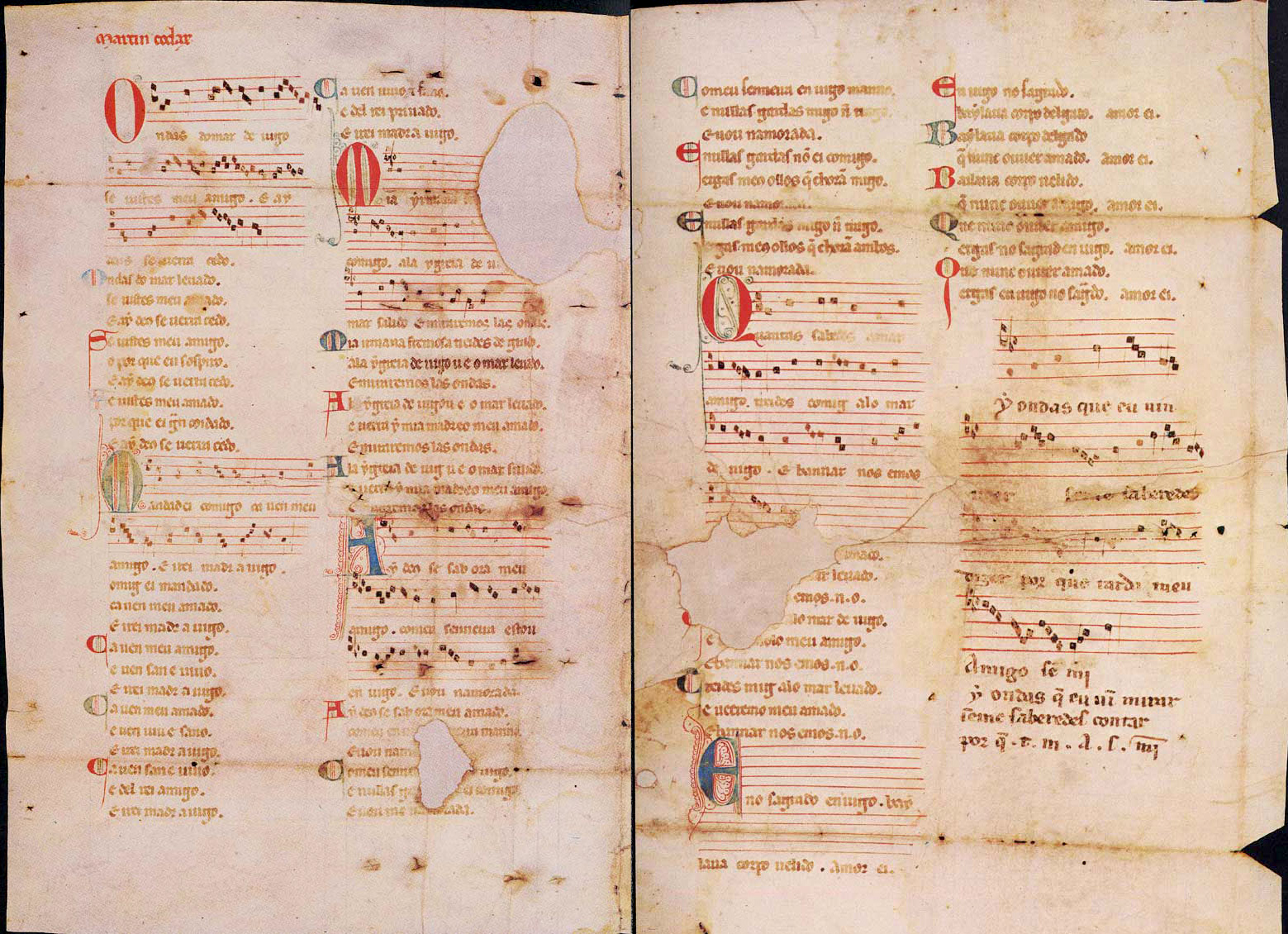
Cantigas de amigo de Martín Codax, Pergamino Vindel

Consta documentalmente la existencia de iglesias románicas desde el año 1024 en el vigente término municipal que prueban la existencia de asentamientos poblacionales en la zona durante los siglos XI, XII y XIII, en ubicaciones coincidentes con las actuales parroquias. De este periodo solo se conservan tres templos: Santiago de Bembrive, Santa María de Castrelos y San Salvador de Corujo. Perviven también dos puentes en Castrelos y Sárdoma, así como los restos de la ermita de Freixo en Valladares y de las iglesias barrocas de Lavadores y Sárdoma.
A partir del siglo XII Vigo comienza a recuperar población. Durante esta época la parroquia de Santiago de Vigo era la más importante de la villa junto con el barrio de Santa María. Pese a ello, el desarrollo económico de Vigo se vio limitado debido a que la corona otorgó a Bayona la facultad de comerciar por mar con otras ciudades, en detrimento de la primera. Por otra parte, dentro de este periodo destacan las Cantigas de Amigo compuestas por el vigués Martin Codax.

### SiglosXVaXVIII
A pesar de los incesantes ataques de piratas producidos durante estos siglos, la ciudad continúa creciendo. Gana importancia dentro de esta etapa la actividad artesanal y del comercio, aunque la actividad más importante está constituida por la pesca de la sardina.

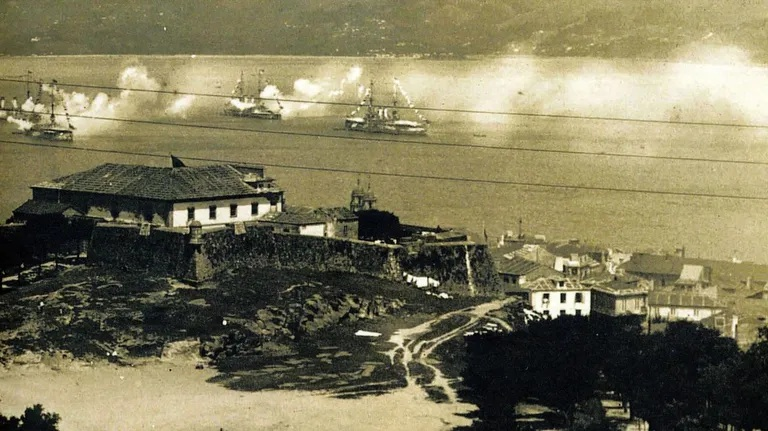
Castillo de San Sebastián

En 1585 el corsario inglés Francis Drake intenta tomar la villa, pero fracasa gracias a la oposición de los vecinos. Sin embargo, cuatro años más tarde ataca de nuevo y con éxito, arrasando y quemando todo lo que encuentra a su paso.
Posteriormente, en 1617 los piratas turcos intentan asaltar la ciudad pero este ataque de nuevo fue repelido por los vecinos. Los frecuentes ataques marítimos obligan a la construcción en 1656 de las murallas de la ciudad y del Castillo de San Sebastián.
En 1702 se produce un episodio histórico destacado en la historia de Vigo, la conocida como Batalla de Rande. La flota anglo-holandesa persigue dentro de la ría a la flota de la Plata española y a los barcos de guerra franceses que la escoltaban. Esta flota cargada de riquezas procedentes de América es destruida después de una encarnizada batalla desarrollada tanto en mar como en tierra. Los ingleses se llevaron varios barcos cargados con tesoros de las Indias, mientras que el resto fueron hundidos por las llamas y todavía se encuentran en el fondo de la Ensenada de San Simón, en el interior de la ría. En conmemoración de esta batalla, en Londres se encuentra situada Vigo Street.

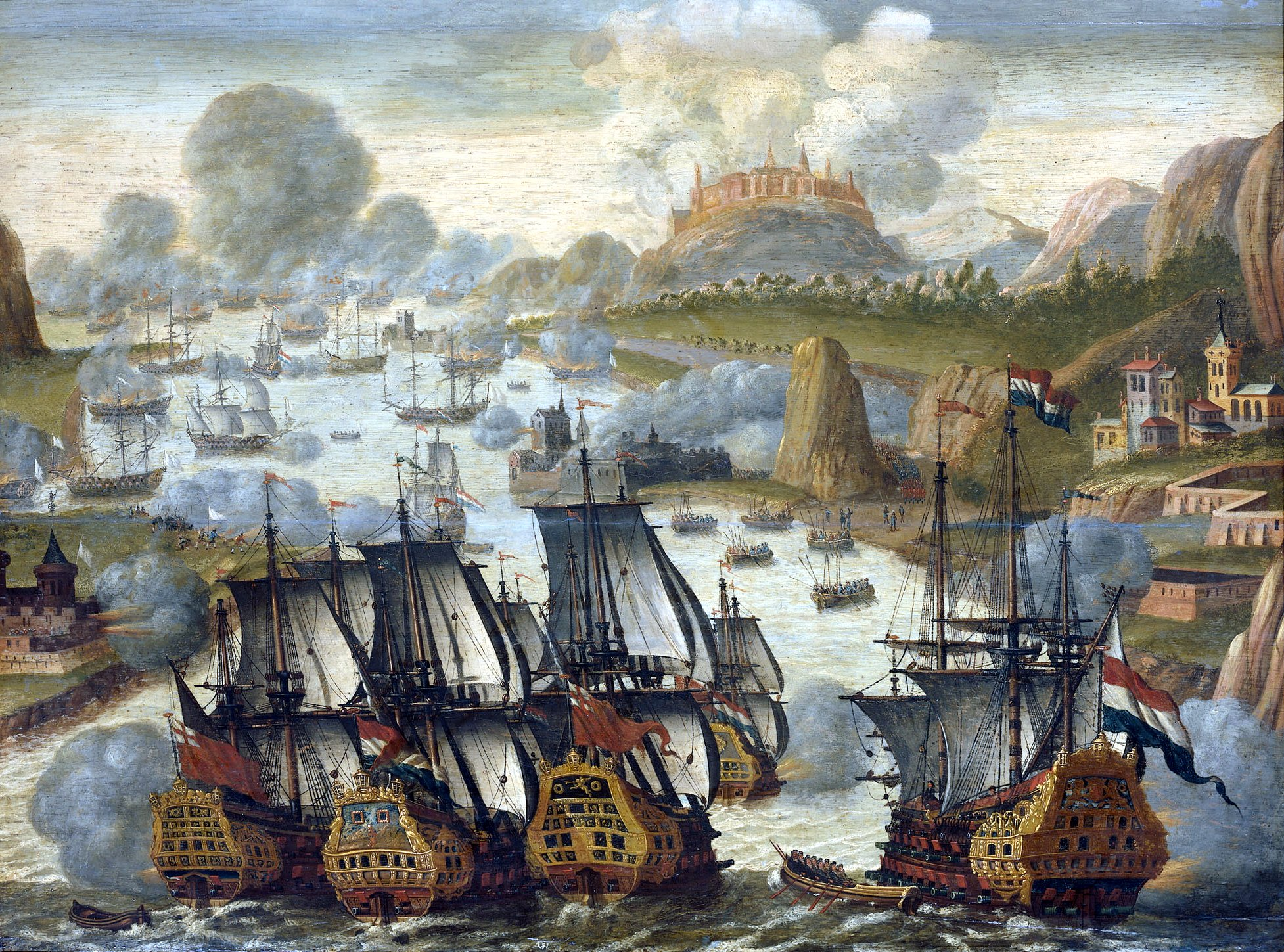
Batalla de Rande (1702). Obra de 1705 conservada en el Rijksmuseum de Ámsterdam

Años después, en 1719, se produce la Toma de Vigo. Este ataque se produjo en el curso de la guerra de la Cuádruple Alianza y se diseñó como represalia por el apoyo español al levantamiento jacobita en Escocia, que terminó con la derrota de las tropas de Felipe V en la Batalla de Glenshiel. Tras la captura de la villa, las tropas de Lord Cobham se entregaron al saqueo. Decomisaron una gran cantidad de armas y municiones, que sospecharon que se almacenaban para una futura invasión de Inglaterra.
En el año 1778 Carlos III rompe con el monopolio de los puertos autorizados para comerciar con América, de forma que Vigo comienza a beneficiarse del tráfico de alto bordo. En esta época la villa de Vigo estaba completamente cercada por una muralla, construida con motivo de la Guerra de Restauración portuguesa, ante el temor de una invasión. Cerca del mar estaba el bastión de Laxe y en el lado opuesto, el Castillo de San Sebastián. En las murallas de esta fortificación se encontraban localizadas siete puertas en diversos puntos estratégicos: las puertas de A Laxe, la del Berbés, la de Gamboa, la de Falperra, la del Mar, la del Placer y la del Sol.
Finalmente, la llegada a la ciudad de comerciantes e industriales catalanes, encabezados por Buenaventura Marcó del Pont, en la segunda mitad de este siglo supone una pequeña revolución económica para la villa, ya que proliferaron las fábricas de jabón, salazón y productos de cuero o lino.

### SigloXIX

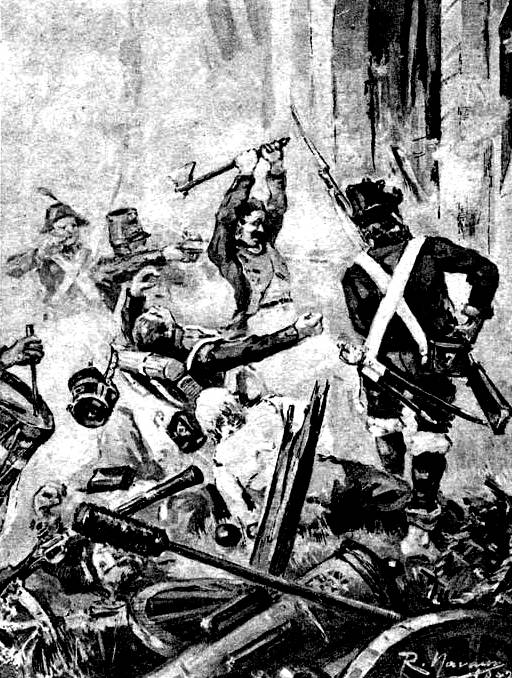
Toma de la Puerta da Gamboa durante la Reconquista de Vigo, grabado de 1893

A comienzos del siglo, en 1809, como sucedió en el resto de España, Vigo fue ocupado por el ejército francés. La invasión provocó un levantamiento popular liderado por Bernardo González del Valle «Cachamuíña», Juan Almeida y Pablo Morillo, esta resistencia finalizó con la expulsión de los militares galos el 28 de marzo de ese mismo año. Por este hecho Fernando VII otorgó a la villa el título de «Ciudad Fiel, Leal y Valerosa», en gratitud a la actuación de los vecinos durante este episodio de la Guerra de la Independencia Española.
Posteriormente, en la década de 1830, se acondiciona el camino real que lleva a Madrid, conocido como carretera de Castilla o de Villacastín y se rematan las obras de reconstrucción de la nueva Colegiata, diseñada por Melchor de Prado.
La segunda mitad de este siglo, significó un periodo de crecimiento para la ciudad, en parte propiciado por el incremento de las relaciones con América, favorecidas por la posición estratégica del Puerto de Vigo en el Atlántico. Así, desde 1855 se establecen servicios de comunicación marítimos periódicos con Buenos Aires, La Habana y Puerto Rico. Además en estos años también se crea la sucursal del Banco de España y se construye un nuevo muelle de piedra. Este crecimiento de la ciudad provocó que sus regidores acordasen demoler las murallas para facilitar su expansión.

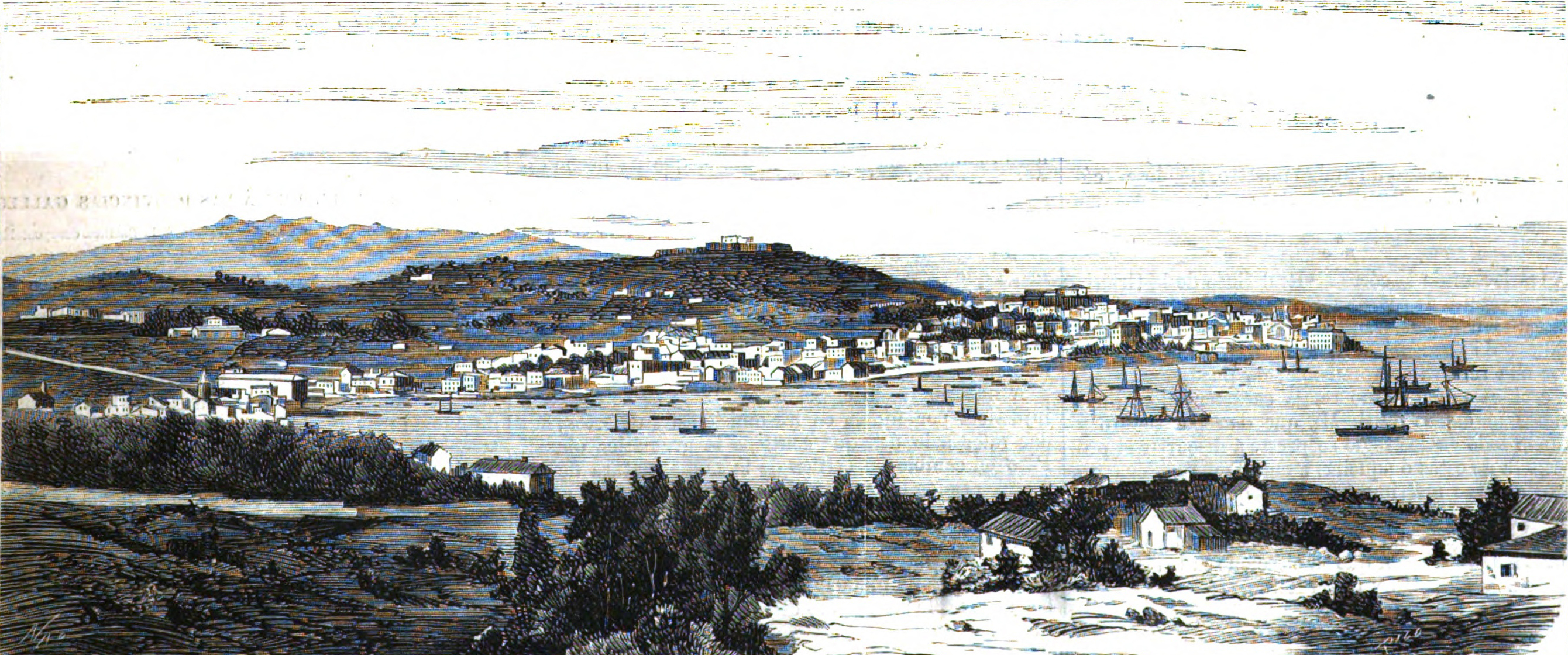
Vista de Vigo en la segunda mitad del (La Ilustración Española y Americana, 1877)

Una década después comienzan la construcción del ferrocarril y las obras de relleno de la ría con el fin de ampliar las instalaciones portuarias. En los siguientes años se continúan abriendo en Vigo fábricas de derivados de productos marinos y de salazón, que supone un crecimiento de la población asalariada y de la burguesía. La ciudad se expande extramuros con la apertura de nuevas calles y la construcción de nobles edificios de piedra. Por otra parte, en 1880 se crearía la Caja de Ahorros Municipal de Vigo y en 1881 se inaugura la línea ferroviaria Vigo-Orense. En ese decenio, el 17 de mayo de 1863, la imprenta Compañel publica Cantares Gallegos de Rosalía de Castro, obra que marcó el inicio del movimiento literario denominado como Rexurdimento.

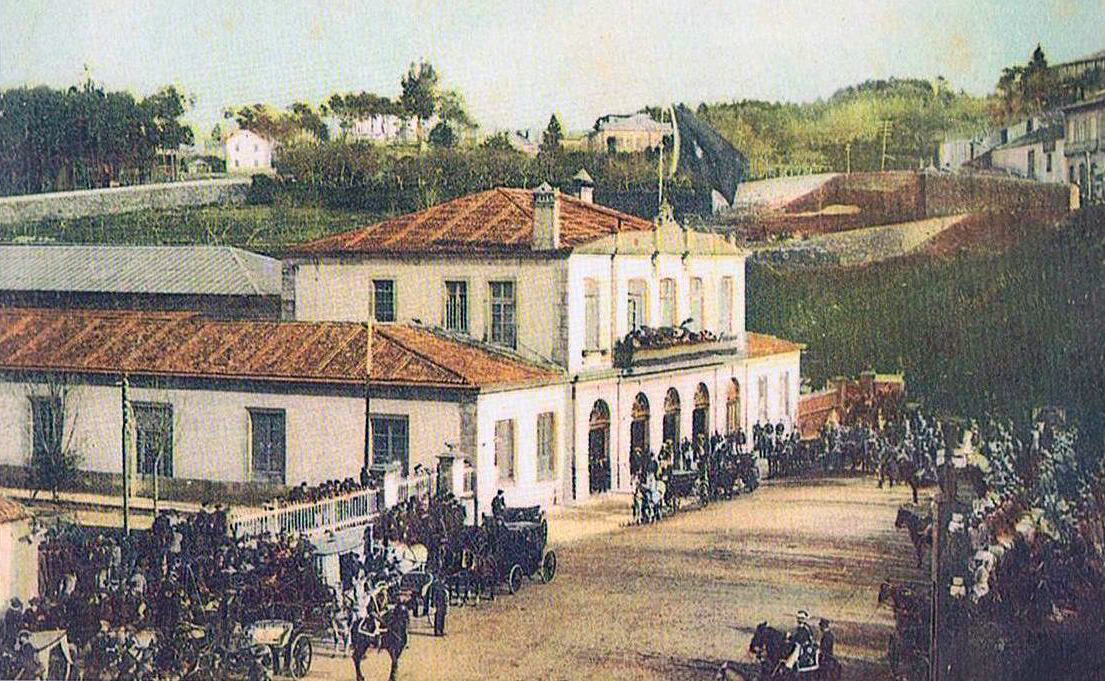
Primera estación de Vigo,

En 1878 se produce la primera visita a la ciudad de Julio Verne en su yate el Saint Michel III, la segunda fue en 1884, el objeto de esta visita por parte del escritor fue conocer la Ensenada de San Simón, escenario de la Batalla de Rande y que el propio Verne había inmortalizado con el Nautilus en un capítulo de su obra 20 000 leguas de viaje submarino.
Finalizando este siglo, en 1898, el Puerto de Vigo recibió a los soldados malheridos procedentes de la guerra de Cuba, acogiéndolos y prestándoles la ayuda necesaria. Este hecho otorgó a Vigo el título de «Siempre Benéfica», por lo que desde entonces el escudo de la ciudad guarda el lema de «Ciudad Fiel, Leal, Valerosa y Siempre Benéfica».

### SigloXX
Esta centuria marcó una etapa de asombroso avance económico, en sus primeras décadas la burguesía liberal viguesa tomó en sus manos los mecanismos de poder económico y político. En poco más de diez años se duplicó la población (en 1910 ya alcanzaba los 30 000 habitantes). Además, a medida que avanzó el siglo, Vigo absorbió los ayuntamientos limítrofes de Bouzas (1904) y Lavadores (1940).
Durante el primer tercio del siglo XX el puerto vigués quedó indisolublemente relacionado con la imagen de miles de gallegos que se embarcaron rumbo a América. La emigración fue motivada en gran parte por la crisis económica sufrida por muchas familias, y el puerto vigués fue uno de los principales puntos de partida de este flujo migratorio. Otro símbolo de la época es el tranvía, que comenzó a funcionar en 1914. Durante este periodo en la ciudad existía un intensa actividad social. Así, abundan los diarios y semanarios, las asociaciones y las organizaciones de carácter político o sindical.

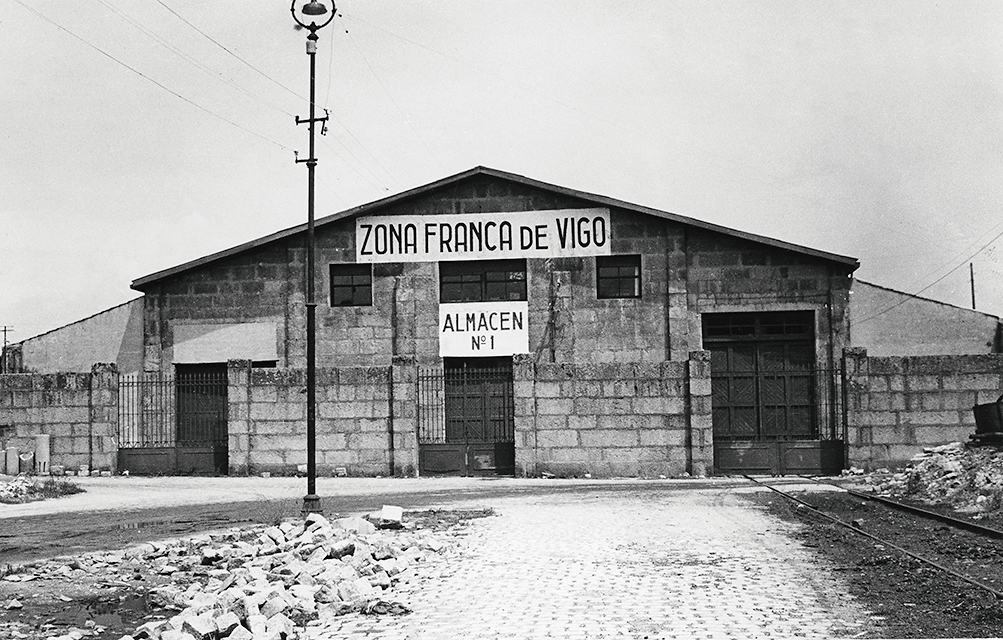
Primer almacén del Consorcio de la Zona Franca de Vigo en el puerto

La Guerra Civil apenas se notará en la ciudad, en donde escasamente hubo oposición al golpe de Estado del 18 de julio de 1936 y únicamente tuvo lugar la Batalla de Vigo, que abarcó del 18 al 28 de julio. No sucedió así en Lavadores, en donde existió más resistencia. No obstante, la ausencia de lucha no libró a Vigo de una dura represión, entre las víctimas se encontraban el alcalde Emilio Martínez Garrido, artistas, intelectuales, sindicalistas o políticos afines al Frente Popular, como los diputados Antonio Bilbatúa, Heraclio Botana o Ignacio Seoane.
En los años posteriores el puerto sirvió como base de avituallamiento de combustible y alimentos para buques del Tercer Reich. Otra de las actividades nazis en Vigo fue la exportación de wolframio desde el cargadero de Rande hacía Alemania y otros países del Eje.

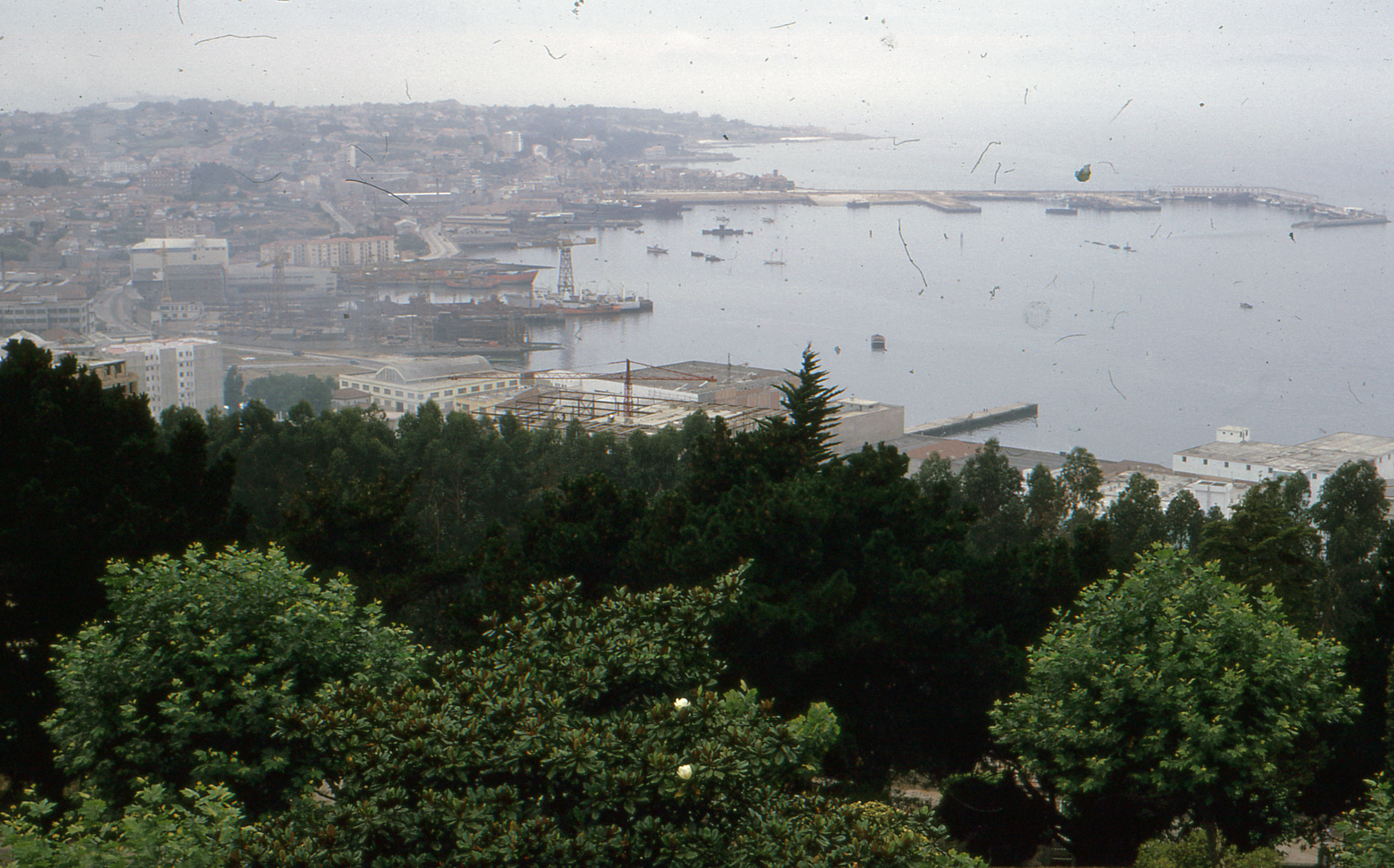
El puerto en la década de 1960

A finales de la década de 1950 comienza el conocido como milagro económico español, fenómeno que produjo un gran crecimiento demográfico en Vigo y en otras localidades cercanas. La creciente oferta laboral de esa época atrajo a numerosa población de zonas rurales, principalmente de la Provincia de Orense, que se arraigó en barrios como Teis. Además, durante el desarrollismo se crean nuevos barrios residenciales como el de Coya. Este crecimiento demográfico fue gracias a la consolidación en la ciudad de diversas industrias, como Citroën Hispania, la industria auxiliar del automóvil, la fábrica de cerámica Empresas Álvarez, los astilleros de ASCON, Barreras o Vulcano, e industrias pesqueras como Motopesqueros de Altura Reunidos (M.A.R.) y Pescanova.

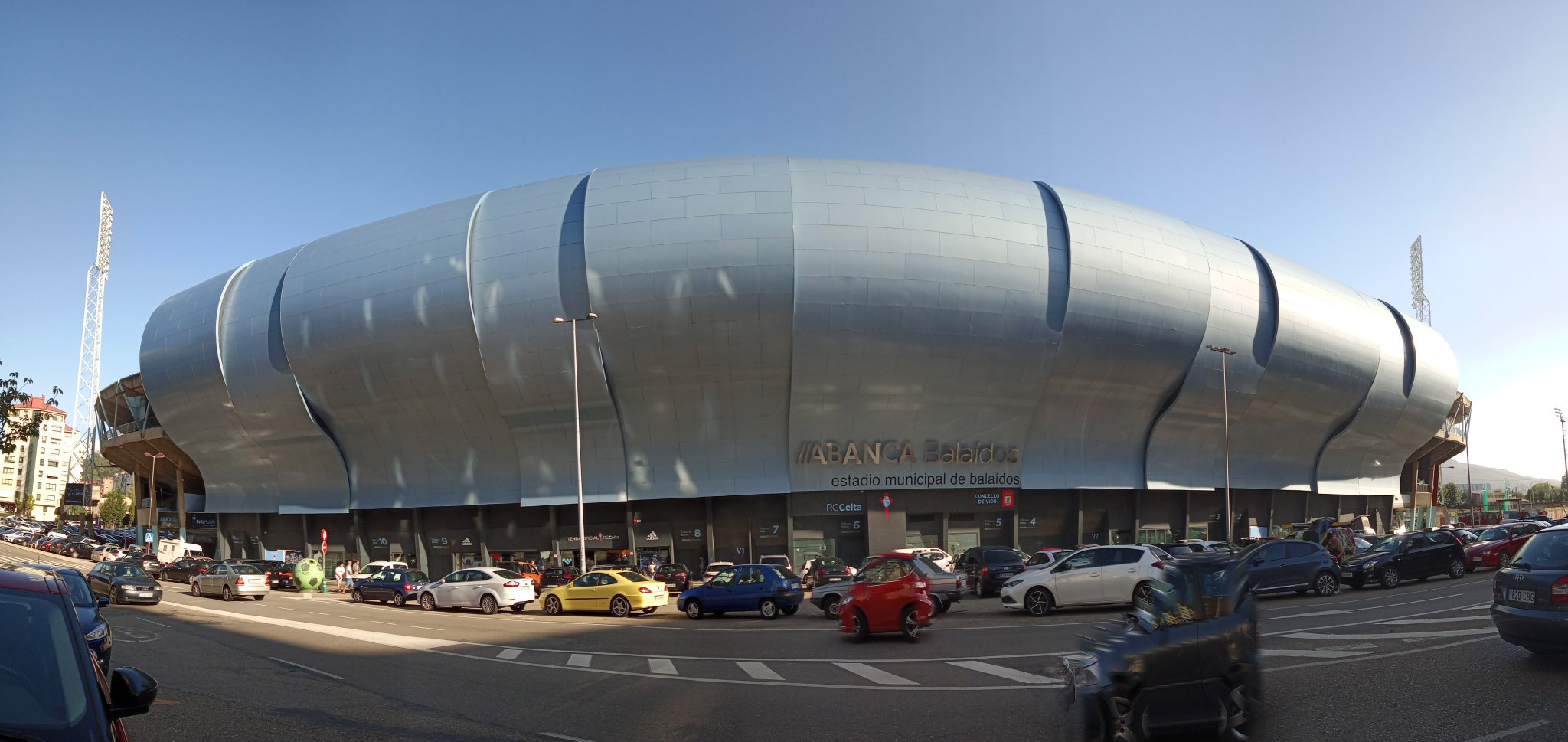
El Estadio de Balaídos albergó partidos del Mundial de 1982

En las décadas de 1960 y de 1970 se mejora la red de comunicaciones con el resto de la península y se crean nuevos planes para ensanchar la ciudad. Posteriormente en los últimos años del franquismo y durante los primeros de la transición, con Joaquín García Picher en la alcaldía, se abre una delegación de la agencia tributaria en la ciudad, se construyen el nuevo colegio universitario y el Embalse de Eiras en Fornelos de Montes, también se designa a Vigo como una de las sedes de la futura Copa Mundial de Fútbol de 1982. Dentro de este periodo, en 1979, se produjo el accidente del río Órbigo, en el que fallecieron 45 alumnos y 3 profesores de un colegio vigués, este siniestro conmocionó a la sociedad local de la época siendo el día de mayor luto en la historia reciente de Vigo.
El crecimiento de los años anteriores se vio frenado durante el decenio 1975-1985 debido al impacto producido por la reconversión industrial del sector naval que golpeó con fuerza a la ciudad, provocando un aumento de los conflictos sociales y destruyendo parte del tejido industrial tradicional vinculado al mar. Ya finalizando el siglo, Vigo muestra una recuperación económica con respecto a la década anterior, en parte gracias a la creación de estamentos e instituciones como Caixanova, el IFEVI o la Universidad.

### SigloXXI

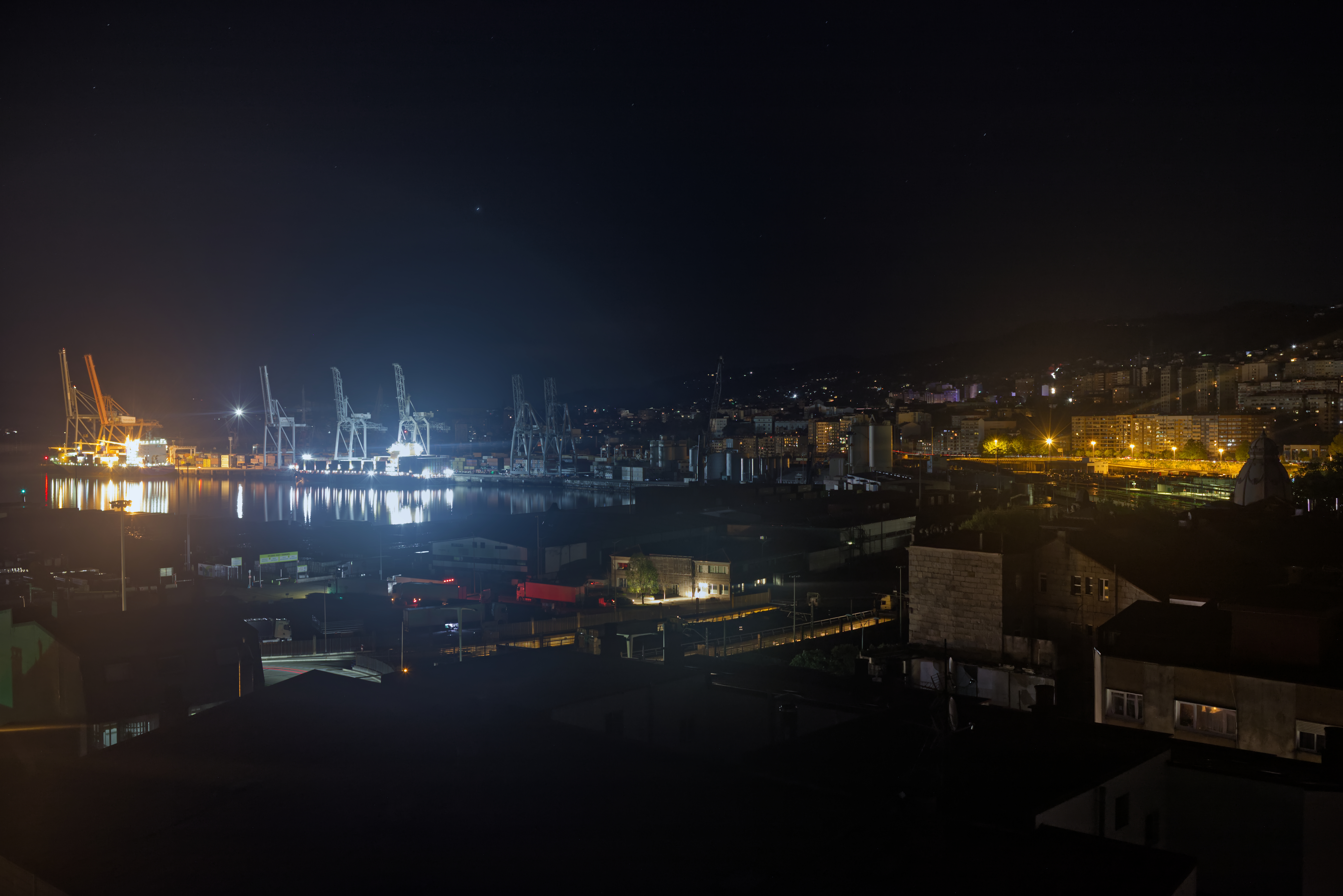
El puerto de Vigo, sumido en la oscuridad salvo dos grúas tras el Apagón en la península ibérica de 2025, mantiene la actividad gracias al plan de autoprotección y generadores de respaldo

En el año 2000 la población del municipio ronda los 280 000 habitantes y se sitúa en el centro de un área de influencia de 500 000. Este crecimiento demográfico se mantiene en Vigo y en otras localidades de su área de influencia hasta 2012, año en el que se alcanzan los 297 335 habitantes. Este aumento de la población se debe principalmente al buen momento que atraviesan las principales actividades económicas de la ciudad en la primera década de este siglo. Este crecimiento demográfico se vio frenado en los años posteriores como consecuencia de la crisis económica que afectó a España.
Durante el decenio 2010-2020 tienen lugar diversas actuaciones que conllevan una transformación urbanística del casco urbano, como por ejemplo: la construcción de infraestructuras deportivas, creación de zonas verdes, humanización y peatonalización de avenidas y calles, instalación de ascensores y escaleras mecánicas en el centro de la ciudad, o la rehabilitación de edificios y espacios públicos.
En 2021 un estudio realizado por la Organización de Consumidores y Usuarios sobre las 15 grandes urbes del país, designa a Vigo como la «ciudad española con mayor calidad de vida».
El 26 de mayo de 2025, el pleno municipal aprobó el Plan General de Ordenación Urbana, que establece el marco urbanístico vigente del municipio.

## Demografía
Vigo cuenta con una población de 293 977 habitantes (INE 2024).
| Gráfica de evolución demográfica de Vigo entre 1842 y 2023 |
| |
| Población de derecho según los censos de población del INE Población de hecho según los censos de población del INEEn 1910 crece el término del municipio porque incorpora a Bouzas En 1941 crece el término del municipio porque incorpora a Lavadores |

Durante el siglo XX Vigo fue la ciudad europea que registró un mayor crecimiento demográfico, multiplicándose su población por 12, pasando de tener 23 259 habitantes en 1900, a los 285 526 censados a finales de siglo. El siglo XXI comenzó con un saldo vegetativo positivo ininterrumpido en el primer decenio, pero el aumento poblacional se frenó durante el periodo de un lustro que abarcó de 2011 a 2015, coincidiendo esta bajada demográfica con la crisis económica que afectó a España. No fue hasta el año 2016 cuando se volvió a recuperar una tendencia al alza sostenida en la población.
Vigo es el municipio más poblado de la comunidad autónoma de Galicia. Según el padrón de población, 138 310 personas son varones (47,10 %) y 155 342 mujeres (52,90 %). Esta pequeña diferencia en la proporción masculina-femenina a favor de las mujeres se produce en los intervalos de edad situados por encima de los 30 años, y se incrementa de forma más evidente a partir de los 70 años según la pirámide poblacional.

### Área metropolitana

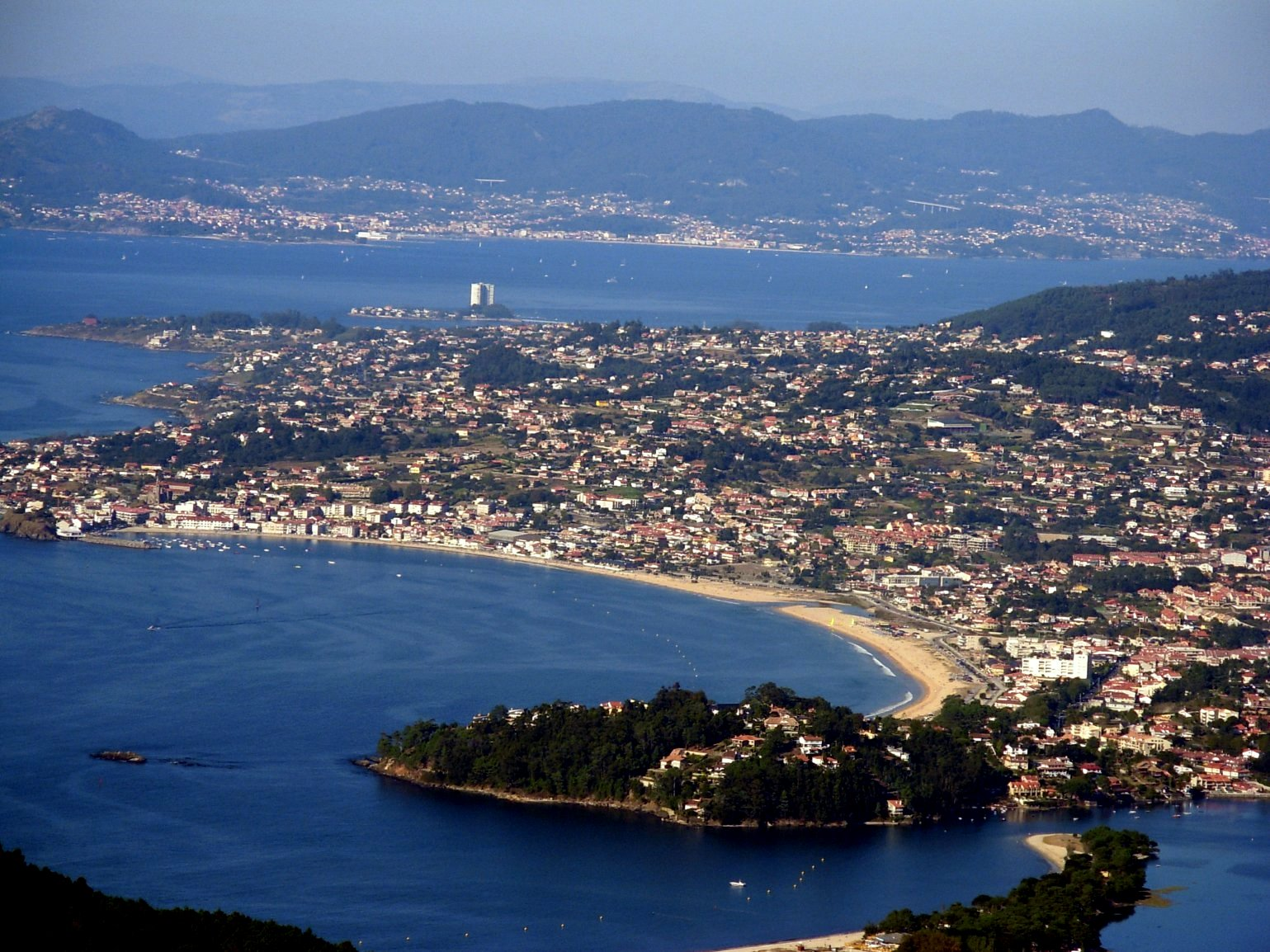
Extensión de la población hacia el municipio de Nigrán

El área metropolitana se extiende por todo el sur de la provincia. Limita al sureste con la Comarca del Condado-Paradanta, al sur con la del Bajo Miño y con Portugal, al norte con la Ría de Vigo, la Comarca del Morrazo y la Comarca de Pontevedra, mientras que al oeste limita con el Océano Atlántico.
Según los datos del INE a 1 de octubre de 2023, cuenta con una población de 481 782 habitantes, de los que 293 652 habitantes viven en el municipio de Vigo, lo que significa el 60,95 % del total de la población del ente metropolitano.
Actualmente el área metropolitana de Vigo está formada por los siguientes municipios: Bayona, Cangas de Morrazo, Fornelos de Montes, Gondomar, Moaña, Mos, Nigrán, Pazos de Borbén, Porriño, Redondela, Salceda de Caselas, Salvatierra de Miño, Sotomayor y Vigo.

### Población extranjera
| Posición | Nacionalidad | Población |
| -------- | ------------ | --------- |
| 1.ª      | Venezuela    | 2827      |
| 2.ª      | Colombia     | 2157      |
| 3.ª      | Portugal     | 1644      |
| 4.ª      | Brasil       | 1392      |
| 5.ª      | Perú         | 1374      |
| 6.ª      | Italia       | 908       |
| 7.ª      | Rumania      | 725       |
| 8.ª      | Senegal      | 694       |
| 9.ª      | Argentina    | 679       |
| 10.ª     | Paraguay     | 611       |

Según los datos del INE del año 2023, en Vigo actualmente residen unos 19 011 ciudadanos con una nacionalidad diferente a la española.
La colonia extranjera más numerosa del municipio, con 2827 habitantes, es la de ciudadanos de Venezuela, en segundo lugar se encuentran los ciudadanos de Colombia con 2157 habitantes empadronados, y en tercer lugar con un total de 1644 habitantes se encuentran los portugueses.
La mayoría de la población con pasaporte extranjero de Vigo se concentra en los distritos pertenecientes al centro urbano (1, 2 y 3), en el distrito 7 (barrio del Calvario y parroquias de Cabral, Candeán y Lavadores) y en el eje Bouzas-Coya (distrito 4). Mientras que la presencia de ciudadanos foráneos en las parroquias periurbanas del municipio es menor que otras zonas, siendo en algunos casos muy reducida, como es el caso del distrito 8 (Beade, Bembrive, Matamá, Valladares y Zamanes).

## Economía
La economía de Vigo se caracteriza por su diversificación vinculada sobre todo a los sectores industrial, pesquero, servicios y turístico. Históricamente es el motor económico e industrial de Galicia, según el Instituto Gallego de Estadística su PIB nominal anual es de 7759 millones de euros, entre tanto el municipio y el resto de su comarca con 10 709 millones aportan el 18,2 % del PIB autonómico.

### Zona franca

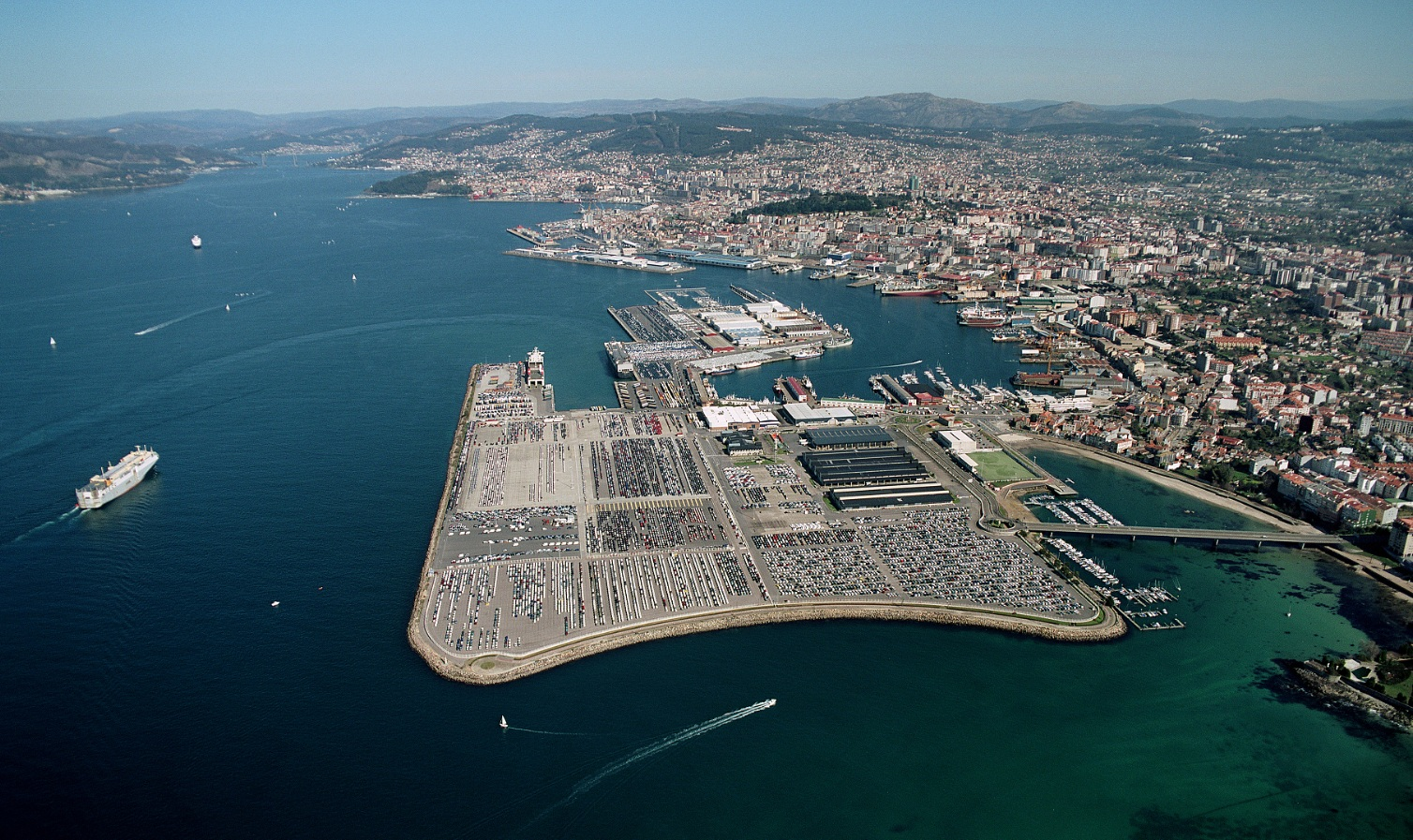
Vista del área logística y zona franca comercial en Bouzas

Una institución muy importante para el desarrollo industrial de Vigo y de su comarca ha sido la zona franca, organismo basado en derecho público y que en la actualidad funciona como agencia de desarrollo local, promoviendo infraestructuras y suelo de carácter eminentemente industrial y comercial.
La Zona Franca de Vigo tiene como principal objetivo incentivar el estabelecimiento de empresas con vocación exportadora, mediante la aplicación de exenciones tributarias y aduaneras. Se creó mediante Decreto ley del 20 de junio de 1947, con la intención de aprovechar las favorables condiciones estratégicas de localización del puerto vigués respecto al comercio marítimo internacional para impulsar el desenvolvimiento industrial en la región.

### Polígonos industriales

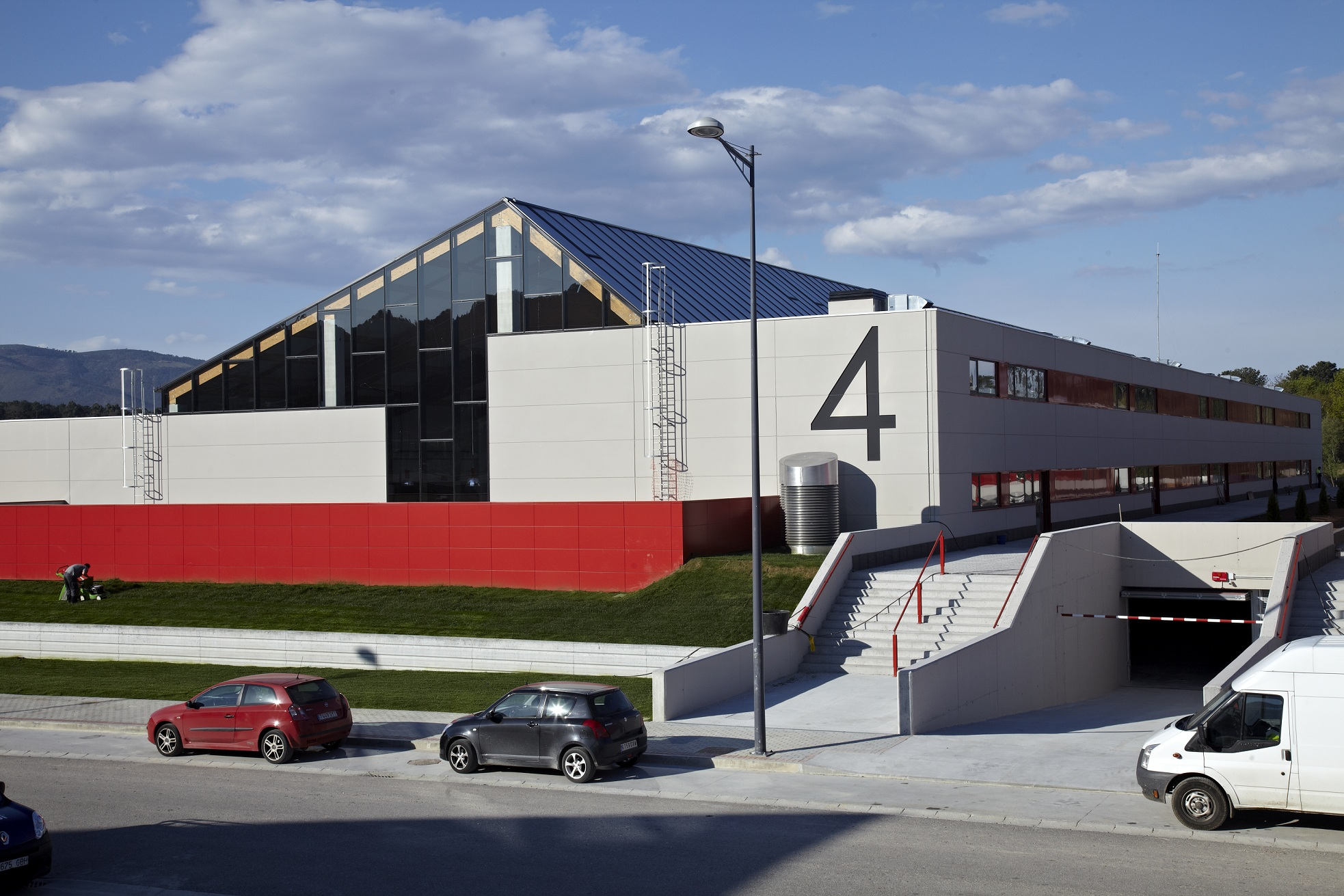
Naves bioclimáticas en el parque empresarial Porto do Molle, Nigrán

La Zona Franca de Vigo cuenta con seis áreas y polígonos industriales en funcionamiento, estos son el área portuaria de Bouzas, el parque empresarial y terciario Porto do Molle en Nigrán, el Parque Tecnológico y Logístico de Vigo, el polígono de Balaídos, el polígono industrial de A Granxa en Porriño y la Plataforma Logística Salvaterra-As Neves (PLISAN). Según los datos del Consorcio las más de 620 empresas instaladas en estos polígonos generan alrededor de 25 000 puestos de trabajo, alcanzando una facturación 17 982 millones de euros y un beneficio económico de 1930 millones de euros.
Al margen de los polígonos citados anteriormente e integrados en la institución pública dependiente del Ministerio de Hacienda, en Vigo y en otros municipios de su conurbación se encuentran instaladas más de una quincena de áreas industriales y parques empresariales que albergan empresas de diferentes sectores económicos.

### Industria automovilística

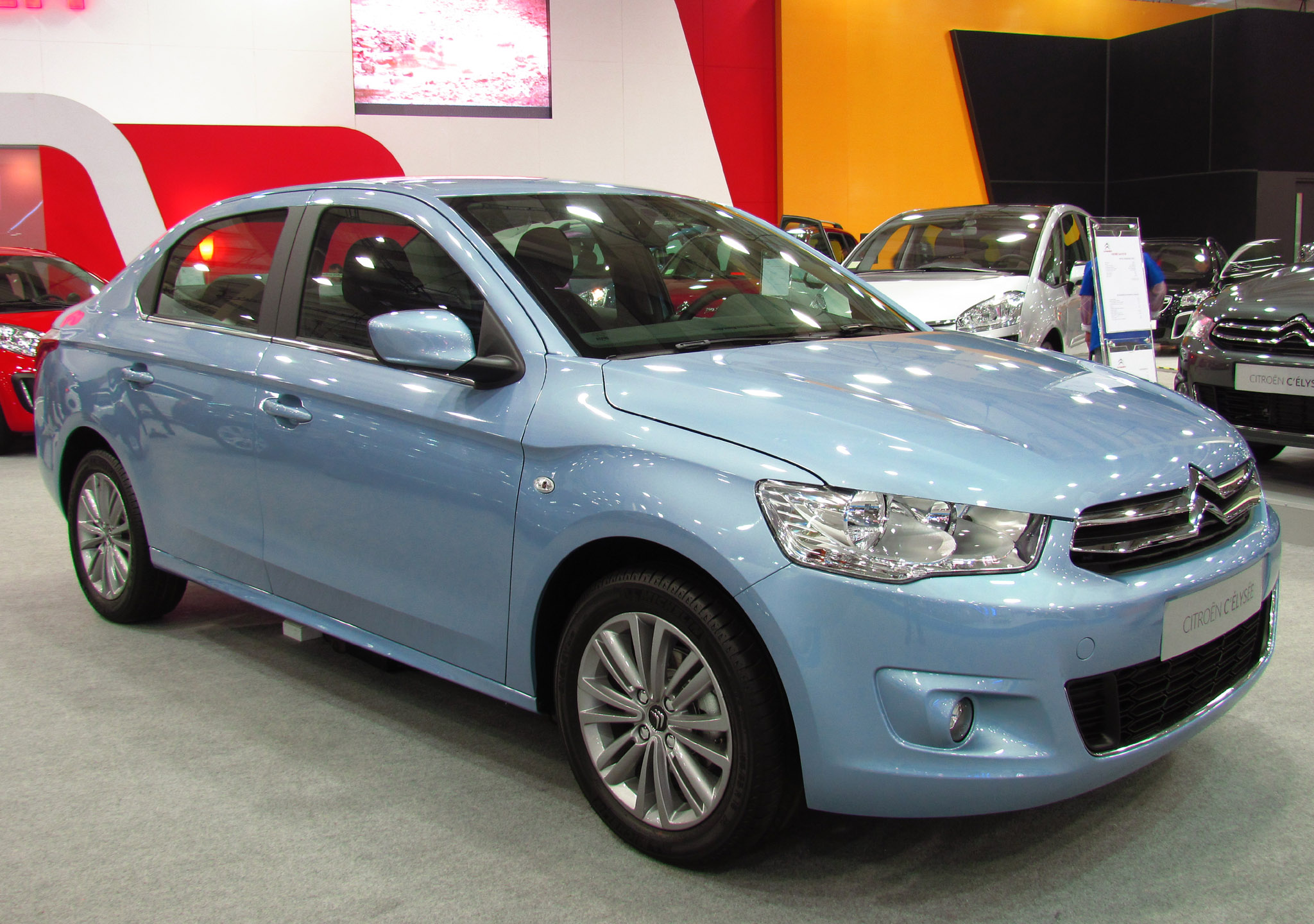
Citroën C-Elysée

Una de las actividades más importantes de la economía local es la industria automovilística, encabezada por Stellantis Vigo. La factoría emplea a más de 6500 trabajadores directos y el 88 % de su producción es expedida fuera de España, representando alrededor del 30 % de las exportaciones totales de Galicia al extranjero.

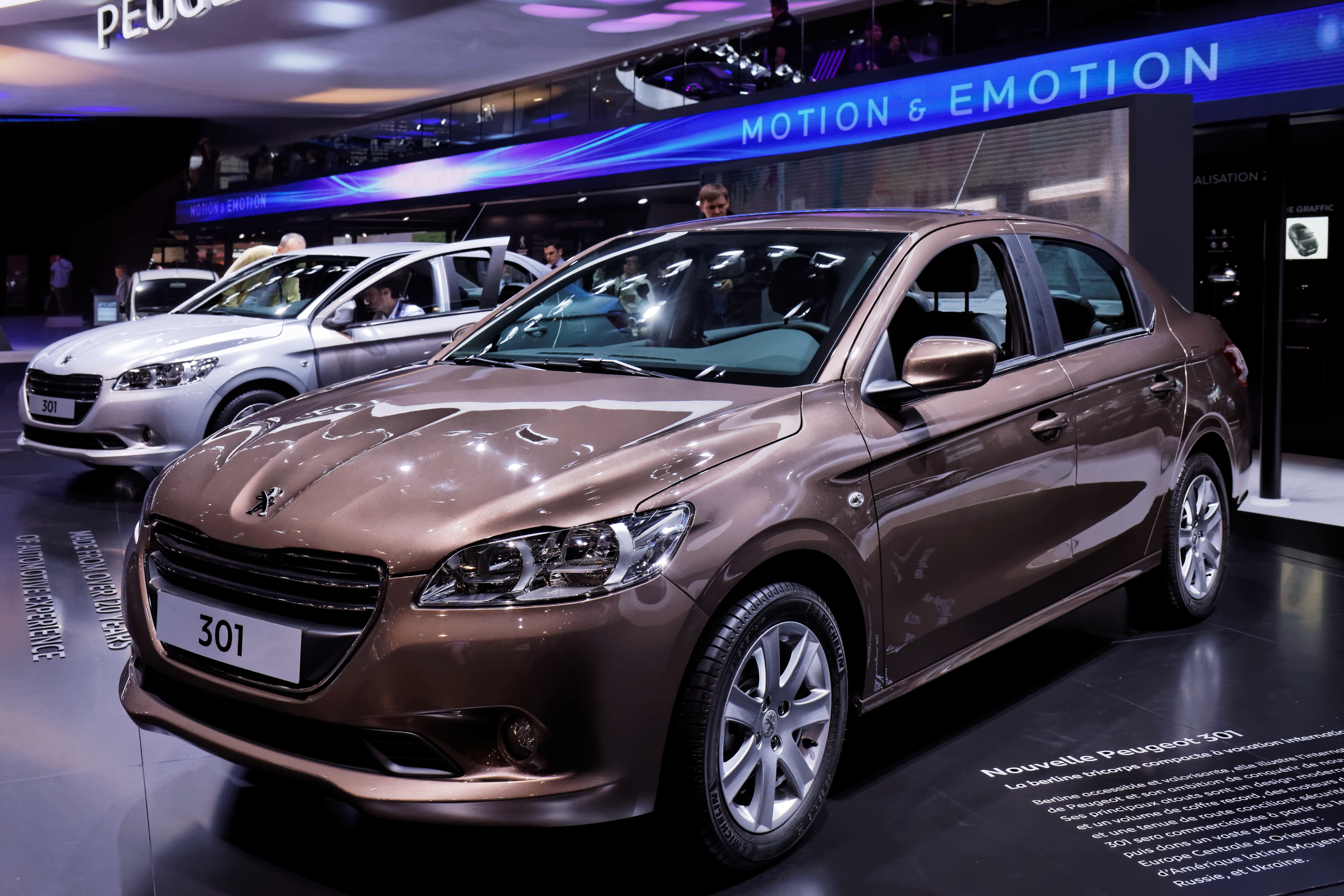
Peugeot 301

La planta cuenta en sus instalaciones de Balaídos con talleres de embutición, montaje, pintura y soldadura. Actualmente produce los siguientes modelos: Citroën Berlingo III, Citroën Berlingo Van, Citroën C-Elysée, Fiat Doblò Van, Fiat E-Doblò, Opel Combo Cargo, Opel Combo Life, Peugeot 301, Peugeot 2008 II, Peugeot Partner III, Peugeot Rifter y Toyota ProAce City.
En Vigo y en otras localidades cercanas también están instaladas más de 90 compañías de la industria auxiliar del automóvil, por ejemplo: Adhex, Benteler, BorgWarner, Dangel, Denso Corporation, Faurecia, Gestamp Automoción, GKN Driveline, Grupo Copo, Lear Corporation, Magna Seating, Plastic Omnium o Snop Estampación, entre otras.
La mayoría de estas empresas están asociadas al Clúster de Empresas de Automoción de Galicia (CEAGA).

### Puerto
El Puerto de Vigo es el de mayor volumen mercantil de Galicia, abarcando el 75 % de la mercancía exportada e importada por vía marítima de la comunidad. La mayoría de su tráfico corresponde a mercancías generales, destacando en el movimiento de contenedores, tráfico Ro-Ro de carga rodada, piedra natural y granito, madera, conservas y productos pesqueros.

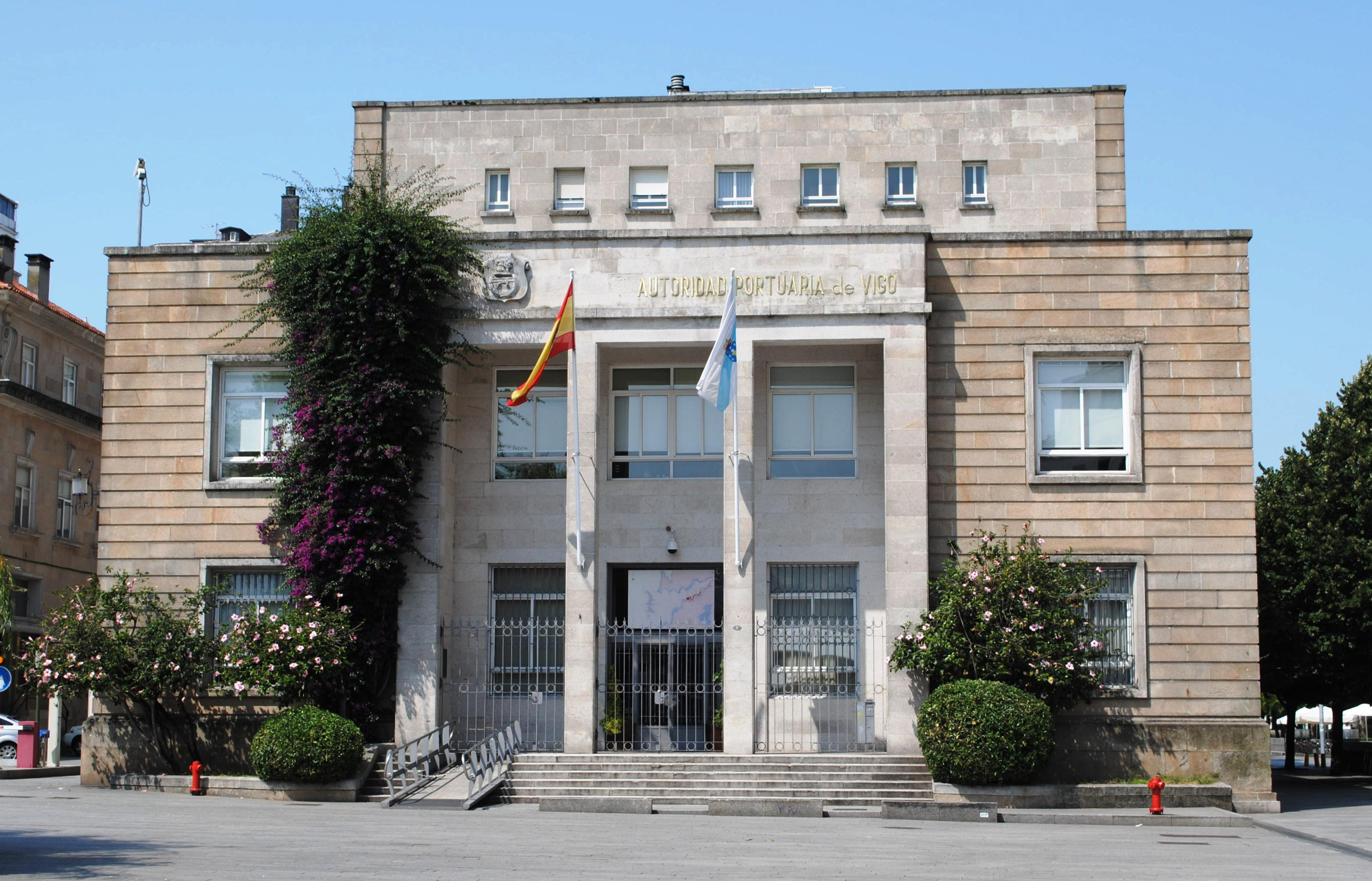
Sede de la Autoridad Portuaria de Vigo en la plaza de la Estrella

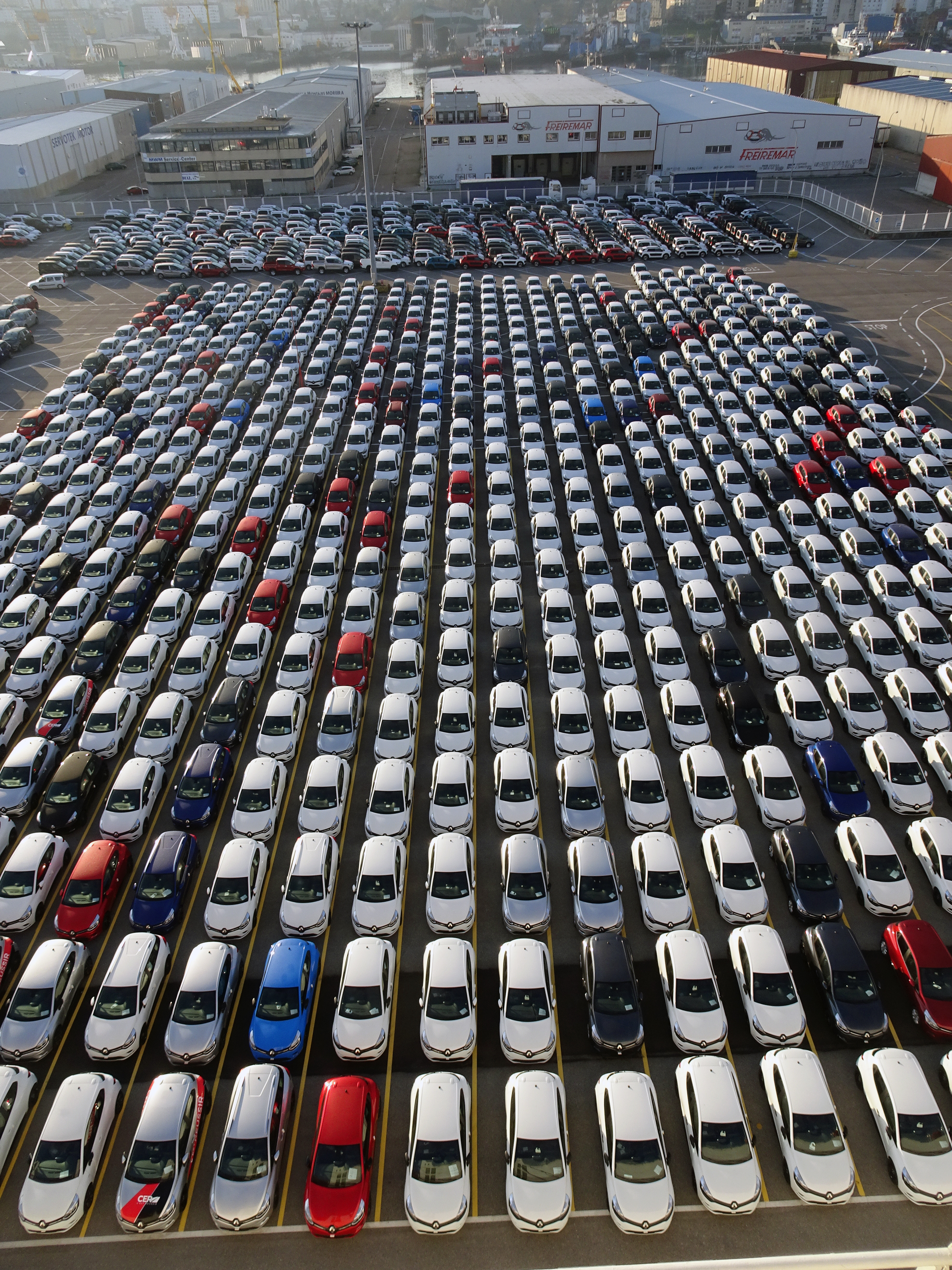
Vehículos en la terminal Ro-Ro de Bouzas

Abarca una extensión de más de 20 km y cuenta con más de 9 km de muelles de atraque, que son: muelles de Beiramar y Berbés, muelle deportivo, muelle de reparaciones, muelle de trasatlánticos y los muelles del Arenal, comercial y transversal. También dispone de dos terminales, la de Guijar en Teis destinada al tráfico de contenedores, y la de Bouzas destinada básicamente al tráfico Ro-Ro de vehículos. Otra de sus principales actividades es la pesca, ya que posee la lonja en donde se descarga más pescado fresco de Europa.
Estas actividades comerciales y económicas hacen que muchas navieras locales tengan como base el puerto vigués. Mientras que otras navieras foráneas que realizan parte de sus operaciones en el puerto cuentan con sede u oficinas en la ciudad, como: A.P. Møller-Mærsk, Boluda Lines, CMA CGM, COSCO, Grimaldi Lines, Grupo Suardiaz, Hanjin Shipping, Hapag-Lloyd, Maritime Carrier Shipping Gmbh & Co (MACS Shipping), Mediterranean Shipping Company, StreamLines, Turkon Line o W.E.C. Lines.
A nivel turístico en sus muelles es usual el embarque o la escala de cruceros de pasajeros.

### Industria pesquera y conservera

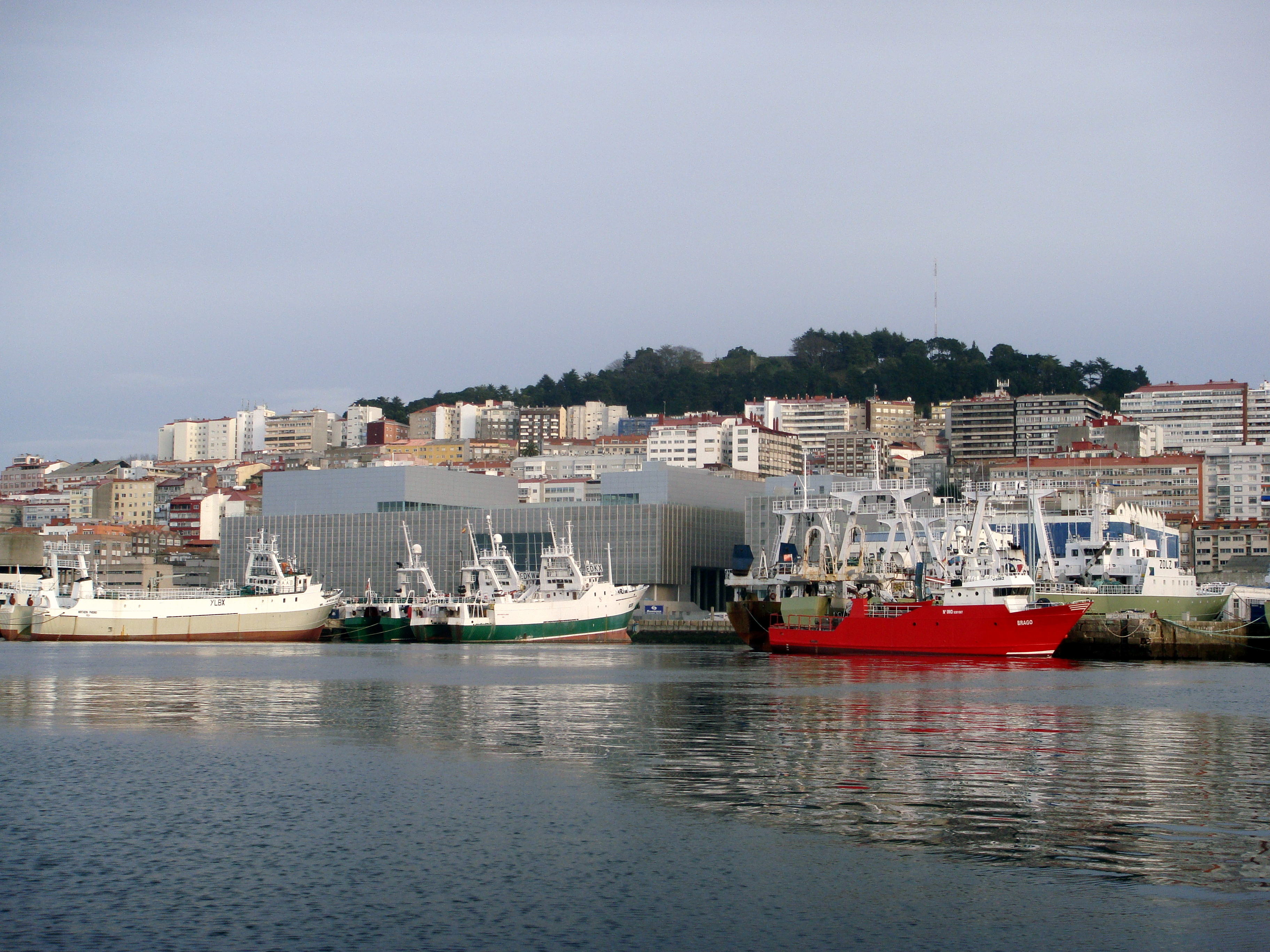
Buques arrastreros amarrados en los muelles del puerto

El sector pesquero genera en Vigo más de 20 000 puestos trabajo directos y una cifra de negocio de más de 3300 millones de euros anuales. En el puerto gallego están censados más de 660 buques pesqueros, lo que supone que sea uno de los principales puertos comercializadores de pescado fresco para consumo humano del mundo, con alrededor de 800 000 toneladas al año.
Las principales empresas pesqueras por volumen de negocio que tienen su base en el puerto vigués son: Comercial Pernas (Coper), Grupo Profand, Hermanos Fernández Ibañez, Iberconsa, Interatlantic Fish, Lanzal, Loligo Seafood - Pescapuerta, Mascato, Nueva Pescanova, Pereira o Worldwide Fishing Company (Wofco) - Fandicosta. Estas compañías cuentan con presencia en caladeros de pesca de terceros países, tales como Argentina, Australia, Chile, Islas Malvinas, Mozambique, Namibia, Perú o Sudáfrica. Sus capturas en estas aguas son enviadas a toda España y expedida a países como Egipto, Francia, Italia, Portugal y otros mercados más distantes como el asiático (China o Vietnam).
Otro referente del sector pesquero local es la cría de bivalvos propios de las rías gallegas (mejillones y zamburiñas) en polígonos de bateas que se encuentran distribuidos por la ría.

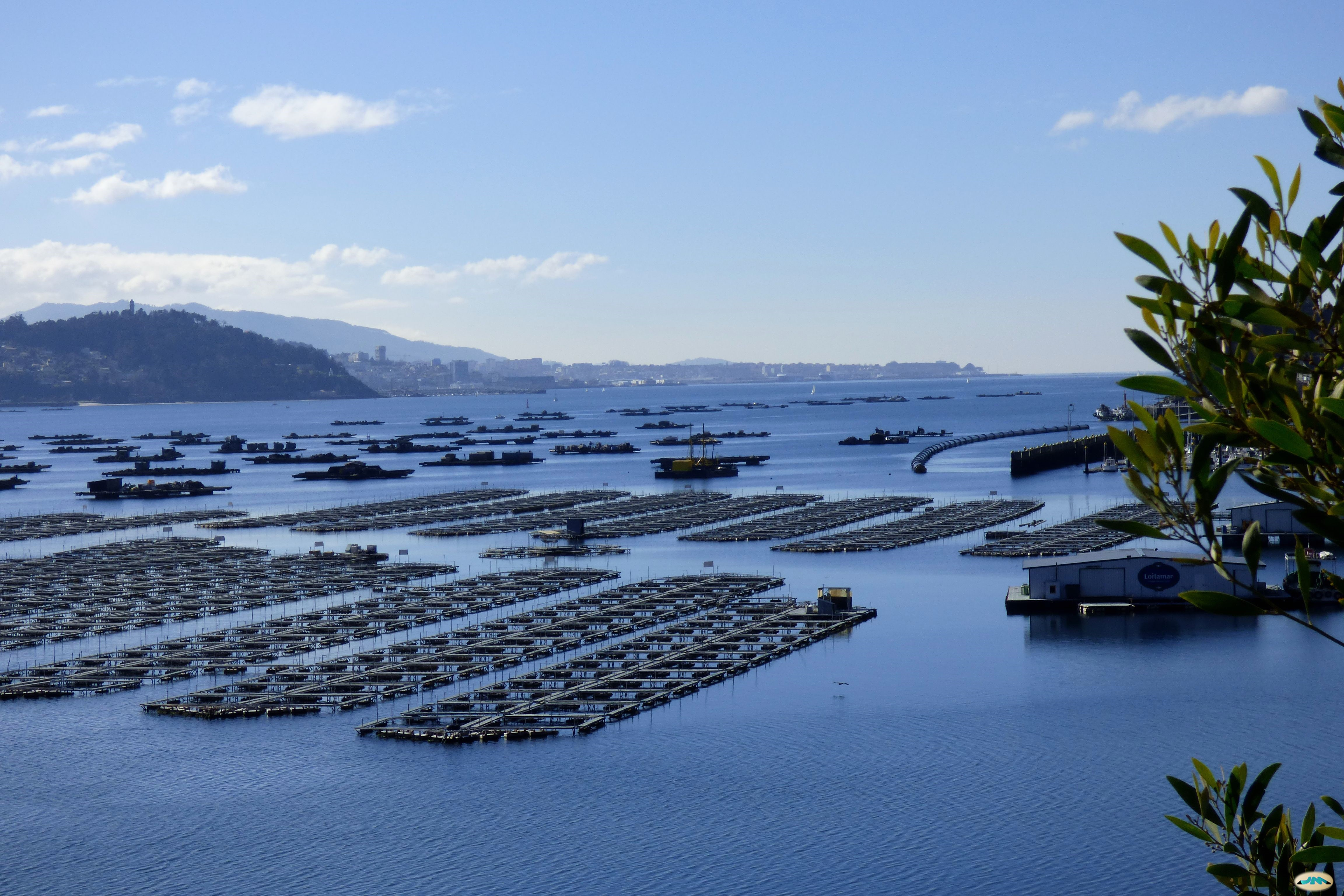
Polígono de bateas en la ría

En Vigo es habitual la celebración de congresos y ferias mercantiles relacionadas con la pesca industrial, como la Conferencia Mundial del Atún (bianualmente), Conxemar (anualmente), o la World Fishing Exhibition (que se celebró periódicamente de 1973 a 2009).
Industria conservera
Algunas de las principales empresas locales dedicadas al procesado de productos del mar en conserva, son: Conservas Albo, Conservas Antonio Alonso (Palacio de Oriente), Conservas Cerqueira (Pay Pay), Conservas del Noroeste (Cabo de Peñas), Conservas Orbe y Conservas Valcárcel (Vigilante).

### Construcción naval

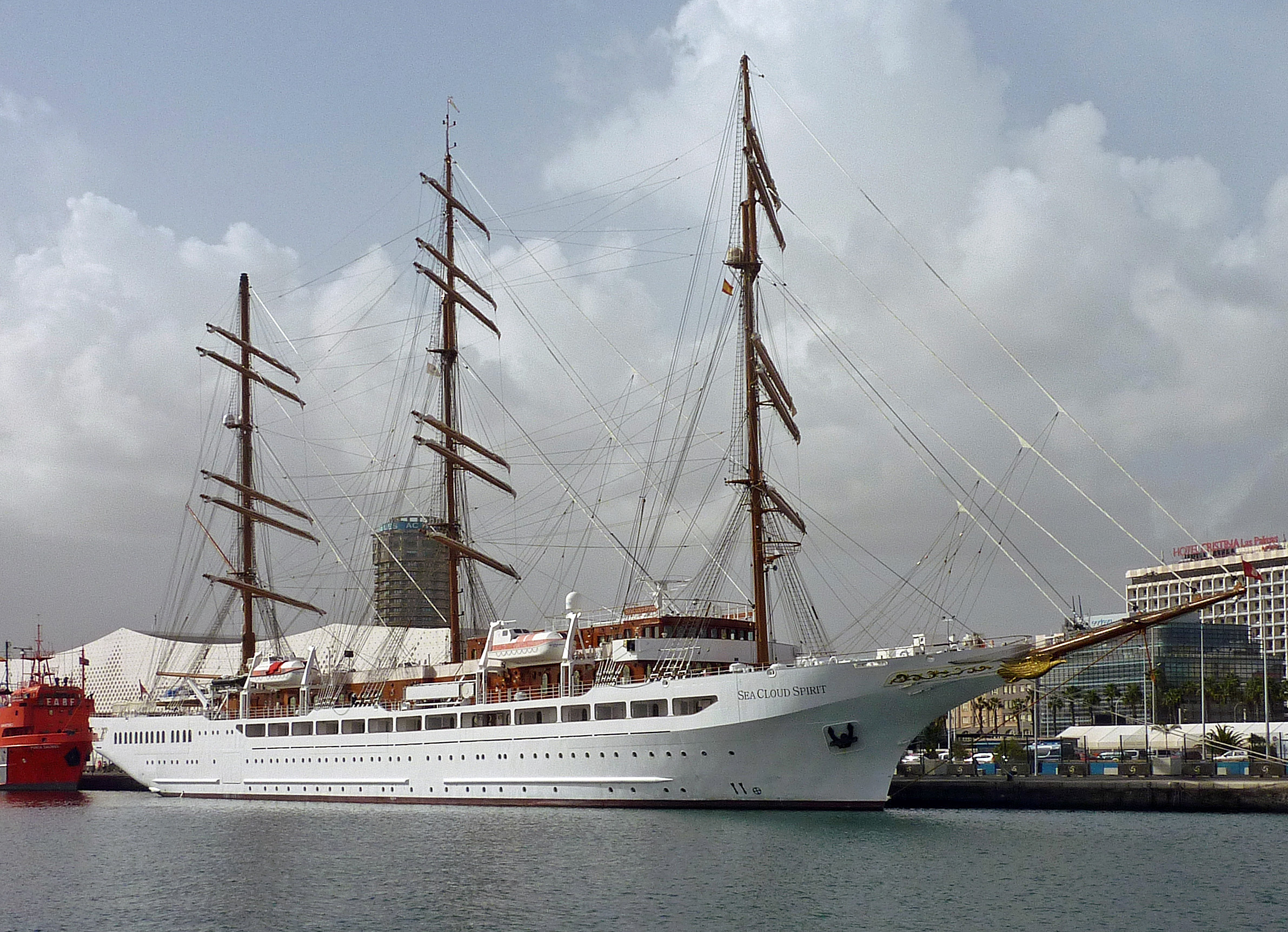
Crucero a vela Sea Cloud Spirit construido por MetalShips & Docks

En diversos puntos de la ría se encuentran instalados más de 10 astilleros y varaderos dedicados a la construcción y reparación naval, ubicados principalmente en Bouzas, Coya, Meira y Teis. La principal actividad de estas atarazanas, algunas de ellas empresas centenarias, es la construcción o reparación de buques de gran tonelaje de alto valor añadido en acero, aluminio o poliéster y estructuras flotantes. En el último decenio, tras las quiebras de los históricos Barreras y Vulcano (hoy en día el primero integrado en Astilleros Armon y el segundo rebautizado como Astilleros San Enrique); Freire Shipyard y Astilleros Armon Vigo se han consolidado como los constructores navales vigueses más prolíficos. Otras factorías reseñables son Aister Aluminium Shipyard, Astilleros Armada, Astilleros J.M. Armada, Cardama Shipyard, MetalShips & Docks, Montajes Cancelas y Rodman Polyships.
En la comarca también se encuentran establecidas empresas de la industria auxiliar naval, muchas de ellas creadas a partir de la reconversión industrial de la década de 1980.

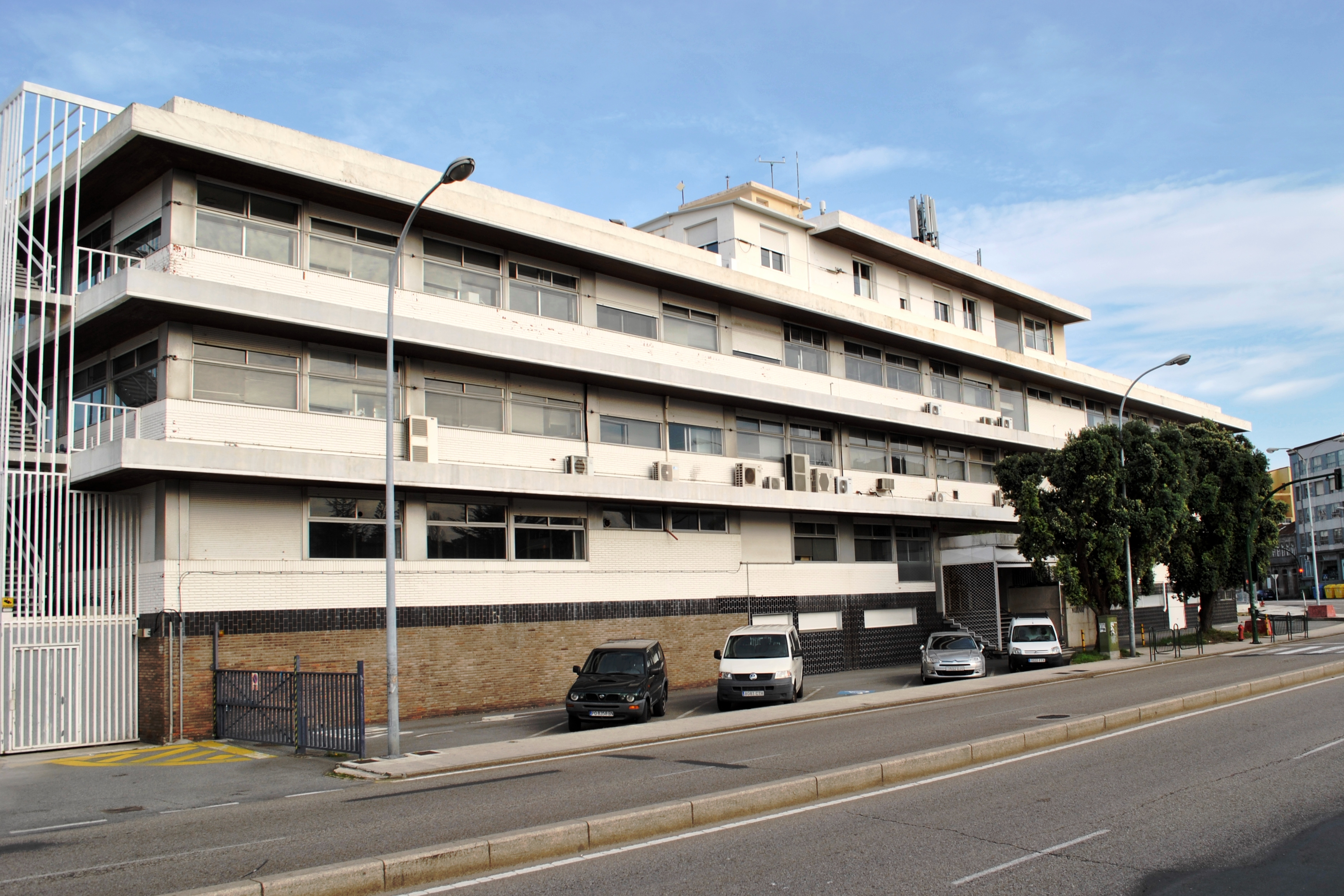
Instituto de Investigaciones Marinas

### Tecnología e investigación
En el Área metropolitana de Vigo se encuentran localizados cinco de los nueve centros tecnológicos de Galicia incluidos en el registro del Ministerio de Ciencia e Innovación y cinco de los siete que forman la Alianza Tecnológica Intersectorial de Galicia (ATIGA). Estos son la Asociación de Investigación Metalúrgica del Noroeste (Aimen), el Centro Tecnológico de Automoción de Galicia (CTAG), el Centro de Tecnologías Avanzadas de Investigación para la Industria Marina y Alimentaria (Cytma) de Anfaco-Cecopesca, el Centro Tecnológico de Eficiencia y sostenibilidad energética (Energylab) y el Centro Tecnológico de Telecomunicaciones de Galicia (Gradiant).
En el término municipal también están presentes el Centro Oceanográfico de Vigo del IEO y el Instituto de Investigaciones Marinas (IIM) del CSIC, ambos dedicados a diferentes áreas relacionadas con la investigación oceanográfica y marina.

### Tecnologías de la información y la comunicación
En 2024 en el área de Vigo el sector TIC ocupaba casi 18 830 empleos, siendo la gran ciudad española con mayor porcentaje de empleo tecnológico, las empresas TIC instaladas en el área abarcan diferentes sectores como el aeroespacial, automoción, biotecnología, defensa o pesca. Cuenta también con diversos centros de investigación y con la Escuela de Ingeniería de Telecomunicación de la Universidad. Se prevé que la oferta se complemente con una incubadora de alta tecnología en la calle de López Mora e impulsada por la Zona Franca, bautizada StartTIC. También albergará la sociedad Sparc Foundry, constituida por la Zona Franca y la Universidad, y que será una de las primeras plantas de chips fotónicos de Europa, proyecto al que se han unido Indra y Grupo Profand.

### Empleo público

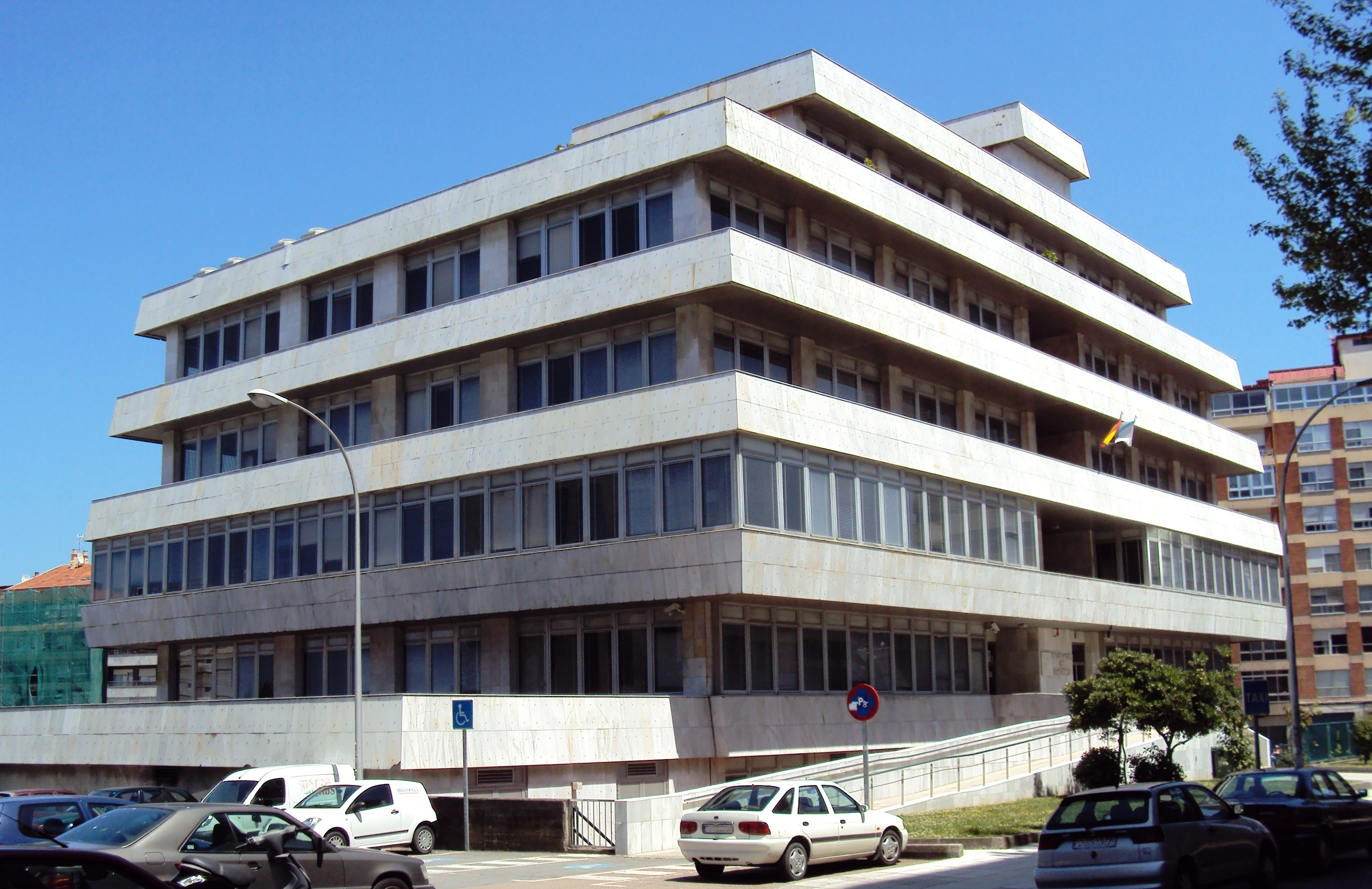
Delegación de hacienda

En las delegaciones, instalaciones u oficinas de las diversas administraciones públicas presentes en Vigo trabajan alrededor de 20 000 funcionarios. La mayoría de estos trabajadores públicos realizan sus labores profesionales en la administración autonómica y en el ayuntamiento. El resto de funcionarios contabilizados por la delegación del gobierno en la ciudad están empleados en la Agencia Europea de Control de la Pesca, en la Diputación de Pontevedra, en la Universidad de Vigo, en el Consorcio de la Zona Franca de Vigo y en las diversas delegaciones que están presentes en el municipio de la administración general del estado, de las que se pueden mencionar las siguientes: aduanas, agencia tributaria, autoridad portuaria, capitanía marítima, CSIC, guardia civil, justicia, policía nacional, sanidad exterior, delegación del Gobierno, tesorería general de la seguridad social, tráfico, etcétera.

### Otras actividades económicas
Otras industrias
Otras industrias manufactureras importantes para la economía local son la extracción, transformación y exportación de granito procedente de las canteras de Porriño o la industria química y farmacéutica, con factorías en Mos y en Porriño. Asimismo en el municipio y en otras poblaciones colindantes se encuentran presentes empresas de otros sectores industriales, tales como el aeroespacial, aeronáutico, alimenticio, editorial o textil.
Instituciones

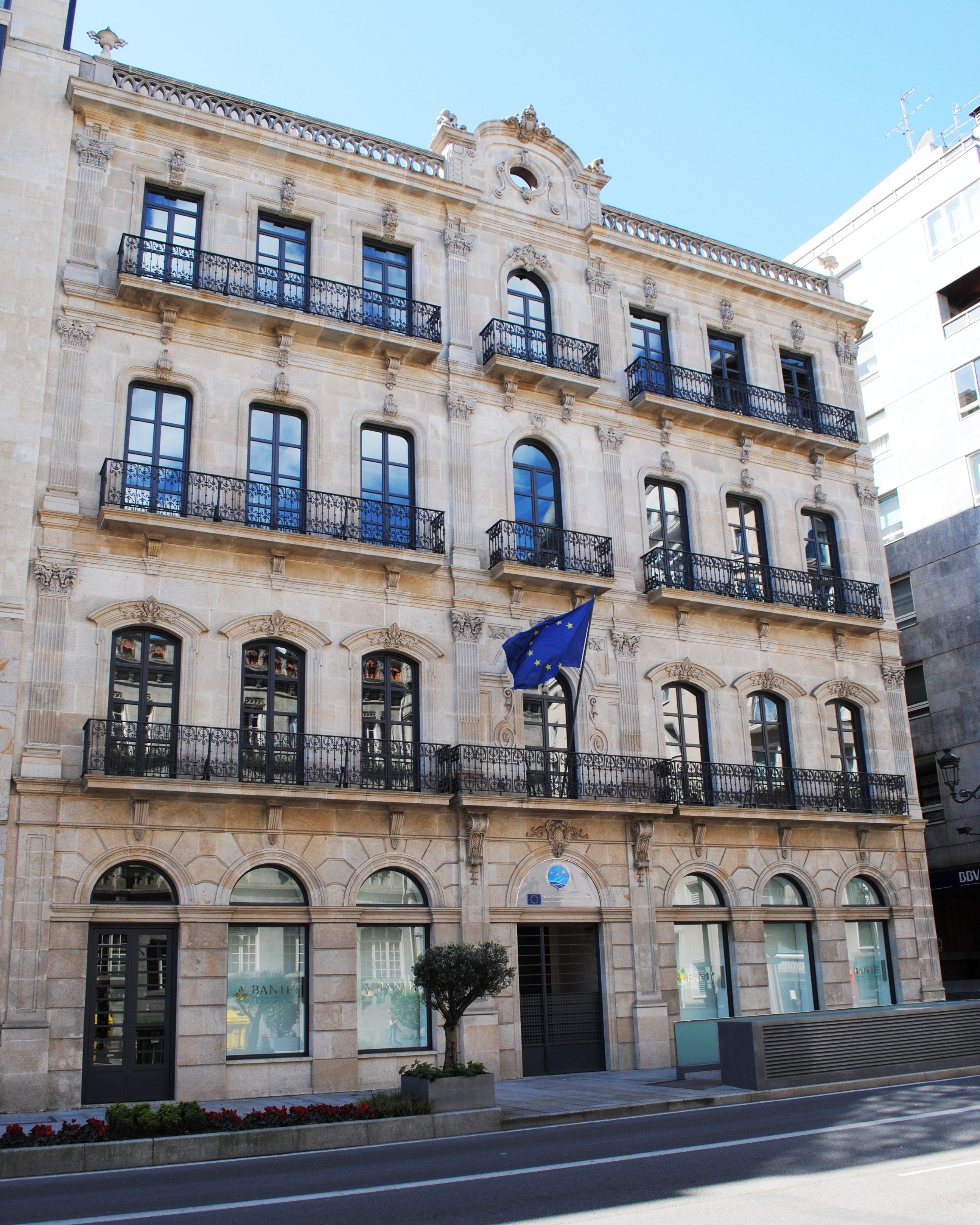
Agencia Comunitaria de Control de la Pesca (ACCP)

Diversas administraciones, instituciones y organismos tienen establecidas sus sedes en la ciudad, entre ellas la Agencia Comunitaria de Control de la Pesca (ACCP), Afundación o la del parque nacional de las Islas Atlánticas de Galicia.
Otras instituciones con sede en Vigo y en otras localidades cercanas son: Asociación Nacional de Fabricantes de Conservas de Pescados y Mariscos (Anfaco-Cecopesca), Asociación de Industriales Metalúrgicos de Galicia (ASIME), Centro Gallego de Innovación Aeroespacial (CINAE), Cámara Oficial de Comercio, Industria y Navegación de Pontevedra, Vigo y Villagarcía de Arosa, Círculo de Empresarios de Galicia, Clúster de Empresas de Automoción de Galicia (CEAGA), Confederación de Empresarios de Pontevedra (CEP), Consorcio de la Zona Franca de Vigo (ZFV), Cooperativa de Armadores de Pesca del Puerto de Vigo (ARVI), Federación Luso-Galaica de Industriales Metalúrgicos (FELUGA), Instituto Camões, etcétera.
Turismo
Vigo recibe un significativo número de visitantes a lo largo de todo el año gracias su gastronomía, fiestas y oferta cultural. Es en época estival cuando se incrementa la presencia de turistas que visitan la urbe, en su mayoría atraídos por las playas del municipio y por las Islas Cíes. No obstante, también se ha consolidado en el último lustro como destino turístico invernal especialmente durante la Navidad, en parte, debido a la promoción realizada por el gobierno municipal de su decoración y luces navideñas.
Ferias y congresos

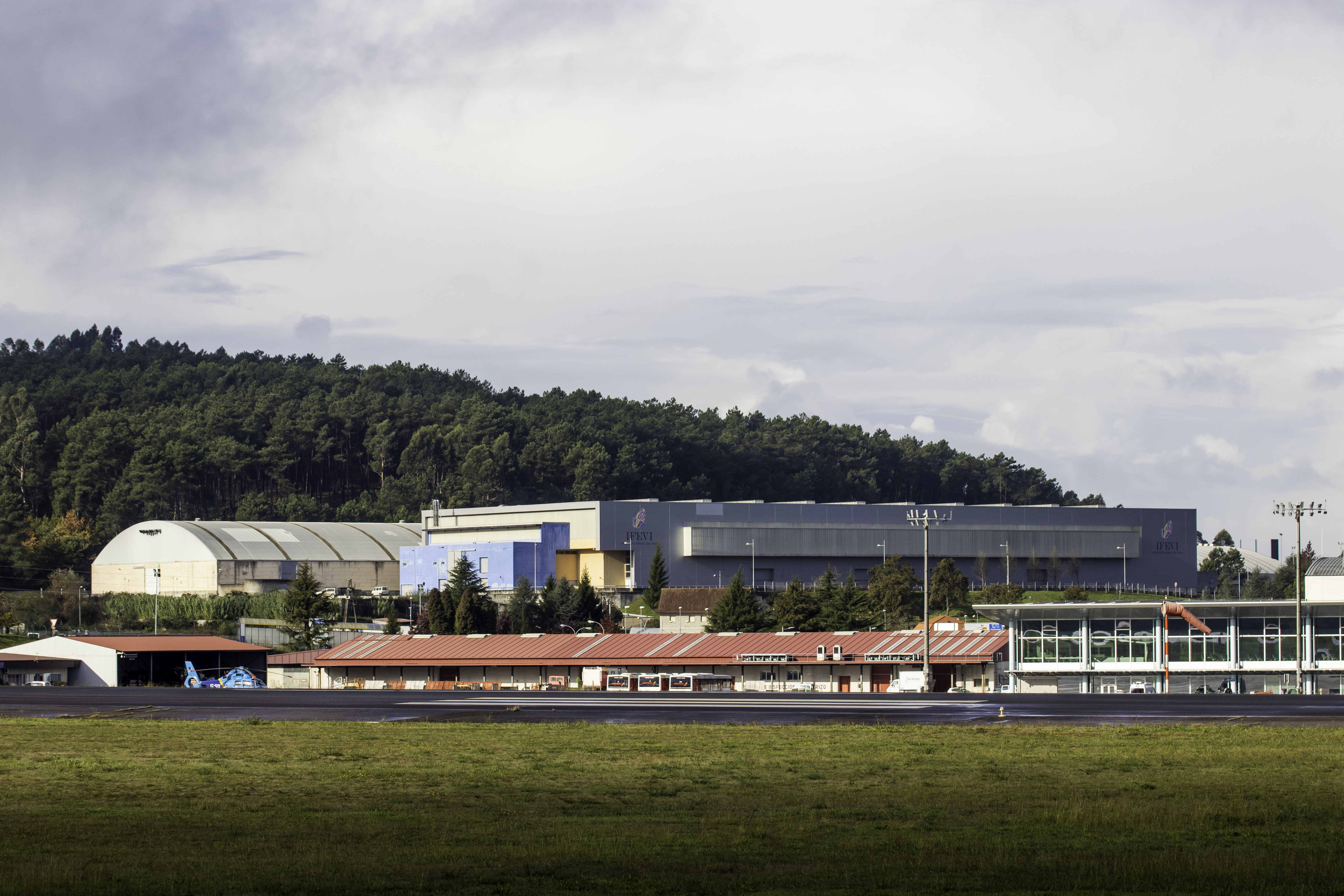
Instituto Ferial de Vigo (IFEVI)

El Instituto Ferial de Vigo (IFEVI) es principal promotor de congresos y ferias profesionales que tienen lugar en Vigo, esta infraestructura poco a poco se ha consolidado en la actividad congresual y ferial española organizando eventos nacionales e internacionales, entre ellos: Conxemar (feria dedicada a los productos del mar congelados), Mindtech (feria empresarial del sector industrial), Navalia (feria empresarial del sector naval), Salón del Automóvil de Vigo, SICO (feria empresarial del sector de la construcción) o Stonegal (feria empresarial del sector de la piedra natural). En las instalaciones del IFEVI también es habitual la celebración de conciertos.
Al margen del IFEVI, la actividad congresual y ferial de Vigo se complementa con el Auditorio y Palacio de Congresos Mar de Vigo, en sus dependencias se suelen celebrar periódicamente congresos, eventos y ferias de carácter profesional.

## Administración y política

### Instituciones públicas
En Vigo hay presentes cuatro niveles de administraciones públicas, las cuales tienen diferentes responsabilidades y competencias. Por un lado está el Ayuntamiento de Vigo, es el organismo con mayores competencias y funcionarios públicos en la ciudad, ya que regula la vida diaria de los ciudadanos, e importantes asuntos como la planificación urbanística, los transportes, la recaudación de impuestos municipales, la gestión de la seguridad vial mediante la policía local, el mantenimiento de la vía pública (asfaltado, limpieza, etcétera) y de los jardines. También es el responsable de la construcción de equipamientos como bibliotecas, guarderías, polideportivos, entre otros.
La Diputación de Pontevedra tiene una una sede en la ciudad, en la calle Eduardo Chao. Este es el organismo público con menores competencias en Vigo.

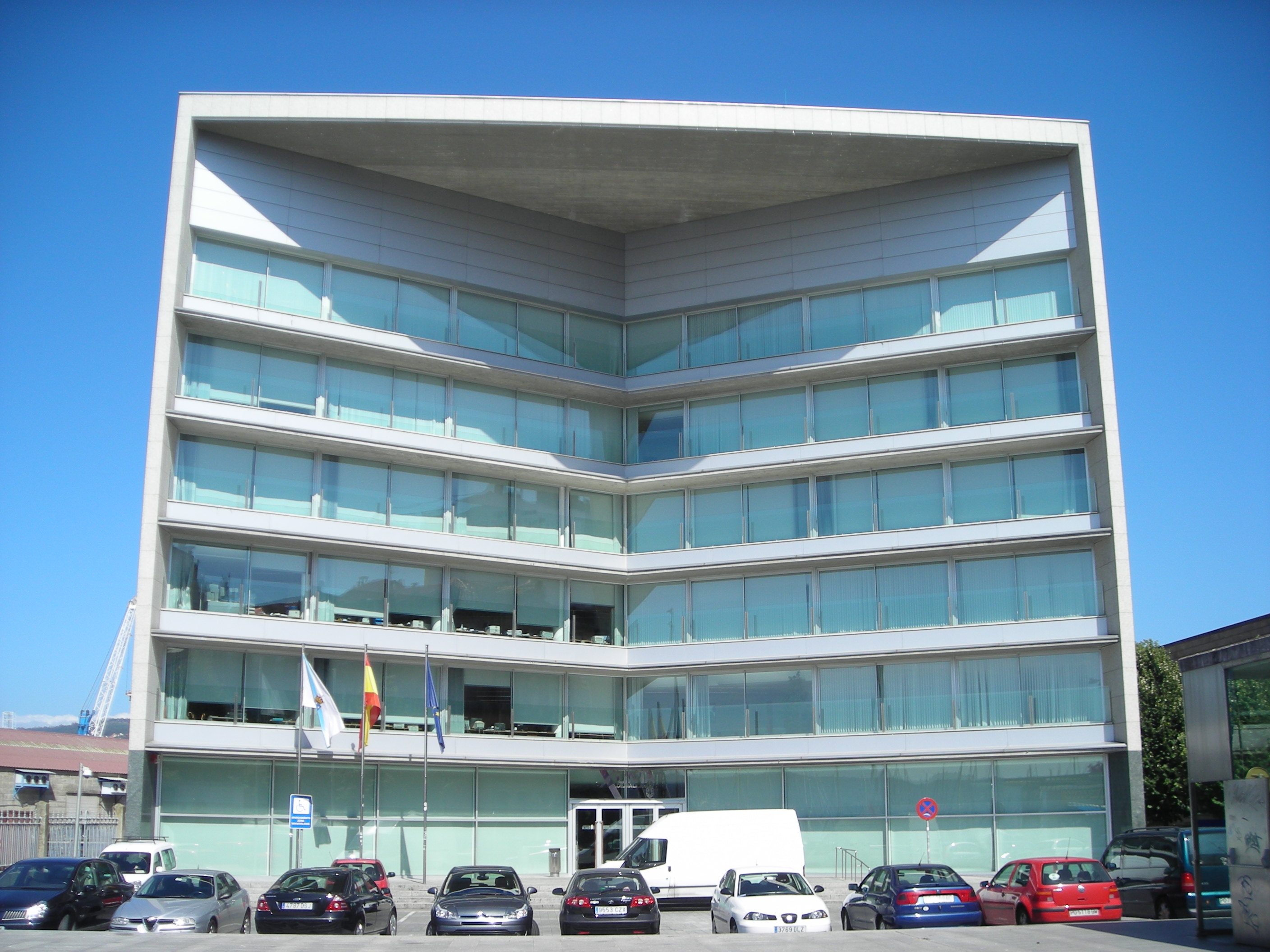
Entrada principal de la Sede de la Junta de Galicia en Vigo

La administración encargada del gobierno autonómico de Galicia es la Junta de Galicia, que cuenta con una delegación territorial en Vigo ubicada en la plaza de la Estrella y un delegado propio. La Junta tiene amplias competencias sobre la gestión de la ciudad, desde asuntos sociales, comercio, educación, políticas económicas, tránsito, etcétera. También es la responsable de la construcción de equipamientos como escuelas, hospitales, juzgados, residencias para la tercera edad, universidades, etcétera.
Al contar Vigo con tratamiento propio en la dotación de servicios públicos similar a los de una capital de provincia por parte de la administración estatal, en la ciudad se encuentran oficinas de la Administración General del Estado que se ocupan de la gestión de aeropuertos, costas, ferrocarriles, justicia, seguridad (ejército y policía nacional) y puertos, entre otras competencias. Estas son coordinadas por el delegado del gobierno en Galicia y por el subdelegado provincial. Entre las instituciones en representación del Gobierno de España instaladas en Vigo, se encuentran la Agencia Tributaria, Dirección General de Tráfico, Juzgados de lo Mercantil, Registro de la Propiedad y Mercantil, Delegación del Gobierno o Tesorería General de la Seguridad Social.

### Gobierno municipal

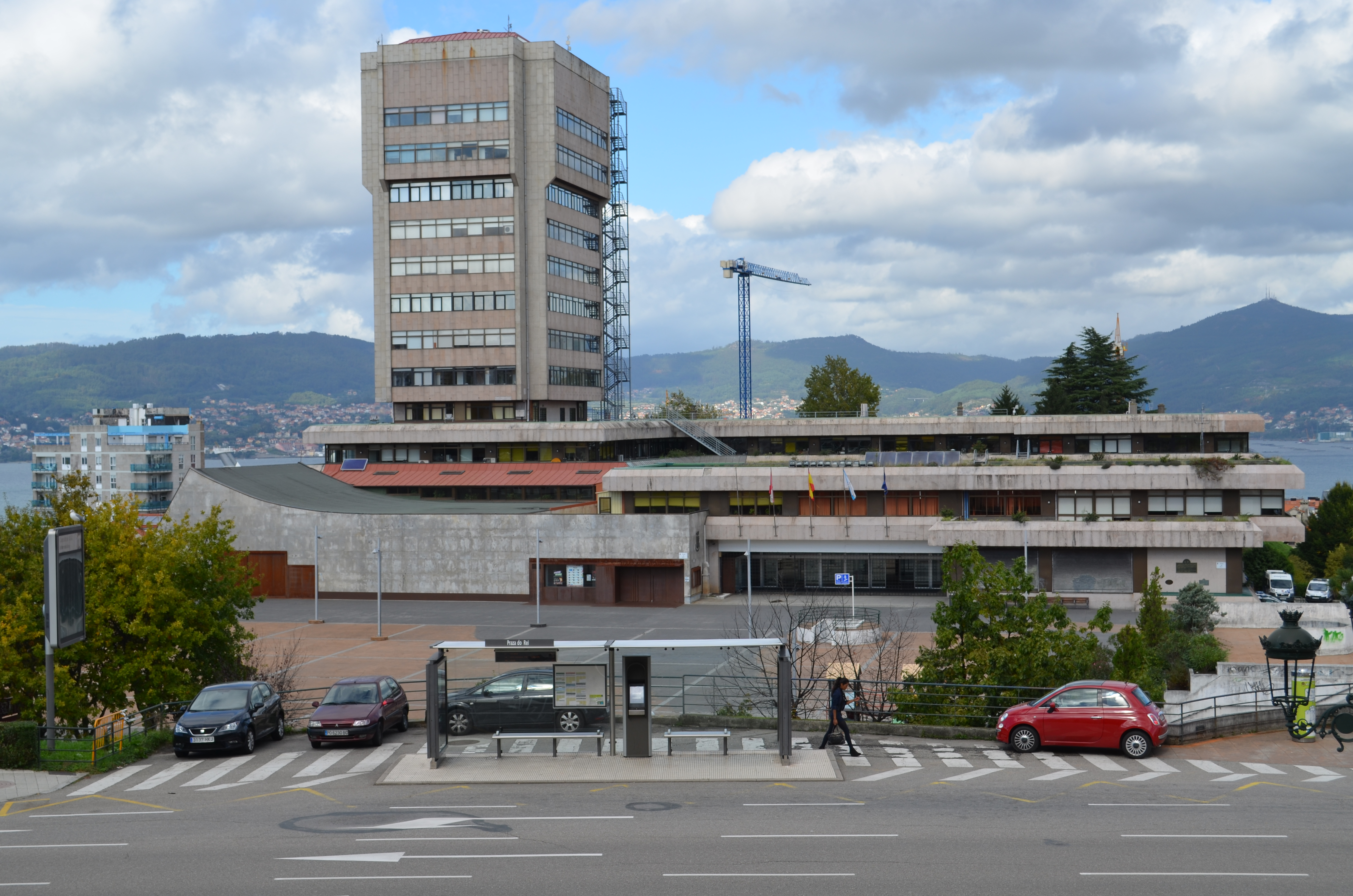
Casa consistorial

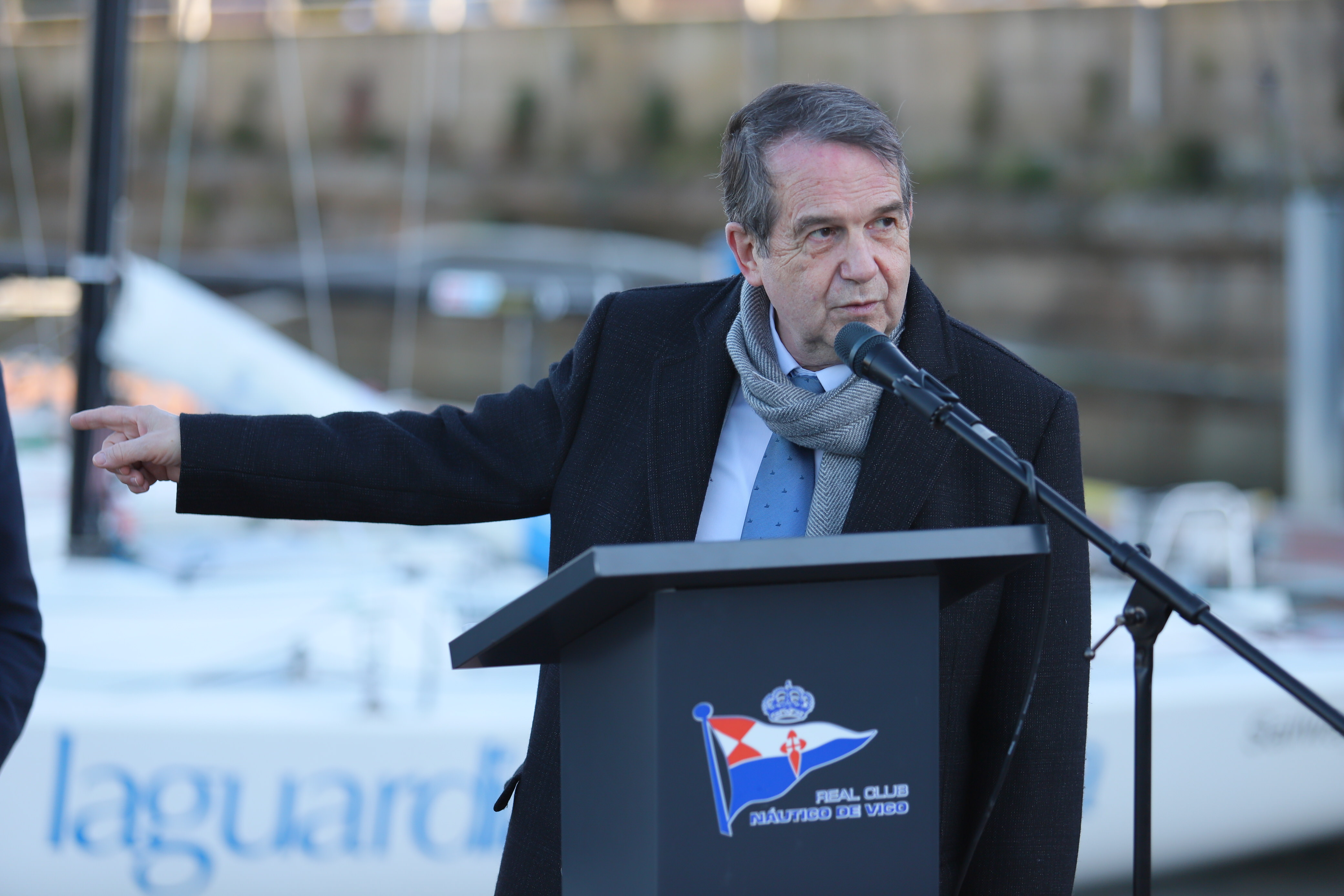
Abel Caballero, actual alcalde

El actual alcalde es Abel Caballero, del Partido dos Socialistas de Galicia (PSdeG-PSOE), elegido por quinta vez consecutiva como regidor en las elecciones municipales de 2023. En el ayuntamiento los escaños están repartidos de la siguiente manera: PSdeG-PSOE: 19, PPdG: 5 y BNG: 3.
Desde la recuperación de la democracia en España se han celebrado doce elecciones municipales y solamente han gobernado la ciudad tres partidos, el PSdeG-PSOE, el PPdG y el BNG. Desde las primeras elecciones municipales de 1979 hasta 1995, gobernó en la ciudad el PSdeG-PSOE, durante este período se sucedieron dos alcaldes: Manuel Soto Ferreiro (1979-1991) y Carlos González Príncipe (1991-1995). En las elecciones de 1995 la candidatura del PPdG liderada por Manuel Pérez Álvarez consigue la mayoría absoluta y gobierna en Vigo hasta 1999. A partir de ese año y hasta 2007, se suceden en la alcaldía tres alcaldes de tres partidos diferentes (BNG, PSdeG-PSOE y PPdG). En las elecciones de 2007 es elegido alcalde Abel Caballero, formando gobierno en coalición con el BNG. En las últimas elecciones municipales celebradas, 2011, 2015, 2019 y 2023, Abel Caballero es reelegido alcalde en las cuatro citas electorales, obteniendo en las tres últimas mayoría absoluta.
| Periodo   | Nombre                   | Partido | Partido                                         |
| --------- | ------------------------ | ------- | ----------------------------------------------- |
| 1979-1991 | Manuel Soto Ferreiro     |         | Partido dos Socialistas de Galicia (PSdeG-PSOE) |
| 1991-1995 | Carlos González Príncipe |         | Partido dos Socialistas de Galicia (PSdeG-PSOE) |
| 1995-1999 | Manuel Pérez Álvarez     |         | Partido Popular de Galicia (PPdeG)              |
| 1999-2003 | Lois Pérez Castrillo     |         | Bloque Nacionalista Galego (BNG)                |
| 2003-2003 | Ventura Pérez Mariño     |         | Partido dos Socialistas de Galicia (PSdeG-PSOE) |
| 2003-2007 | Corina Porro             |         | Partido Popular de Galicia (PPdeG)              |
| 2007-act. | Abel Caballero           |         | Partido dos Socialistas de Galicia (PSdeG-PSOE) |

| Partido político                                 | 2023  | 2023   | 2023       | 2019  | 2019    | 2019       | 2015  | 2015   | 2015       | 2011  | 2011   | 2011       | 2007  | 2007   | 2007       |
| Partido político                                 | %     | Votos  | Concejales | %     | Votos   | Concejales | %     | Votos  | Concejales | %     | Votos  | Concejales | %     | Votos  | Concejales |
| Partido dos Socialistas de Galicia (PSdeG-PSOE)  | 60,90 | 82 313 | 19         | 67,62 | 101 055 | 20         | 51,82 | 73 533 | 17         | 34,43 | 50 045 | 11         | 29,43 | 44 398 | 9          |
| Partido Popular de Galicia (PPdeG)               | 18,58 | 25 132 | 5          | 13,69 | 20 460  | 4          | 20,52 | 29 110 | 7          | 42,39 | 61 616 | 13         | 44,12 | 66 559 | 13         |
| Bloque Nacionalista Galego (BNG)                 | 11,10 | 15 008 | 3          | 5,66  | 8461    | 1          | 4,83  | 6848   | 0          | 11,26 | 16 374 | 3          | 18,58 | 28 030 | 5          |
| Podemos-Esquerda Unida (EU)-Marea de Vigo (MdeV) | 4,80  | 6523   | 0          | 6,94  | 10 384  | 2          | 11,48 | 16 292 | 3          | 4,53  | 6588   | 0          | 1,59  | 2395   | 0          |

### Justicia
Vigo es sede y cabecera del partido judicial número 3 de la provincia, cuya demarcación comprende los municipios de Vigo, Bayona, Gondomar y Nigrán. También acoge las secciones quinta y sexta de la Audiencia Provincial de Pontevedra. Todos estos organismos se concentran en la Ciudad de la Justicia.

### Organización territorial

#### Parroquias y barrios
La división interna de Vigo es compleja y no existe un consenso generalizado entre las diferentes administraciones sobre su organización territorial, una situación habitual en la mayoría de los ayuntamientos gallegos. De acuerdo con los datos aportados por el nomenclátor del INE el municipio se divide en dieciocho parroquias administrativas (que no tienen por qué coincidir con las eclesiásticas), las Islas Cíes y la zona centro, que de facto funciona como una división administrativa más pese a no contemplarse como tal según el Instituto Gallego de Estadística (IGE). Asimismo, la parroquia de Bembrive también posee el rango de entidad local menor y dispone de su propio alcalde pedáneo.
| Parroquia o núcleo de población | Superficie (km²) | Habitantes (2023) | Ubicación                                                           |
| ------------------------------- | ---------------- | ----------------- | ------------------------------------------------------------------- |
| Alcabre (Santa Eulalia)         | 1,2              | 4200              | Islas Cíes SY OY CJ NA AL CÑ VA MA VI FR LA CB CN TE CA SA BE BM ZA |
| Beade (San Estevo)              | 7                | 5244              | Islas Cíes SY OY CJ NA AL CÑ VA MA VI FR LA CB CN TE CA SA BE BM ZA |
| Bembrive (Santiago)             | 9                | 4388              | Islas Cíes SY OY CJ NA AL CÑ VA MA VI FR LA CB CN TE CA SA BE BM ZA |
| Cabral (Santa Mariña)           | 9,1              | 6657              | Islas Cíes SY OY CJ NA AL CÑ VA MA VI FR LA CB CN TE CA SA BE BM ZA |
| Candeán (San Cristovo)          | 5                | 4648              | Islas Cíes SY OY CJ NA AL CÑ VA MA VI FR LA CB CN TE CA SA BE BM ZA |
| Castrelos (Santa María)         | 2                | 7986              | Islas Cíes SY OY CJ NA AL CÑ VA MA VI FR LA CB CN TE CA SA BE BM ZA |
| Comesaña (San Andrés)           | 3                | 6426              | Islas Cíes SY OY CJ NA AL CÑ VA MA VI FR LA CB CN TE CA SA BE BM ZA |
| Corujo (San Salvador)           | 9                | 5334              | Islas Cíes SY OY CJ NA AL CÑ VA MA VI FR LA CB CN TE CA SA BE BM ZA |
| Freixeiro (San Tomé)            | 1,05             | 6030              | Islas Cíes SY OY CJ NA AL CÑ VA MA VI FR LA CB CN TE CA SA BE BM ZA |
| Islas Cíes                      | 4,33             | 4                 | Islas Cíes SY OY CJ NA AL CÑ VA MA VI FR LA CB CN TE CA SA BE BM ZA |
| Lavadores (Santa Cristina)      | 6                | 17 442            | Islas Cíes SY OY CJ NA AL CÑ VA MA VI FR LA CB CN TE CA SA BE BM ZA |
| Matamá (San Pedro)              | 4,67             | 3605              | Islas Cíes SY OY CJ NA AL CÑ VA MA VI FR LA CB CN TE CA SA BE BM ZA |
| Navia (San Pelayo)              | 2,45             | 6248              | Islas Cíes SY OY CJ NA AL CÑ VA MA VI FR LA CB CN TE CA SA BE BM ZA |
| Oya (San Miguel)                | 4                | 3910              | Islas Cíes SY OY CJ NA AL CÑ VA MA VI FR LA CB CN TE CA SA BE BM ZA |
| Sárdoma (San Pedro)             | 1,9              | 2411              | Islas Cíes SY OY CJ NA AL CÑ VA MA VI FR LA CB CN TE CA SA BE BM ZA |
| Sayanes (San Jorge)             | 1,82             | 1135              | Islas Cíes SY OY CJ NA AL CÑ VA MA VI FR LA CB CN TE CA SA BE BM ZA |
| Teis (San Salvador)             | 5                | 2193              | Islas Cíes SY OY CJ NA AL CÑ VA MA VI FR LA CB CN TE CA SA BE BM ZA |
| Valladares (San Andrés)         | 11               | 5393              | Islas Cíes SY OY CJ NA AL CÑ VA MA VI FR LA CB CN TE CA SA BE BM ZA |
| Vigo Centro                     | 14,54            | 199 550           | Islas Cíes SY OY CJ NA AL CÑ VA MA VI FR LA CB CN TE CA SA BE BM ZA |
| Zamanes (San Mamed)             | 7                | 848               | Islas Cíes SY OY CJ NA AL CÑ VA MA VI FR LA CB CN TE CA SA BE BM ZA |

Al margen de las entidades de población citadas anteriormente, en el pasado existieron las parroquias ya desaparecidas de Bouzas, Coya, San Juan del Monte y San Paio de Fóra.
La urbe gallega también cuenta con un gran número de barrios, históricamente los más conocidos y reseñables son Arenal, Balaídos, Berbés, Bouzas, Calvario, Casablanca, Casco Viejo y Coya. La importancia de los citados barrios se debe a su amplia densidad poblacional y a la gran cantidad de empresas e instituciones que se encuentran dentro de ellos. Asimismo, la parroquia de Chapela -aunque perteneciente al municipio de Redondela- funciona como un núcleo poblacional más de Vigo, ya que toda la edificación se debe a la situación geográfica en continuo urbano con Teis.

#### Distritos
El municipio se divide en distritos según la Ley de Grandes Ciudades, estos a su vez se dividen en barrios o en parroquias. Los distritos de Vigo son los siguientes:

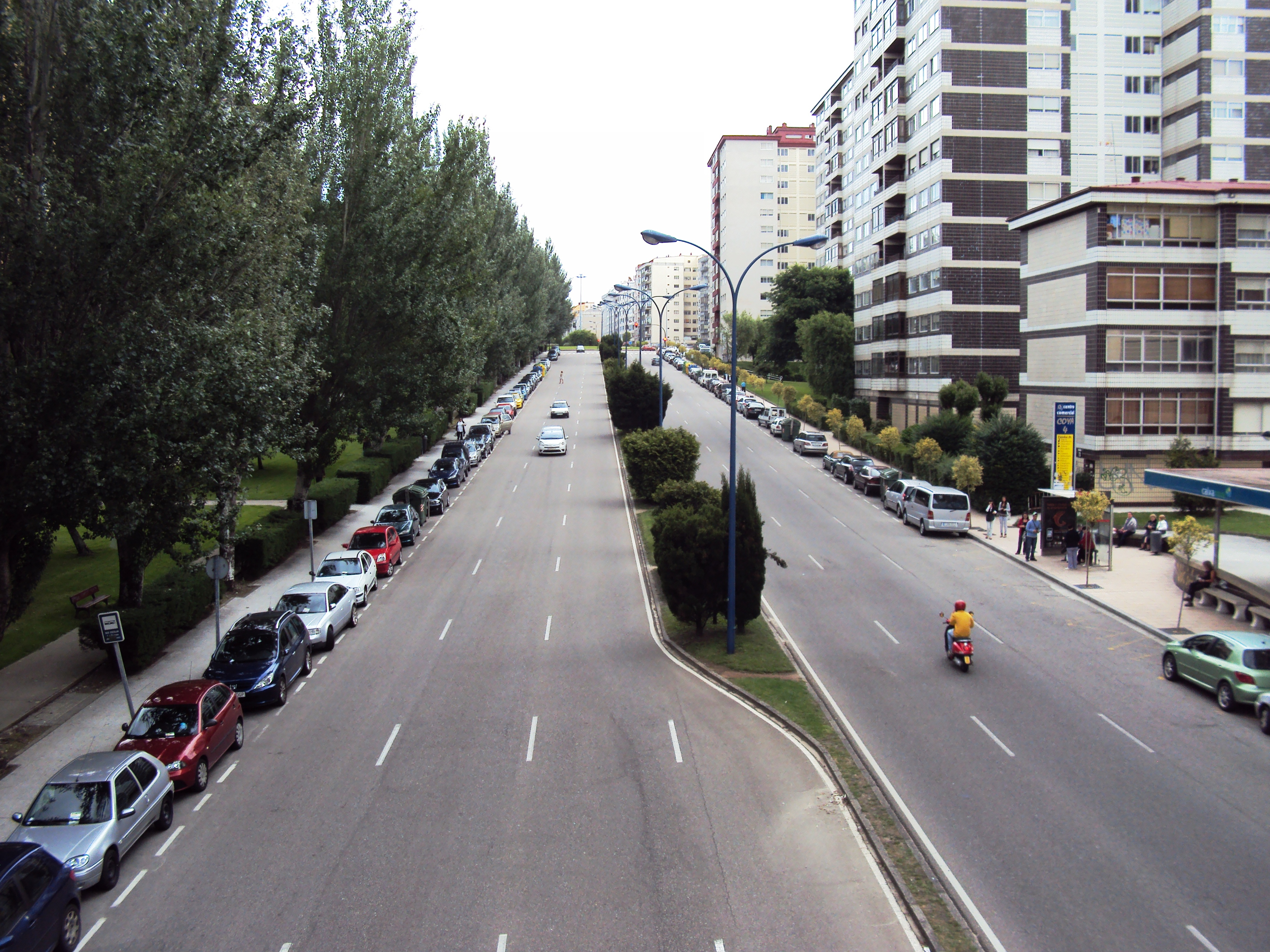
La Avenida de Castelao es la arteria central del barrio de Coya

- Distrito 1. Está delimitado por la zona centro de la ciudad y el Casco Viejo.
- Distrito 2. Comprende el barrio de Casablanca y la calle de Venezuela.
- Distrito 3. Comprende la parte del casco urbano que incluye Beiramar, así como la zona de Traviesas.
- Distrito 4. Comprende la parte oeste del casco urbano, que incluye los barrios de: Coya y Bouzas.
- Distrito 5. Situado al sur del casco urbano, comprende las parroquias de Castrelos, Freixeiro y Sárdoma.
- Distrito 6. Situado al este del municipio, comprende la parroquia de Teis.
- Distrito 7. Situado al sureste del municipio, comprende el barrio del Calvario, así como las parroquias de Cabral, Candeán y Lavadores.
- Distrito 8. Situado al sur del municipio, comprende las parroquias de: Beade, Bembrive, Matamá, Valladares y Zamanes.
- Distrito 9. Situado al oeste del municipio, comprende las parroquias de: Alcabre, Comesaña, Corujo, Navia, Sayanes y Oya.

### Representación consular
Vigo alberga una veintena de representaciones consulares, de las que tres -Argentina, Portugal y Venezuela- poseen acreditación diplomática plena. Mientras que el resto ejerce funciones bajo la modalidad honoraria.
- Alemania
- Argentina
- Brasil
- Chile
- Dinamarca
- Ecuador
- Finlandia
- Francia
- Guinea Bissau
- Irlanda
- Islandia
- Malta
- Países Bajos
- Panamá
- Perú
- Polonia
- Portugal
- Rumania
- Rusia
- Venezuela

## Servicios

### Comercio

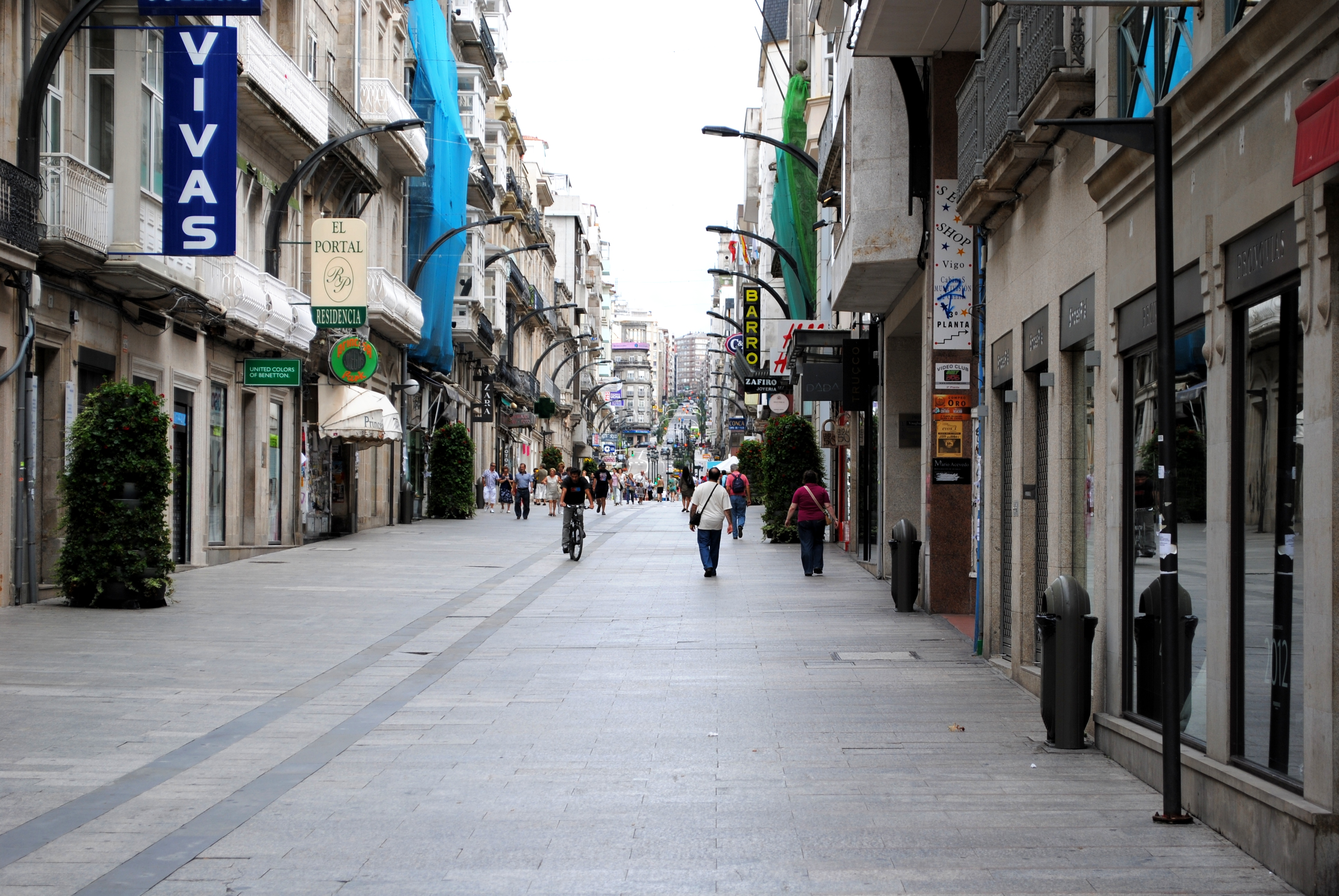
La Calle del Príncipe constituye uno de los principales núcleos comerciales

Comercialmente Vigo atiende a una población de algo más de 736 500 habitantes que incluye el propio municipio, gran parte de la Provincia de Pontevedra y algunos núcleos de la provincia limítrofe de Orense, así como también del norte de Portugal. En Vigo y en otros municipios del cinturón metropolitano se encuentran instaladas conocidas cadenas comerciales de diversos sectores (alimentación, bricolaje, complementos, decoración, deportes, moda, restauración, etcétera), ya sea bajo franquicias o con centros propios, tales como Adidas, Alcampo, Aldi, Burger King, Carrefour, Cortefiel, C&A, Decathlon, El Corte Inglés, Fnac, Inditex, KFC, Leroy Merlin, Lidl, McDonald's, Media Markt, Mercadona, Popeyes, Primark, Rodilla, Starbucks, Taco Bell, Toys "R" Us o Vips, entre otras. Estas multinacionales conviven con el tradicional pequeño comercio local.
Áreas comerciales urbanas
La principal zona comercial urbana es la Calle del Príncipe, conocida como la «Milla de oro de Vigo», y sus adyacentes como Gran Vía, Ronda de Don Bosco, Urzaiz o la Puerta del Sol, que son calles muy céntricas y concurridas, tanto por locales como por turistas. En estas vías se encuentran boutiques de diversas firmas, así como también grandes almacenes, sucursales bancarias, librerías, restaurantes tradicionales y franquicias de comida rápida. Otra área comercial urbana en crecimiento durante estos últimos años es la avenida de Madrid, al ser la principal arteria de acceso a la ciudad ha propiciado que en ella se encuentren asentadas diversas firmas comerciales, asimismo en esta vía también están instalados la mayoría de los concesionarios de vehículos del municipio.
Superficies comerciales

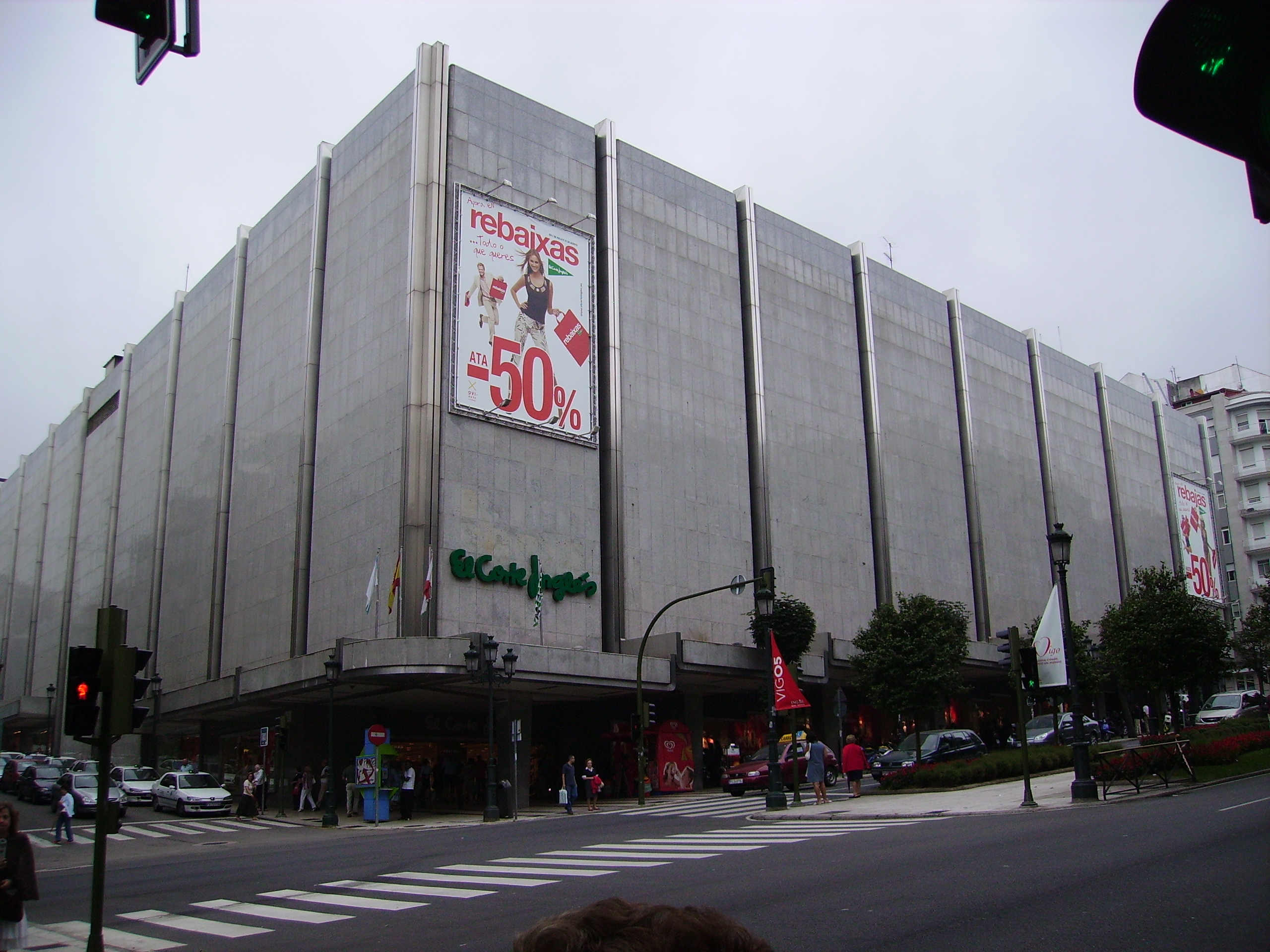
El Corte Inglés en la Gran Vía

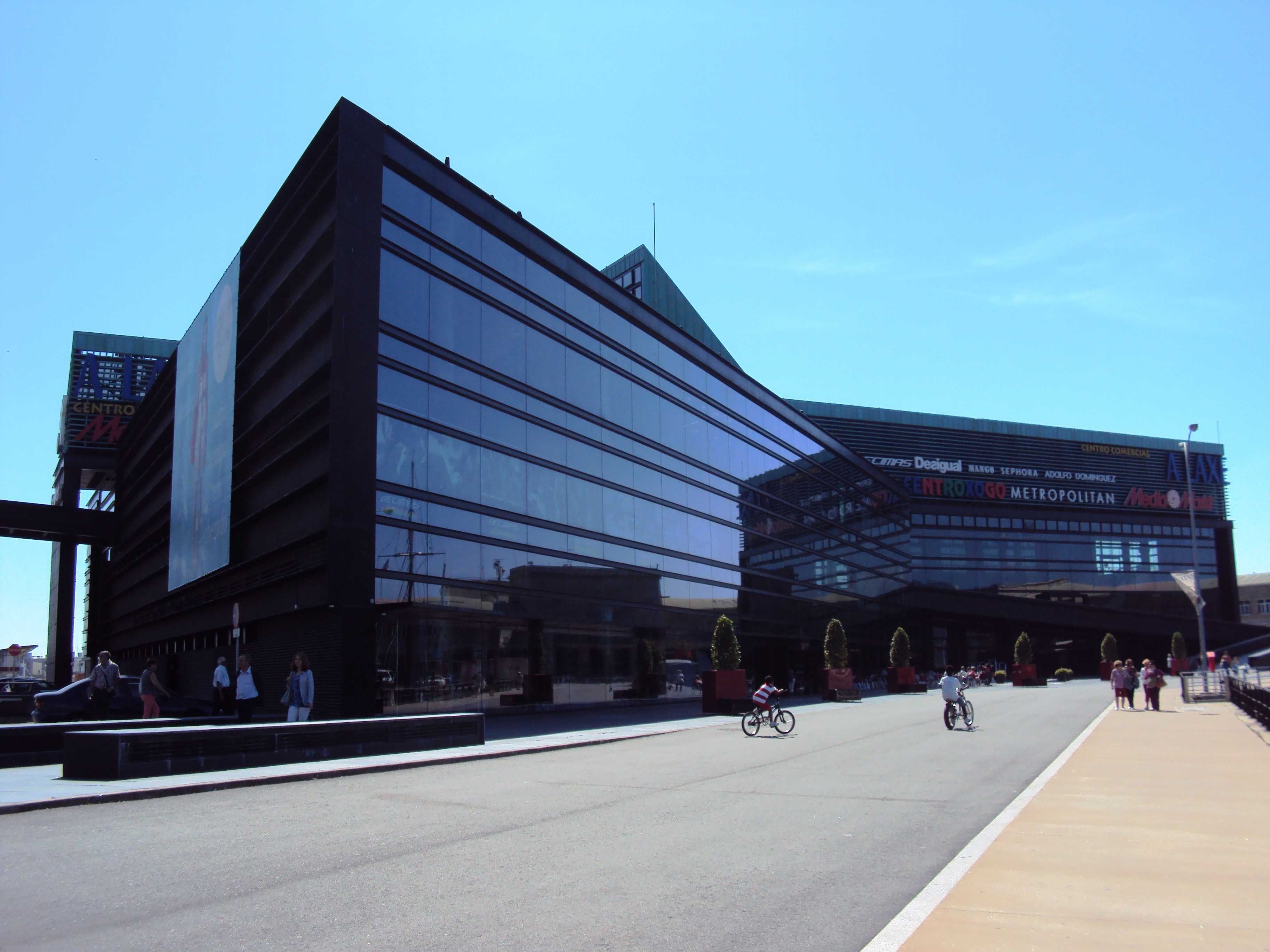
Centro Comercial A Laxe en la calle de Cánovas del Castillo

En el término municipal se encuentran emplazadas 12 superficies y áreas comerciales de diferentes características, como grandes almacenes, hipermercados, o centros y parques comerciales. Estos espacios comerciales son los siguientes: Alcampo I, Alcampo II, Centro Comercial A Laxe -complejo que alberga el casino de la ciudad-, Centro Comercial Bodegas Bandeira, Centro Comercial Camelias, Centro Comercial Gran Vía de Vigo, Centro Comercial Pizarro, Centro Comercial Plaza Elíptica, Centro Comercial Travesía, Centro Comercial Vialia, El Corte Inglés y Parque Comercial Meixueiro.
Mercados municipales
También existen diversos mercados y plazas de abastos de barrio, que son los mercados municipales del Berbés, Bouzas, Cabral, Calvario, Teis, Progreso y Traviesas.

### Salas de cine
La oferta cinematográfica en la ciudad es de 6255 butacas repartidas en 44 salas de proyección. Hoy por hoy, los cines con más capacidad son los del Centro Comercial Travesía, con 1900 butacas, distribuidas en 10 salas. Le preceden los Tamberlick del Centro Comercial Plaza Elíptica con 1500 plazas distribuidas en 8 salas, el Centro Comercial Vialia dispone de 900 plazas en 11 salas, mientras que el Centro Comercial Gran Vía tiene 9 salas y un aforo para 813 personas. Los otros cines de Vigo son Multicines Norte con 570 butacas repartidas en 5 salas y el Cine Teatro Salesianos con 572 butacas en una única sala.

### Hoteles

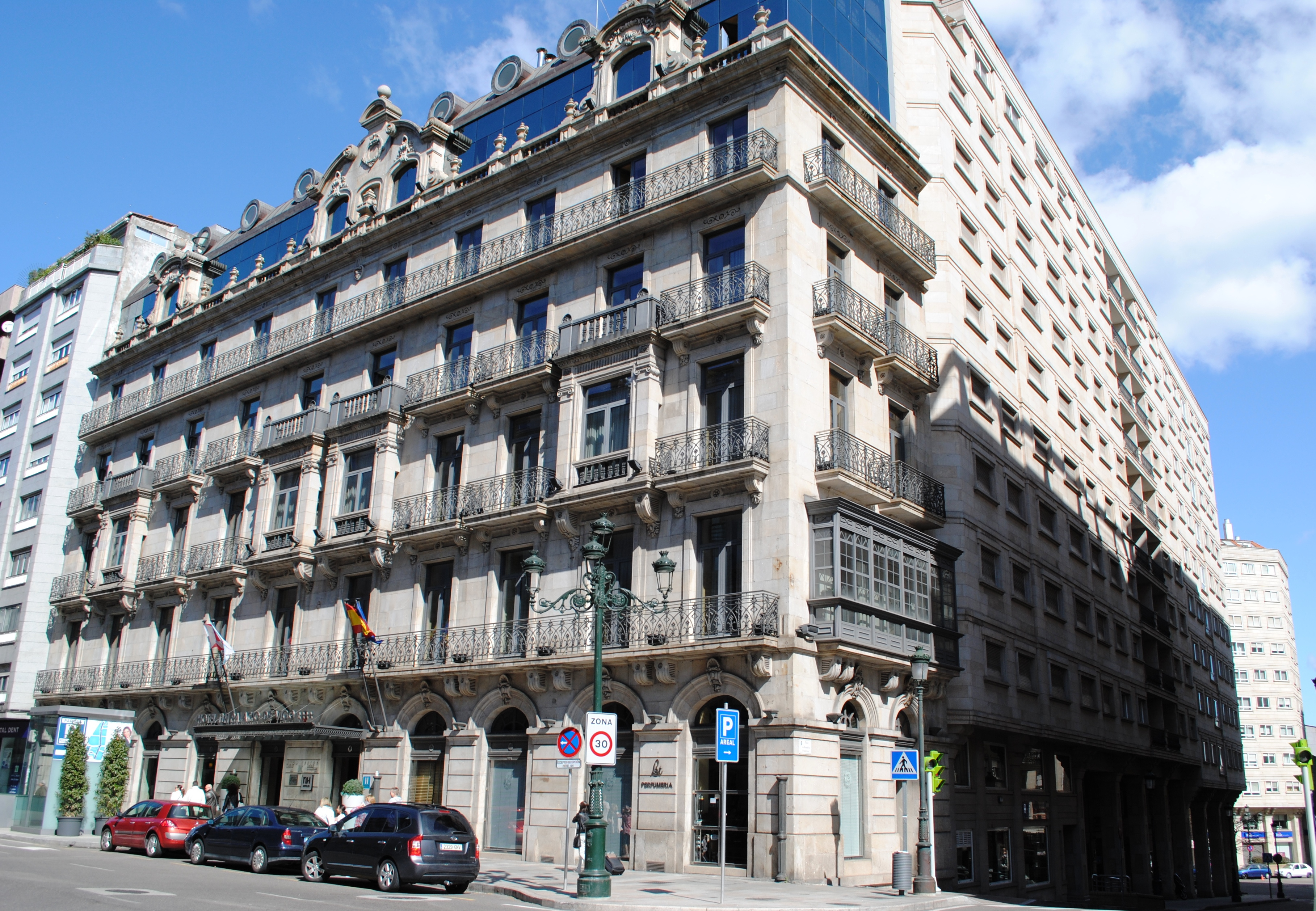
Hotel NH Collection Vigo en la avenida de García Barbón

El término municipal dispone de una red de más de medio centenar de hoteles y hostales ofreciendo una oferta de casi 5000 plazas. Cuenta con dos hoteles de cinco estrellas, el Gran Hotel Nagari y el Palacio los Escudos Hotel & Resort. Los de cuatro estrellas son AC Hotel by Marriott Palacio Universal, AGUA DE MaR Hotel Boutique, Hotel América Vigo, Hotel Attica 21 Vigo Business & Wellness, Hotel Ciudad de Vigo, Hotel Coya, Hotel Eurostars Mar de Vigo, Hotel Hesperia Vigo, Hotel NH Collection Vigo, Hotel Occidental Vigo, Hotel Silken Axis Vigo, Hotel Tryp los Galeones, Hotel Zenit Vigo y Sercotel Bahía de Vigo. Mientras que los de tres estrellas son B&B Hotel, Eurostars Hotel Company, Hotel Inffinit de Vigo, Hotel Junquera, Hotel OCA Ipanema, La Chata y Sercotel Tres Luces.
En lo que respecta a la oferta de alquiler vacacional, según el registro de la Junta de Galicia en Vigo se encuentran localizadas 2175 viviendas turísticas que ofrecen 9825 plazas. También dispone de 3 albergues con 126 plazas, 4 apartahoteles con 370 plazas, tres campings con 657 plazas y 38 pensiones con 673 plazas.

### Medios de comunicación
Prensa

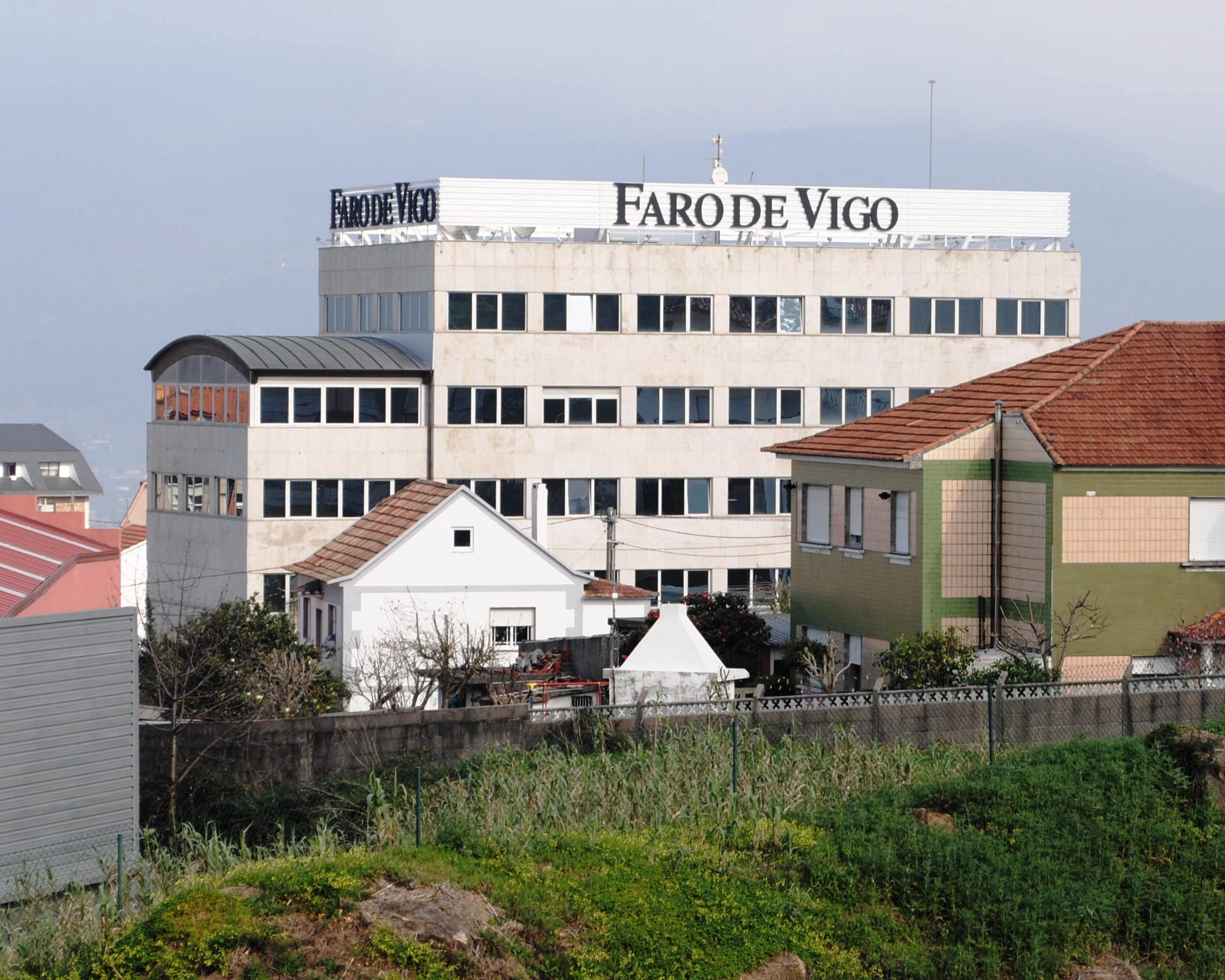
Factoría del diario Faro de Vigo

En la ciudad pueden adquirirse los periódicos regionales, nacionales e internacionales de mayor difusión, algunos de los cuales incorporan secciones de información local. No obstante, el diario más leído en Vigo, en todo el sur de Galicia y el noveno de España es el Faro de Vigo, publicado por primera vez el 3 de noviembre de 1853 es considerado el diario decano de la prensa española.
Otros periódicos editados en Vigo son Atlántico Diario del grupo editorial Rías Baixas Comunicación y España Exterior, semanario de información general orientado a las colectividades españolas en todo el mundo.
Radio

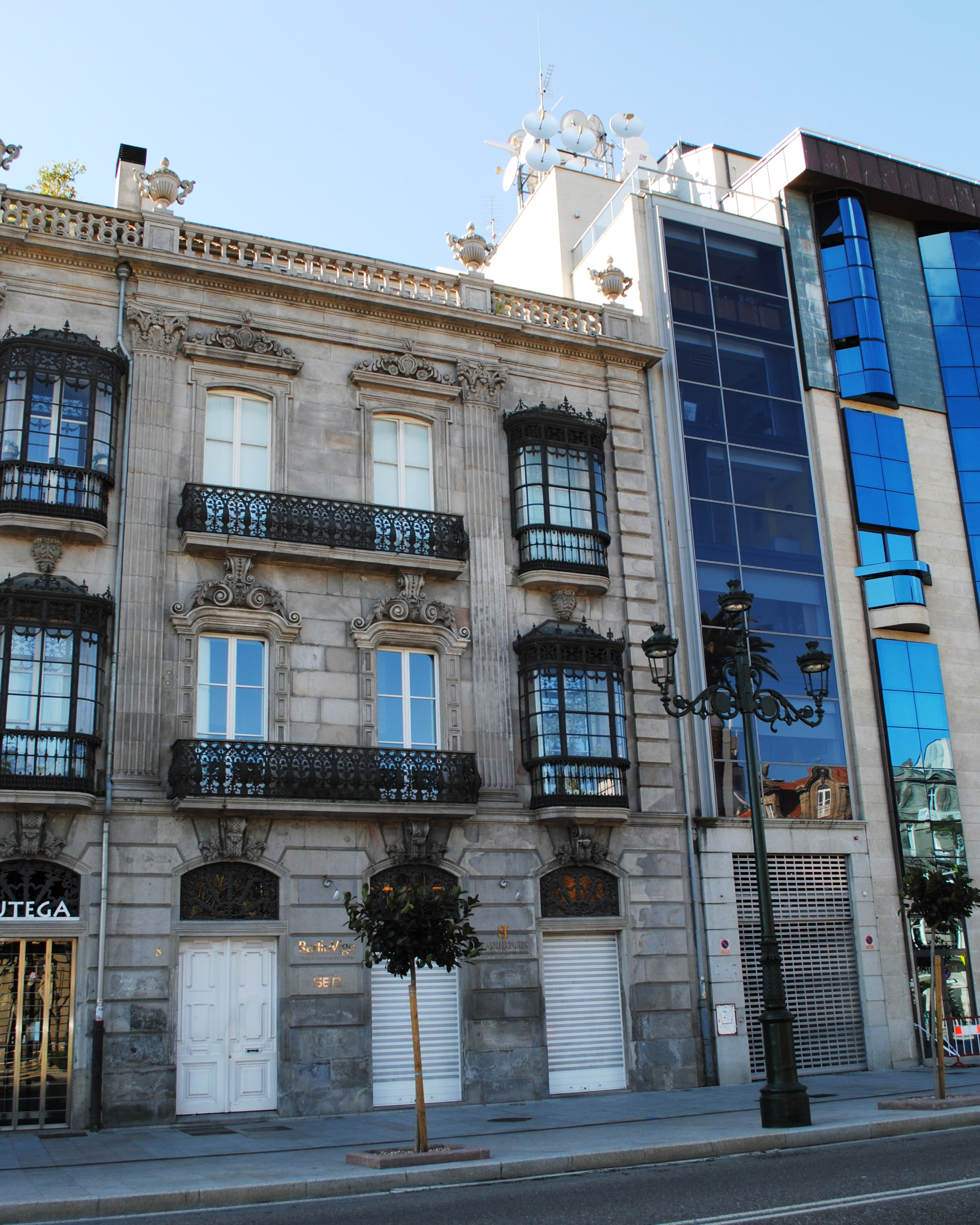
Instalaciones de Radio Vigo y Televigo en la calle Arenal

La primera radio que existió en Vigo fue Radio Vigo, que comenzó sus emisiones en 1934 y que es una de las más antiguas del país. Actualmente en la ciudad se pueden sintonizar todas las cadenas principales de radio que operan a nivel nacional y regional, además de disponer de emisoras locales que emiten espacios dedicados a la actualidad local en sus desconexiones en diferentes tramos horarios: Radio Vigo (Cadena SER), COPE, esRadio, Onda Cero, Radio 3, Radio 5, Radio Galega, Radio Nacional de España, Radio Voz, Sí Radio. También existen en la ciudad emisoras musicales y deportivas de las cadenas más importantes españolas (Cadena 100, Cadena Dial, Europa FM, Kiss FM, Loca FM, Los 40 Classic, Los 40 Principales, MegaStar FM, Melodía FM, Radio Clásica, Radio Marca, Rock FM).
Televisión
En Vigo emite actualmente una cadena de televisión de carácter local (Televigo). La ciudad cuenta con sedes de Agencia ATLAS (agencia de noticias que surte, principalmente, a los programas informativos de Cuatro y Telecinco, entre otros medios), Radio Televisión Española (RTVE) y de Televisión de Galicia (TVG). Esta última cubre toda la cobertura informativa provincial del canal autonómico tras el cierre de la delegación situada en la ciudad de Pontevedra.

### Sanidad

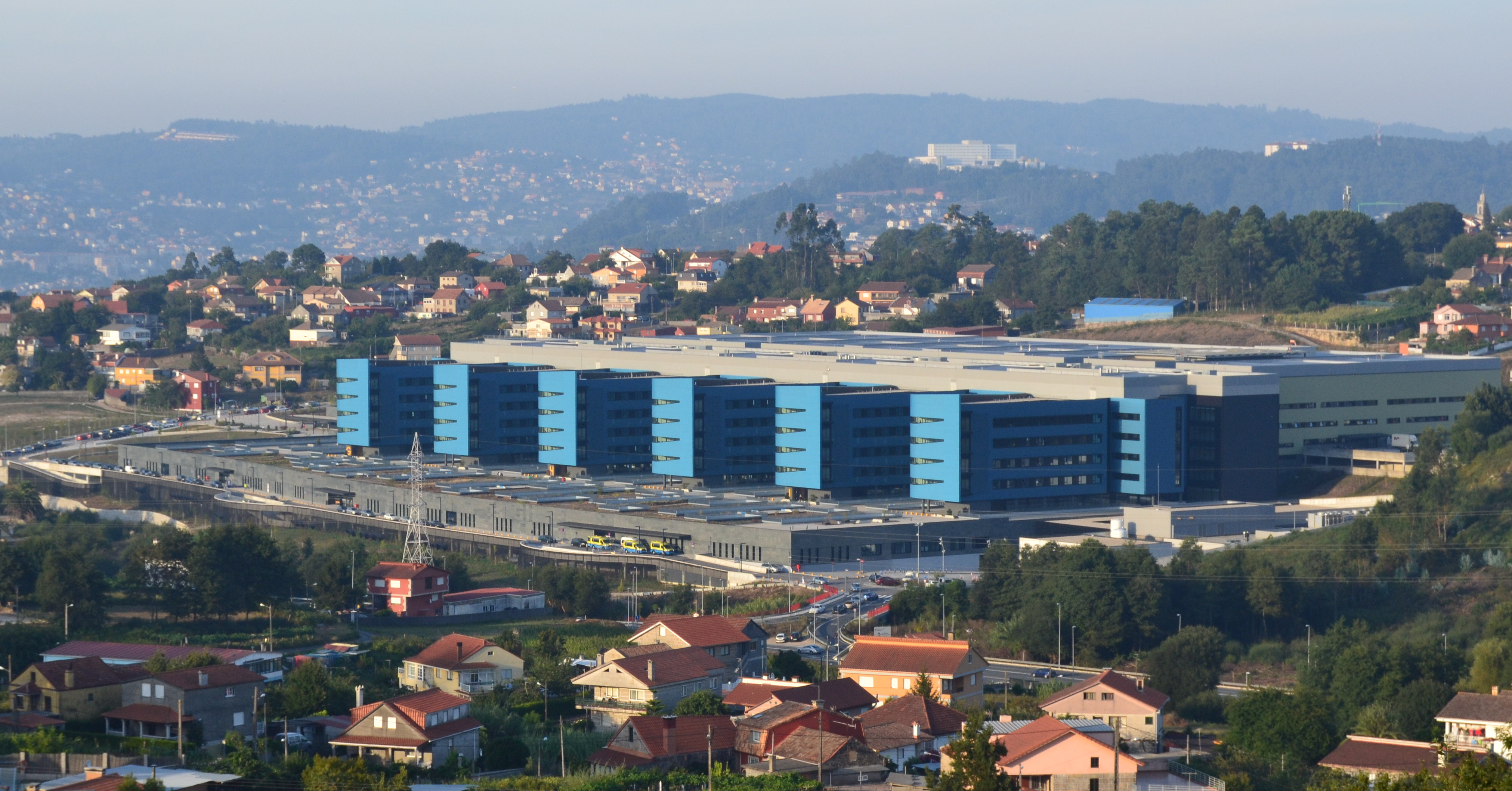
Hospital Álvaro Cunqueiro

El sistema sanitario público está gestionado por competencias autonómicas mediante el Servicio Gallego de Salud de la Junta de Galicia, conocido como SERGAS. El municipio dentro del mapa sanitario gallego pertenece al Complejo Hospitalario Universitario de Vigo (CHUVI), en el que están integrados el Hospital Meixoeiro, el Hospital Nicolás Peña y el Hospital Álvaro Cunqueiro. La apertura de este último ha significado la centralización en esta infraestructura de los servicios sanitarios que anteriormente prestaban el Hospital Xeral de Vigo, el Hospital del Rebullón y el Policlínico Cíes, entre otros centros.
Además de estos hospitales públicos, en la ciudad también hay otros centros hospitalarios privados, como el Hospital Povisa, el Hospital Vithas Nuestra Señora de Fátima y el Hospital HM Vigo, así como otras clínicas de menor tamaño.

### Educación

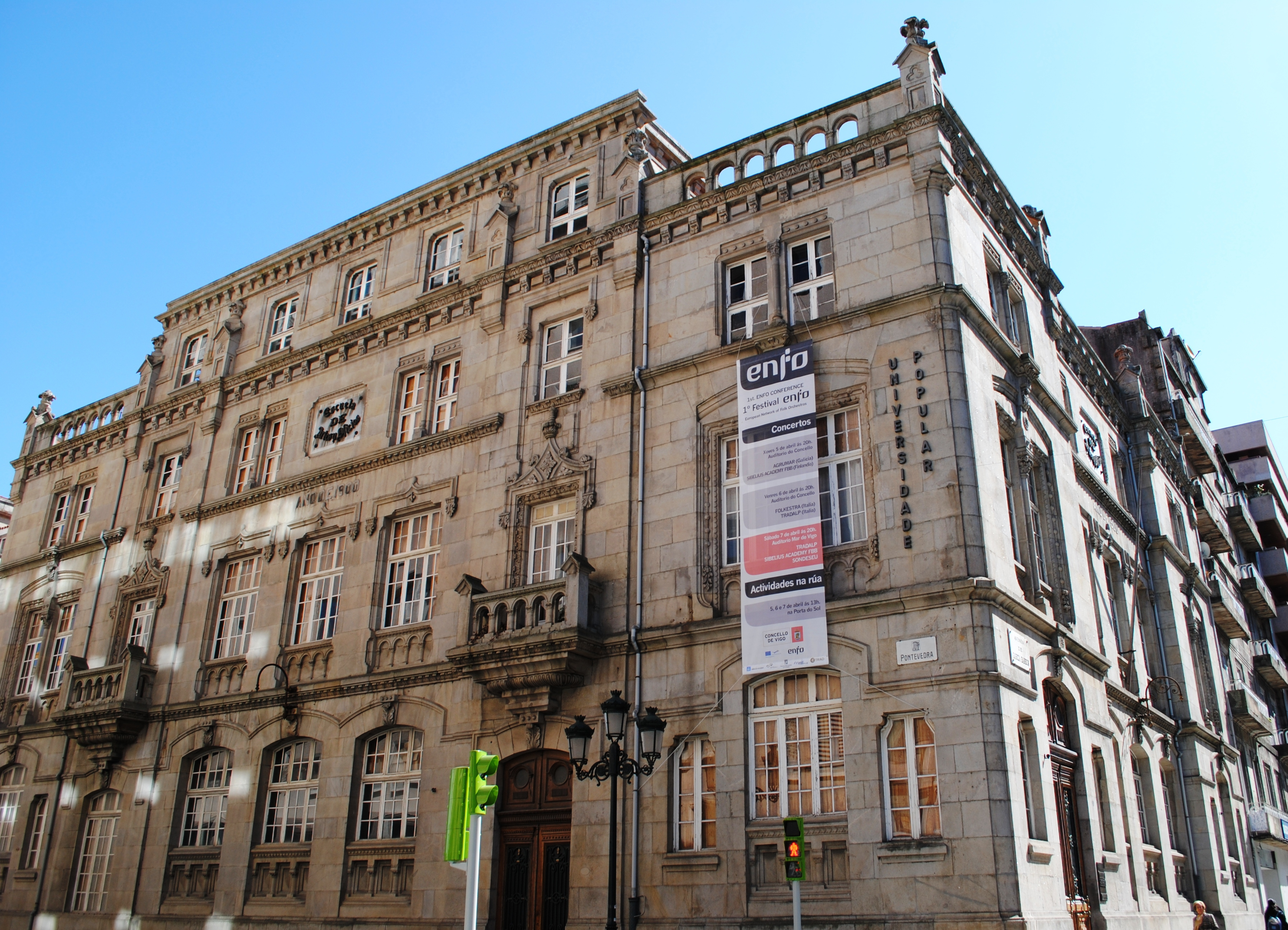
Escuela Municipal de Artes y Oficios de Vigo (EMAO)

La educación en Vigo depende de la Consejería de Educación, Universidad y Formación Profesional de la Junta de Galicia, quien ostenta las competencias a nivel autonómico sobre la materia.
En lo que respecta a la educación pública, Vigo dispone de 105 centros dedicados a la educación infantil y primaria, de los que 64 son públicos y 41 concertados. 57 centros de educación secundaria y bachillerato, de los que 17 son públicos y 40 concertados. 10 centros de formación profesional, de los que 7 son públicos y 3 concertados. Y finalmente, destinados a la educación universitaria, el municipio cuenta con, la Universidad de Vigo, la Universidad Intercontinental de la Empresa y la sede de la Universidad Nacional de Educación a Distancia.
En cuanto a otras enseñanzas destacan cinco centros de educación de adultos, catorce centros de educación especial, un centro de profesores, el conservatorio profesional de música, el conservatorio superior de música, la Escuela Municipal de Artes y Oficios de Vigo (EMAO), la Escuela Oficial de Idiomas (EOI) y la Escuela Superior de Arte Dramático de Galicia (ESADg).

#### Educación universitaria
Universidad de Vigo

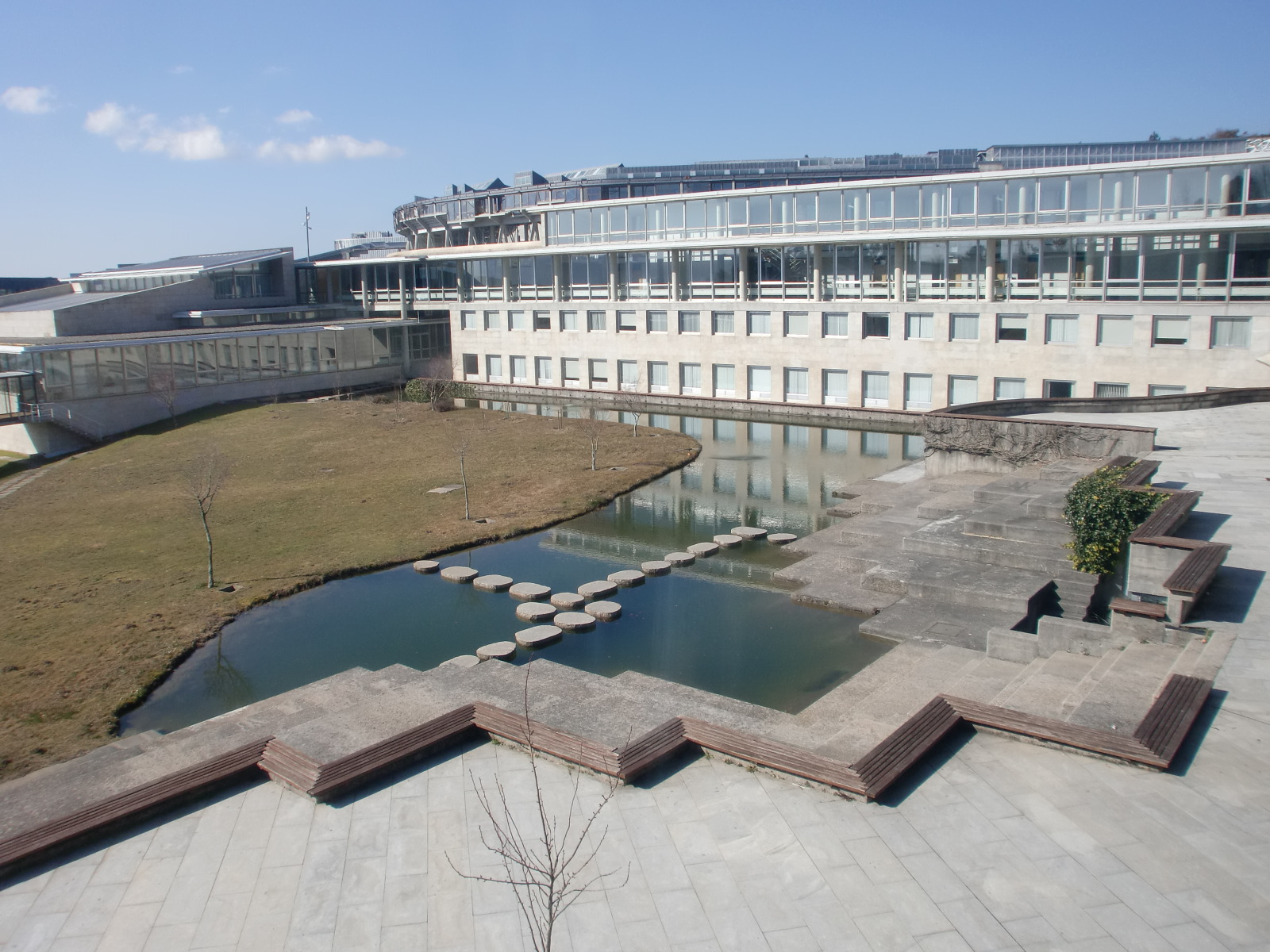
Facultad de ciencias económicas

La Universidad de Vigo dispone de dos campus en el municipio, Lagoas-Marcosende en Zamanes y Vigo centro. Asimismo estos dos campus cuentan con otros centros adscritos, como la escuela universitaria de magisterio María Sedes Sapientiae y las escuelas universitarias de enfermería de los hospitales Meixoeiro y Povisa.

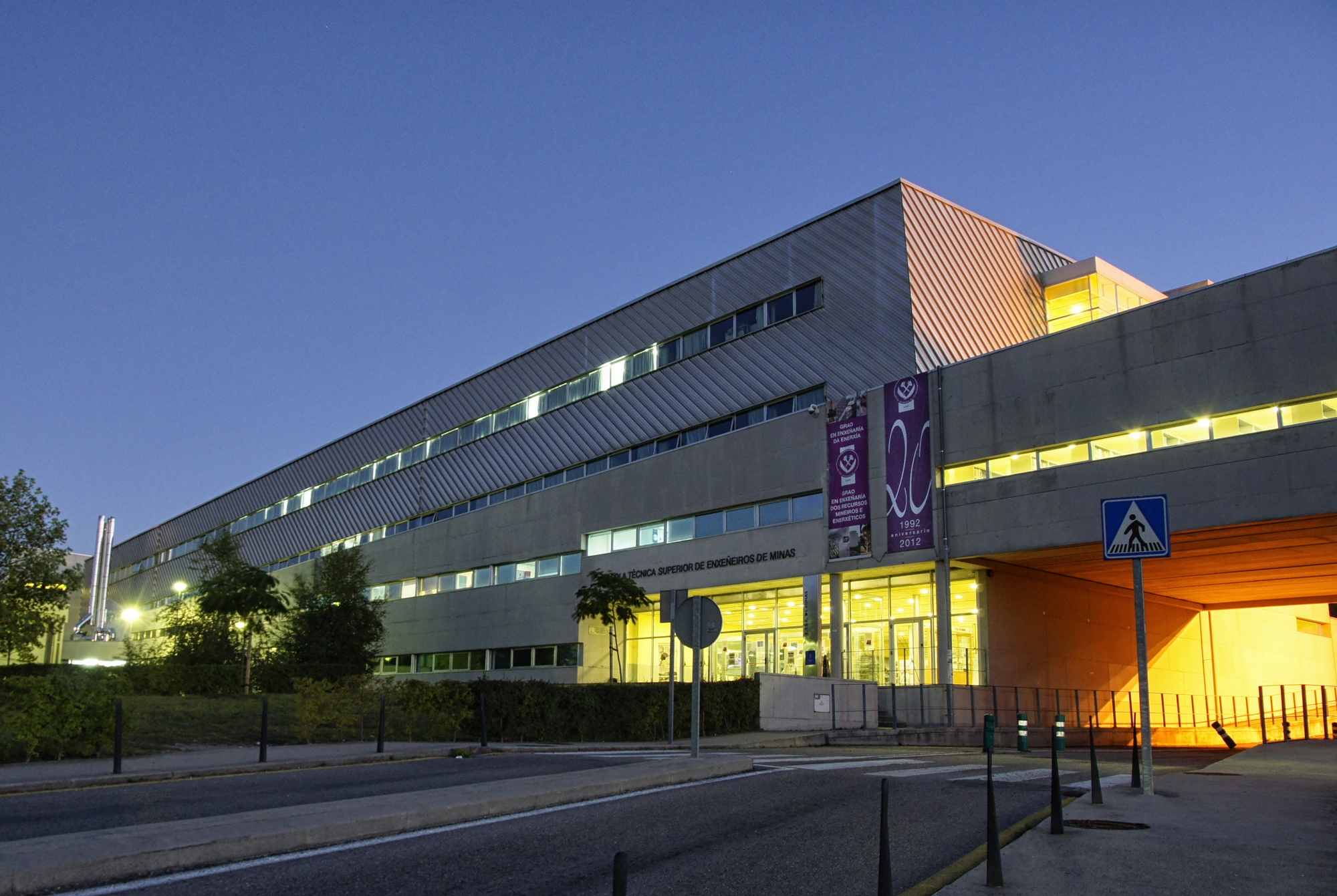
Facultad de ingeniería de minas

En Lagoas-Marcosende es en donde se concentran casi todas las facultades, que son: biología y ciencias del mar, ciencias económicas y empresariales, ciencias jurídicas y del trabajo, filología y traducción, ingeniería industrial, ingeniería de minas, ingeniería de telecomunicación e ingeniería química. Mientras que en Vigo centro están emplazadas las escuelas universitarias de estudios empresariales e ingeniería industrial en la calle del Conde de Torrecedeira y la estación de ciencias marinas de Toralla (ECIMAT) en la Isla de Toralla.
La universidad dispone de otros dos campus situados fuera del municipio, el Campus de Orense y el Campus de Pontevedra. Así como de los siguientes centros de investigación: biomedicina (Vigo), tecnología industrial (Vigo) y transferencia e innovación (Orense).
UNED

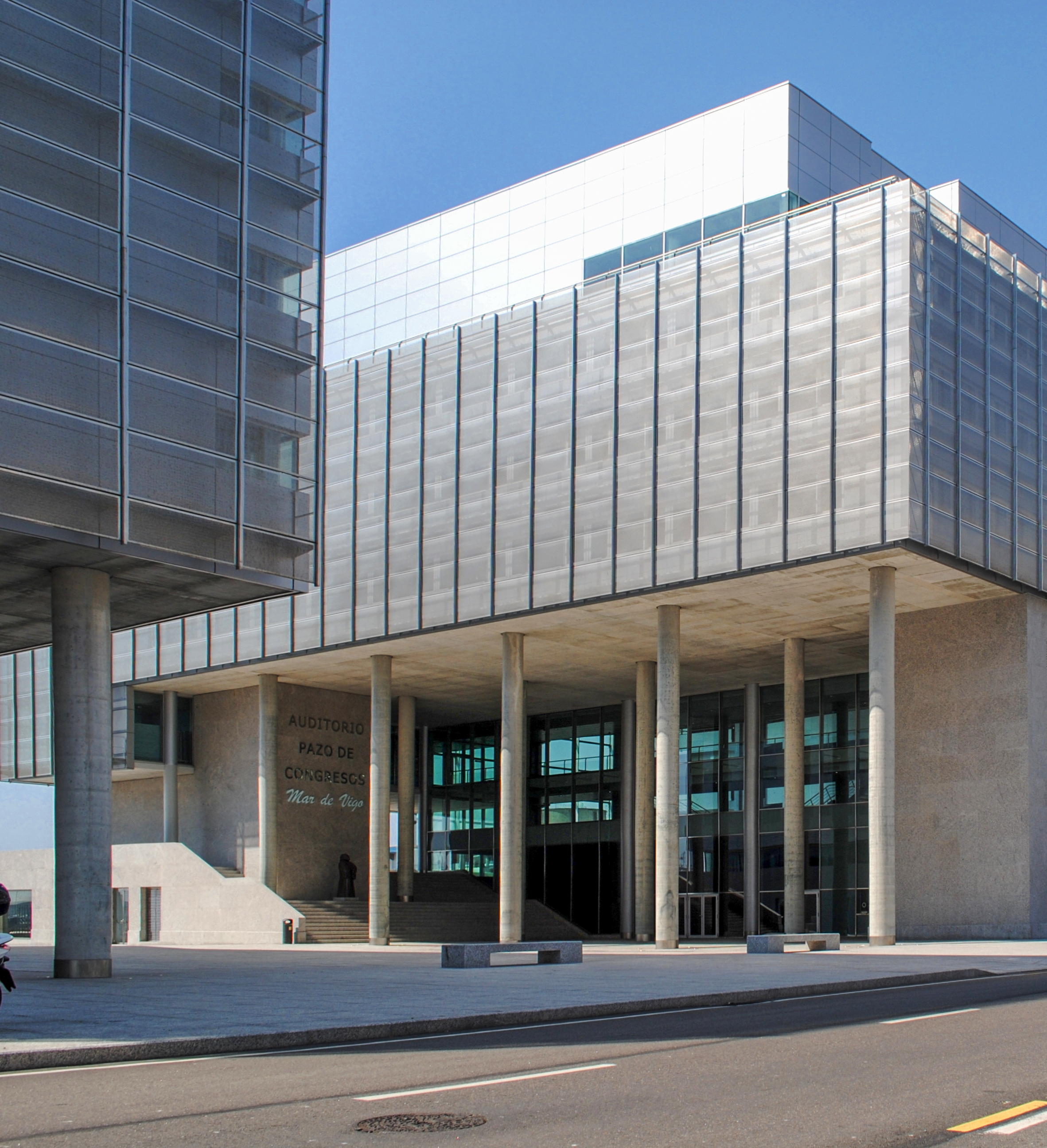
El Auditorio y Palacio de Congresos Mar de Vigo alberga la UNED

Las dependencias del aula universitaria de la UNED están situadas en el Auditorio y Palacio de Congresos Mar de Vigo.
Los grados que se imparten en este centro son los siguientes: administración de empresas, ciencias ambientales, ciencias políticas y de la administración, derecho, educación social y turismo, estudios ingleses, geografía e historia, historia del arte, ingeniería informática, pedagogía, psicología y tecnologías de la información.
Universidad Intercontinental de la Empresa
En lo que respecta a la educación universitaria privada la ciudad acoge un campus de la Universidad Intercontinental de la Empresa (UIE) de la obra social de Abanca, en sus instalaciones se imparten cuatro grados y dos máster relacionados con la gestión empresarial.

### Seguridad ciudadana
Las administraciones encargadas de la seguridad ciudadana en Vigo son tres: de un lado está el ayuntamiento, de quien dependen el cuerpo de bomberos municipal y la policía local; del Ministerio del Interior dependen la Guardia Civil, la Policía Nacional y la Policía Autonómica, aunque en la gestión de este cuerpo de policía también interviene, en parte, la Junta de Galicia; y finalmente está el Ministerio de Fomento de quién depende la policía portuaria, encargándose el puerto de su gestión.

#### Policía local

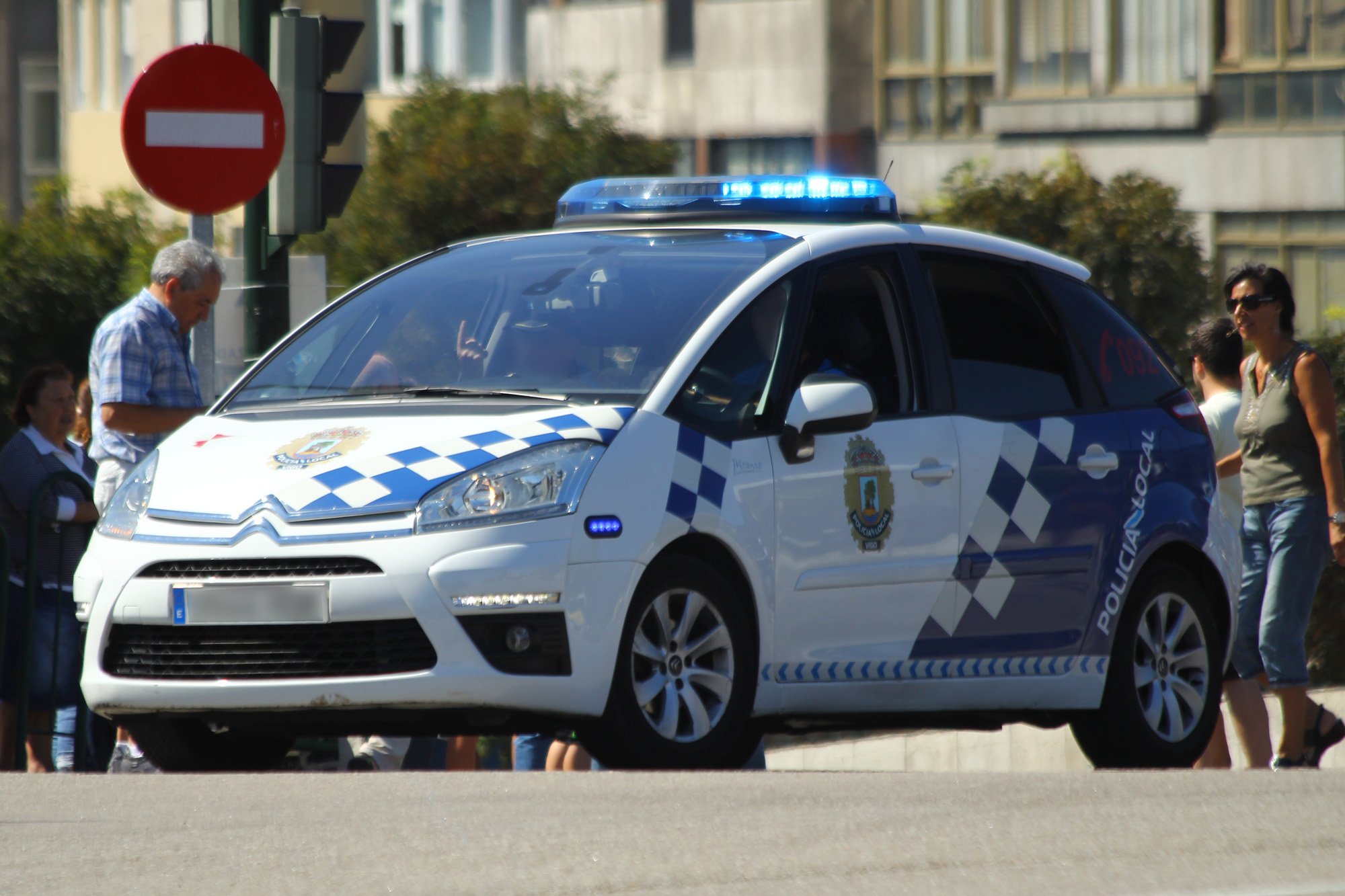
Coche patrulla de la policía local

La policía local tiene su origen en el antiguo cuerpo de guardia municipal creado en la década de 1880, cuando el ayuntamiento decidió establecer un servicio más acorde con las necesidades de una ciudad de 15 000 habitantes, para lo que se creó este cuerpo que inicialmente estaba formado por celadores y serenos que ni siquiera podía hacer detenciones. No fue hasta 1985 y debido al tamaño de la ciudad, cuando se crea la actual policía local, de funcionamiento similar a la Policía Nacional.
La central de policía local de Vigo (sito plaza del Rey número 1) dispone de unas instalaciones concordes con las necesidades que se le presentan en estos tiempos al cuerpo de policía local de la ciudad. Su plantilla supera los 400 efectivos, divididos en varios sectores: equipo de vigilancia y apoyo policial, policía de barrio, sección de atestados e investigación de accidentes, servicio de costa y playas, unidades de distrito, unidades Goa, unidades de tráfico, etcétera.

#### Cuerpo municipal de bomberos

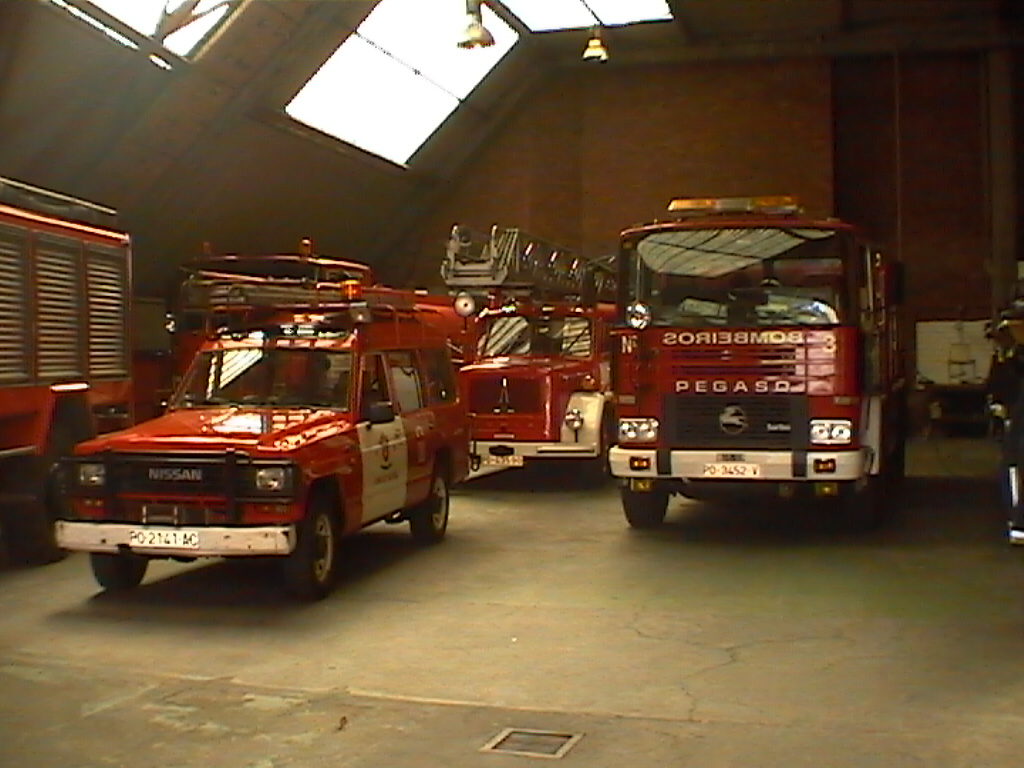
Vehículos del cuerpo municipal de bomberos del Ayuntamiento de Vigo

Los orígenes del servicio de bomberos en la ciudad datan del año 1879, cuando el ayuntamiento planea la creación de un cuerpo de bomberos municipal. En 1891 debido a un incendio que destrozó dos viviendas de la calle Sombrereros, la prensa local vuelve a exigir a la clase política la creación de un cuerpo de bomberos en Vigo en el que participen las compañías aseguradoras de los edificios.
Finalmente en 1894, siendo alcalde Primitivo Blein Costas, la corporación municipal acuerda la creación de un cuerpo de bomberos voluntarios inspirado en el de la ciudad portuguesa de Oporto. Creado un año después, con Marcelino Astray de Caneda en la alcaldía, el primer cuartel de los bomberos de Vigo estaba ubicado en la casa consistorial, entre las plazas de la Princesa y de la Constitución, en los años posteriores se abrieron otras delegaciones en la calle Progreso y en el paseo de Alfonso XII. En 1897 se crea una delegación de la Cruz Roja en la ciudad, de la que 30 de sus miembros también pertenecían al cuerpo de bomberos municipal.
Actualmente opera desde dos instalaciones principales: el parque central de Teis y el parque auxiliar Sergio Sanlés de Esturáns en Coya. Su ámbito de actuación abarca las localidades de Bayona, Cangas del Morrazo, Gondomar, La Cañiza, La Guardia, Moaña, Mos, Nigrán, Oia, Pazos de Borben, Puenteareas, Porriño, Redondela, Tomiño y Vigo.

### Agua potable

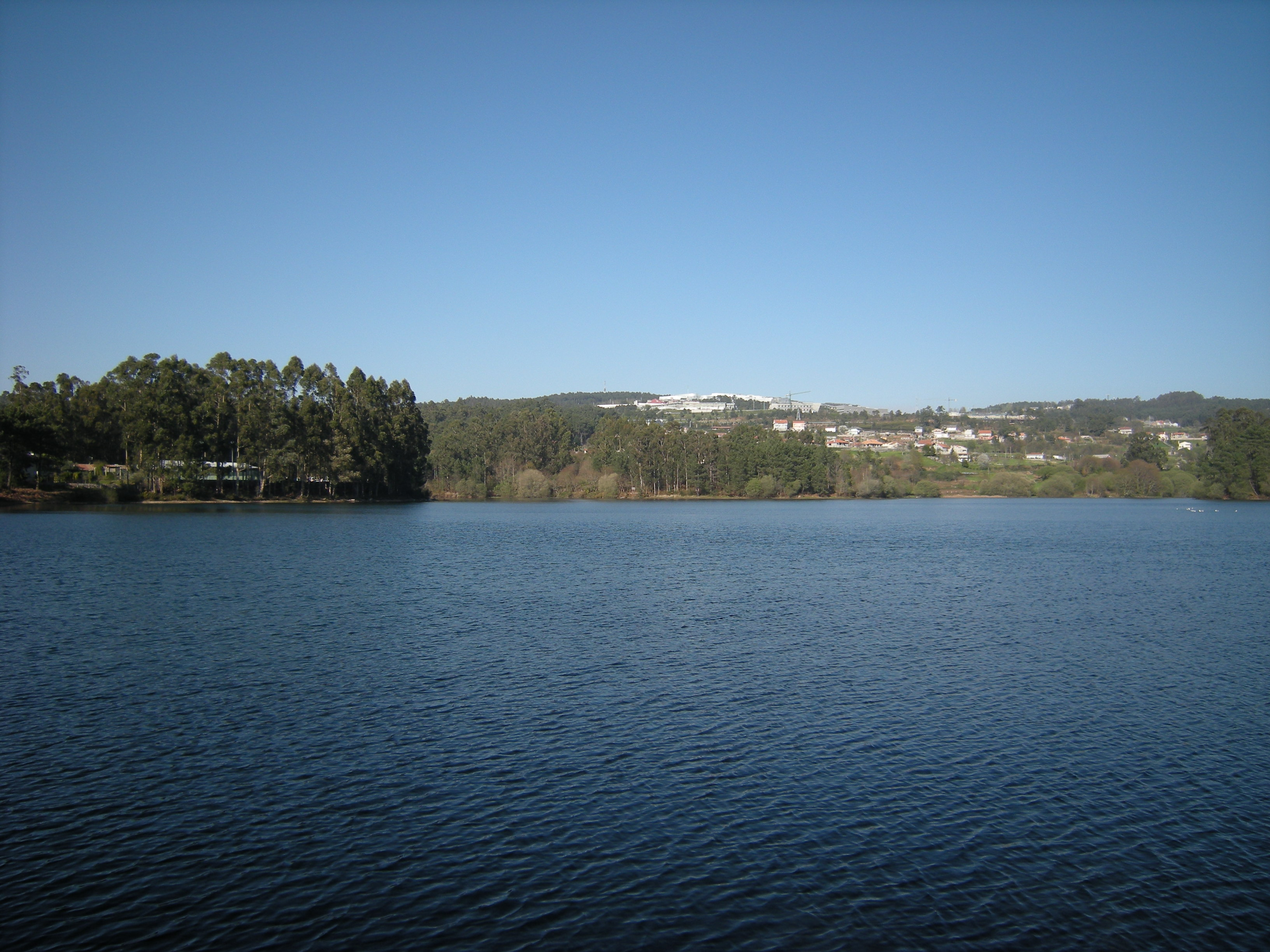
Presa de Zamanes

La empresa Aqualia gestiona el ciclo integral del agua en el término municipal de Vigo y de otras localidades colindantes, como Bayona, Cangas del Morrazo, Fornelos de Montes, Moaña, Mos, Nigrán, Porriño o Redondela, por ejemplo. El agua para el abastecimiento de estas poblaciones proviene del embalse de Baíña (Bayona), de la presa de Eiras (Fornelos de Montes) y de la presa de Zamanes (Vigo).

### Saneamiento
La EDAR (Estación Depuradora de Aguas Residuales) de Vigo situada en la desembocadura del Río Lagares está capacitada para prestar servicio a una población de 800 000 habitantes. Esta infraestructura permite que el sistema de saneamiento del municipio cumpla al 100 % con las exigencias de la Directiva marco del agua (DMA) sobre la depuración de aguas residuales urbanas.

### Recogida de residuos urbanos y limpieza viaria
Fomento de Construcciones y Contratas (FCC), mediante concesión, es la encargada del servicio municipal de limpieza viaria y recogida de residuos urbanos. Posteriormente estos residuos urbanos son tratados en la planta de Guijar -instalación que substituyó a comienzos de la década de 1990 al antiguo vertedero de O Zondal- o en alguna de las diversas plantas de reciclado y procesado de basuras que gestiona la empresa SOGAMA (Sociedad Gallega del Medio Ambiente) en la comunidad.

### Comunicaciones

#### Red viaria

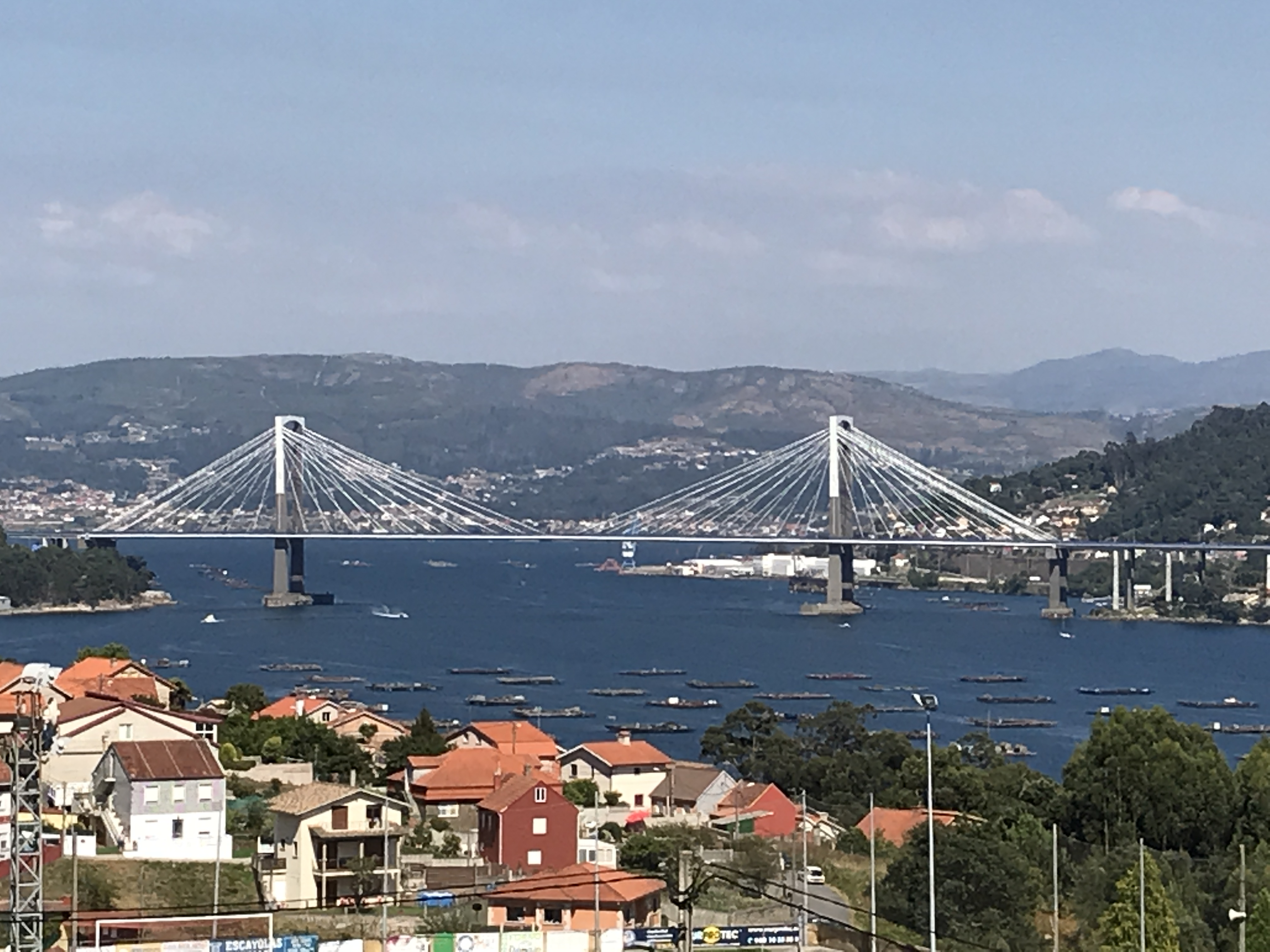
El puente de Rande es uno de los principales accesos por carretera

Vigo goza de una buena conexión con la red de carreteras, autovías y autopistas que la unen con las demás capitales gallegas y principales ciudades de España y Portugal.

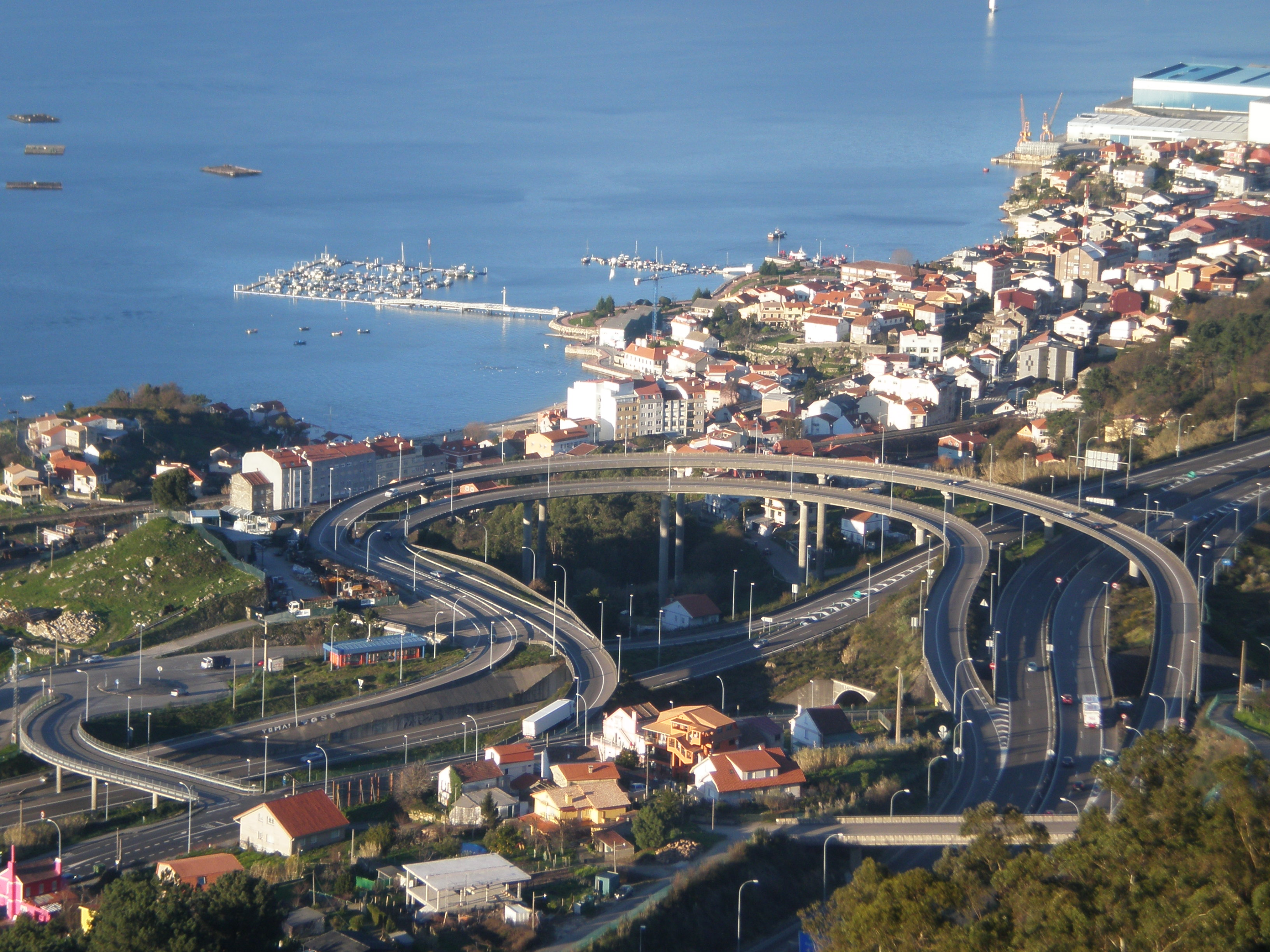
Circunvalación de entrada a Vigo de la AP-9 en Teis

| Identificador | Itinerario                        | Nota                                                                     |
| ------------- | --------------------------------- | ------------------------------------------------------------------------ |
| E-1 AP-9      | Autopista del Atlántico           | Ferrol - La Coruña - Santiago de Compostela - Pontevedra - Vigo - Tuy    |
| AG-57         | Autopista del Val Miñor           | Vigo - Nigrán - Bayona                                                   |
| A-55          | Autovía Vigo-Tuy                  | Vigo - Mos - Porriño A-52 - Tuy - Portugal A3                            |
| A-52          | Autovía de las Rías Bajas         | Vigo A-55 - Porriño - Orense - Benavente - A-6 Madrid                    |
| AG-46         | Autovía del Morrazo               | Vigo AP-9 - AG-46 Cangas del Morrazo                                     |
| VG-20         | Autovía de Circunvalación de Vigo | Navia - Avenida de Ricardo Mella - Matamá - Valladares - AG-57 Bayona    |
| N-560         | Avenida del Aeropuerto            | Calle Aragón - N-556 Aeropuerto de Peinador                              |
| N-556         | Carretera de Vigo a Peinador      | Vigo N-560 - Aeropuerto de Peinador                                      |
| N-555         | Carretera de Redondela a Peinador | Redondela - Aeropuerto de Peinador                                       |
| N-552         | Carretera de Vigo a Redondela     | Vigo - Redondela N-550                                                   |
| N-550         | Carretera del Atlántico           | La Coruña - Santiago de Compostela - Pontevedra - Vigo N-552 - Tuy       |
| N-120         | Carretera de Vigo a Logroño       | Vigo - Orense - Ponferrada - Astorga - León - Sahagún - Burgos - Logroño |
| PO-552        | Carretera de Camposancos          | Vigo - Nigrán - Bayona - Oya - La Guardia - El Rosal - Tomiño - Tuy      |
| PO-331        | Carretera de Gondomar a Porriño   | Gondomar - Vigo - Mos - Porriño                                          |
| PO-330        | Carretera de Vigo a Gondomar      | Vigo - Vincios - PO-331 Gondomar                                         |
| PO-325        | Carretera de Vigo a Bayona        | Vigo - Nigrán - PO-552 Bayona                                            |
| PO-324        | Carretera de Samil a Canido       | Samil - Canido                                                           |
| PO-323        | Carretera de Vigo a Chapela       | Vigo - Chapela                                                           |

#### Autobuses urbanos

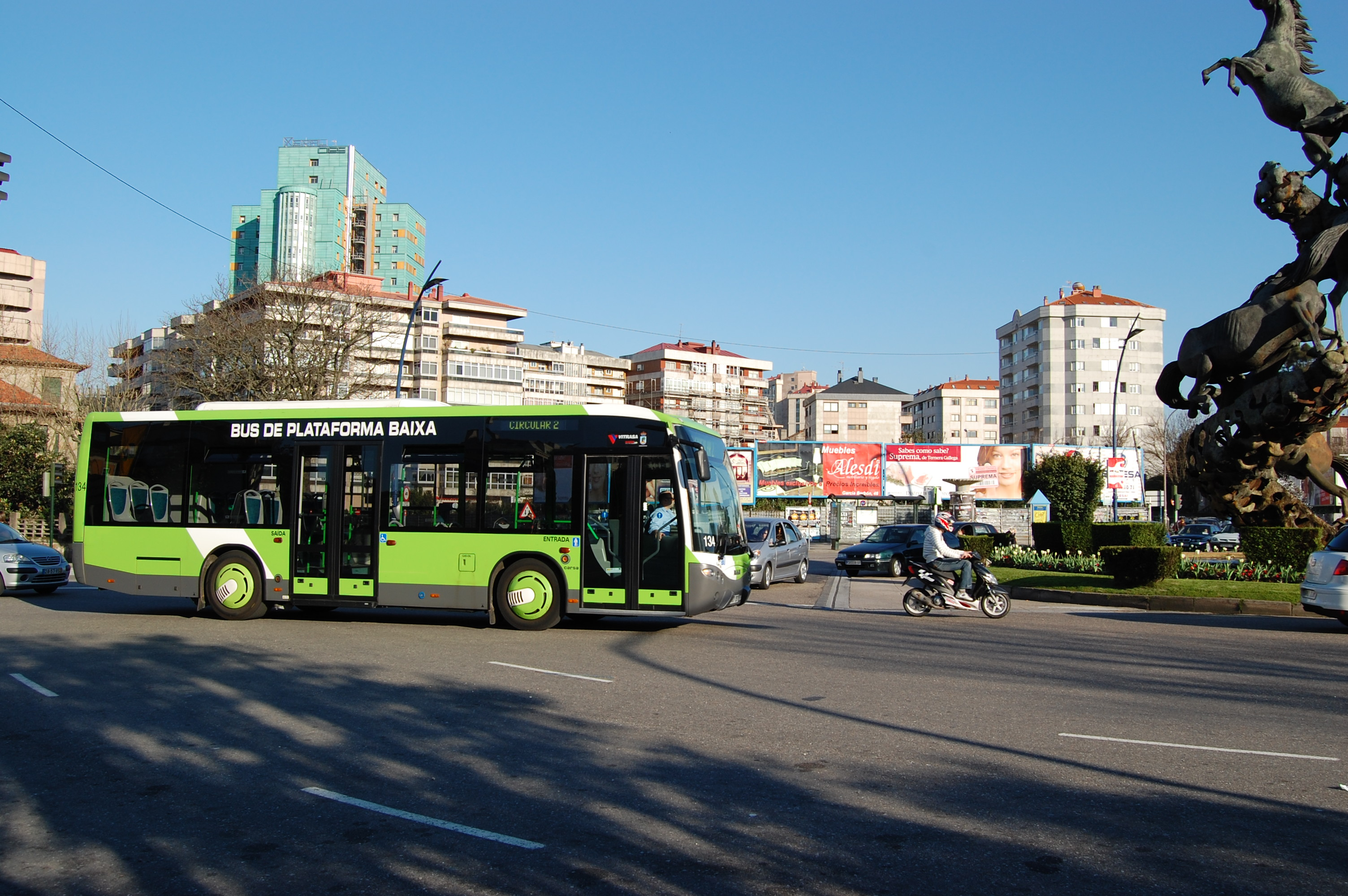
Autobús de Vitrasa circulando por la plaza de España

El servicio de transporte público de autobuses urbanos de Vigo está a cargo de la empresa Vitrasa (Viguesa de Transportes, S.A.). Dispone de una flota de cerca de 125 vehículos que cubren más de 40 líneas, por lo que es la red de autobuses urbanos con más líneas del noroeste español, prestando servicio a los municipios de Vigo y Redondela (parroquias de Chapela y San Esteban de Negros).

#### Autobuses interurbanos
La estación de autobuses de la ciudad se encuentra integrada en la estación ferroviaria de Urzaiz. Esta infraestructura presta servicios de autobús interurbano que unen el municipio con el resto de poblaciones de su área metropolitana, con las principales ciudades españolas y también con otros destinos internacionales.

#### Taxi
Aproximadamente 553 taxis operan en Vigo, estos se distinguen por ser vehículos de color blanco, por llevar la bandera de la ciudad sobre el capó y el escudo en las puertas delanteras. En el techo cuentan con un dispositivo llamado módulo, que indica si el taxi está libre mediante el encendido de una luz verde y asimismo lleva los números 1, 2 y 3 que señalan la tarifa que en ese momento lleva puesta en el taxímetro.

#### Transporte marítimo

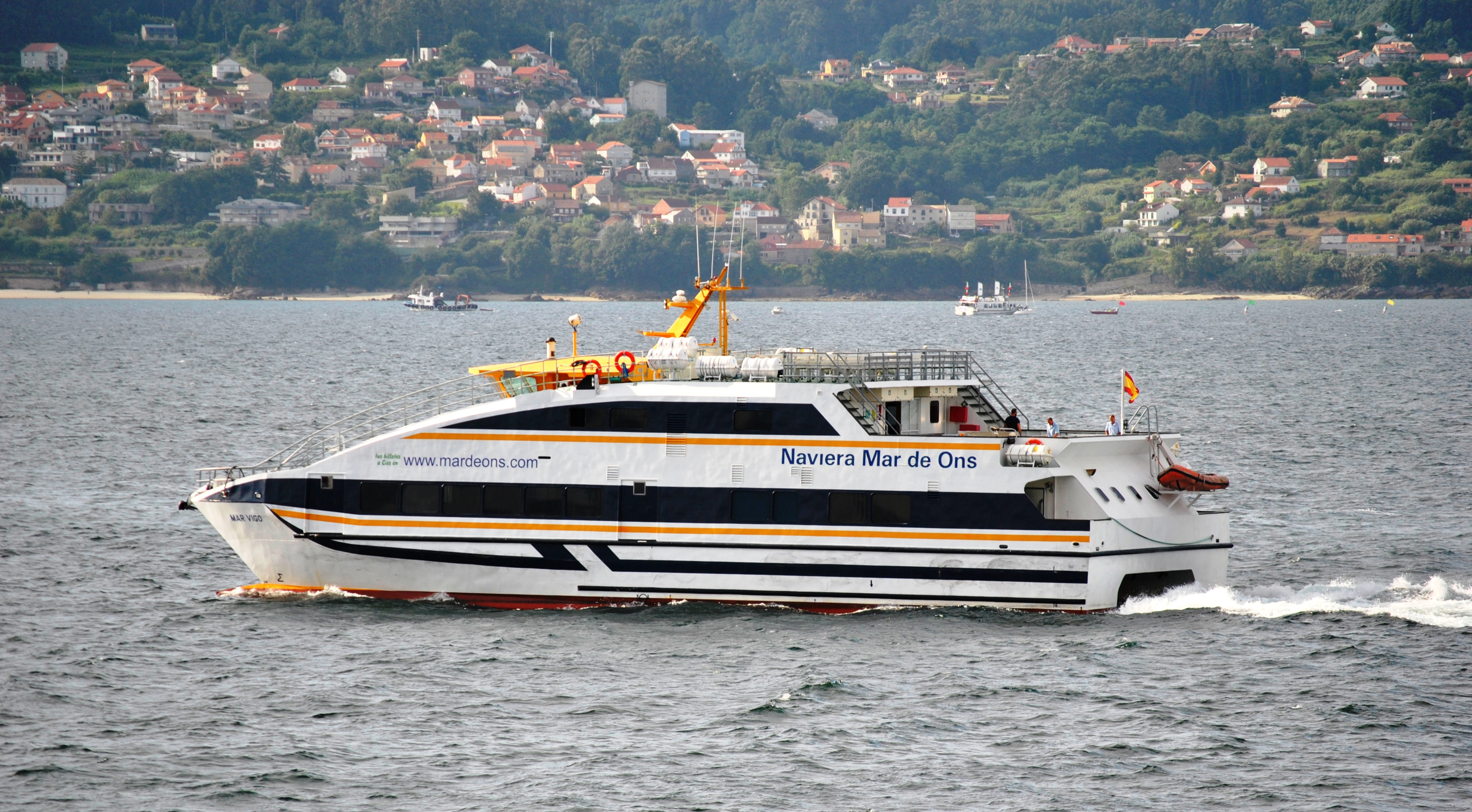
Catamarán de línea regular a las Islas Cíes

Actualmente tres navieras están integradas en el transporte metropolitano de Vigo, ofreciendo servicios regulares de transporte marítimo entre Vigo y los municipios de Cangas y Moaña. Las empresas Mar de Ons y Naviera RG se complementan en la ruta que une Vigo con Cangas, mientras que Naviera Nabia une Vigo con Moaña.
En época estival estas navieras amplían su oferta con viajes turísticos a las Islas Cíes, Isla de Ons e Isla de San Simón.

#### Ferrocarril

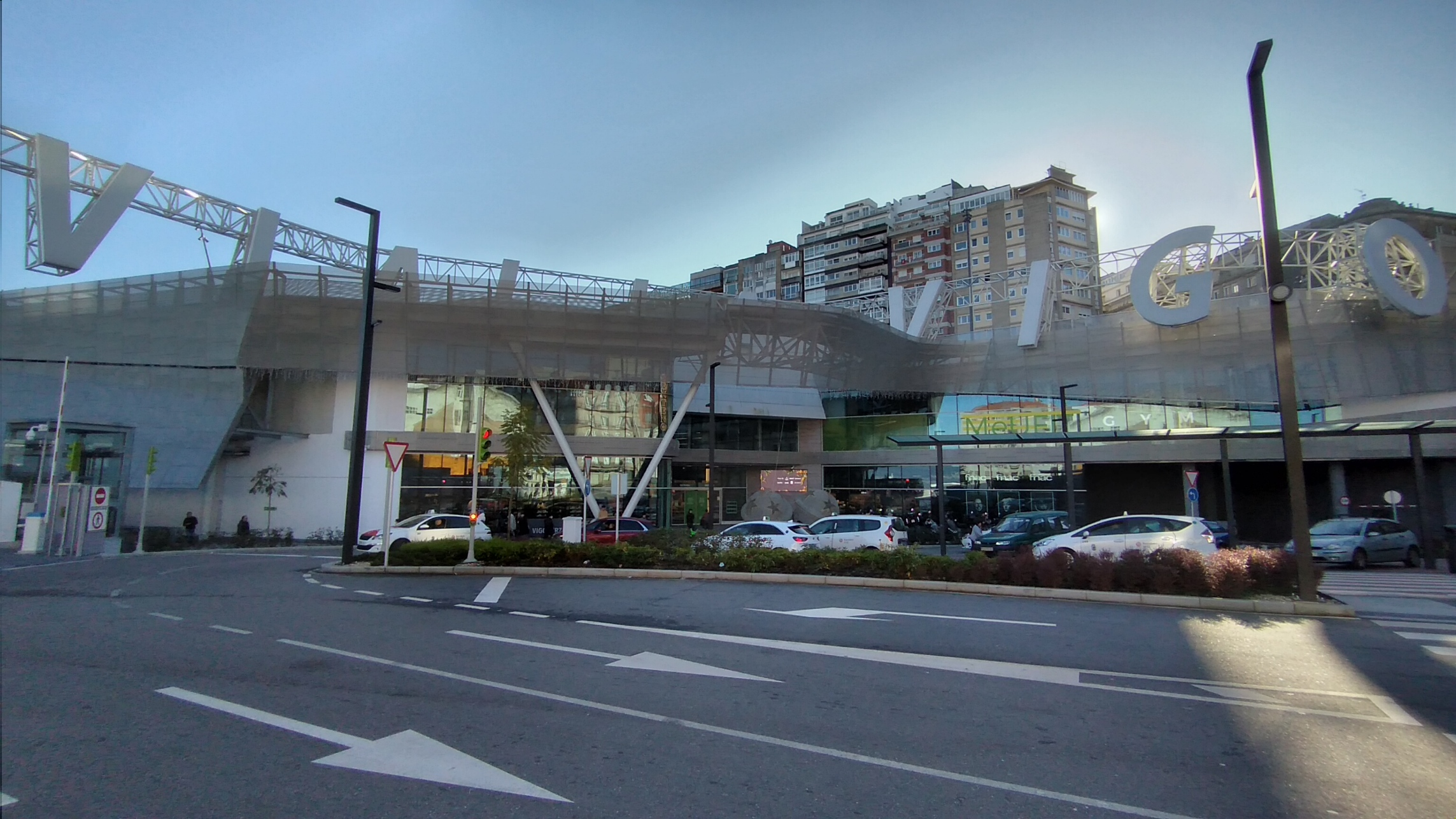
Estación de Vigo-Urzaiz

La ciudad cuenta con dos estaciones de ferrocarril en su término municipal pertenecientes a la red de Adif; estas son: Estación de Vigo-Urzáiz y Estación de Vigo-Guijar. La primera permite conectar Vigo con los servicios ferroviarios pertenecientes al Eje Atlántico de Alta Velocidad. Desde la estación situada en Guijar la ciudad cuenta con una amplia oferta de conexiones de Media y Larga Distancia. Entre otros destinos, tiene conexión con: Barcelona-Sans, Bilbao-Abando, Madrid-Chamartín o Zaragoza-Delicias, los servicios de media distancia de esta estación también abarcan conexiones directas con las demás capitales gallegas a excepción de Lugo. Además, desde esta infraestructura el Tren Internacional Porto-Vigo une Vigo con Oporto vía Tuy.
Asimismo, también circulan trenes de mercancías, contando con una estación de mercancías agrupada dentro de la estación de pasajeros de Guijar.

#### Transporte aéreo

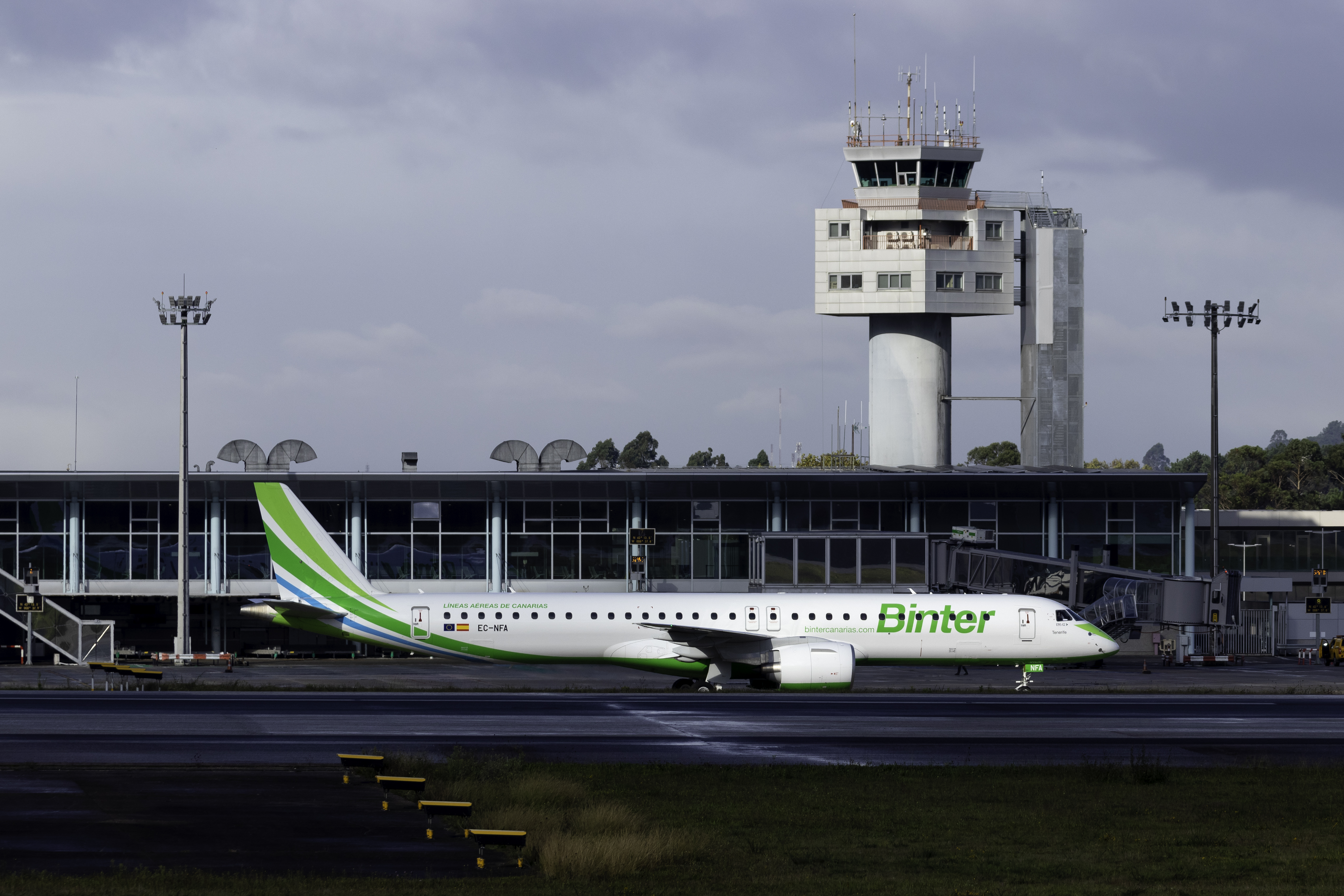
Aeropuerto de Vigo

El Aeropuerto de Vigo está emplazado entre los municipios de Mos, Redondela y Vigo, a unos 9 kilómetros del centro urbano. Cuenta con una pista (02/20) de 2400 m de longitud por 45 m de ancho y un sistema de aproximación instrumental ILS CAT II/III en la cabecera 20. Posee una buena situación estratégica, con conexiones directas con la Autopista del Atlántico, la Autovía Vigo-Tuy, la Autovía de las Rías Bajas y la Circunvalación de Vigo. También existe una línea de Vitrasa (C9A) con frecuencias cada 30 minutos.
Su terminal dispone de una superficie de 26 000 m², lo que capacita a esta infraestructura para atender a cuatro millones de usuarios anuales. Esta terminal junto con el aparcamiento, hacen que el aeropuerto vigués cuente con un espacio de 100 000 m² y 2500 plazas de aparcamiento destinadas a los usuarios. En 2024 el aeródromo gallego gestionó un total de 1 058 529 pasajeros, 11 515 vuelos de los que 8 787 fueron comerciales y contabilizó un movimiento de 315 toneladas en tráfico de mercancías.
Las diversas aerolíneas que operan en Peinador unen el aeropuerto olívico con las principales ciudades peninsulares españolas, diversos destinos insulares a los archipiélagos de Baleares o Canarias y una ruta internacional a Londres-Stansted.

#### Transporte vertical
Más de una quincena de ascensores, escaleras y rampas mecánicas están instaladas en la ciudad, su objetivo es facilitar el desplazamiento a los vecinos de las zonas con una orografía más dura de la urbe. Este plan de movilidad del ayuntamiento conocido como Vigo Vertical con una media de más de 70 000 viajes diarios, es el medio de transporte más utilizado en la urbe por delante del autobús urbano.
Ascensores

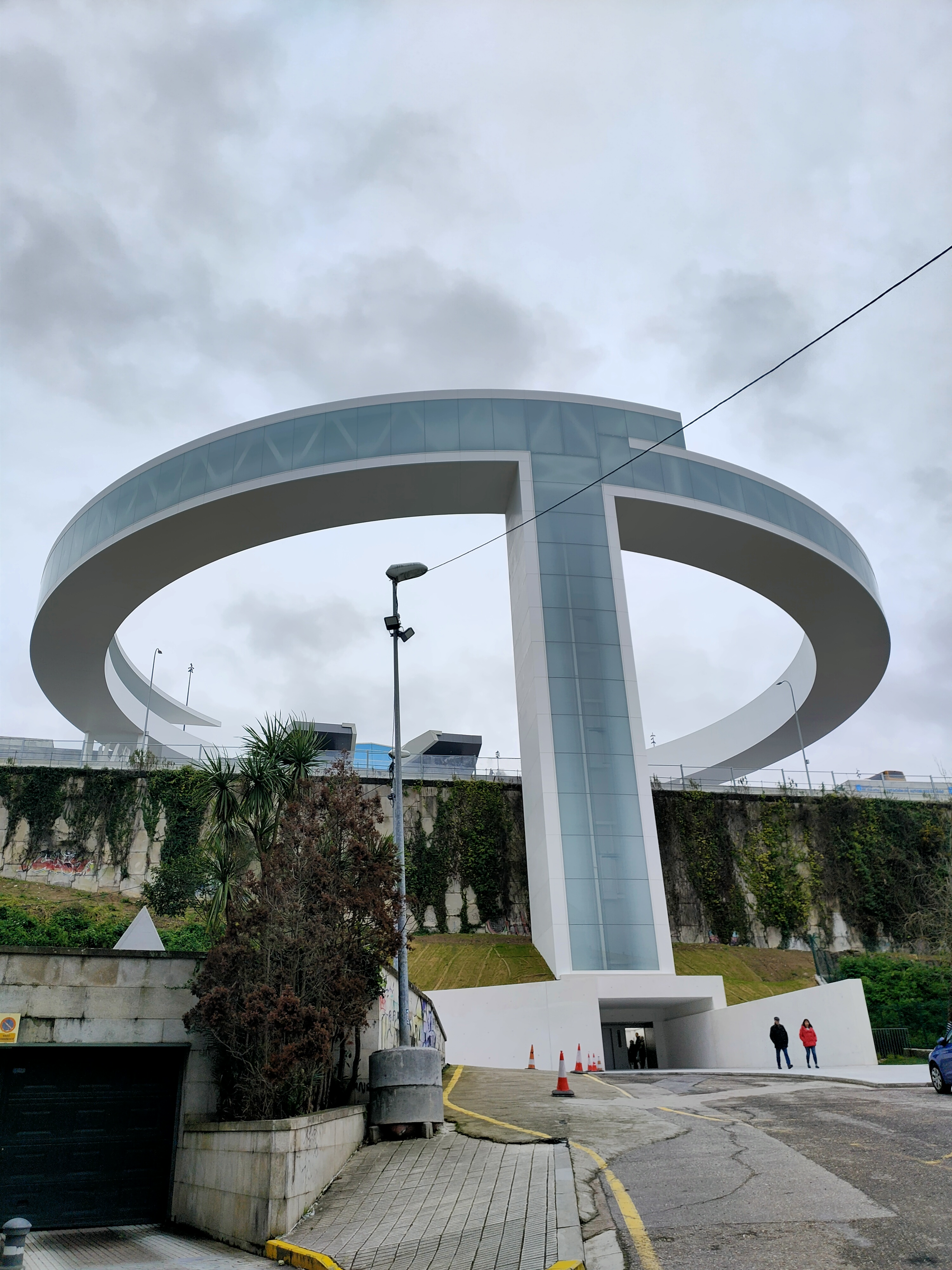
El Halo de Vigo. Estructura que conecta la calle de Serafín Avendaño con la estación intermodal de trenes y autobuses mediante ascensores

- Ascensor de Camelias: conecta la avenida de las Camelias con la calle Menéndez Pelayo.
- Ascensor Halo: conecta la calle de Serafín Avendaño con el Centro Comercial Vialia.
- Ascensor de Marqués de Valterra: conecta las calles de Marqués de Valterra con Torrecedeira.
- Ascensor de Pizarro: conecta la calle Pizarro con el parque de Ribadavia.
- Ascensor de la plaza de la Estación: conecta la plaza de la Estación de Vialia con la calle Vía Norte.
- Ascensor del parque Camilo José Cela: conecta las calles de Torrecedeira con Pi y Margall.[38]
- Ascensor de San Salvador: conecta las calles de San Salvador con Pizarro.

Escaleras y rampas mecánicas
- Escaleras de la calle Talude: conectan la calle Urzaiz con el colegio Mariano.
- Escaleras de la plaza de Portugal: conectan la calle Uruguay con la plaza de Portugal.
- Escaleras de la Puerta del Sol: conectan la Puerta del Sol con la calle Abeleira Menéndez.
- Escaleras de Pizarro: conectan la calle Pizarro con el parque de Ribadavia.
- Rampas de Gran Vía: conectan la calle María Berdiales con el túnel de plaza de España. Premiadas con el máximo galardón en los premios internacionales «Proyecto del Año 2021» de la editorial Elevator World.[171]
- Rampas de la calle Carral: conectan la calle Carral con la Puerta del Sol.
- Rampas de la calle Escultor Gregorio Fernández: conectan la calle Vía Norte con la calle Urzaiz.
- Rampas de Ramón Nieto: conectan la avenida de Ramón Nieto con el centro de salud de Lavadores y el colegio Fonte.
- Rampas de Teis: conectan el centro de salud con la avenida de Galicia.
- Rampas de Travesía de Vigo: conectan la Travesía de Vigo con la calle Aragón.

## Patrimonio

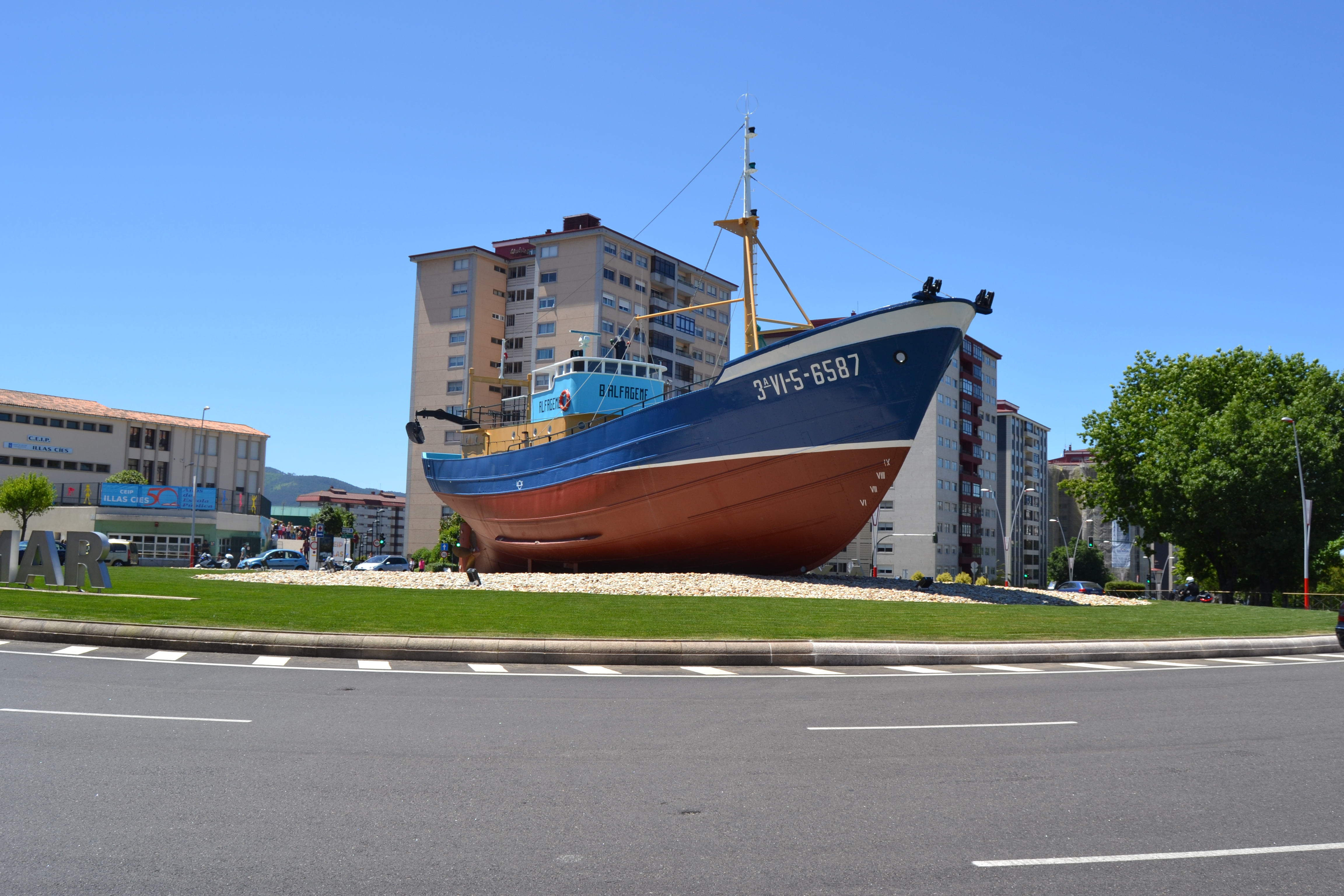
El Bernardo Alfageme es el último pesquero construido en acero remachado de la primera mitad del conservado en España

A lo largo de las avenidas, calles y plazas del centro urbano, el turista o visitante puede apreciar el carácter cosmopolita y marítimo de Vigo. En el centro de la ciudad olívica se han llevado a cabo diversas actuaciones urbanísticas, como la humanización y peatonalización de vías públicas, la construcción de carriles bici, o la recuperación de edificios históricos. Este patrimonio se complementa con la existencia de edificaciones de diferentes épocas, tales como ruinas romanas, murallas e iglesias medievales, hasta una gran variedad de edificios monumentales, desde los característicos edificios del modernismo vigués, pasando por los representativos de las corrientes arquitectónicas más actuales.

### Arquitectura

#### Arquitectura religiosa

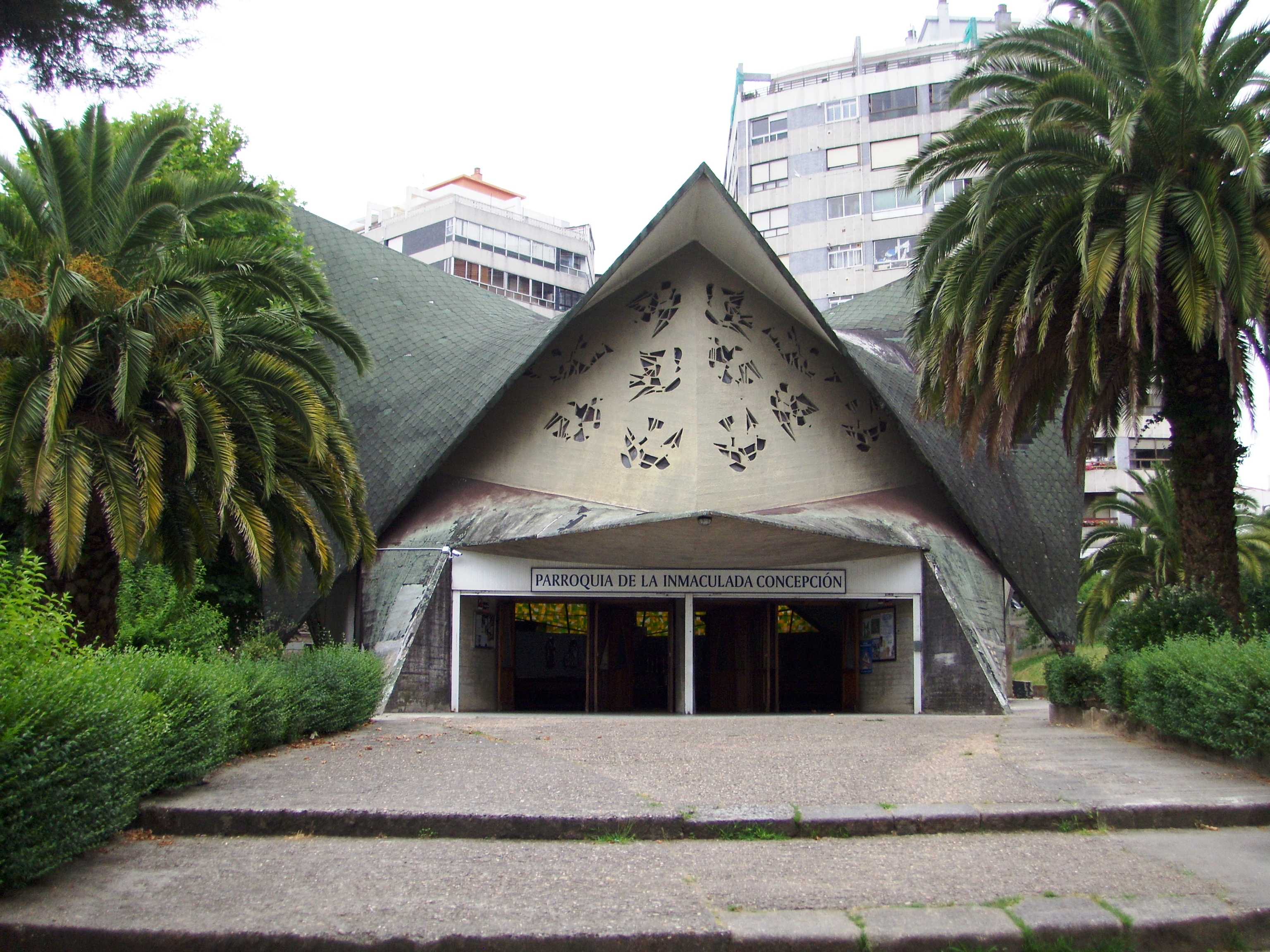
La iglesia de la Inmaculada Concepción proyectada por Antón Román Conde está inspirada en la línea arquitectónica de Le Corbusier

En Vigo existen más de 30 capillas, monasterios e iglesias, encontrándose entre estas edificaciones la Concatedral de Santa María de Vigo, que comparte la sede catedralicia de la Diócesis de Tuy-Vigo con la catedral tudense.

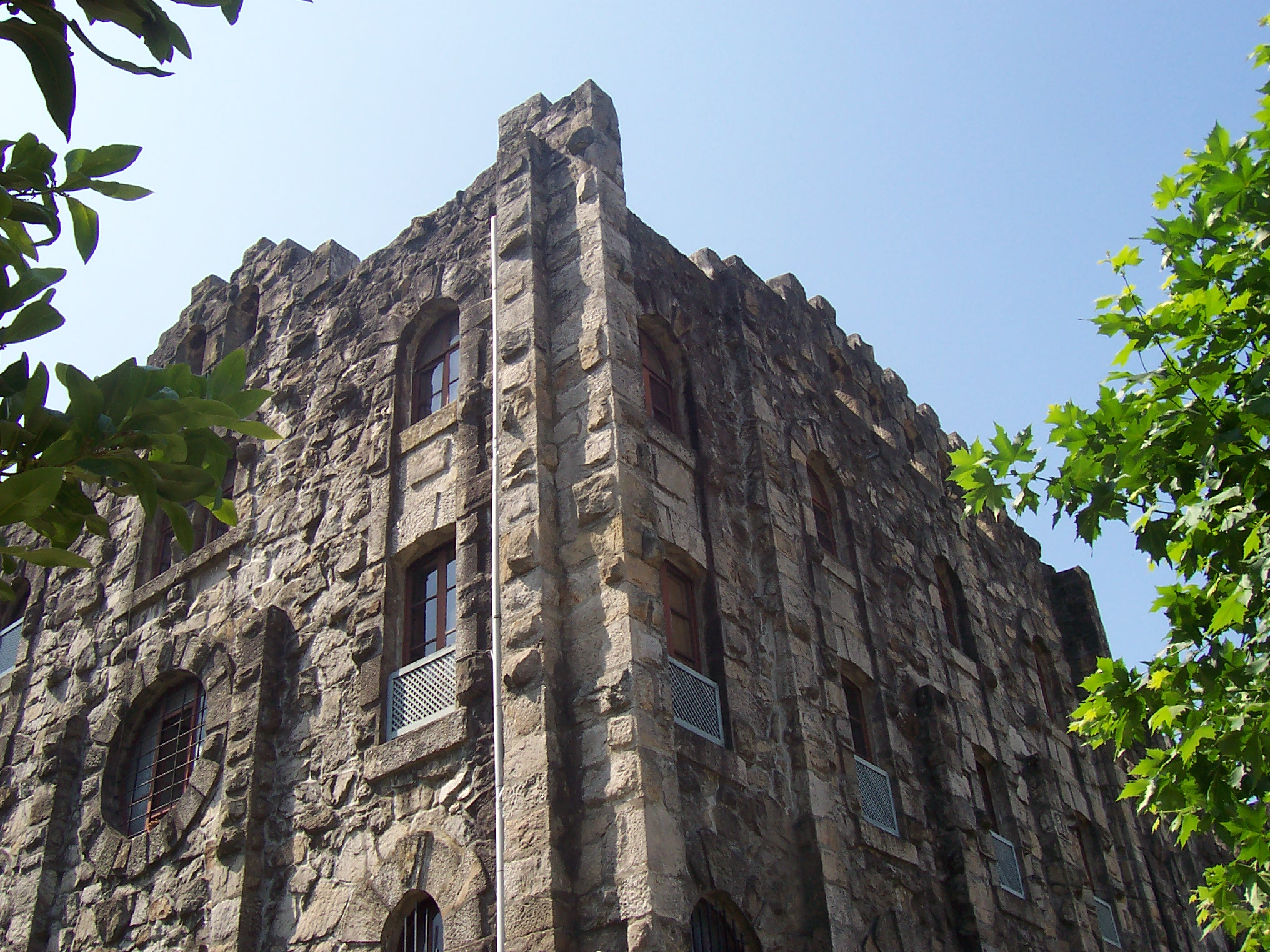
El Monasterio de la Visitación de las Salesas Reales, en la actualidad funciona como geriátrico en Teis. Es una de las obras de Antonio Palacios en la ciudad

Según algunos historiadores ya en el siglo XII, dentro del casco urbano se encontraban inicialmente dos iglesias, Santa María y Santiago de Vigo, no conservadas hoy en día. En esa misma centuria, en varias de las actuales parroquias existían hasta 15 templos románicos, de los que se conservan tres: San Salvador de Corujo, Santa María de Castrelos y Santiago de Bembrive. La presencia de estos templos hacen que Vigo sea uno de los principales centros románicos de Galicia, aunque en el casco urbano no encontraremos ese estilo, con apartarse unos kilómetros del núcleo urbano veremos en la periferia un elevado número de restos de este tipo, incluso algunos autores han acuñado el término de «románico vigués».
Más adelante, con el paso de los siglos y como consecuencia del crecimiento poblacional, en diversos puntos del municipio se construyeron capillas e iglesias de otros estilos arquitectónicos, entre ellos barroco, modernista, neoclásico, neogótico, regionalista o renacentista. Algunas de estas edificaciones religiosas son obra de conocidos arquitectos, como Antonio Cominges, Antonio Palacios, Antón Román Conde, Desiderio Pernas, Joaquín Saldaña y López, Manuel Felipe Quintana, Manuel Gómez Román, Ricardo Urgoiti o Xosé Bar Boo, entre otros.

#### Construcciones defensivas

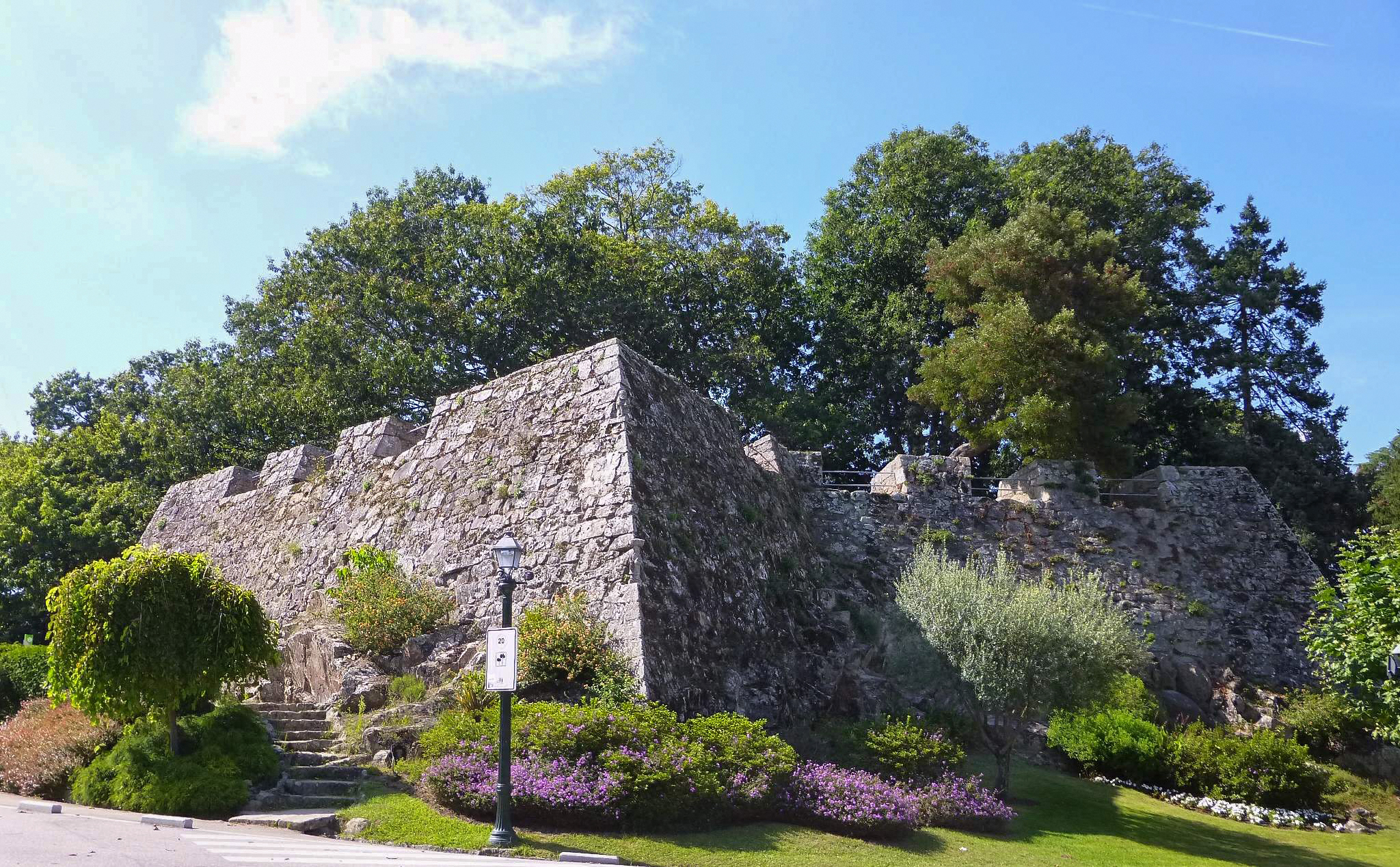
Fortaleza del Castro

En el Monte del Castro y en la plaza del Rey se conservan los restos de la Fortaleza del Castro y del Castillo de San Sebastián respectivamente, ambas construcciones datan de los siglos XVII y XVIII. Estas dos fortificaciones que antiguamente se encontraban unidas entre sí a través de túneles y pasadizos tienen su origen en 1656 durante el mandato de Felipe IV, inicialmente fueron planteadas con el objetivo de proteger a Vigo de los frecuentes ataques que sufría, especialmente por parte de los ingleses. Posteriormente en 1665 se iniciaron los trabajos de fortificación de la villa ante la necesidad de protegerla del asedio de las tropas portuguesas, ya que en aquella época Portugal se encontraba en plena Guerra de independencia con España.

#### Pazos y casas señoriales

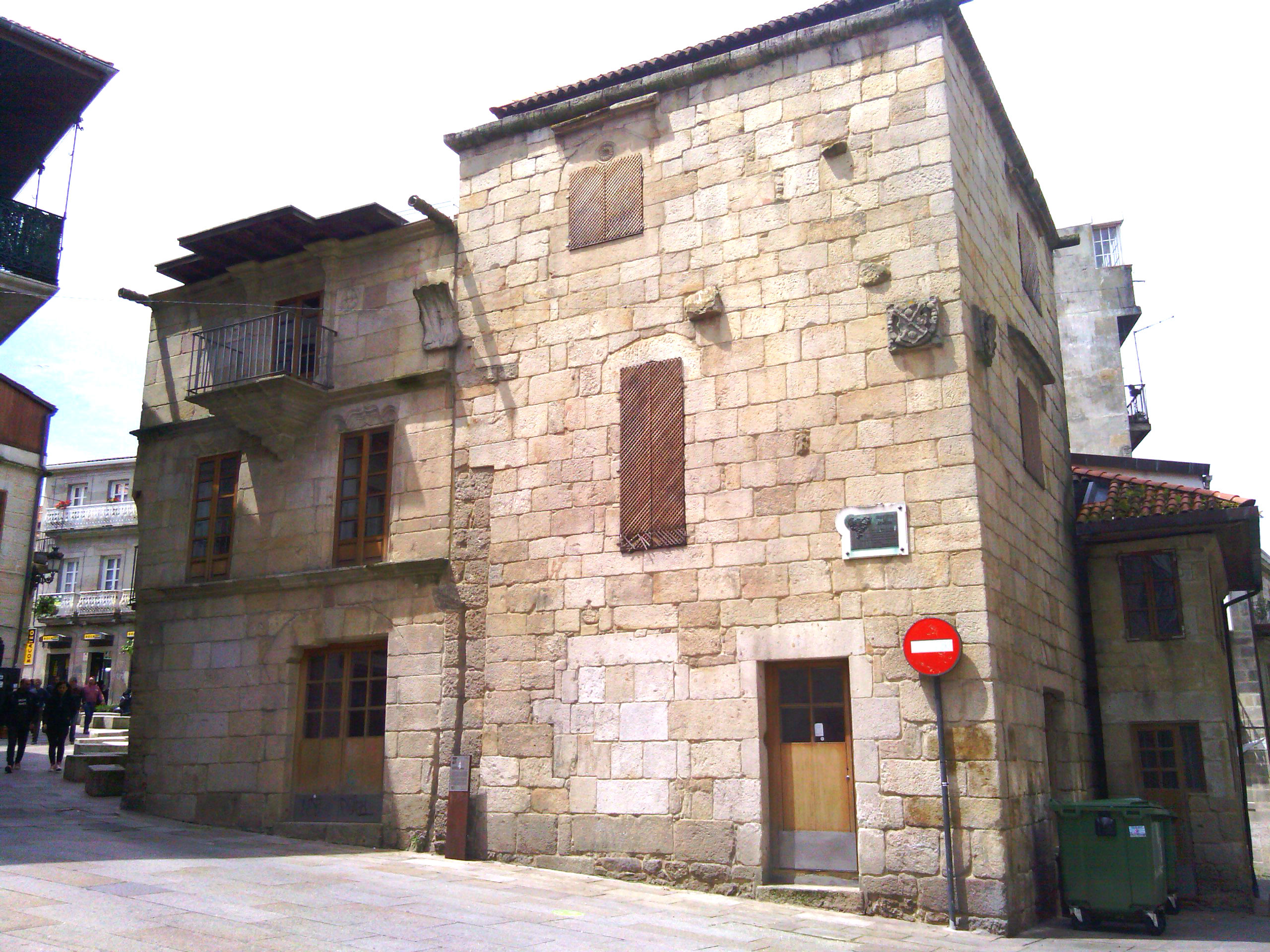
Casa Torre de Ceta y Arines, a su lado la Casa Torre de Pazos Figueroa. Juntos forman la sede del Instituto Camões de Vigo

Vigo fue el lugar elegido para la residencia tanto de nobles como de importantes familias gallegas e incluso de industriales, principalmente coincidiendo con el auge del tráfico marítimo y las pesquerías durante los siglos XV y XVI. A lo largo del término municipal se encuentran localizadas diversas casas nobiliarias y pazos urbanos construidos en su mayoría siguiendo las corrientes arquitectónicas de su correspondiente época, como barroco civil, medieval o regionalista, por ejemplo. Algunos de estos inmuebles están catalogados como Bien de Interés Cultural o Monumento Histórico Artístico.
Las casas señoriales y pazos más notorios o relevantes de Vigo son los siguientes: Casa del Patín (siglo XV), Casa Torre de Ceta y Arines (siglo XV), Casa Torre de Pazos Figueroa (siglo XVI), Pazo de la Pastora (siglo XVI), Pazo de Castrelos (siglo XVII), Pazo de la Raposeira (siglo XVII), Pazo de San Roque (siglo XVII), Casa de Pereira de Castro (siglo XVIII), Pazo de Montecelo (siglo XIX) y Pazo los Escudos (siglo XIX).

#### Arquitectura modernista
Diversos inmuebles históricos están emplazados en el centro urbano y en los barrios periféricos. Los estilos arquitectónicos predominantes en estas edificaciones van desde el modernismo a otras corrientes, como el academicismo, eclecticismo o racionalismo, que aportan una apariencia singular y distinción a ciertas zonas del casco urbano.

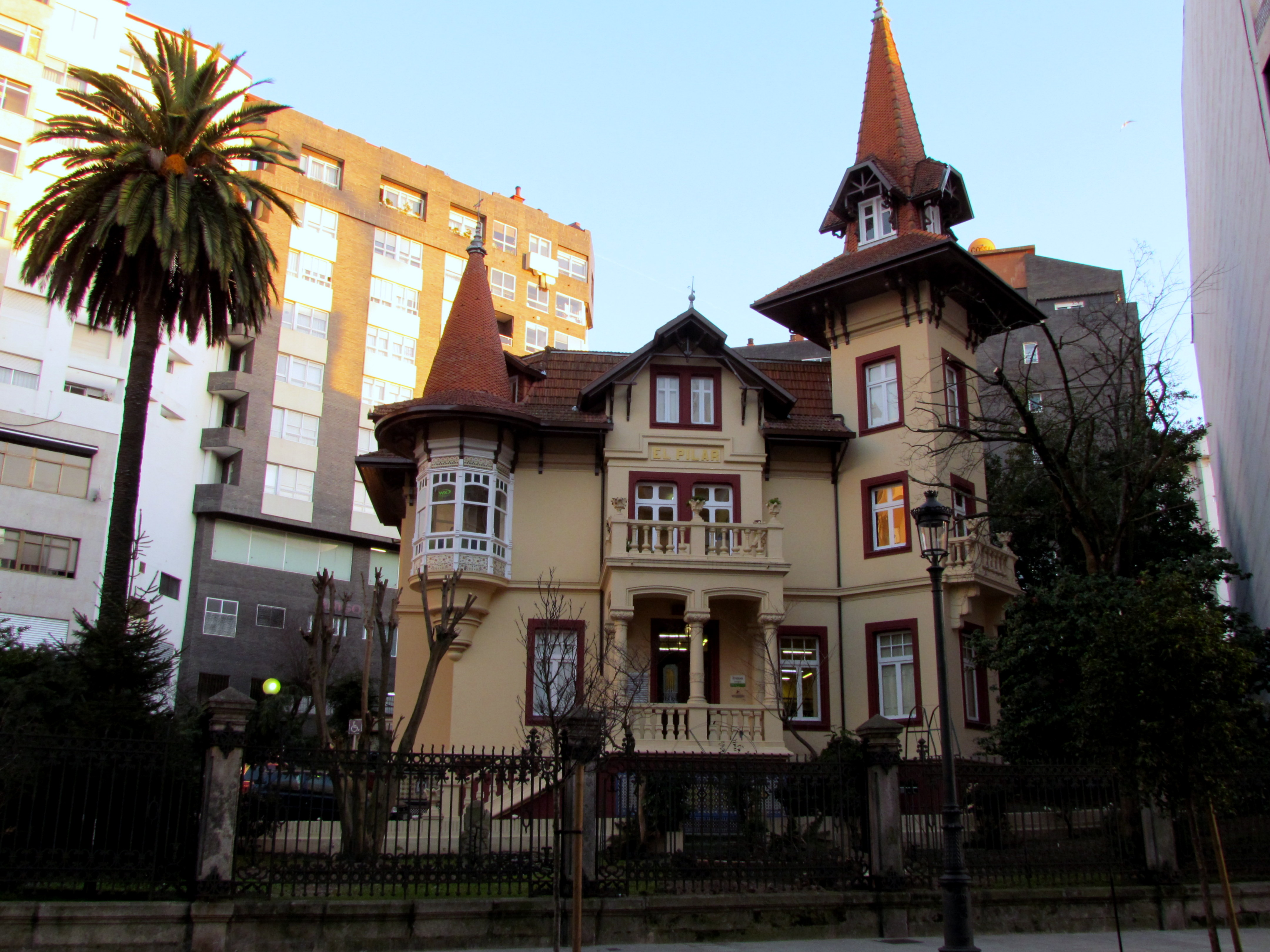
El Chalet El Pilar está inspirado en los cottages centroeuropeos

En la urbe existen variadas construcciones de estos estilos edificadas en un periodo que comprende desde finales del siglo XIX hasta el comienzo de la Guerra civil. Coincidiendo con el cambio de siglo, Jenaro de la Fuente Domínguez -director facultativo de obras municipales- y el francés Michel Pacewicz, fueron los arquitectos más prolíficos de esta época en Vigo, de ambos existe la leyenda que mantenían cierta rivalidad profesional y entre sus obras conservadas pueden mencionarse la Casa de Pedro Román, Casa Yáñez, Casas de Manuel Bárcena Franco, Casas de Oya, Edificio Bonín, Edificio de Camilo y Benigno Fernández, Edificio el Moderno, Edificio Pardo Labarta, Escuela Municipal de Artes y Oficios y el Hotel Universal, por ejemplo. Otro autor reseñable de comienzos de esta centuria fue Manuel Gómez Román, de quien destacan la Casa de Correos y Telégrafos, Casa Mülder, Edificio Banco de Vigo, Edificio del Círculo Cultural Mercantil e Industrial de Vigo (actual A Sede), Edificio Simeón y la Panificadora. Dentro de esta etapa también pueden citarse el Teatro García Barbón de Antonio Palacios; o la Casa de Estanislao Durán y el Chalet El Pilar, proyectados por Manuel Felipe Quintana y José Franco Montes, respectivamente.

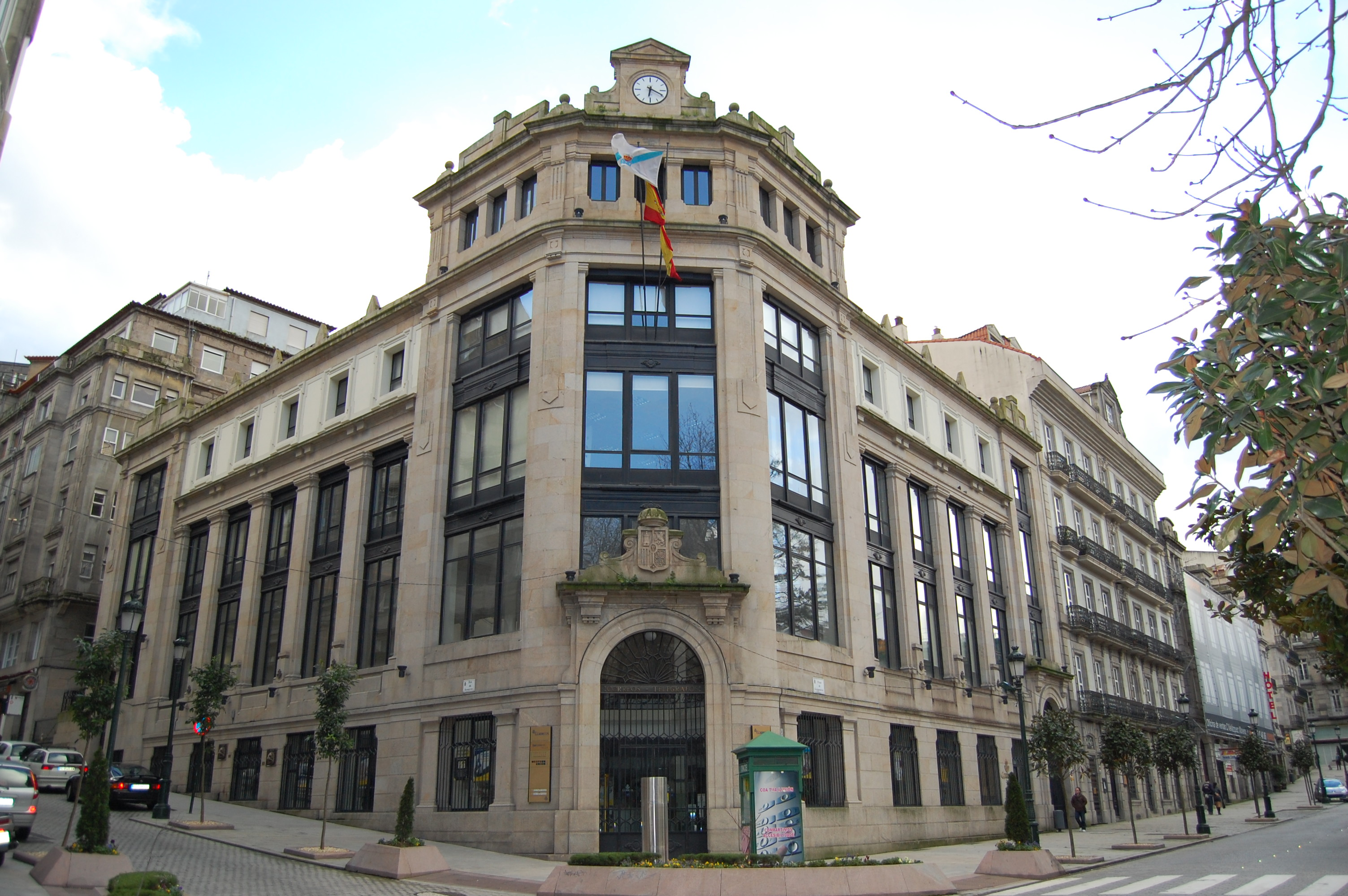
Casa de Correos y Telégrafos

Una vez finalizado el conflicto bélico y hasta el final de la década de los cincuenta, muchas de estas nuevas edificaciones fueron promovidas por la burguesía local del sector conservero conocida como la «sardinocracia». Algunos de estos empresarios se decidieron a construir grandes y modernos edificios de viviendas para alquilar, como fue el caso de los edificios Albo, Curbera y Pernas, todos ellos autoría de Francisco Castro Represas. Otros edificios de aquellos tiempos datados en la década de 1940 y no pertenecientes al sector conservero, son el Antiguo Banco de España de Romualdo de Madariaga, Edificio Banca Viñas-Aranda de Antonio Palacios, Edificio de la Equitativa de Manuel Cabanyes Mata, Instituto Santa Irene de Antonio Cominges y Teatro Cine Fraga de Luis Gutiérrez Soto.

#### Arquitectura posmoderna
Varios edificios construidos en Vigo entre finales del siglo XX y principios del siglo XXI representan los estilos arquitectónicos actuales. Tienen ante todo una función pública, ya sea para la administración gubernamental, o para usos artísticos, comerciales, culturales o deportivos.

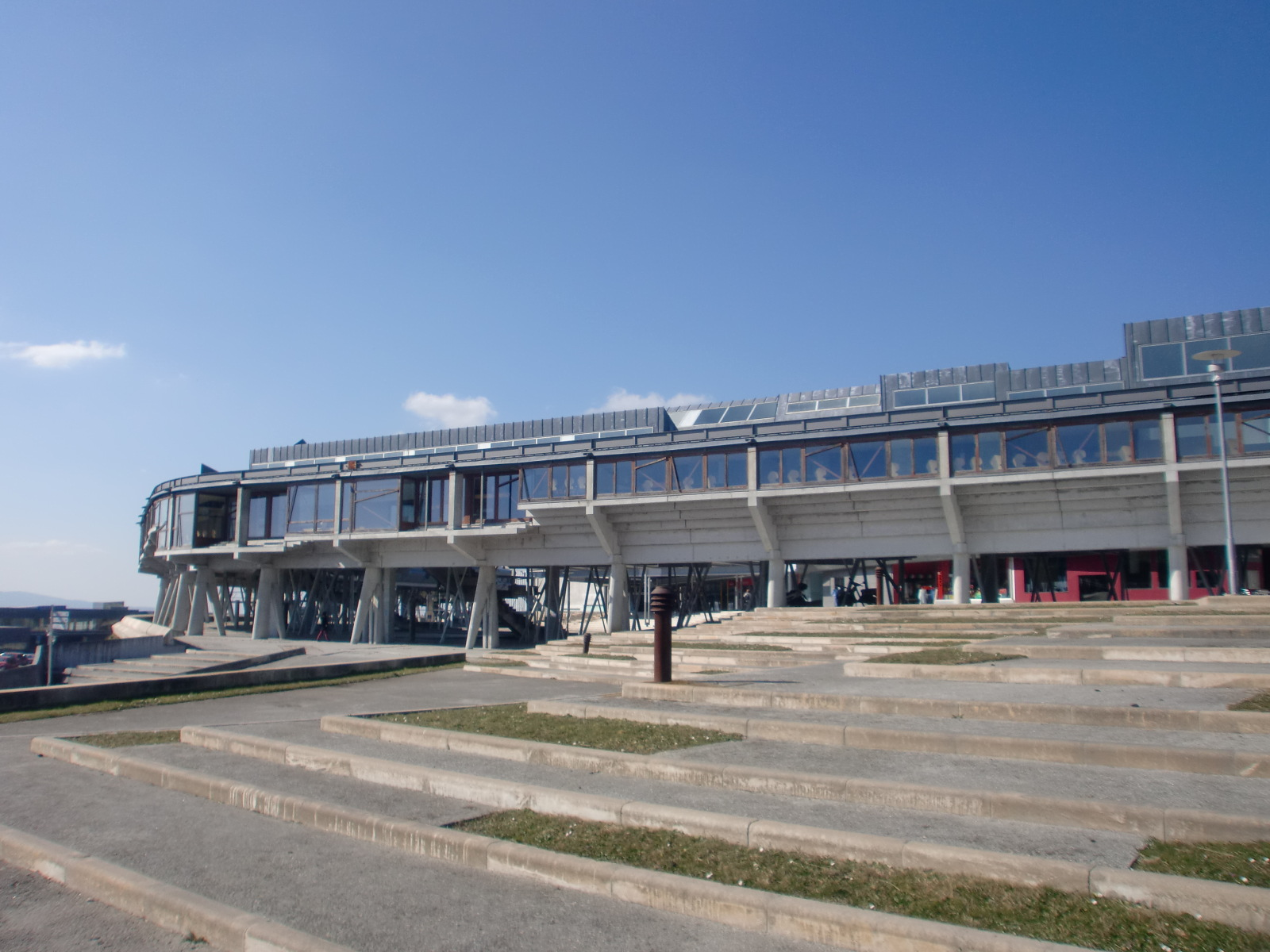
Edificio Miralles en la Ciudad Universitaria de Lagoas-Marcosende

Del último decenio del siglo XX data el campus universitario de Zamanes, conocido como Ciudad Universitaria de Lagoas-Marcosende, en la construcción de este complejo participaron reputados arquitectos, como Alberto Noguerol, Alfonso Penela, Benedetta Tagliabue, César Portela, Enric Miralles, Gabriel Santos Zas o Pilar Díez, entre otros autores.

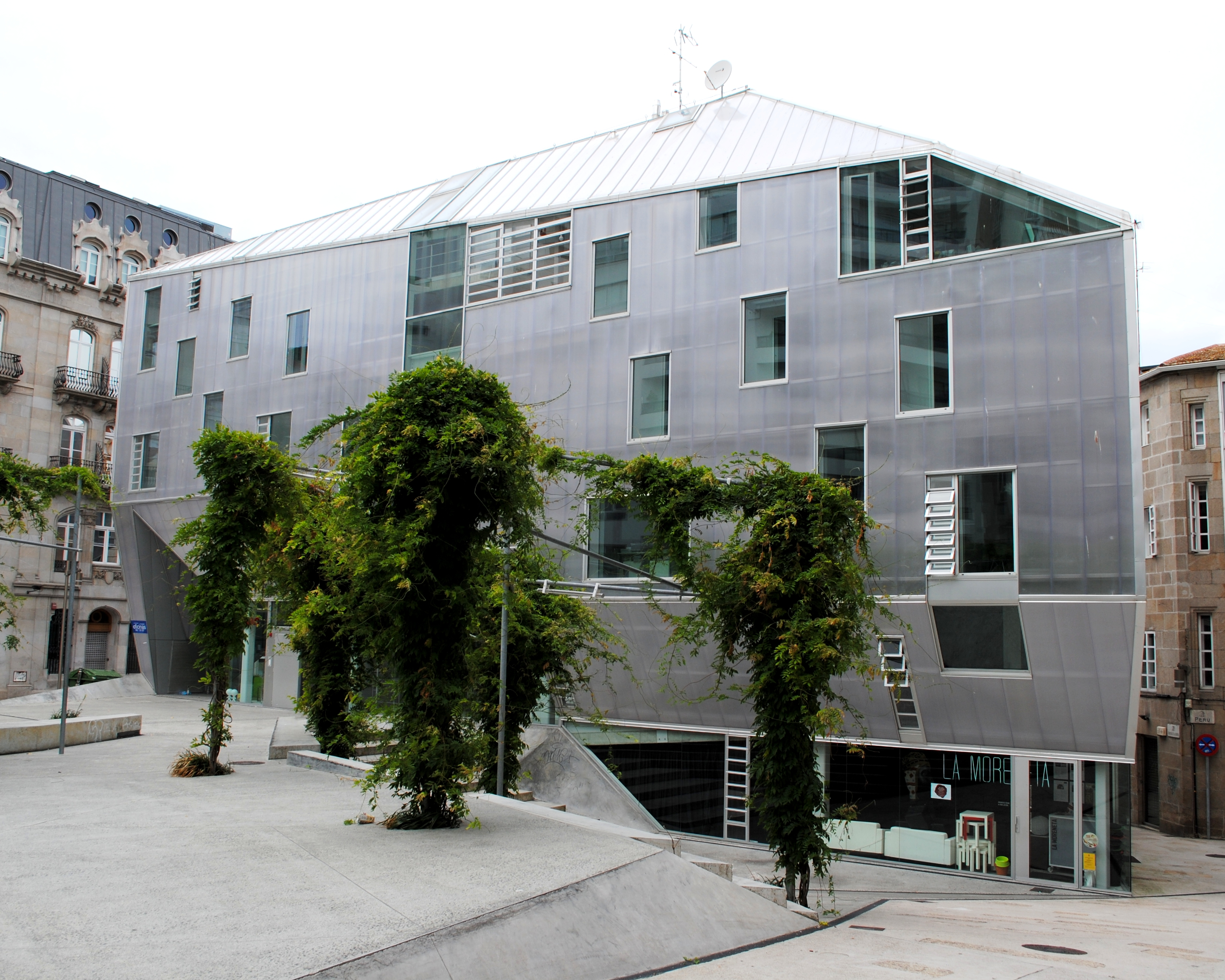
Sede del Colegio Oficial de Arquitectos de Galicia

En 2002 acontecieron las inauguraciones del Museo del Mar de Galicia y de la Sede de la Junta de Galicia, el primero proyectado por Aldo Rossi y César Portela, mientras que el segundo fue concebido por Esteve Bonell y Josep Maria Gil como parte de las actuaciones de «Abrir Vigo al Mar», proyecto urbanístico desarrollado por Guillermo Vázquez Consuegra distinguido con el Premio de Arquitectura Española en 2005.
En los sucesivos años del presente siglo en diversos puntos del término municipal se continuaron construyendo periódicamente edificaciones que pueden considerarse englobadas dentro de esta corriente arquitectónica, como el Auditorio y Palacio de Congresos Mar de Vigo, la sede del COAG, la sede del Registro de la Propiedad o el Hospital Álvaro Cunqueiro, este último diseñado por el estudio de Luis Vidal.
Posteriormente, ya en la década de 2020, sucedieron las aperturas del Centro Vialia y la Ciudad de la Justicia, proyectados por Thom Mayne -ganador del Premio Pritzker- y el gallego Alfonso Penela, respectivamente. A lo largo de estos años también se finalizó la reforma integral del Estadio Abanca-Balaídos con la construcción de nuevas gradas más acordes a los tiempos actuales, el proyecto fue firmado por el arquitecto Pedro de la Puente.

### Centro histórico
El conocido como «Ensanche de Vigo» es la zona señorial de la ciudad olívica, sus orígenes datan de mediados del siglo siglo XIX cuando la antigua burguesía catalana se asentó en el centro urbano tras la aprobación de la Ley de ensanche de las poblaciones. En Las diversas calles, parques y plazas que conforman el entorno del ensanche vigués predominan edificios de variadas corrientes arquitectónicas (eclecticismo, modernismo o racionalismo), la mayoría de estas construcciones albergan principalmente locales de hostelería, oficinas o viviendas. Posee varios puntos de interés como el parque de la Alameda en la plaza de Compostela, el paseo marítimo de las Avenidas en donde está situada la estatua dedicada a Julio Verne o las discotecas y pubs de la calle Arenal.

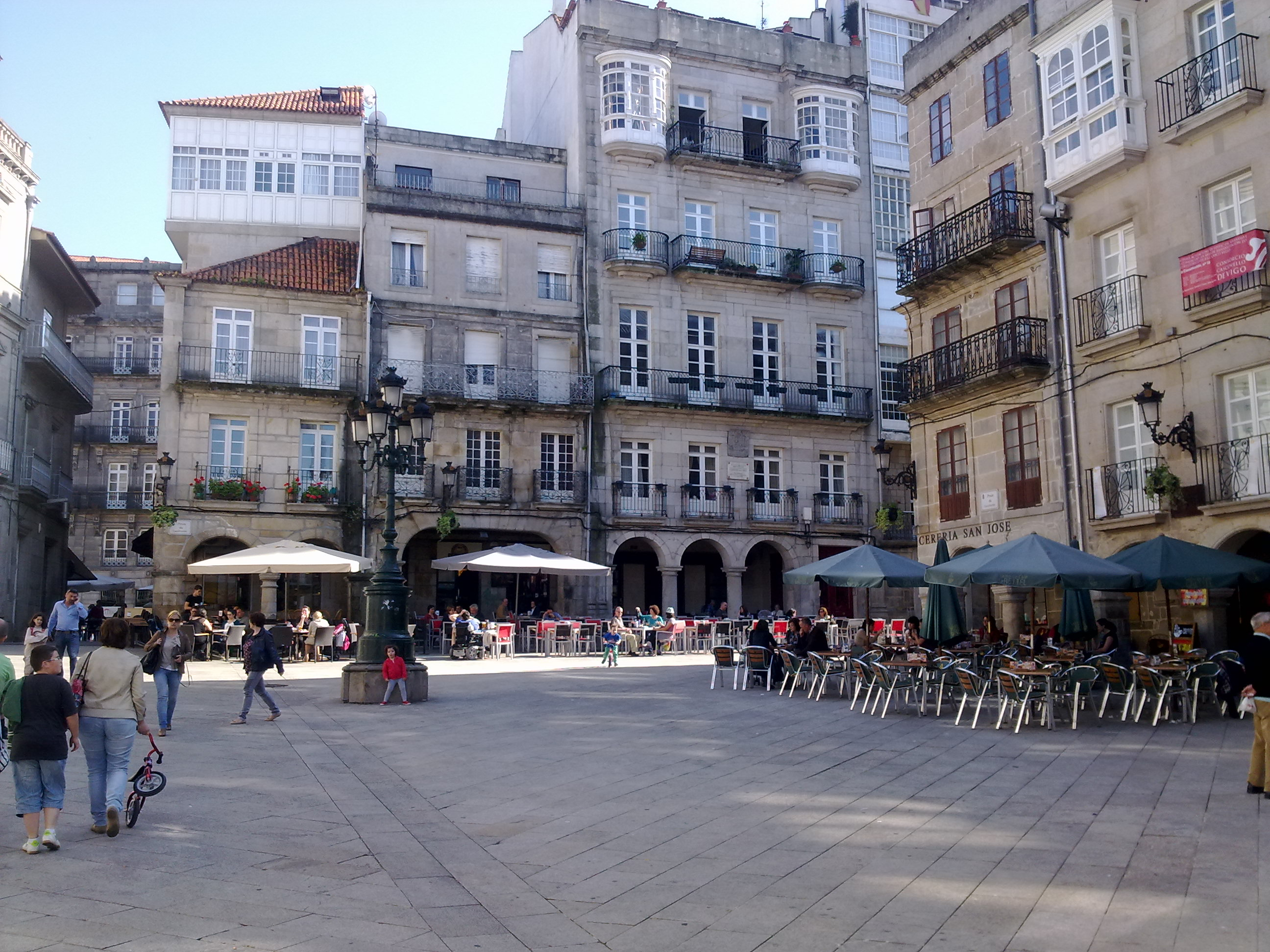
Plaza de la Constitución

La zona oeste del ensanche limita con el barrio histórico de la ciudad, conocido como Casco Viejo, declarado Bien de Interés Cultural como Conjunto Histórico Artístico. El núcleo histórico de la urbe gallega abarca diversas calles y plazas peatonales de carácter marinero, entre las más concurridas de estas vías se encuentran la Calle de los Cesteiros, la calle Pescadería en donde se sirven las típicas ostras, la Calle Real, la plaza del Berbés y la Plaza de la Constitución, considerada antiguamente como la Plaza Mayor de Vigo y lugar habitual de festejos como el pregón de la Celebración de la Reconquista o la Fiesta de los Mayos.

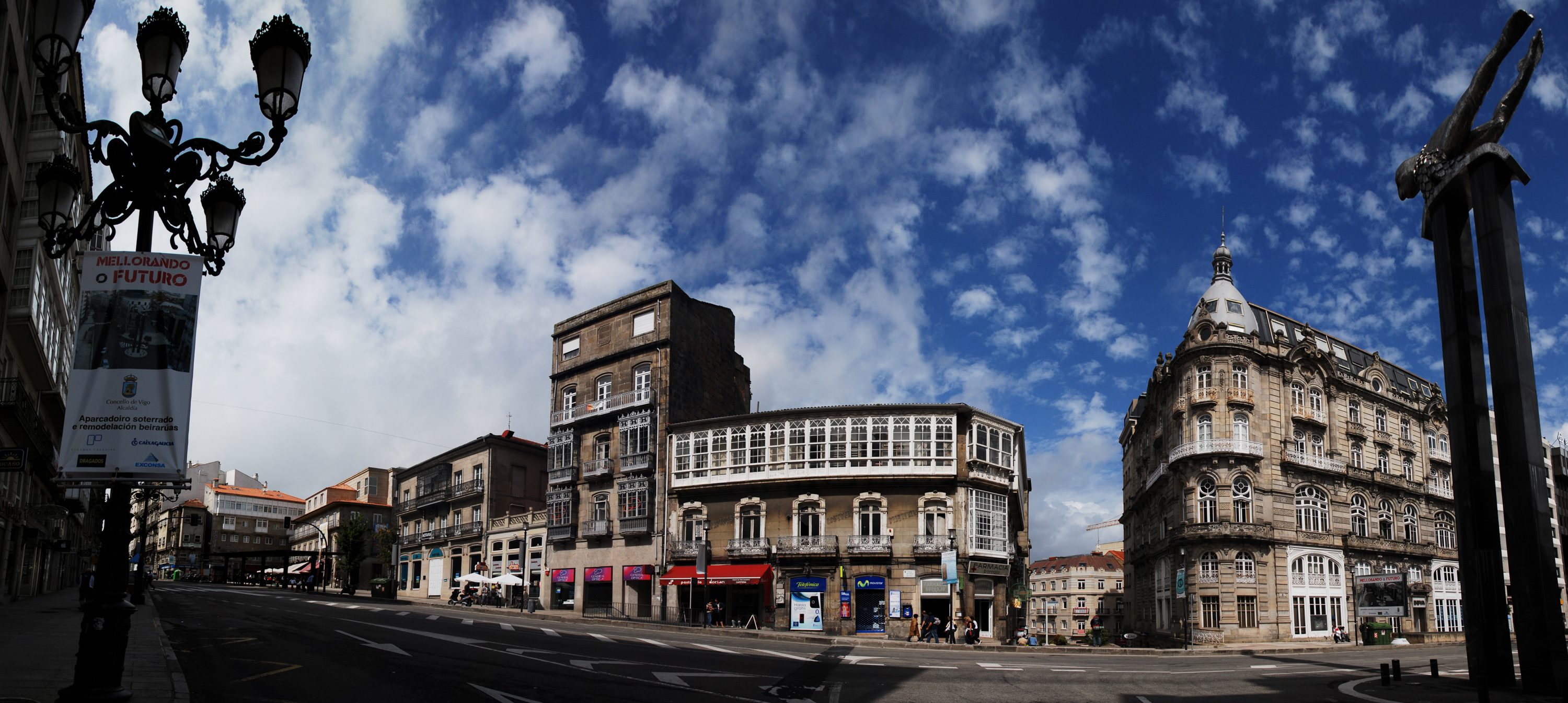
Puerta del Sol

Situadas en la parte norte del centro histórico se encuentran la Calle del Príncipe y la Puerta del Sol, centro neurálgico y Kilómetro Cero de la ciudad. En esta zona y en sus calles adyacentes se concentra la mayor oferta cultural y comercial de Vigo: boutiques de moda, exposiciones, galerías de arte, museos, música y espectáculos.
Escasamente a 2 kilómetros de la zona centro del municipio está localizado el monumento la Puerta del Atlántico, glorieta central de la Plaza de América en el barrio de las Traviesas. Lugar de celebración de las victorias del Real Club Celta por parte de su afición, así como también de las campanadas y verbena de Nochevieja.

### Esculturas urbanas
El paisaje urbano se ve completado con obras escultóricas entre las que se encuentran monumentos conmemorativos dedicados a personajes de relevancia en la historia de la ciudad, como a Álvaro Cunqueiro, Camilo José Cela, Casto Méndez Núñez, Domingo Villar, Gonzalo de Vigo, José Elduayen, José García Barbón, Julio Verne, Manuel de Castro "Hándicap", Olimpia Valencia o Rosalía de Castro, aunque también existen esculturas dedicadas a otros populares personajes locales, como es el caso del vendedor de periódicos vigués Manuel Castro. Otras en cambio están dedicadas al carácter marítimo e industrial de Vigo, como el Emigrante, el Nadador, el Sireno o los Rederos, mientras que otras son más puramente artísticas de finales del siglo XX y de principios del siglo XXI. La mayoría de estas esculturas están distribuidas por el casco urbano del municipio, principalmente en el centro, jardines, paseos marítimos y parques.

Esculturas de Vigo
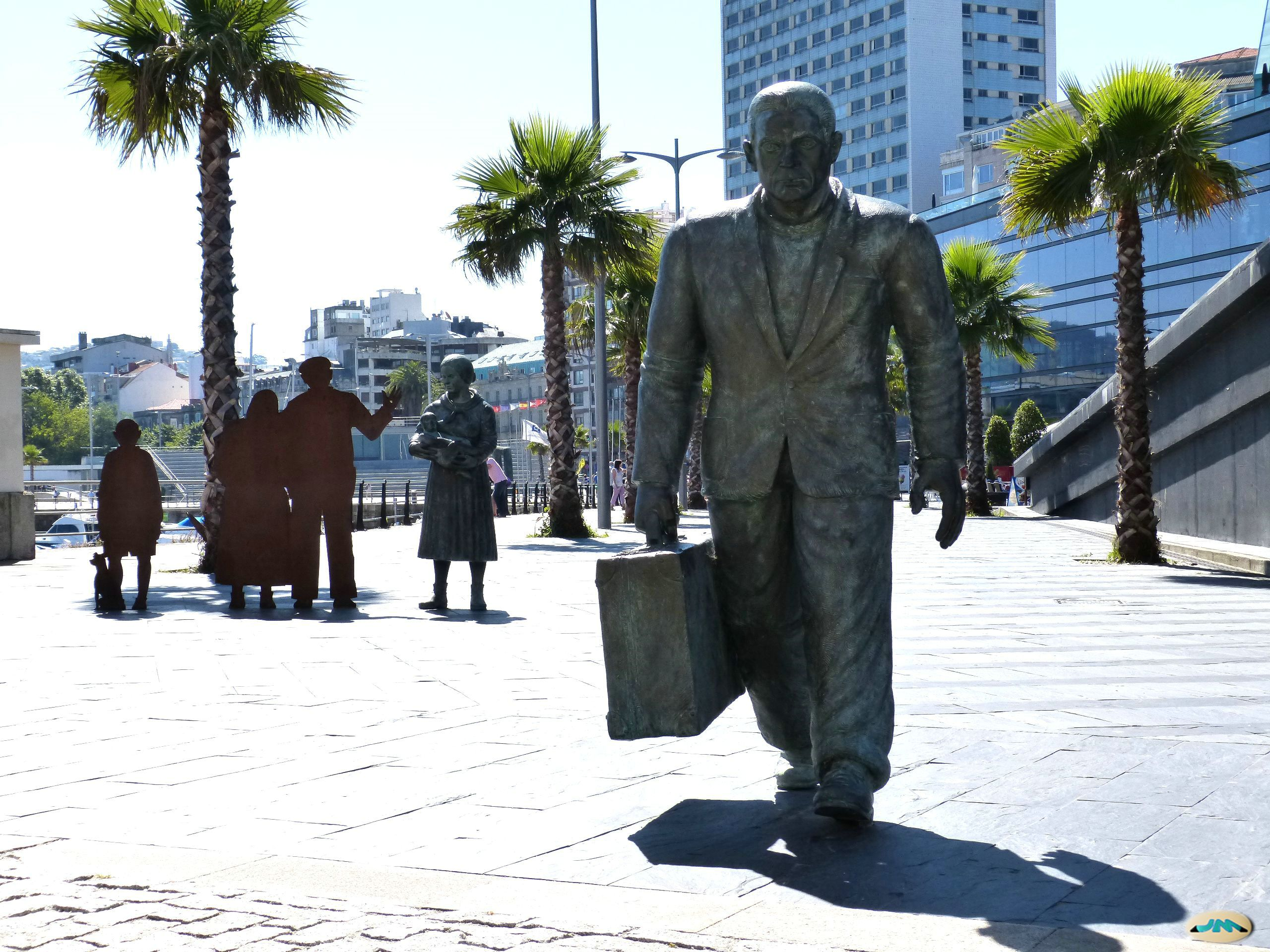
El Emigrante
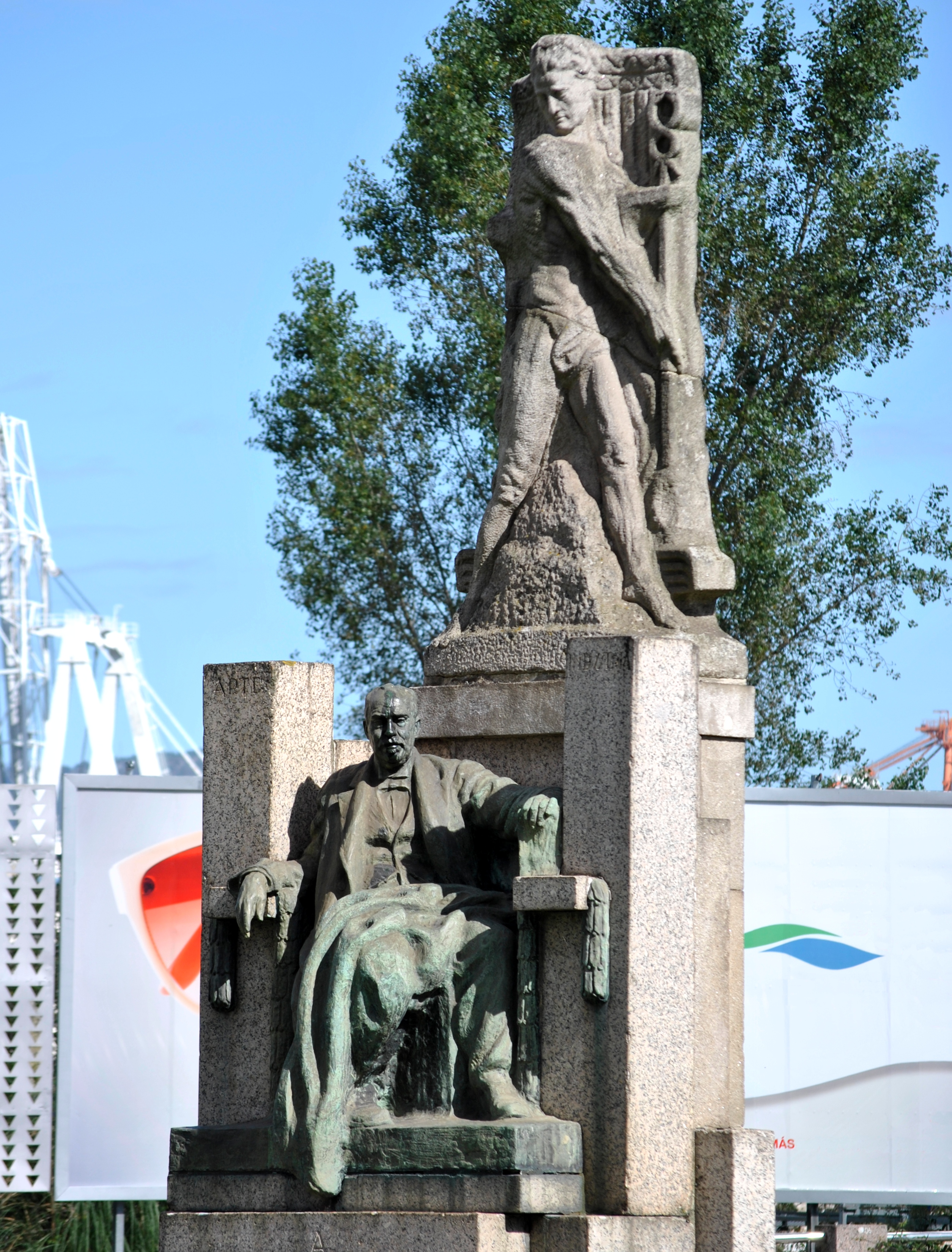
García Barbón
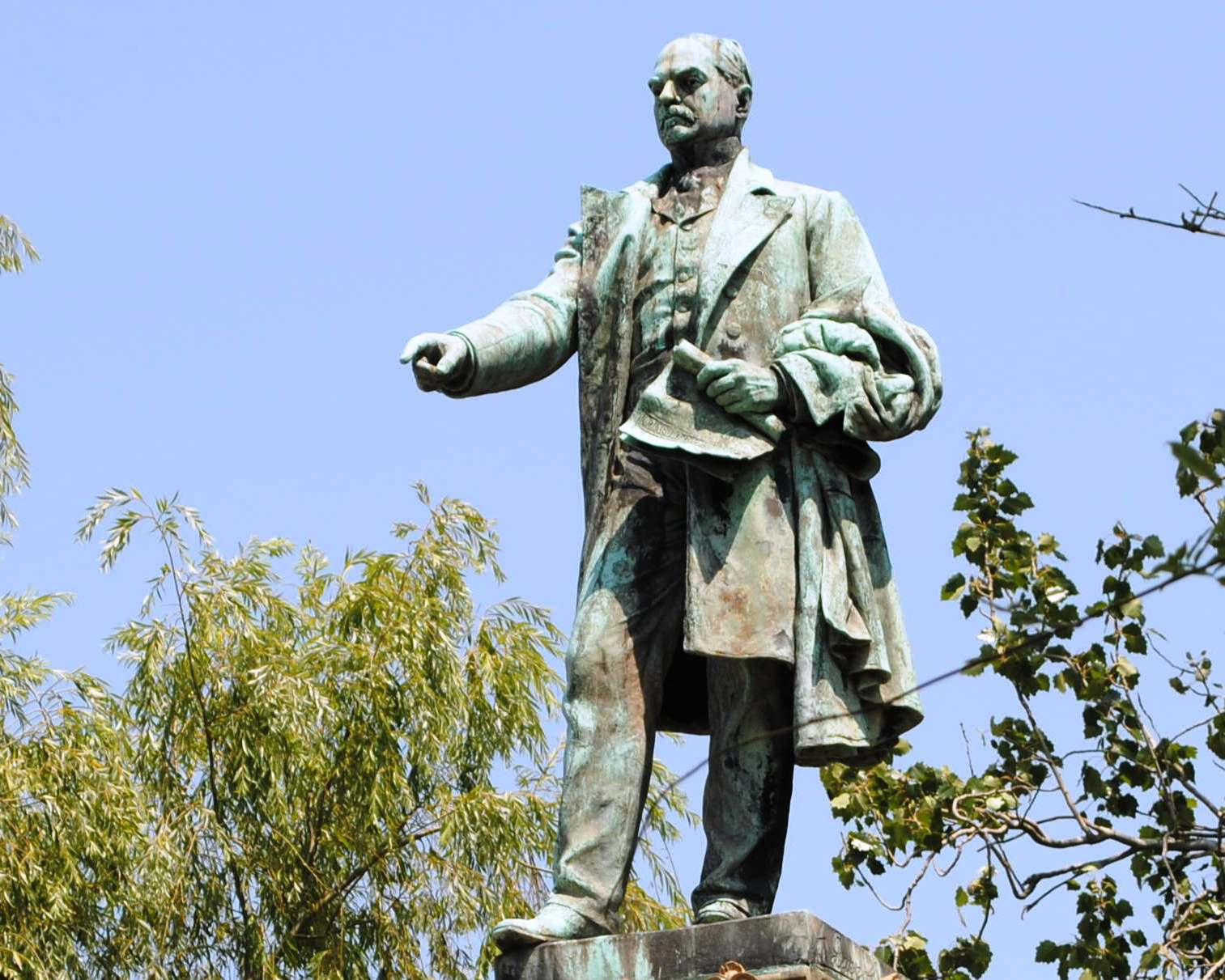
José Elduayen
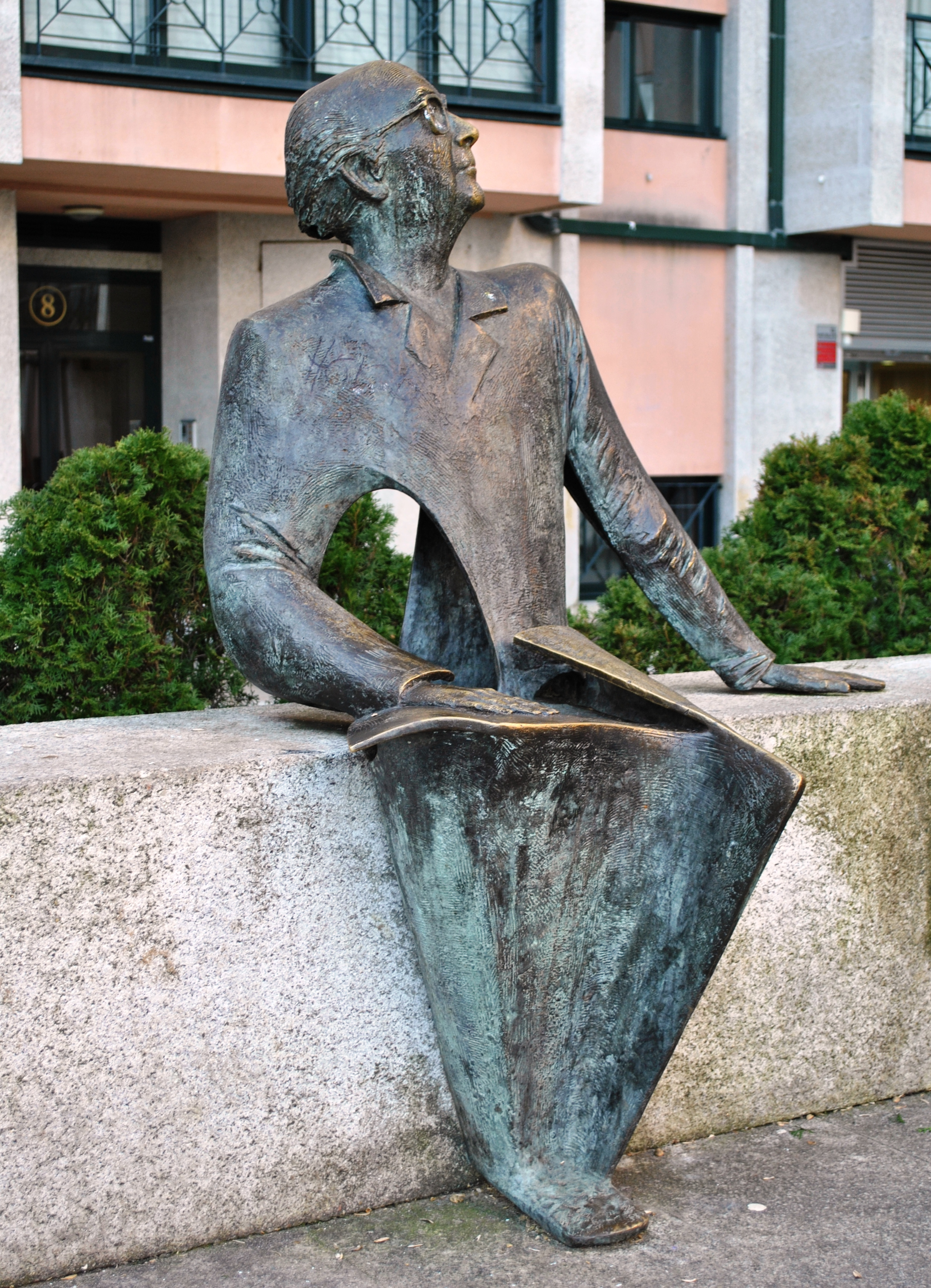
José Saramago
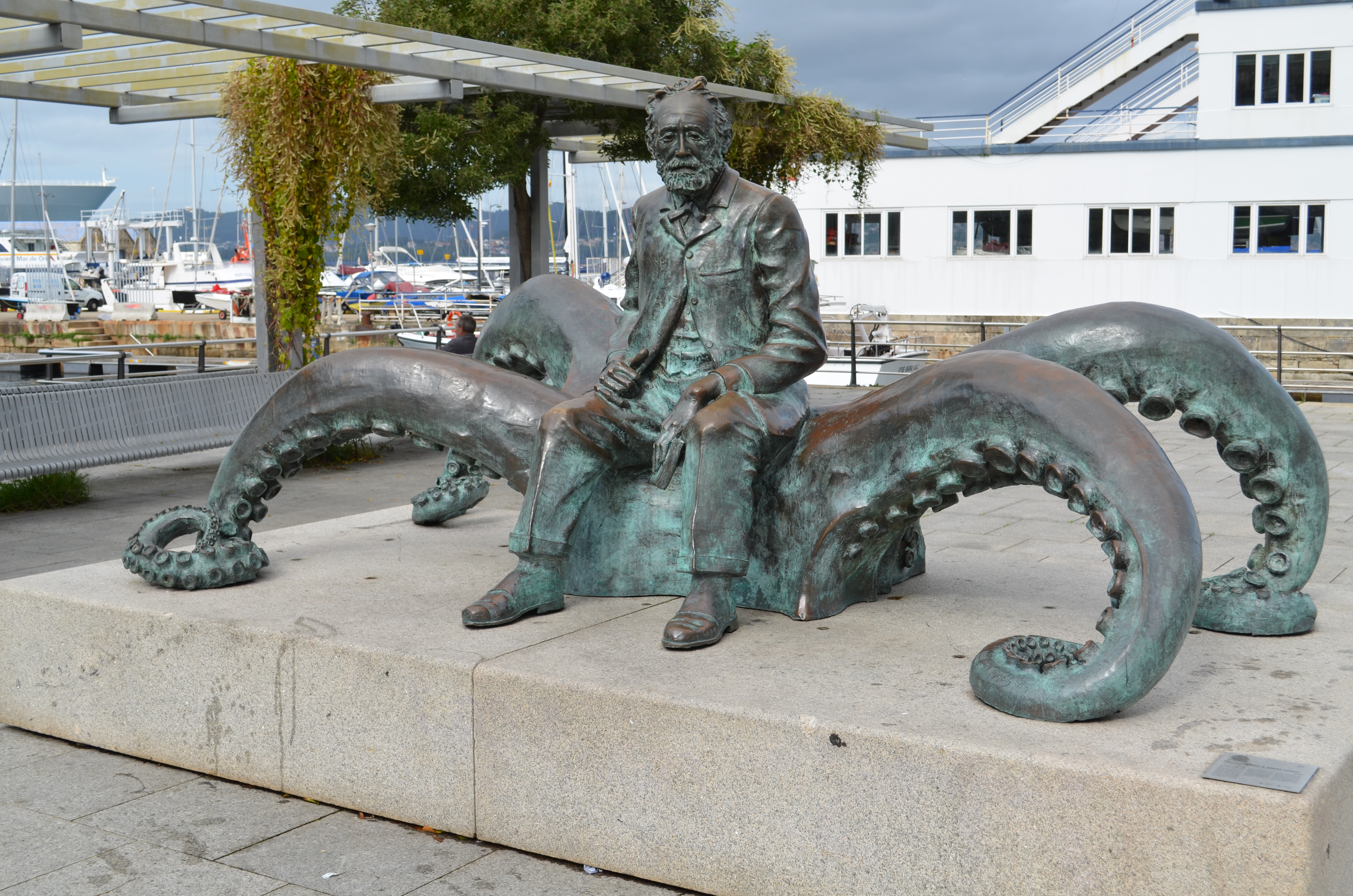
Julio Verne
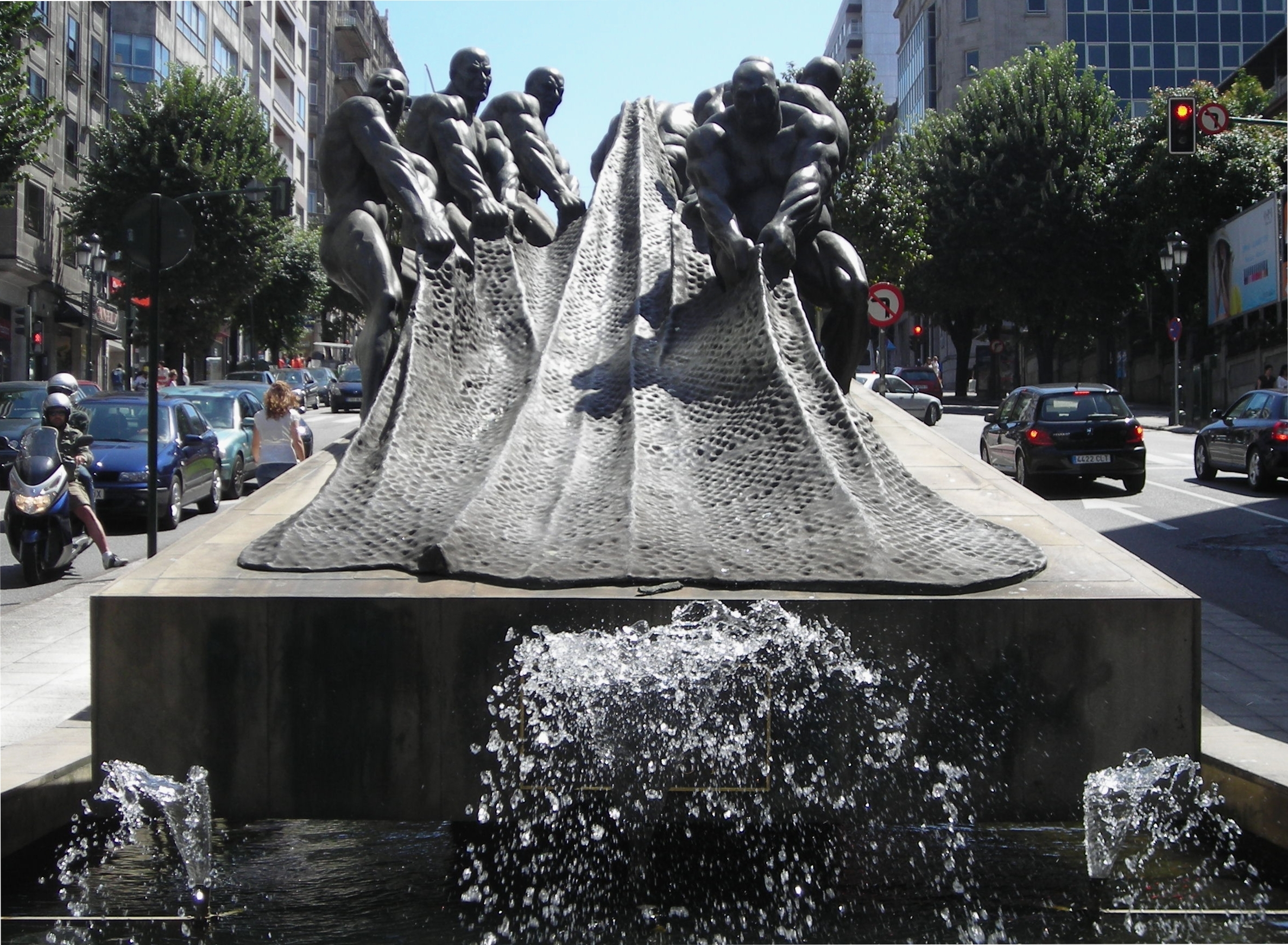
Los rederos
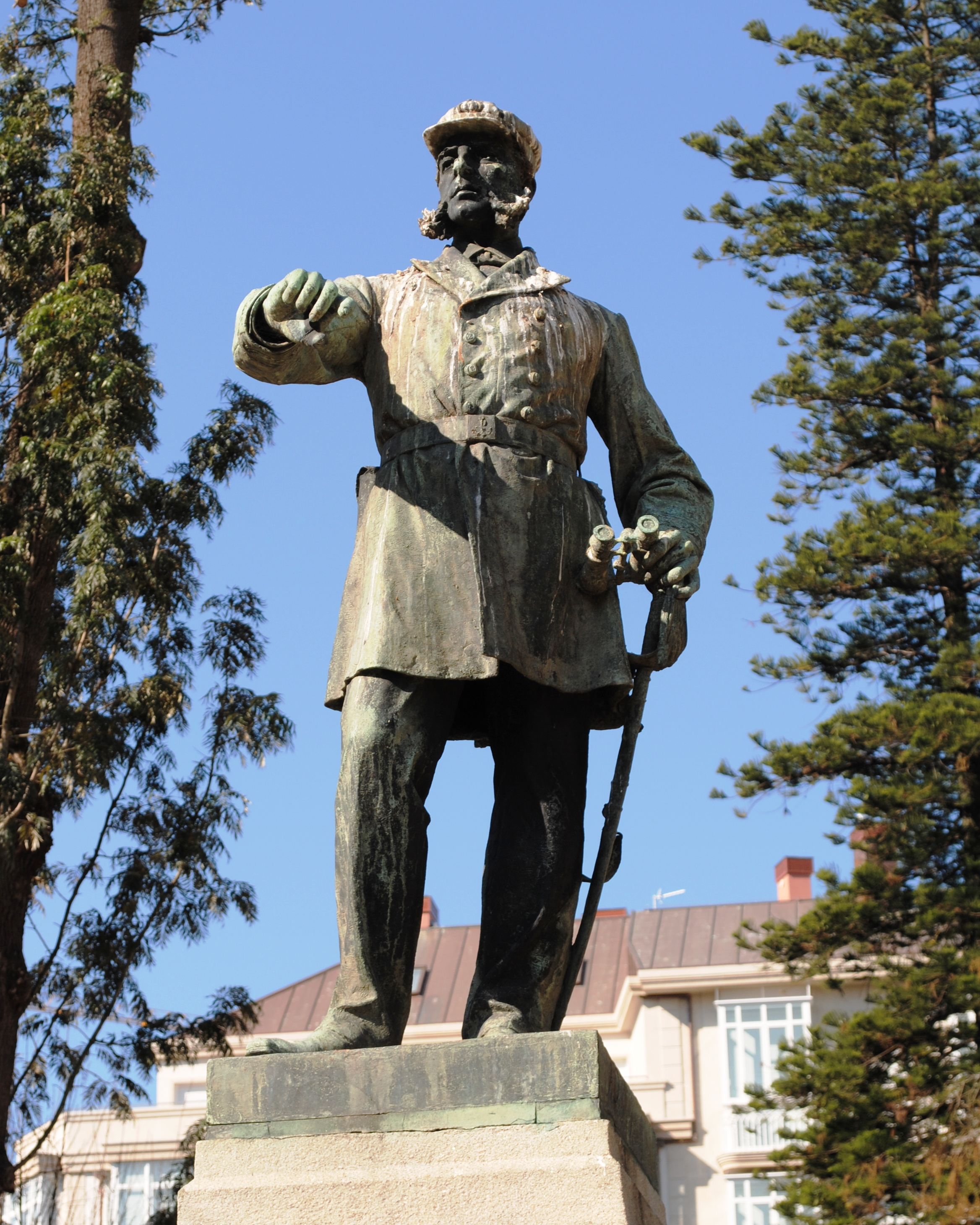
Méndez Núñez

## Cultura

### Museos y centros culturales

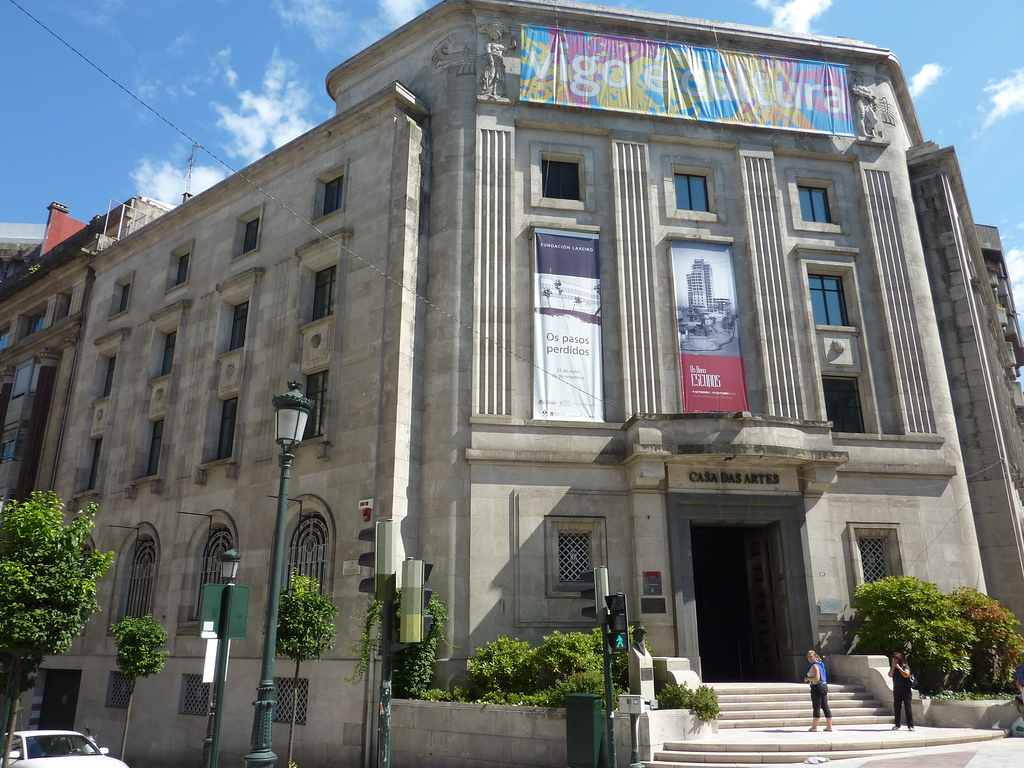
Casa de las Artes en la antigua sucursal del Banco de España

La ciudad gallega dispone de una oferta de espacios culturales y museísticos destinados a la divulgación de diversas temáticas, como la arqueológica, el arte antiguo, el arte contemporáneo, las ciencias naturales o la etnografía, entre otros contenidos.
La Concejalía de Cultura y Empleo del ayuntamiento se encarga de la gestión de ocho espacios pertenecientes a la red de museos municipal, estos centros culturales de entrada gratuita para sus visitantes son los siguientes: Casa de las Artes -sede permanente del Archivo Pacheco y de la Fundación Laxeiro-, Casa Gallega de la Cultura -sede permanente de la Fundación Penzol-, Castro de Vigo, Museo de Arte Contemporáneo de Vigo, Museo Quiñones de León, Pinacoteca Francisco Fernández del Riego, Verbum Casa de las Palabras, la Villa Romana de Toralla y los túneles de la Fortaleza del Castro.

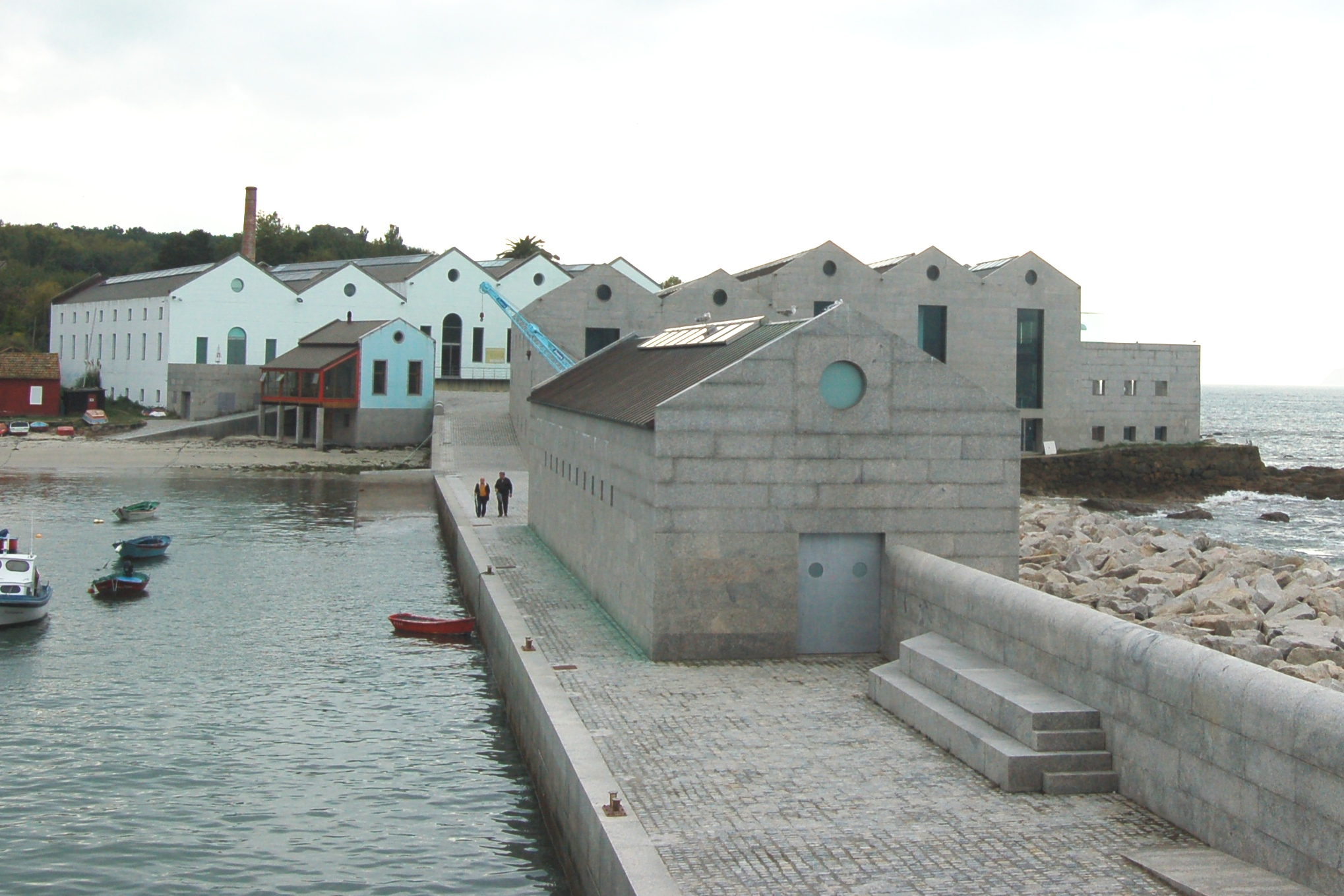
Museo del Mar de Galicia

Por otra parte, la Junta de Galicia asume la administración del Centro Arqueológico de Salinae, el Centro de Visitantes Cambón y del Museo del Mar de Galicia.
Otros espacios culturales presentes en el municipio y administrados por asociaciones o fundaciones privadas son el Centro Social Afundación Vigo (gestionado por Afundación), el Museo Anfaco-Cecopesca de la Industria Conservera (gestionado por la Asociación Nacional de Fabricantes de Conservas de Pescados y Mariscos) y el Museo Etnográfico Liste (gestionado por la Fundación Liste).

### Fiestas tradicionales
Como en casi todos los pueblos y ciudades de Galicia, en Vigo se celebran anualmente la Navidad, la Semana Santa, la Noche de San Juan, el carnaval y los Mayos, además de otras más recientes y de origen foráneo como el Samhain, que coincide con la Festividad de Todos los Santos.

#### Fiestas religiosas

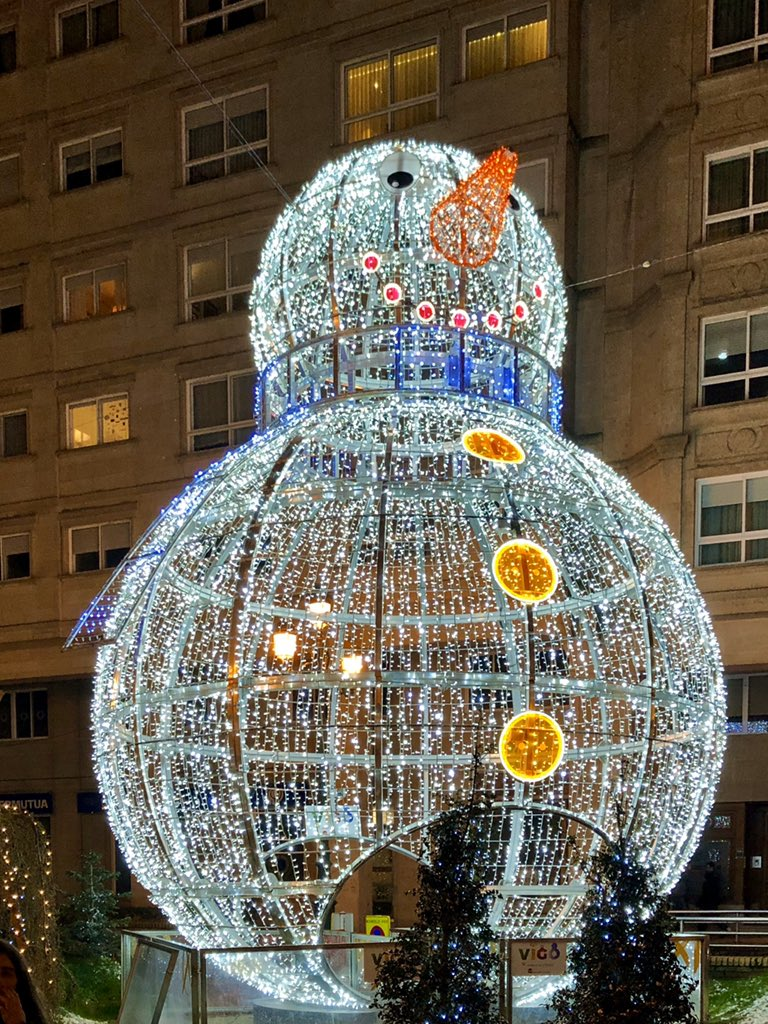
Muñeco de nieve en la calle Rosalía de Castro

Entre los meses de noviembre y enero el casco urbano se engalana con luces y adornos para celebrar la Navidad. En los últimos años el gobierno municipal ha impulsado esta celebración con la instalación adicional de atracciones como norias, pistas de hielo o mercadillos; lo que ha propiciado un considerable aumento de turistas y visitantes a la ciudad durante esta época del año. Las luces navideñas de Vigo fueron designadas como «mejor proyecto de iluminación navideño» en el Premio Nacional de Comercio Interior y por la Asociación de Ingenieros Industriales de Galicia.

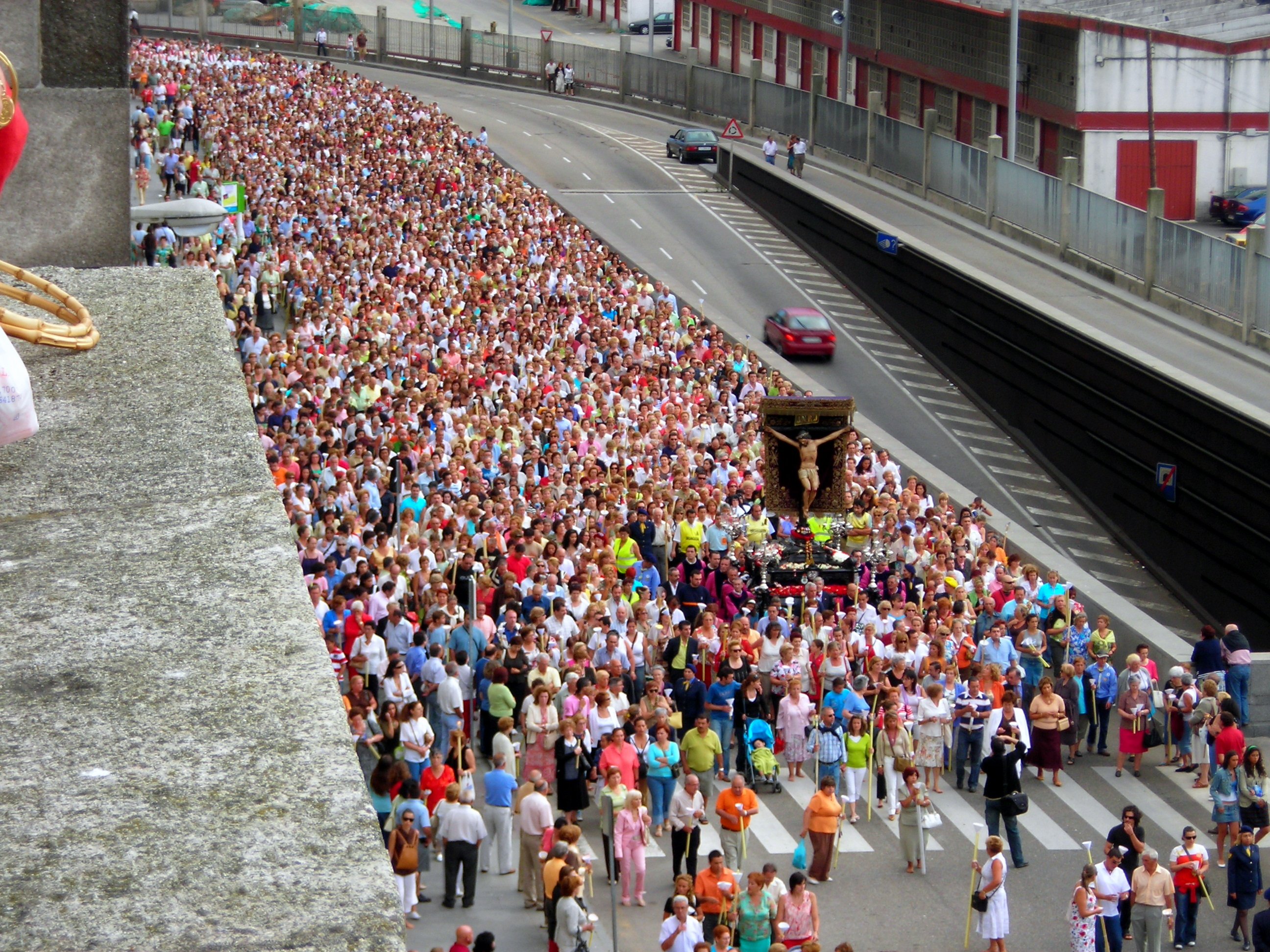
Procesión del Cristo de la Victoria

La siguiente festividad de carácter religioso de importancia en Vigo son las fiestas de San Blas, que tienen lugar en la entidad local menor de Bembrive a lo largo de la primera semana de febrero. Designada como Fiesta de Interés Turístico de Galicia, cuenta con la particularidad de que muchos de los vecinos de la parroquia habilitan sus sótanos y garajes particulares como furanchos, en donde se sirve vino que ha sobrado de la cosecha y productos típicos de la matanza del cerdo o cocido gallego.
Otras conmemoraciones patronales con gran tradición histórica se suceden durante los meses estivales. Primeramente, en la jornada del 16 de julio, variadas procesiones marítimas celebran la Festividad del Carmen, patrona de los marineros. En torno al tercer domingo de ese mismo mes, se celebran en Bouzas las fiestas en honor al Cristo de los Afligidos, declaradas como Fiesta de Interés Turístico de Galicia cuyo mayor atractivo son sus fuegos artificiales. Posteriormente, el primer domingo de agosto acontece el acto de advocación religiosa más multitudinario de la ciudad, la procesión del Cristo de la Victoria de Vigo.

#### Fiestas paganas

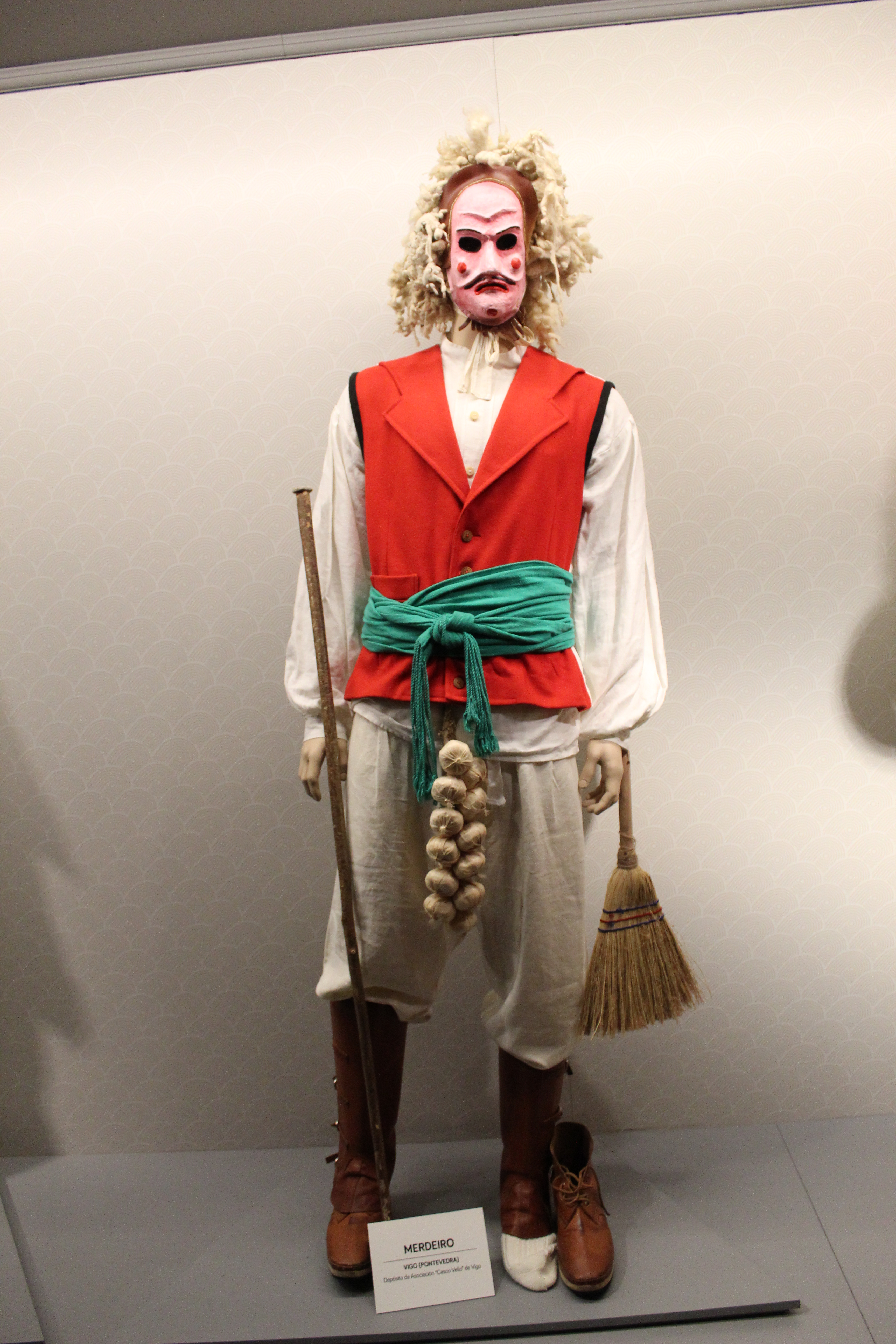
Merdeiro en el Museo Gallego del Carnaval

Durante el mes febrero tiene lugar el carnaval -festividad con gran arraigo en Galicia- destacando entre los disfraces al personaje propio del carnaval local conocido como Merdeiro, otro de sus atractivos es la gastronomía específica de la época como las filloas o las orejas. Cuatro meses después, a lo largo de la noche del 24 de junio, principalmente en las playas y en las parroquias del extrarradio se celebran las Hogueras de San Juan para exaltar el culto al fuego en una de las noches más largas del año.
Ya en otoño, en la noche del 31 de octubre al 1 de noviembre, en el barrio histórico vigués es habitual encontrarse calabazas previamente vaciadas y con velas dentro para conmemorar el Samhain, festividad de origen Celta de los difuntos y que antiguamente era considerada como el Año Nuevo Celta. Cabe destacar que esta celebración coincide con otra fiesta pagana tradicional en Galicia, el Magosto.

#### Fiestas históricas

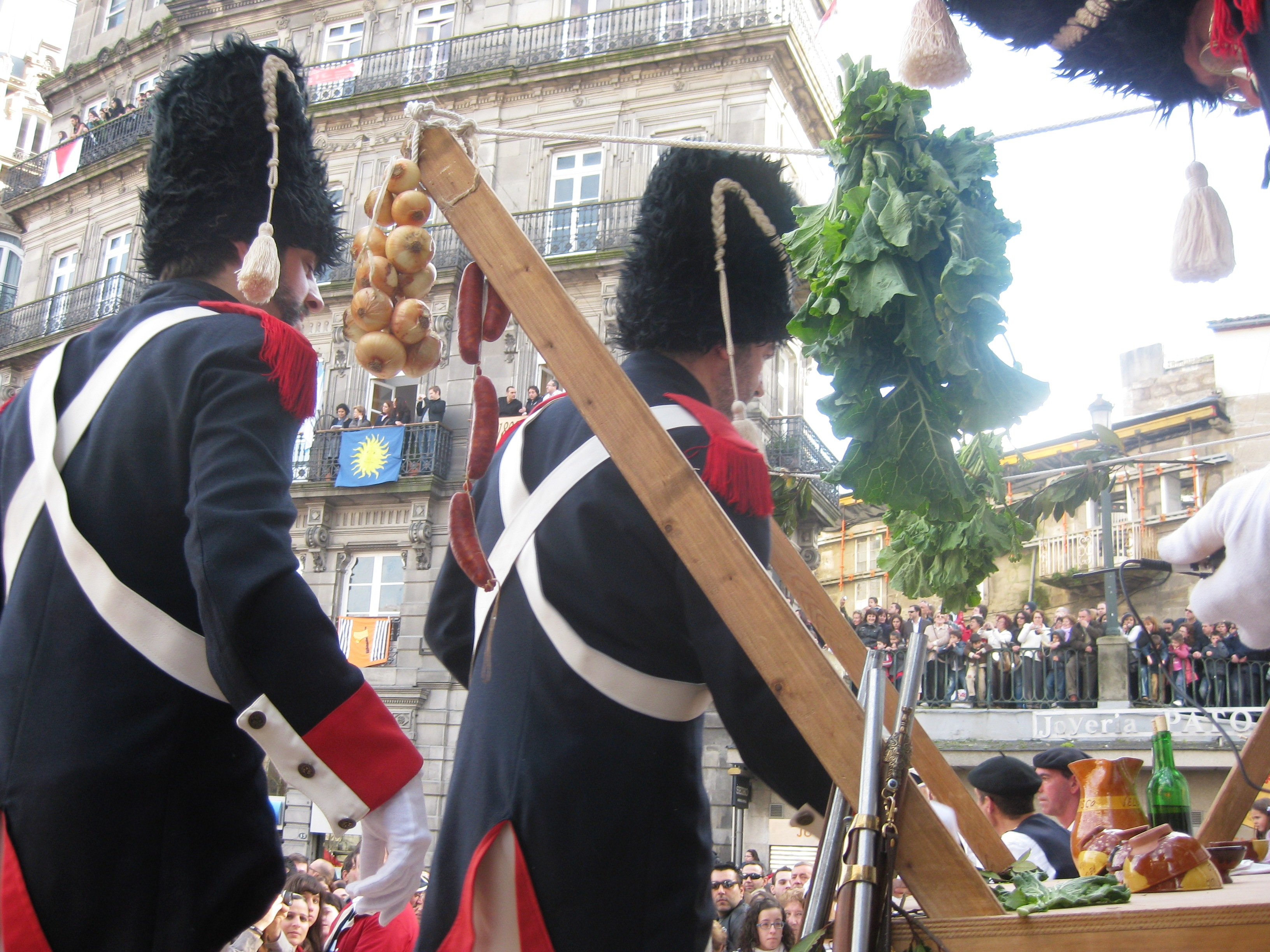
Representación de la expulsión de las tropas francesas durante la Celebración de la Reconquista

A finales del mes de marzo acontece el festejo histórico más importante de Vigo, la Celebración de la Reconquista, declarada Fiesta de Interés Turístico Nacional. Rememora la expulsión de los franceses de Vigo el día 28 de marzo de 1809 en el marco de la Guerra de la Independencia Española, los vecinos se implican participando en actividades como la recreación del levantamiento popular, mercado ambientado en la época o puestos de comida callejeros.
En los días previos en el Teatro Afundación se celebra la Gala de los Vigueses Distinguidos, en donde se hace entrega de la medalla de oro de la ciudad y los galardones de vigués distinguido.

#### Festivales

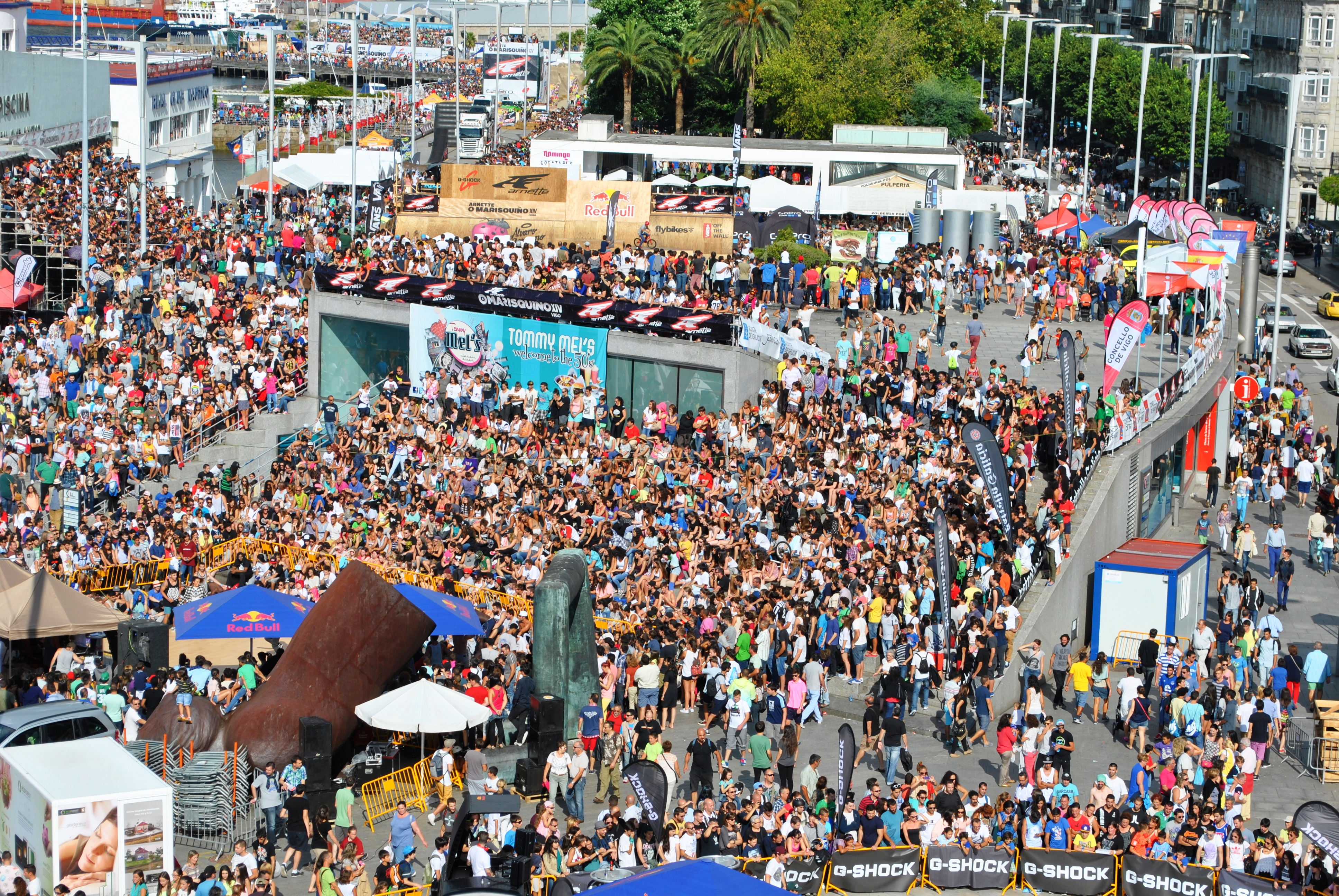
Festival del Marisquiño

En el mes de julio durante un periodo de tres días se celebra en diversos escenarios al aire libre el festival Sinsal, evento de música vanguardista. En 2017 The Sunday Times publicó un reportaje sobre el aconteciminento designándolo como uno de los 8 mejores de Europa de su categoría.
Apenas unos días después -en la primera semana de agosto- acontece en zona portuaria el Marisquiño, el mayor festival de cultura urbana de Europa. El certamen tiene como principales atractivos las pruebas y competiciones de baloncesto 3x3, BMX, FMB dirt jump (categoría gold otorgada por la Freeride Mountain Bike World Tour), motocross, motonáutica, MTB downtown (bajada en mountain bike por las cuestas de la ciudad) y skateboarding, de todas las competiciones su prueba estrella es la World Skateboarding Cup (Copa del Mundo de Skate). Otras de sus actividades son las fiestas de cultura urbana, que incluyen competiciones de break dance y rap, exposiciones de graffitis o conciertos.

### Vida nocturna

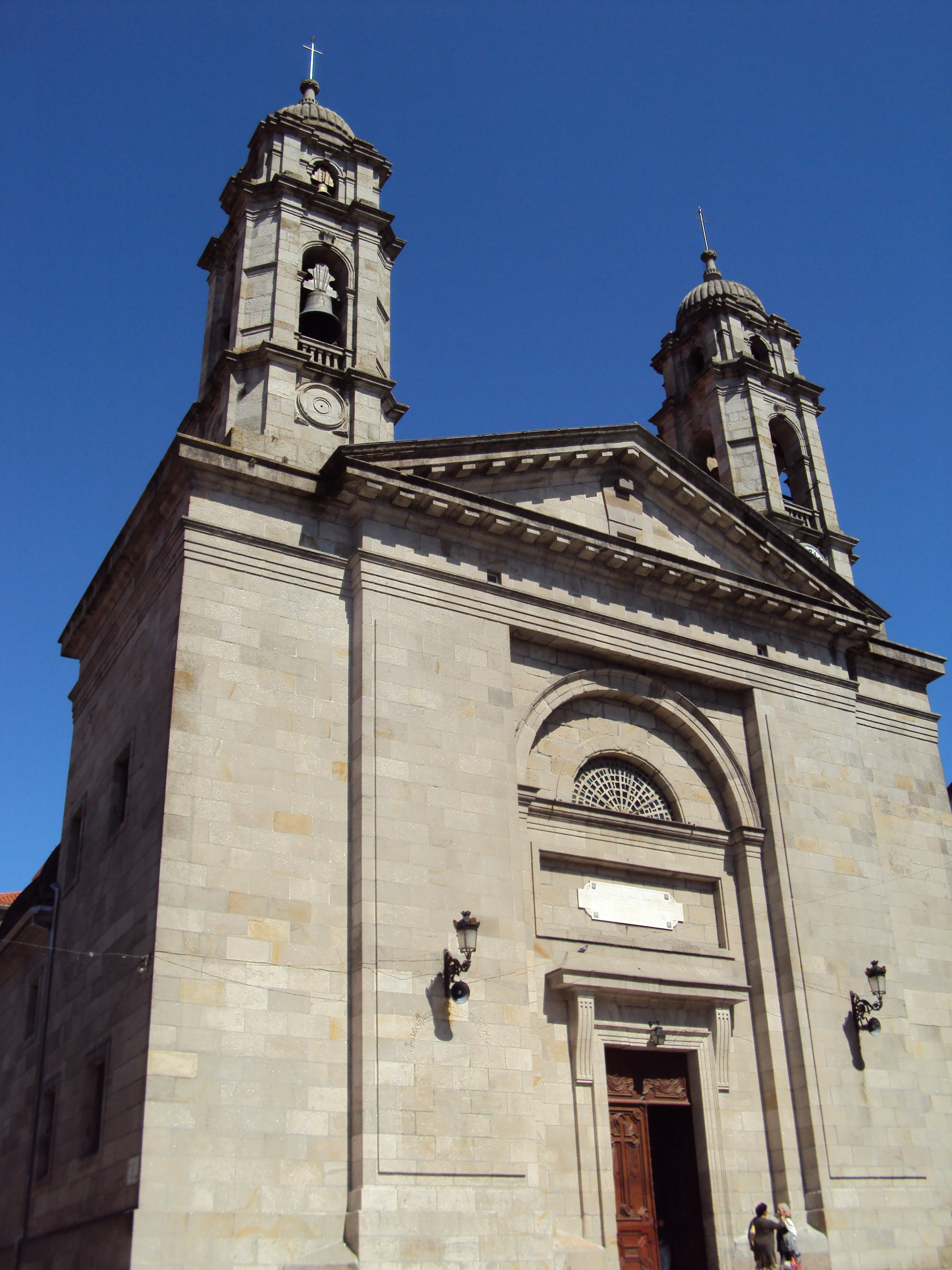
La Plaza de la Iglesia es una de las principales zonas de ocio nocturno

Los principales puntos de ocio nocturno de Vigo son el Casco Viejo, el entorno del parque de la Alameda, la calle Montero Ríos y las discotecas del Arenal y de Churruca.
En el Casco Viejo se concentran grupos variados de jóvenes de todas las edades, muchos de los cuales se desplazan a las discotecas del Arenal y de otras calles cercanas tras el cierre de los bares de dicha zona, estas discotecas y locales de copas de variados ambientes musicales acogen a todo tipo de público. Otras opciones de ocio nocturno en Vigo son los pubs y locales tipo after hour localizados en la avenida de Beiramar y en el entorno de la playa de Samil.

### Grupos musicales
Diferentes grupos musicales han surgido en la ciudad durante estos últimos decenios, muchos de ellos se formaron a raíz de la Movida viguesa, movimiento cultural hedonista afín a la Movida madrileña que tuvo lugar durante la década de 1980 desencadenada por la explosión de libertades tras la muerte del dictador Francisco Franco. Los artistas más importantes de este movimiento posmoderno fueron los músicos; particularmente las bandas new wave y punk como Aerolíneas Federales, Golpes Bajos, Os Resentidos, Semen Up, Siniestro Total o Ultramarinos Troncoso.
En la actualidad, Vigo aún cuenta con músicos y bandas notorias como Carlos Núñez, Iván Ferreiro (excantante de Los Piratas), Amistades Peligrosas y Mon Band.

### Rodaje de películas
El primer largometraje rodado en Vigo fue el melodrama amoroso Maruxa en 1923, en años posteriores a lo largo del siglo XX el municipio fue plató de otras famosas películas, como La casa de la Troya, Carmiña, flor de Galicia, Botón de ancla, Aventura en las islas Cíes, Mi querida señorita protagonizada por José Luis López Vázquez, Al servicio de la mujer española, Función de noche, Un día bajo el sol o Redondela, esta última reconstruye el Caso Reace centrándose en la actuación del abogado defensor José María Gil Robles.
Ya en el siglo XXI, la ciudad continuó siendo escenario del rodaje de diversas producciones audiovisuales, entre ellas Lena, protagonizada por la viguesa Marta Larralde, o Heroína y La playa de los ahogados, la primera narra la lucha contra el narcotráfico de Carmen Avendaño mientras que la segunda es una adaptación de la novela de Domingo Villar. Otros conocidos filmes rodados en Vigo en las primeras décadas de esta centuria son Ilegal, El desenlace, Siete mesas de billar francés, Canciones de amor en Lolita's Club, El club de los incomprendidos, Toro, La felicidad de los perros, María Solinha, Live is Life, Un hombre de acción o Apocalipsis Z: El principio del fin.
Con todo, quizás la película más célebre y reconocida de todas las rodadas en la urbe gallega sea Los lunes al sol de Fernando León de Aranoa, un drama social basado en la reconversión industrial protagonizado por Luis Tosar, Javier Bardem y José Ángel Egido.

### Gastronomía

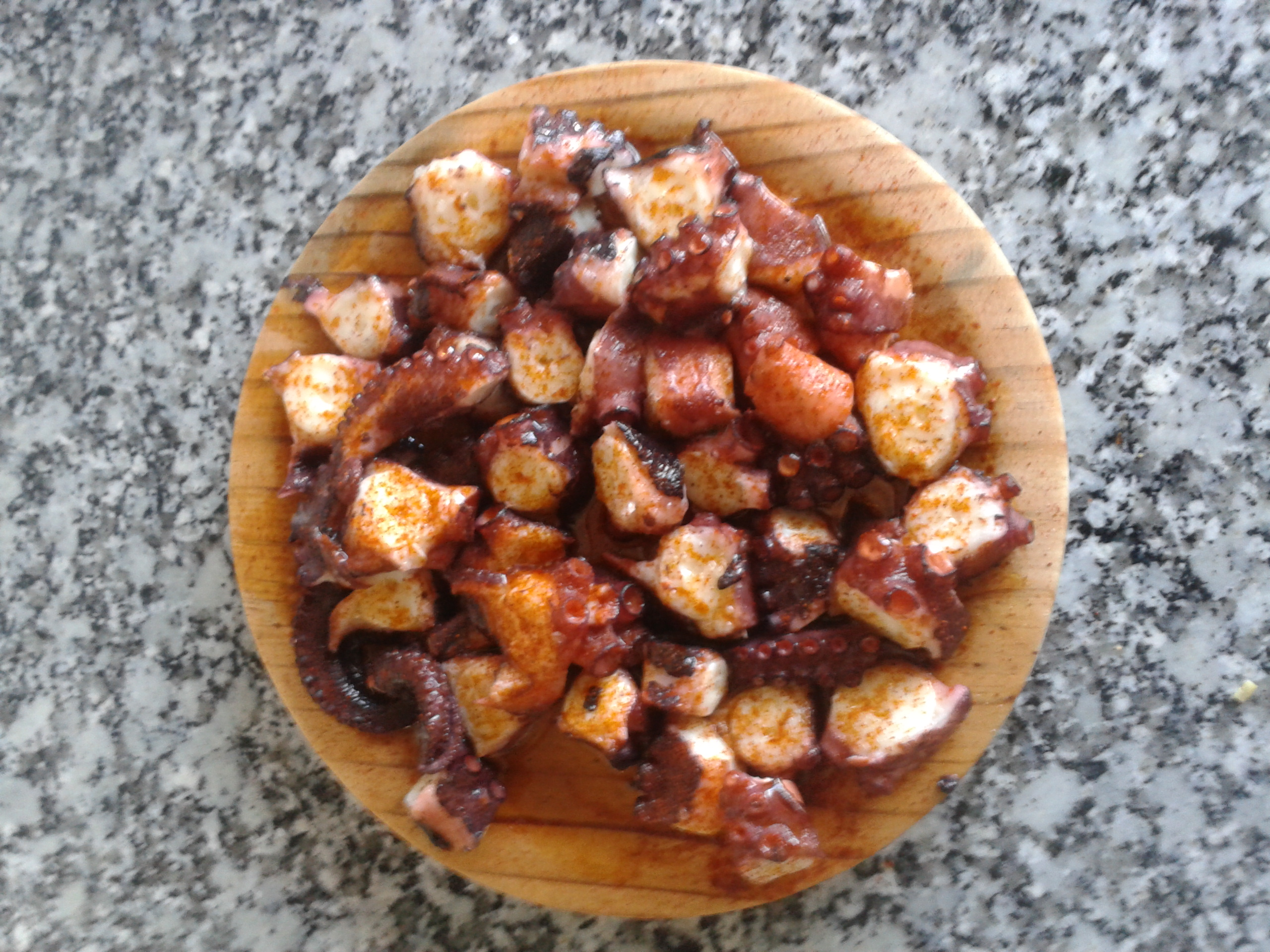
Pulpo a la gallega servido en su típico plato de madera

Los platos comunes de la gastronomía local son por lo general los característicos de la cocina gallega, especialmente la costera, que se caracteriza por la elaboración de sus menús. Algunos de sus platos más conocidos son el arroz con bogavante, los chocos en su tinta, el churrasco, la empanada de zamburiñas, el pulpo a la gallega, el rape a la gallega, las sardinas asadas y el marisco, quizás lo más típico para los turistas que visitan la ciudad.
Los postres más utilizados en la repostería viguesa suelen ser los representativos de la gastronomía gallega, como las filloas, la leche frita o la tarta de queso, entre otros dulces típicos gallegos.

### Deporte
En el municipio se encuentran más de 200 asociaciones y entidades deportivas, las que en colaboración con la concejalía de deportes tienen como objetivo dinamizar, fomentar y promover la práctica de todo tipo de actividades físico-deportivas.
En 2010 Vigo fue galardonado con el Premio del Consejo Superior de Deportes otorgado en reconocimiento a las iniciativas creadas para el fomento del deporte.

#### Fútbol

Los jugadores del Real Club Celta de Vigo antes de un partido de la Europa League 2016-17

El club más representativo de la ciudad es el Real Club Celta de Vigo, fundado en 1923 a partir de la unión del Real Vigo Sporting y el Real Fortuna, equipos que hasta la fusión rivalizaban por la hegemonía del fútbol gallego, alternándose en la conquista de los títulos regionales, el Vigo Sporting incluso llegó a proclamarse subcampeón de España en 1908. Los principales éxitos futbolísticos célticos fueron los tres subcampeonatos de la Copa de España (1948, 1994 y 2001) y la disputa de competiciones continentales, en la que tuvo el honor de ser el primer club gallego en participar en competiciones europeas, al debutar en la Copa de la UEFA en el año 1971 y en conquistar un torneo oficial, la Copa Intertoto de 2000. El equipo compite actualmente en la Primera División del fútbol español.
Otros históricos clubes de fútbol de la ciudad son el Club Rápido de Bouzas, el Coruxo Fútbol Club y el Real Club Celta de Vigo Fortuna.

#### Baloncesto femenino

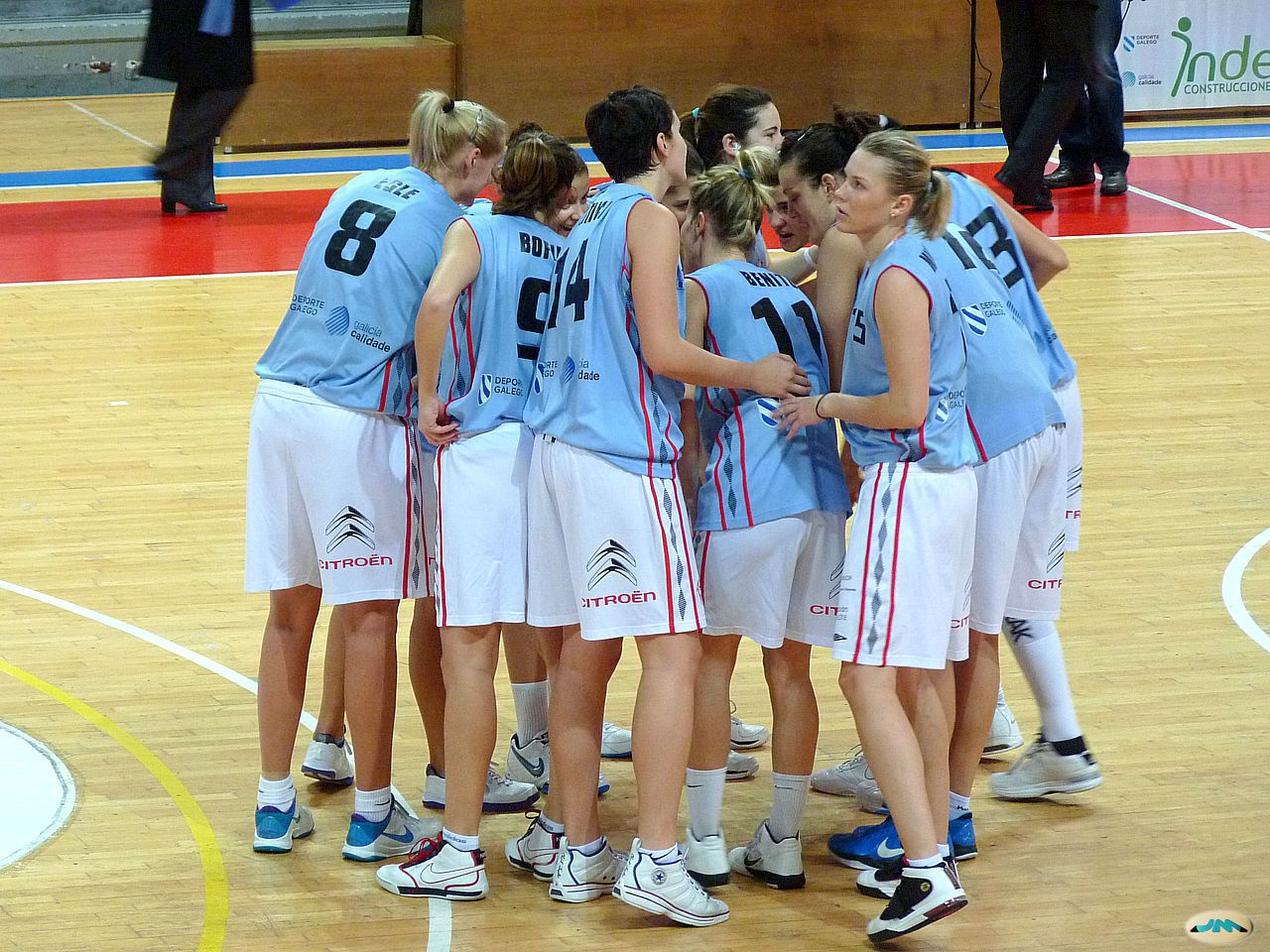
Jugadoras del Real Club Celta Zorka durante un partido de liga

El Celta mantuvo hasta finales de los años 80 una sección de baloncesto femenino que conquistó la supremacía en la canasta española al comienzo de aquella década, en la que coleccionó títulos de liga y copa de la Reina. Tras la desvinculación del Celta, el baloncesto femenino vigués se mantuvo en la élite nacional, hasta que a principios del nuevo siglo, recuperada la denominación céltica, volvió a conquistar los campeonatos de liga y copa. En la actualidad el club se denomina Real Club Celta Zorka Recalvi y compite en la Liga Femenina Challenge.

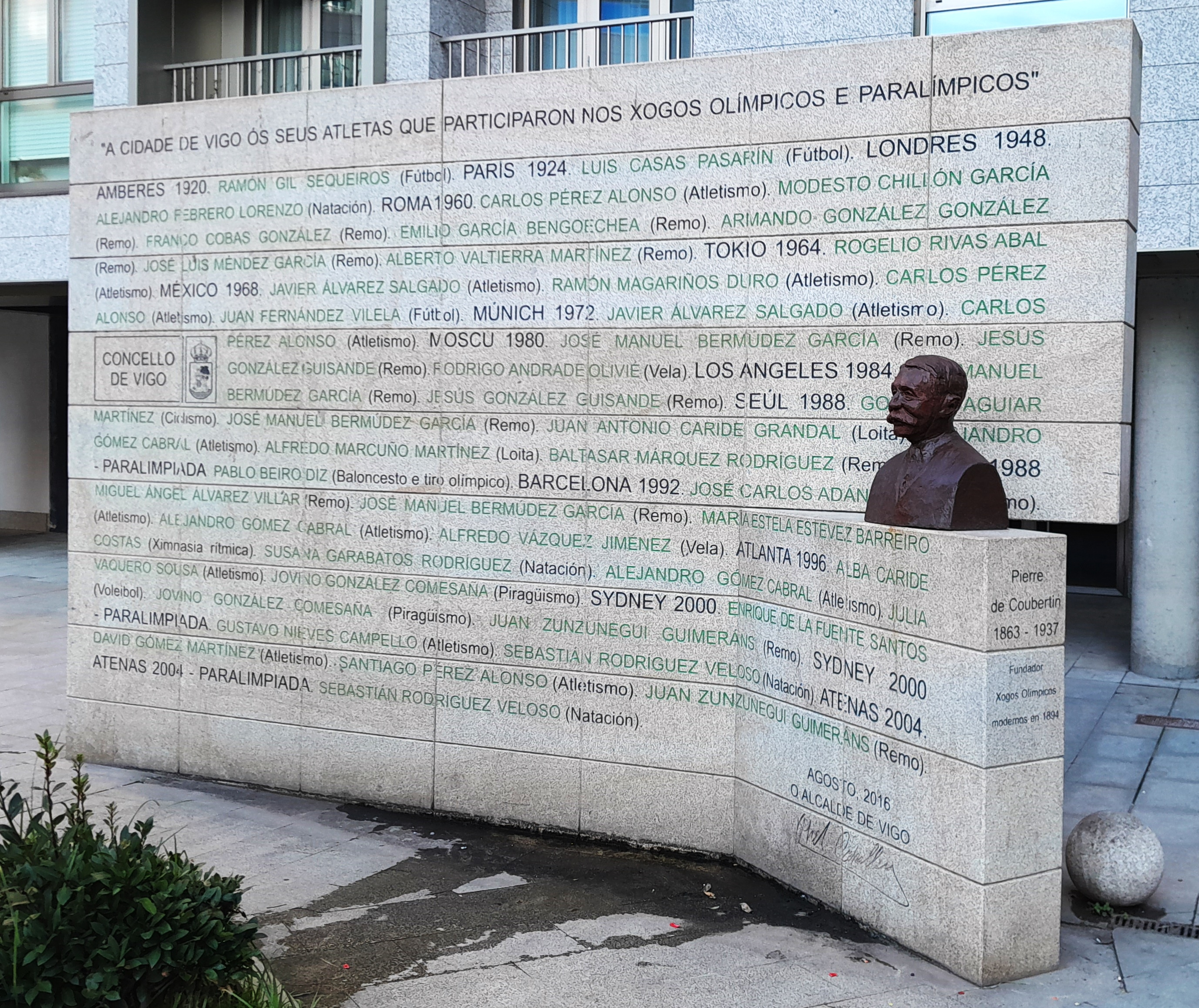
Monumento dedicado a los atletas olímpicos y paraolímpicos de Vigo

#### Atletismo
Si bien la actividad del Celta se centra principalmente en el fútbol y el baloncesto femenino, también mantiene una sección de atletismo que compite en la máxima categoría española. Este departamento ha proporcionado atletas olímpicos como Carlos Pérez o Javier Álvarez Salgado, y más recientemente Alejandro Gómez, David Gómez o José Carlos Adán.

#### Balonmano
Otro deporte con gran arraigo en la ciudad es el balonmano. El primer club local en competir en la máxima categoría del balonmano nacional, entre 1969 y 1971, fue el Club Balonmano Vulcano. Posteriormente destacó en la élite del balonmano español el Academia Octavio, que incluso llegó a disputar competiciones continentales a mediados de la década de 1990.

#### Deportes náuticos

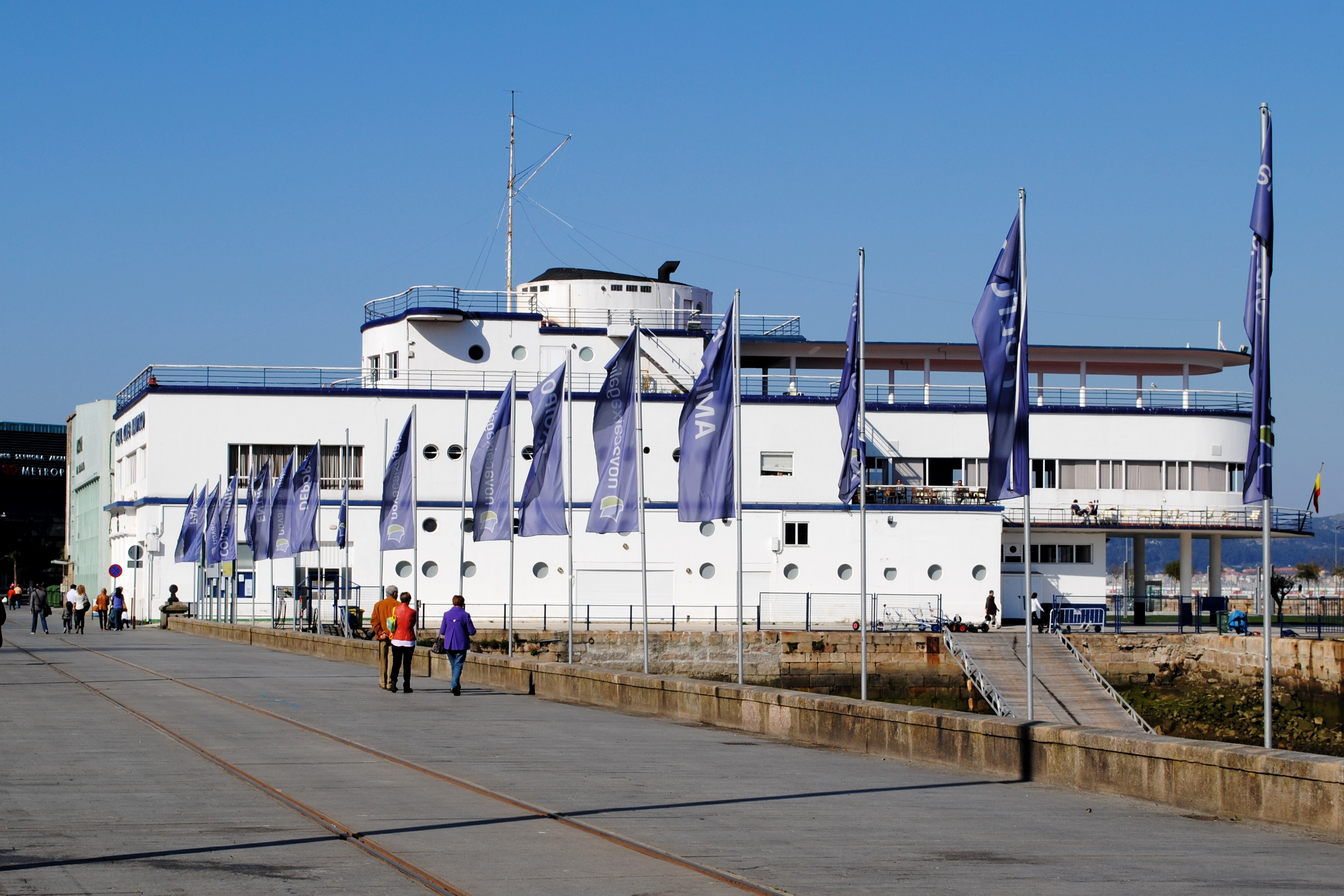
Real Club Náutico de Vigo

Las características de la Ría de Vigo ofrecen unas condiciones óptimas para la práctica de deportes náuticos, es por ello que en la ciudad se encuentran situadas instituciones deportivas relacionadas con este tipo de actividades, tales como el Club Marítimo de Canido, Liceo Marítimo de Bouzas, Marina Davila Sport, Marina Punta Lagoa y el Real Club Náutico de Vigo. Estos cuatro últimos junto con el Monte Real Club de Yates de Bayona están agrupados en el Clúster de la Náutica, un estamento que cuenta con el apoyo de Portos de Galicia y que está tutelado por la Autoridad Portuaria de Vigo, cuyo objetivo es la coordinación, organización y promoción de las actividades náutico deportivas en la ría viguesa, especialmente pesca deportiva, piragüismo, remo y vela.
Estos clubes se encargan de organizar en las aguas de la ría diversas regatas y competiciones anuales, como por ejemplo: el Memorial Cholo Armada, la regata Ribeiro Rías de Galicia-Rías Baixas, la regata de Solitarios y a Dos, la regata Vila de Bouzas, la Semana Atlántica, el Trofeo Abanca, el Trofeo Otoño y el Trofeo Primavera.

#### Otros clubes
Otros clubes deportivos con tradición son el Club Vigo Voleibol y el Xuvenil de Teis de voleibol masculino y femenino respectivamente, el Halcones de Vigo B. C. de béisbol, el Kaleido Universidade de Vigo de rugby y el Iberconsa Amfiv de baloncesto en silla de ruedas, este último campeón de la Challenge Cup en 2017.

#### Eventos deportivos

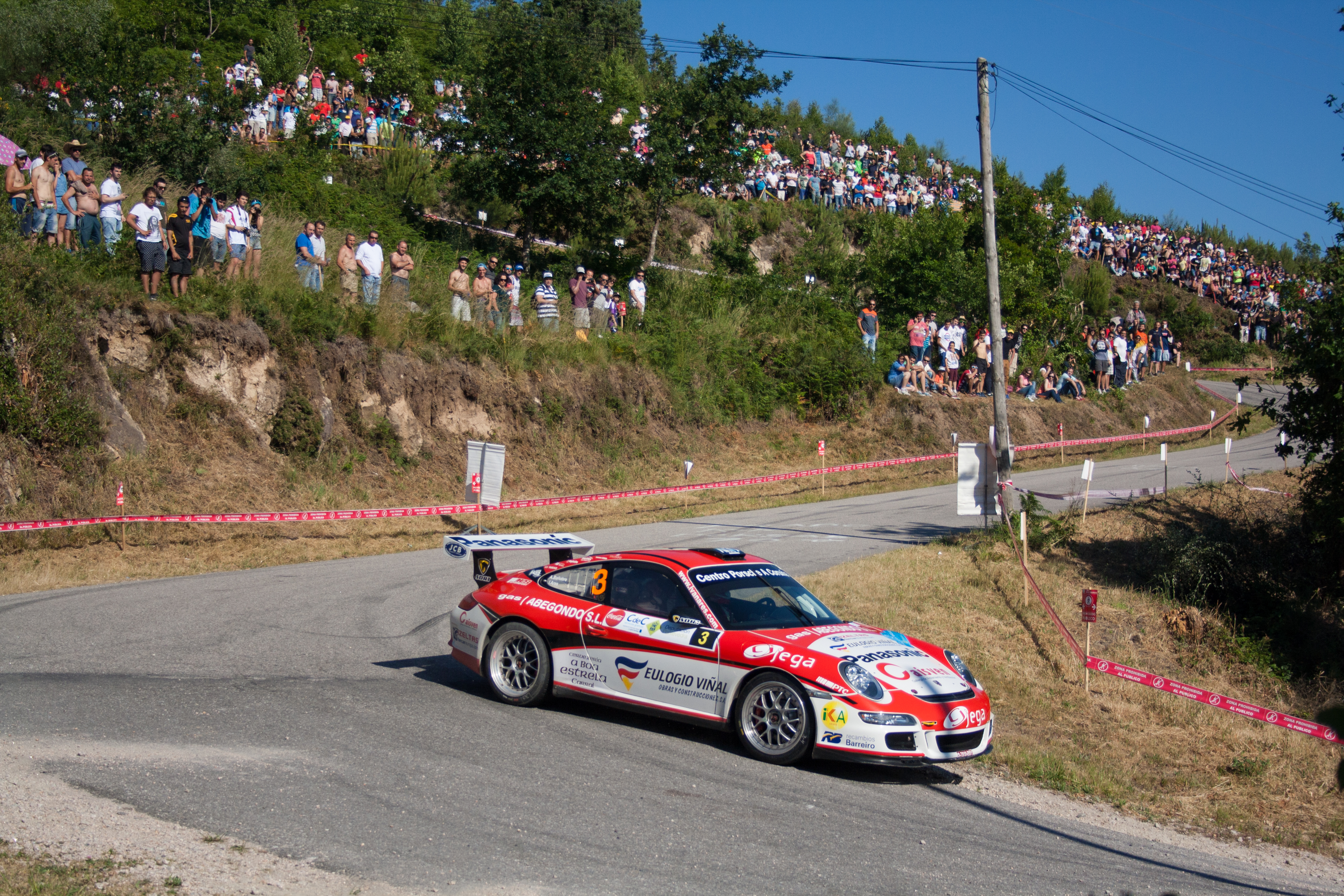
Tramo del Rally Rías Baixas

- Vig-Bay. En abril, la Gran Bahía Vig-Bay es una prueba de atletismo en ruta de medio maratón homologada y supervisada por la Real Federación Española de Atletismo. El recorrido de la carrera es de 21 097 m en una ruta que discurre por los municipios de Vigo, Nigrán y Bayona.
- Rally Rías Baixas. En mayo, organizado por la Escudería Rías Baixas es una prueba puntuable para el Campeonato de España de Rally, su recorrido transcurre por diversos puntos de la ciudad y otros municipios limítrofes.
- Batalla de Rande de natación. En junio, travesía de natación que consiste en realizar a nado una ruta de 27 kilómetros desde las Islas Cíes hasta la Isla de San Simón.[227]
- Trofeo Memorial Quinocho. En agosto, torneo de fútbol organizado por el Real Club Celta. Está dedicado al antiguo gerente del equipo, Joaquín Fernández Santomé «Quinocho», asesinado en un atraco a la sede del club. Tras la desaparición del histórico Trofeo Ciudad de Vigo, este memorial se ha convertido en el principal torneo futbolístico veraniego de la ciudad.

Otros eventos deportivos

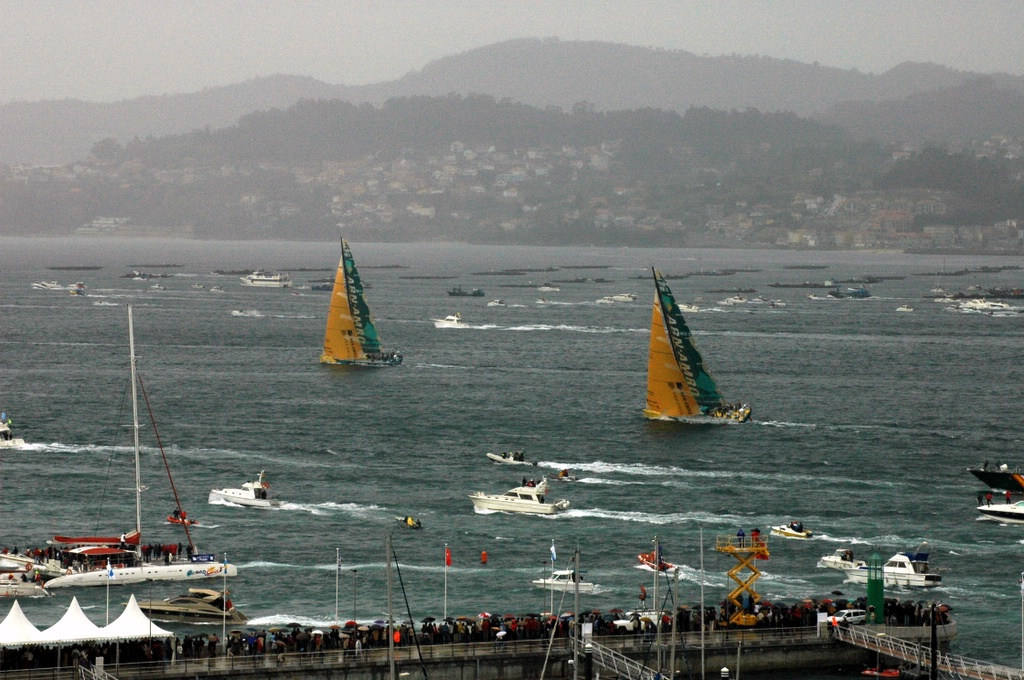
Volvo Ocean Race en 2005

Ocasionalmente se han celebrado en Vigo importantes campeonatos y torneos deportivos de primer nivel, entre ellos se pueden citar los siguientes: partidos amistosos y oficiales de la Selección de fútbol de España, etapas de la Vuelta ciclista a España, escalas de la Cutty Sark Tall Ship Race, pruebas de la Copa del Mundo de saltos hípicos, la final de la Copa del Rey de fútbol de 1922, el torneo preolímpico de balonmano masculino de 1972, la final de la Copa del Generalísimo de balonmano de 1973, partidos de la Copa Mundial de fútbol de 1982, el torneo preolímpico de baloncesto femenino de 1992, el Campeonato de España de ciclismo en ruta de 1993, la fase final de la Copa ASOBAL de balonmano de 1994, la salida de la regata Volvo Ocean Race de 2005, la Copa del Mundo de bicicleta de montaña de 2007, el Campeonato del Mundo de hockey sobre patines masculino de 2009, el Campeonato Mundial universitario de taekwondo de 2010, la fase final de la Copa ASOBAL de balonmano de 2010, la fase final de la Copa del Rey de balonmano de 2011, el Campeonato del Mundo de pesca submarina de 2012, la fase final de la Copa ASOBAL de balonmano de 2012, la Challenge Cup de baloncesto en silla de ruedas de 2017, la Supercopa de España de balonmano femenino de 2017 o el World Padel Tour de 2021.

## Ciudades hermanadas
La urbe gallega participa en la iniciativa de hermanamiento de ciudades promovida, entre otras instituciones, por la Unión Europea o la Federación Española de Municipios y Provincias. A partir de esta iniciativa se han establecido lazos con las siguientes localidades:
- Durango, México (¿?)[231]
- Lorient, Francia (1983)[232]
- Narsaq, Groenlandia (1984)[233]
- Oporto, Portugal (1986)
- Buenos Aires, Argentina (1992)[234]
- Caracas, Venezuela (¿?)
- Las Palmas de Gran Canaria, España (2010)[235]
- Celaya, México (2014)[236]
- Qingdao, China (2016)[237]